# Bayreuth

Das oberfränkische Wappen mit dem Fränkischen Rechen – Bayreuth ist die Hauptstadt Oberfrankens

Logo der Stadt

Stratigraphisches Profil Bamberg – Bayreuth – Fichtelgebirge

Bayreuth [ˈbaɪ̯rɔʏ̯t oder baɪ̯ˈrɔʏ̯t] (ostfränkisch Barreid) ist eine fränkische kreisfreie Stadt im bayerischen Regierungsbezirk Oberfranken. Mit 72.940 Einwohnern (31. Dezember 2024) ist die Mittelstadt nach Bamberg die zweitgrößte Stadt Oberfrankens sowie die sechstgrößte Stadt Frankens. Die Stadt zählt zur Metropolregion Nürnberg und zur Planungsregion Oberfranken-Ost. Ferner ist Bayreuth Sitz der Regierung von Oberfranken sowie Verwaltungssitz des Bezirks Oberfranken und des Landkreises Bayreuth.
Weltberühmt ist Bayreuth durch die alljährlich im Festspielhaus auf dem Grünen Hügel stattfindenden Richard-Wagner-Festspiele. Das Markgräfliche Opernhaus gehört seit 2012 zum UNESCO-Weltkulturerbe. Die Stadt liegt an den Ferienstraßen Burgenstraße und Bayerische Porzellanstraße.
Anders als der Name vermuten lässt, gehört die Stadt erst seit dem Jahr 1810 zu Bayern. Als Folge der Jahrhunderte währenden Zugehörigkeit zum Fürstentum Bayreuth ist sie protestantisch geprägt.

## Name
1194 wurde der Ort als Baierrute in einer Urkunde des Bischofs Otto II. von Bamberg erstmals erwähnt. Der Namensbestandteil -rute ist vermutlich als Rodung zu deuten (siehe -reuth). Dass Baier- auf Zuwanderer aus dem bairischen Siedlungsraum verweisen könnte, ist umstritten und nicht belegbar. Vieles deutet darauf hin, dass die endgültige Namengebung erst nach der sekundären Ortserweiterung erfolgte und spezielle bayerische Interessen sichtbar machen sollte. 1199 ist der Name „Beirrut“, 1231 „Beirruth“ belegt. Belegt sind im Bayreuther Landbuch von 1421/24 auch die Bezeichnungen „Peyeruth“ und „Peyrreute“, die Vorgängerkirche der Stadtkirche Heilig Dreifaltigkeit wurde zunächst als „Pfarr peyr Reut“ (Reut = Altenstadt) bezeichnet.
Das y des Ortsnamens tauchte lange vor der Inbesitznahme der Stadt durch Bayern bereits 1532 erstmals auf. Die heutige Schreibform ist 1625 im Kulmbacher Bürgerbuch belegt, setzte sich aber noch nicht endgültig durch. Markgräfin Wilhelmine (1709–1758) nannte die Stadt „Bareith“.

## Geographie

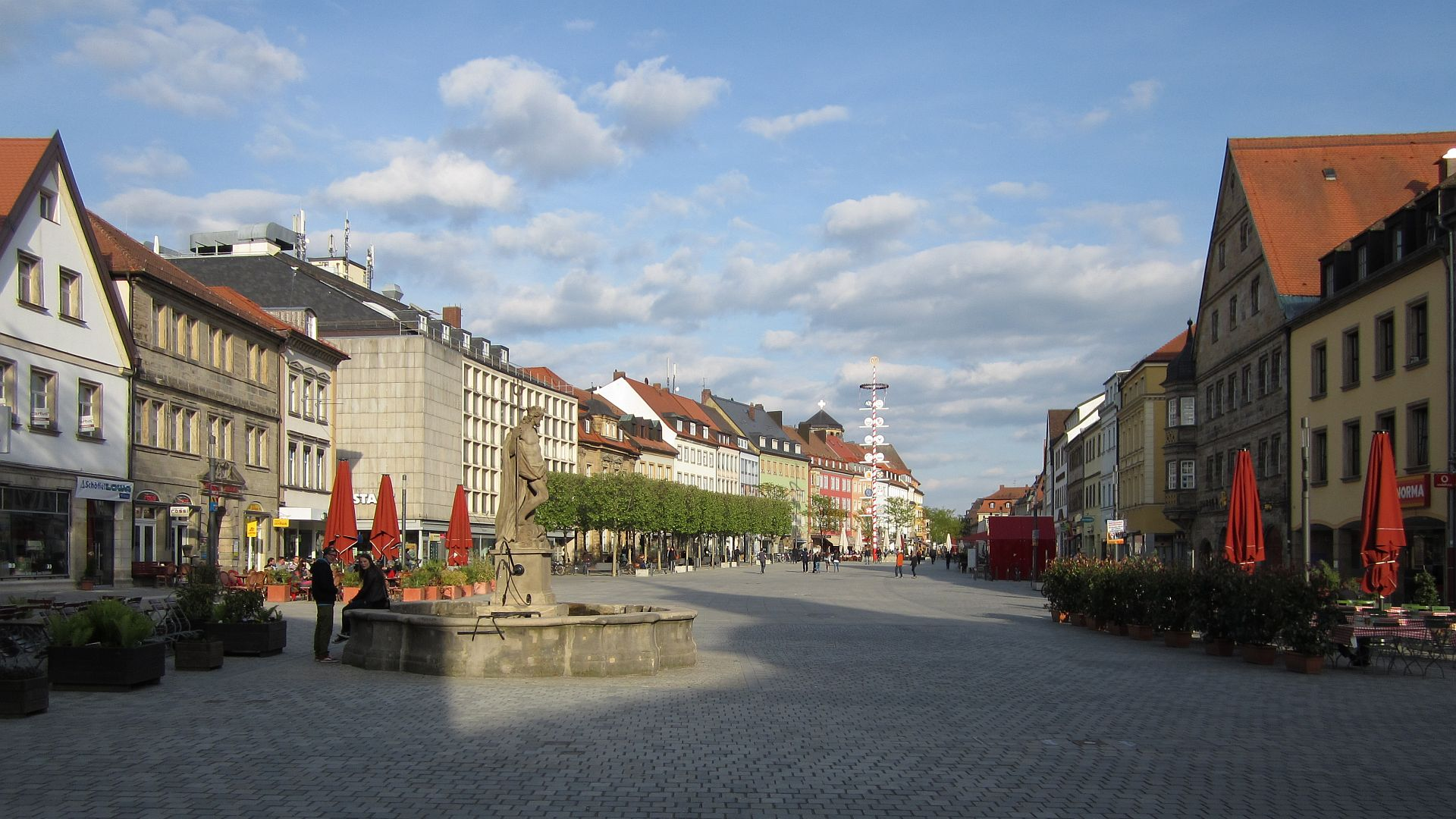
Maximilianstraße, auch Maxstraße, Marktplatz oder Markt genannt, ein Straßenmarkt in der historischen Innenstadt und Keimzelle Bayreuths

### Geographische Lage
Die Stadt liegt im südlichen Teil des Obermainischen Hügellands beiderseits des Roten Mains, des südlichen und längeren der beiden Quellflüsse des Mains, zwischen dem Fichtelgebirge und der Fränkischen Schweiz. Weitere Fließgewässer im Stadtgebiet sind die Warme Steinach, die Mistel, in Bayreuth „Mistelbach“ genannt, und der Sendelbach mit seinem historisch interessanten Seitenkanalsystem Tappert. Das größte stehende Gewässer ist der vom Aubach gespeiste Röhrensee.
Das Zentrum der Stadt (nicht zu verwechseln mit dem dezentral gelegenen Stadtteil Altstadt) liegt mit etwa 340 m ü. NHN mehr als 100 Meter tiefer als die meisten der Höhenzüge, die den Bayreuther Talkessel einrahmen. Die Keimzelle Bayreuths am heutigen unteren Markt entstand strategisch günstig auf einer flachen Anhöhe – einer halbinselförmigen Terrasse aus Buntsandstein – zwischen den Tälern des Roten Mains und des Sendelbachs. Die höchste Erhebung der Umgebung ist mit 594 m ü. NHN der Sophienberg im Süden. Weitere Anhöhen sind der Schlehenberg, der Oschenberg, der Höhenzug Hohe Warte, der Rote Hügel und der Buchstein. Der mit 325 m ü. NHN niedrigste Punkt des Stadtgebiets befindet sich im Nordwesten in der unteren Rotmainaue an der Grenze zu Heinersreuth. Die Beckenlage wirkt sich günstig auf das Klima aus. Die Jahresmitteltemperatur beträgt für Bayreuth 8,3 °C.

### Amtliche Stadtgliederung

Luftbild der Bayreuther Innenstadt

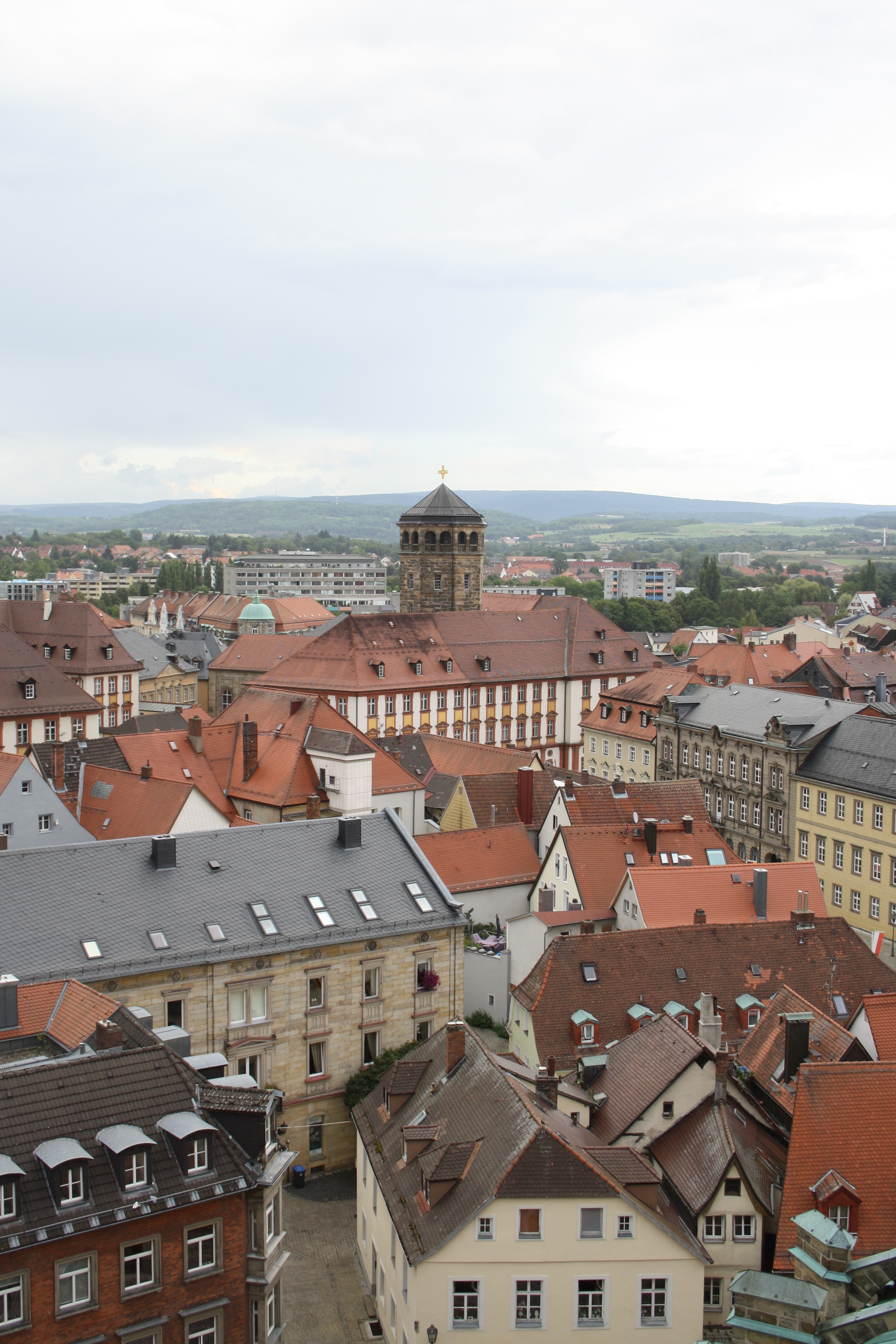
Historische Innenstadt: Blick vom Nordturm der Stadtkirche zum Alten Schloss

Bayreuth besteht offiziell aus 30 Stadtteilen und 39 Distrikten: Liste der Stadtteile und Distrikte von Bayreuth

### Inoffizielle Stadtgliederung

#### Innenstadt im Uhrzeigersinn
| - Historische Innenstadt (innerhalb des Stadtkernrings, mit „Gassenviertel“ und markgräflichem Opernhaus) - Neuer Weg (frühere Bezeichnung des Gebiets nördlich der historischen Innenstadt, mit Bahnhofsviertel) - Gartenstadt (mit Grünem Hügel, Festspielhaus, Wendelhöfen und Bürgerreuth) - Sankt Georgen (mit Burg, Insel, und Stuckberg) - Hammerstatt (mit Obere Au) - Dürschnitz (mit Neue Heimat, Flößanger und Untere Röth) | - Gebiet östlich der Cosima-Wagner-Straße (mit Kreuzstein) - Birken (mit Campus der Universität) - Moritzhöfen (mit Kasernenviertel) - Südwestliche Innenstadt (zwischen Wittelsbacherring, Rathenaustraße, Bismarckstraße und dem Mistelbach) - Altstadt (mit Jakobshof) - Kreuz (mit Herzoghöhe und Hetzennest) |

#### Peripher gelegene Stadtteile im Uhrzeigersinn
| - Grüner Baum (mit Schießhaus und Hussengut) - Industriegebiet St. Georgen - Laineck (mit Friedrichsthal und Rodersberg) - Sankt Johannis (mit Eremitage) | - Colmdorf (mit Rollwenzelei) - Aichig (mit Eremitenhof, Grunau und Wunau) - Oberkonnersreuth (mit Pfaffenfleck, Storchennest, Fürsetz und Hohlmühle) - Saas (mit Glocke, Pottaschhütte und Lerchenbühl) | - Meyernberg (mit Geigenreuth) - Roter Hügel (mit Mosing/Oberobsang) - Maintalsiedlung (mit ehemaligem Spinnereigelände) |

#### Größere eingemeindete Dörfer im Uhrzeigersinn
| - Seulbitz | - Wolfsbach | - Thiergarten (mit Destuben und Rödensdorf) | - Oberpreuschwitz (mit Dörnhof und Unterpreuschwitz) |

### Gemarkungen
Es gibt auf dem Gemeindegebiet die Gemarkungen Aichig, Bayreuth, Colmdorf, Laineck, Meyernberg, Oberkonnersreuth, Oberpreuschwitz, Sankt Johannis, Seulbitz, Thiergarten und Wolfsbach (Gemarkungsteil 0). Die Gemarkung Bayreuth hat eine Fläche von 30,270 km². Sie ist in 16663 Flurstücke aufgeteilt, die eine durchschnittliche Flurstücksfläche von 1816,99 m² haben. In ihr liegen neben dem namensgebenden Ort die Gemeindeteile Frankengut, Hermannshof, Hölzleinsmühle, Hussengut, Kreuzstein, Lohe, Oberobsang, Opelsgut, Pfaffenfleck, Riedelsgut, Saas, Schießhaus, Schupfenschlag, Wendelhöfen und Wundersgut.

## Geschichte

### Vor- und Frühgeschichte
Funde im Bayreuther Raum – bei der Bodenmühle, nahe Bindlach und auf der Neubürg – reichen bis in die Jungsteinzeit zurück. Hügelgräber bei Eckersdorf, Görschnitz und am Pensen gelten als bronzezeitlich. Bei Grabungen im Jahr 2009 am Bayreuther unteren Markt verwiesen Befunde auf ein Grubenhaus aus der Urnenfelderzeit (ca. 1200 v. Chr.). Der Hallstattzeit lassen sich u. a. Funde am Saaser Berg, am Sophienberg und bei Mistelgau zuordnen. Am Fuß des Bindlacher Bergs wurden 1992 Reste einer Keltensiedlung aus der Zeit um 400 v. Chr. gefunden.
Bereits im Frühmittelalter bestand an der Stelle der ehemaligen Burg Laineck eine Wehranlage. Deren Mauer, die zuerst eine reine Holz-Erde-Konstruktion in Blockbauweise war, wurde später durch eine neue Holz-Erde-Mauer ersetzt, die durch in die Erde eingelassene mächtige Pfosten verstärkt war. In einer dritten Phase ersetzte man diese durch eine Trockenmauer aus Steinen. Besonders die erste und dritte Stufe dieser Umwehrung erinnern stark an slawische Bauweisen – Slawen siedelten im frühen Mittelalter in Teilen Oberfrankens. In der zweiten Hälfte des 11. Jahrhunderts verschwanden die Slawen des oberfränkischen Raums aus der geschriebenen Geschichte, zahlreiche Orts- und Flurnamen (Dürschnitz, Döhlau, Kulm) weisen nach wie vor auf ihre Anwesenheit hin. Aus der Zeit zwischen 800 und 1000 n. Chr. stammt auch die Wehranlage am Rodersberg.
Die ostfränkische Kolonisation, deren Träger Adel und freie Franken waren, erreichte Anfang des 9. Jahrhunderts das Zweimainland. Unter den Schweinfurter Grafen rückten fränkische Siedler bis Mistelgau und Gesees vor, auch Obernschreez und Eckersdorf sind dieser Siedlungsphase zuzurechnen.
Mit der Gründung des Bistums Bamberg im Jahr 1007 setzte die eigenständige kulturelle Entwicklung der Region ein. Zugleich kam es zu einem Machtverlust der Schweinfurter, deren Haus mit dem Tod Ottos III. 1057 erlosch. Dessen jüngste Tochter Gisela ehelichte 1098 Arnold aus der Andechser Linie derer von Dießen; damit fassten die späteren Herzöge von Meranien im Bayreuther Raum Fuß.

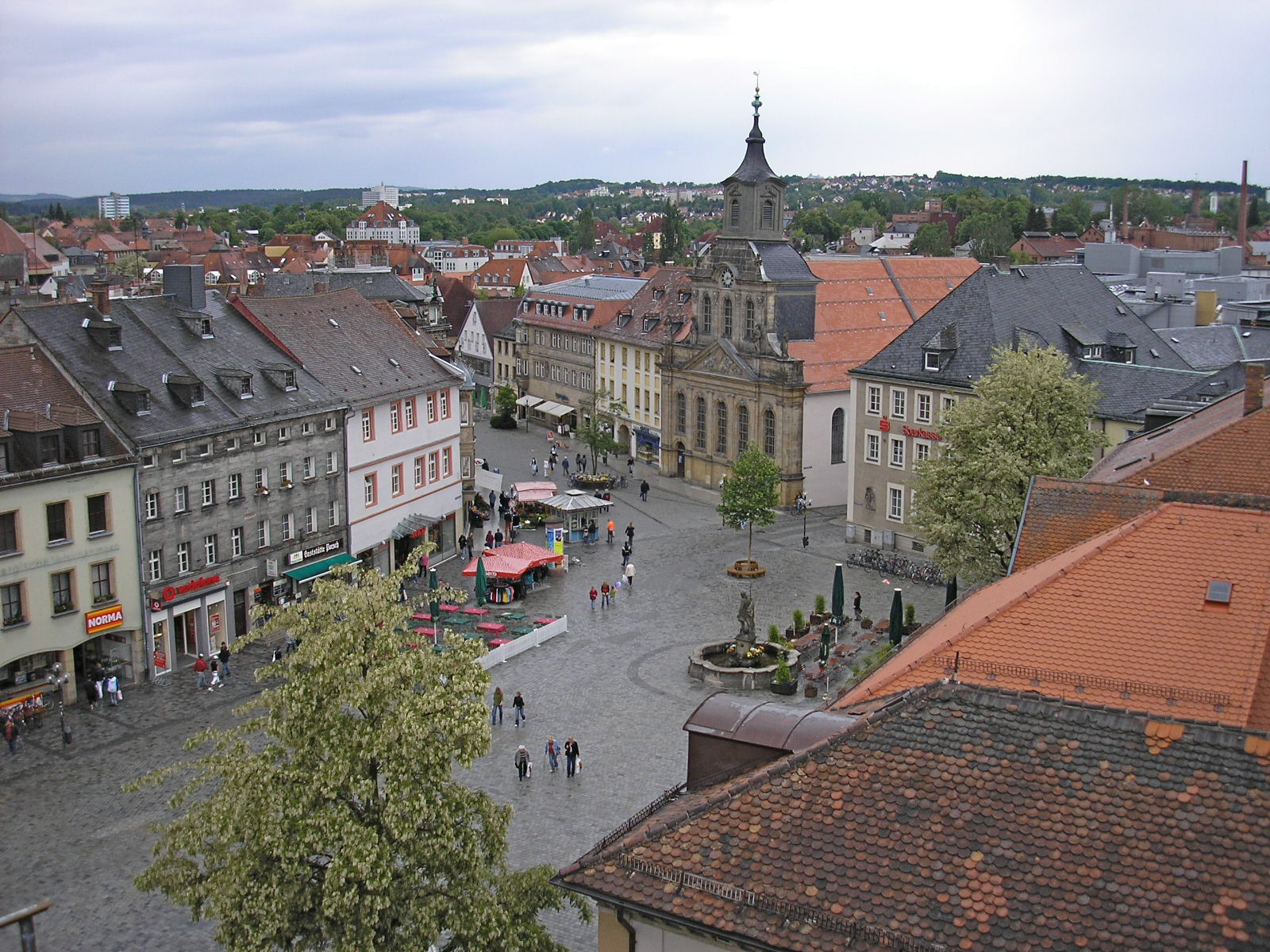
Unterer Markt mit Spitalkirche und dem 2007 abgerissenen Sparkassengebäude, 2006

Der Umstand, dass die Bamberger Fürstbischöfe den Landesherrn den Ausbau der Burg Altentrebgast untersagten, beschleunigte die Siedlungsentwicklung im Bayreuther Raum. Etwa ab dem Jahr 1000 entstanden die Orte Altenreuth (heute der Stadtteil Altstadt), Heinersreuth, Oberkonnersreuth und Meyernreuth. Bindlach wurde die Urpfarrei, deren Sprengel u. a. die Tochterkirchen in der heutigen Altstadt und in Sankt Johannis umfasste. Vermutlich entstand auch schon im 11. Jahrhundert, im Zuge der Rodungstätigkeit der Schweinfurter Grafen, eine kleine Ansiedlung am unteren Markt. Die Gründung der künftigen Stadt im Kräftedreieck Bindlach – Altentrebgast – Altenstadt fiel wahrscheinlich in die Zeit der Rivalität zwischen Bamberg und den neuen Machthabern Dießen-Andechs sowie Sulzbach, d. h. in die Jahre 1137 bis 1177.
Bereits früher als Bayreuth urkundlich erwähnt wurden die eingemeindeten Ortschaften Seulbitz (1035 als salisches Königsgut Silewize in einer Urkunde Kaiser Konrads II.) und Sankt Johannis (evtl. 1149 als Altentrebgast). Auch der Stadtteil Altstadt (bis ins 19. Jahrhundert Altenstadt) westlich des Stadtzentrums dürfte älter sein als die Siedlung Bayreuth. Im Jahr 1600 bezeichnete ihn der Stadtschreiber als das ursprüngliche Bayreuth („Urbayreuth“), diese Auffassung hielt sich bis Ende des 19. Jahrhunderts. Noch ältere Spuren menschlicher Anwesenheit fanden sich im Ortsteil Meyernberg: Keramikreste und Holzgeschirr wurden anhand ihrer Verzierungen in das 9. Jahrhundert datiert.

### Mittelalter, Reformation und frühe Neuzeit
Die Anlage eines Straßenmarkts, dessen Führung sich in eine karolingische Altstraße eingliedert, weist auf ein frühes kleines Handelszentrum in diesem Bereich hin. Sehr früh war der „Markt“, wie er noch heute genannt wird, das pulsierende Herzstück der Siedlung, deren Bewohner zunächst überwiegend Ackerbürger waren. Bei der Verleihung des Marktrechts an Neustadt am Kulm im Jahr 1370 wurde das an Bayreuth verliehene Marktrecht als Vorbild bezeichnet.
Während Bayreuth 1199 noch als villa (Dorf) bezeichnet wurde, erschien im Jahr 1231 in einer Urkunde zum ersten Mal der Begriff civitas (Stadt). Mit dem „Fürstengesetz“ von 1231 hatten die deutschen Fürsten das Recht erhalten, ihre Siedlungen zu befestigen. Davon machten die Grafen von Andechs-Meranien bereits in jenem Jahr umfassend Gebrauch, und es ist anzunehmen, dass Bayreuth damals das Stadtrecht verliehen bekam. Die Befestigung erfolgte problemlos durch einen Mauerbau an der Nord-, West- und Südseite der Sandsteinterrasse, nur nach Osten hin musste ein Graben angelegt werden.
Stadtherren waren bis 1248 die Grafen von Andechs-Meranien, nach deren Aussterben übernahmen 1260 die Burggrafen von Nürnberg aus dem Geschlecht der Hohenzollern das Erbe. In der zweiten Hälfte des 12. Jahrhunderts entstanden im Zuge einer ersten Erweiterung der Stadt die Stadtkirche, die heutige Sophienstraße, die Kanzleistraße, die Brautgasse und die Kirchgasse. Das obere und das untere Tor bildeten die beiden Zugänge.
Zunächst war jedoch die Plassenburg in Kulmbach Residenz und Zentrum des Landes. Die Stadt entwickelte sich daher nur langsam und war immer wieder von Katastrophen betroffen. Aber bereits 1361 erteilte Kaiser Karl IV. dem Burggrafen Friedrich V. für die Städte Bayreuth und Kulmbach das Münzrecht.

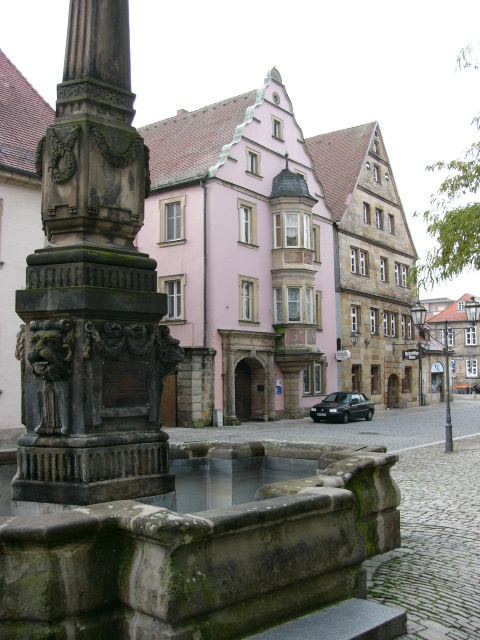
Burggüter aus dem 16. Jahrhundert (im Vordergrund der Obeliskenbrunnen)

1421 erschien Bayreuth, das seit jenem Jahr den Status eines Markgrafenstädchens unter der Herrschaft der fränkischen Hohenzollern hatte, als „Pairaeut“ erstmals auf einer Landkarte. Auf der Karte der „lantstrassen durch das Romisch reych“ von Erhard Etzlaub (1501) ist Bayreuth als Station auf der Via Imperii von Leipzig nach Verona verzeichnet. Das Bayreuther Rathaus befand sich in der Mitte der breitesten Stelle des langgestreckten Marktplatzes. Aus dem 15. und 16. Jahrhundert sind Privilegien wie das Münz- und Zollrecht, die Gerichtsbarkeit und das Braumonopol überliefert. Die wichtigsten Gewerbe vertraten die Färber, Tuchmacher, Tuchwalker, Wollenschauer, Fleischhauer, Bäcker, Brotschauer, Müller, Lederer, Schuster und Kandelgießer.
Obwohl ihm der römisch-deutsche König Sigismund freies Geleit zum und vom Konzil von Konstanz zugesichert hatte, wurde der böhmische Theologe und Reformator Jan Hus 1415 in Konstanz auf dem Scheiterhaufen hingerichtet. Sigismund verfolgte dessen Hussiten genannte Anhänger unversöhnlich als Feinde; weitere Hinrichtungen und Grausamkeiten heizten die Volkswut in Böhmen weiter an. Im Januar 1430 brachen die Hussiten unter der Führung Andreas Prokops mit großer Heeresmacht über Zwickau und Plauen in das heutige Oberfranken ein. Markgraf Friedrich I., der als Günstling und Paladin Sigismunds galt, konnte seine Lande nicht auf dem Verhandlungsweg vor deren Einfall bewahren. In der Nacht vom 29. auf den 30. Januar 1430 verließ er mit seinen Truppen Bayreuth, worauf sich auch die wehrfähigen Männer in die umliegenden Wälder zurückzogen.
Vermutlich am 30. Januar 1430 besetzten die Hussiten kampflos die damals ca. 1500 Einwohner zählende Stadt und zerstörten sie fast völlig. An jenem Tag wurde Bayreuths günstige Entwicklung abrupt unterbrochen. Das Rathaus und die Kirchen brannten nieder, die stadtgeschichtlichen Dokumente und Quellen wurden dabei weitgehend vernichtet. Auch das – damals außerhalb der Stadt gelegene – erste Kranken- und Pflegehaus (Spital) der Stadt wurde ein Opfer des Hussitensturms. Statt eines Neuaufbaus an gleicher Stelle wurde ein Platz innerhalb der Stadtummauerung gewählt. 1435 konnten am unteren Markt das Bürgerspital, 1439 daneben der Vorgängerbau der heutigen Spitalkirche eingeweiht werden.
Friedrich I. sorgte für den Wiederaufbau der Stadt, die 1444 innerhalb der Stadtmauern bereits wieder etwa 200 Häuser zählte. Unter seinem Nachfolger Johann wurde 1446 an der alten Stelle das Rathaus wiederaufgebaut; das neue Gebäude beherbergte neben weiteren Läden auch 14 Fleischbänke. 1448 ist der erste Bayreuther Türmer nachweisbar; bis 1932 lebten und arbeiteten die Türmer in der Türmerstube auf dem Nordturm der Stadtkirche, von wo aus sie die Stadt überblicken und mit Glockenschlägen auf ausgebrochene Brände aufmerksam machten. 1457 wurde erstmals ein Bordell in der damals knapp 2000 Einwohner zählenden Stadt erwähnt (→ Geschichte der Prostitution in Bayreuth).
Ab 1450 ist in Bayreuth nach Daten der Gesellschaft für Leprakunde ein mittelalterliches Leprosorium nachweisbar, das an der Erlanger Straße lag und als „Siechhaus“ bezeichnet wurde. Es wurde 1580 erneuert, wurde dann ab 1666 als Lazarett genutzt und bestand als Gebäude bis 1854. Da der Zerstörung des Rathauses durch die Hussiten fast alle der dort aufbewahrten Dokumente zum Opfer gefallen waren, stammt das älteste Bayreuther Stadtbuch aus dem Jahr 1463. Dort sind u. a. Zinszahlungen dokumentiert, die die jüdischen Einwohner entrichteten.
Mit Kasimir wurden die Stadt und das Land von 1515 bis 1527 von einem brutalen und rücksichtslosen Fürsten regiert: Massenhaftes Ausstechen von Augen, Abhacken von Gliedern und andere Verstümmelungen galten noch als mildere Strafen für die im Bauernkrieg niedergeworfenen Bauern. Er kam dem Ablasswesen Roms weit entgegen, auch in Bayreuth sammelten 1517 Ablasshändler Geld für den Bau des Petersdoms.

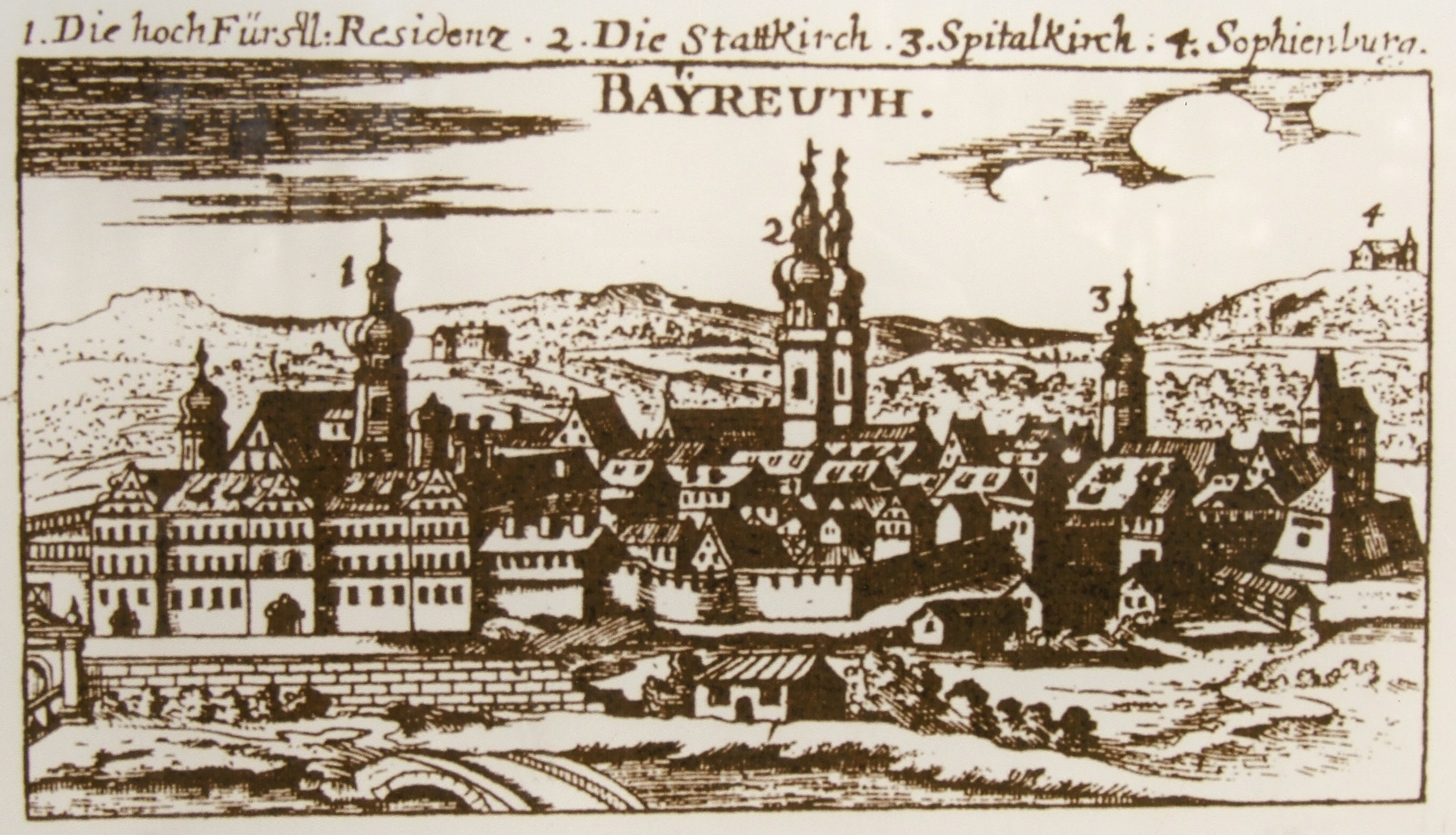
Bayreuth 1680, Blick von Norden

Bereits 1528 (also elf Jahre nach Beginn der Reformation) schlossen sich die Landesherren der fränkischen markgräflichen Gebiete dem lutherischen Bekenntnis an. Markgraf Georg „der Fromme“, der die Stadt von 1527 bis 1541 von Ansbach aus regierte, war mit Martin Luther persönlich bekannt. Die von ihm und den Nürnbergern verfassten Schwabacher Artikel aus dem Jahr 1528 bildeten die Grundlage für die Reformation in seinen Ländern. Entsprechend dem Prinzip „Cuius regio, eius religio“ mussten alle Bewohner Bayreuths den Glauben ihres Fürsten annehmen, erst das 18. Jahrhundert brachte mit der Aufklärung mehr Toleranz gegenüber Andersgläubigen. Das erst 1514 auf dem nahen Oschenberg gegründete Franziskanerkloster St. Jobst wurde 1529 wieder aufgelöst. Anhänger Luthers hatte es in der Stadt schon vorher gegeben: Georgs Vorgänger Kasimir, der Luthers Lehre im Land verbot, hatte den Prediger Schmalzing noch verhaften und ins bischöfliche Gefängnis zu Bamberg schaffen lassen. Georgs Nachfolger Albrecht „Alcibiades“ war wiederum katholisch; er ließ im Land das Augsburger Interim einführen, scheiterte aber mit dem Versuch, die Form des lutherischen Gottesdiensts rückgängig zu machen. Zwischen 1558 und 1654 kam es auch im Bayreuthischen zu Hexenverfolgungen. Im Jahr 1591 starben 22 „Hexen“ auf dem Scheiterhaufen.
Im Markgräflichen Krieg wurden 1553 die Siedlungen außerhalb der Stadt aufgegeben, um Bayreuth besser verteidigen zu können. 1495 und 1602 wütete in Bayreuth die Pest, der jeweils nahezu 20 Prozent der Bevölkerung zum Opfer fielen.

### Bayreuth wird Residenzstadt
Ein Wendepunkt in der Stadtgeschichte war die Verlegung der markgräflichen Residenz von der Plassenburg oberhalb Kulmbachs nach Bayreuth durch Markgraf Christian, den Sohn des Kurfürsten Johann Georg von Brandenburg. Vergeblich hatten der Bürgermeister und der Rat der Stadt versucht, den Herrscher von diesem Vorhaben abzubringen, und Bayreuth als „Ackerbürgerstädtchen“ kleingeredet; der Ort wurde im Jahr 1603 wider Willen Residenzstadt. Die Hofhaltung des Fürsten brachte für die kommenden zwei Jahrhunderte eine neue, breit gefächerte Arbeitswelt, u. a. mit Perückenmachern, Trüffeljägern und Sänftenträgern hervor. Im selben Jahr wurde eine landesherrliche Botenpost von Bayreuth nach Coburg eingerichtet, wo sie an die Kaiserliche Reichspost Frankfurt–Leipzig angeschlossen war. 1682 wurde, unter Taxischer Verwaltung, das Kaiserliche Reichspostamt Bayreuth gegründet und 1738 zunächst in die Friedrichstraße („Postei“), 1742 dann in die Marck Gaß (heutige Maximilianstraße 16) verlegt.

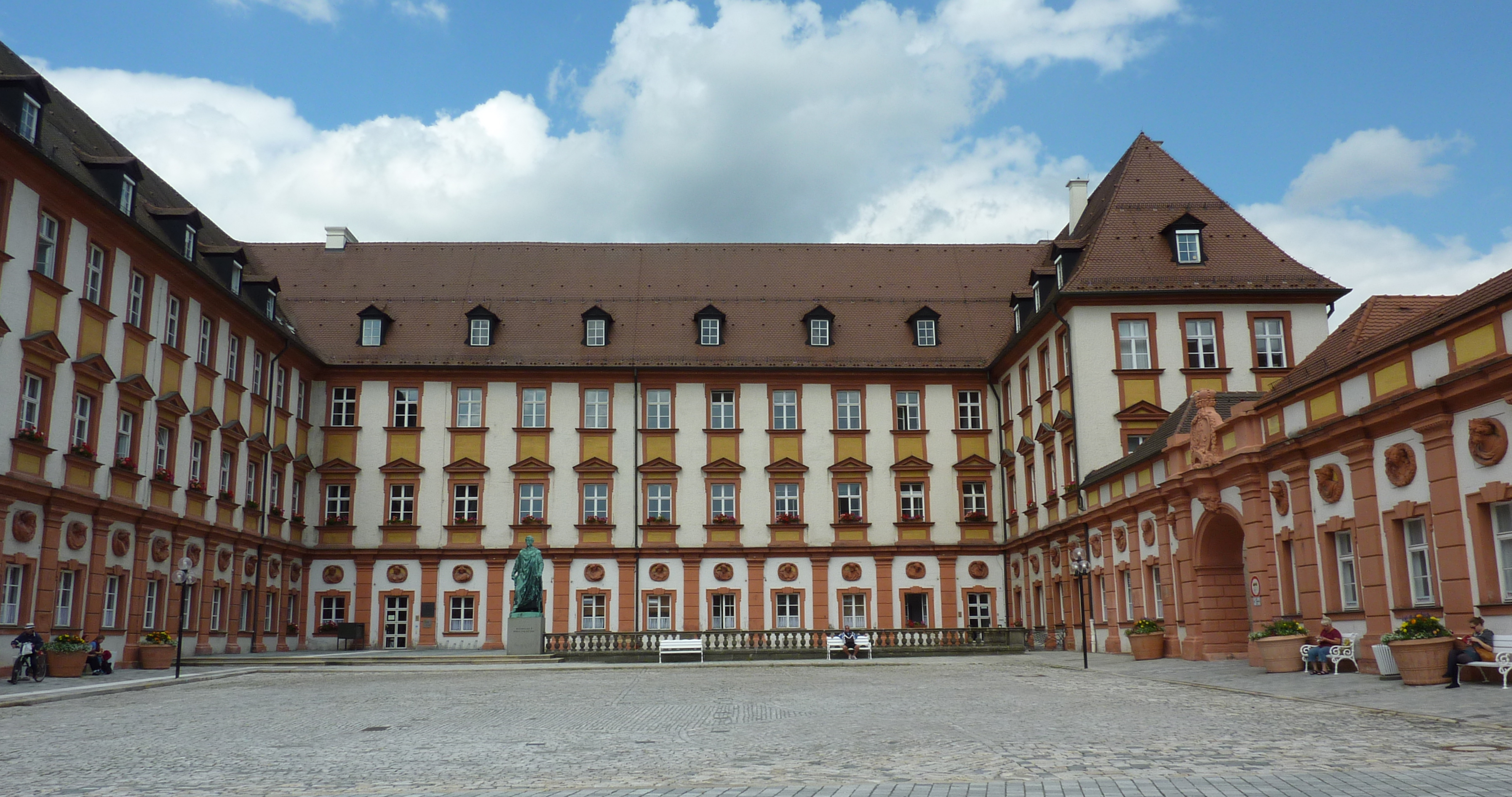
Altes Schloss

Das 1440 bis 1457 unter dem Markgrafen Johann dem Alchemisten erbaute erste Hohenzollernschloss, der Vorläufer des heutigen Alten Schlosses, wurde vielfach aus- und umgebaut. Nach dem Tod Christians folgte ihm 1655 sein Enkel Christian Ernst nach, der 1664 das Gymnasium Illustre (späteres Gymnasium Christian-Ernestinum) stiftete und 1683 an der Befreiung des von den Türken belagerten Wiens beteiligt war. Um an diese Tat zu erinnern, ließ er sich den Markgrafenbrunnen, der heute vor dem Neuen Schloss steht, als Denkmal fertigen, auf dem er als Türkensieger dargestellt ist. In dieser Zeit wurde der äußere Ring (Zwingermauer) der Stadtmauer errichtet und die (alte) Schlosskirche erbaut.
Erstmals im Jahr 1585 wurde in Bayreuth ein Viehmarkt schriftlich erwähnt, im Dreißigjährigen Krieg kamen die Wochen-, Jahr- und Viehmärkte jedoch zum Erliegen. Im ersten Friedensjahr 1648 ordnete Markgraf Christian ihre Wiedererrichtung an. Ab 1715 durfte die Stadt jährlich vier Ross- und Viehmärkte sowie zehn „gemeine“ Viehmärkte abhalten.
Im Jahr 1605 vernichtete ein durch Nachlässigkeit entstandener großer Stadtbrand 137 von 251 Häusern, 1621 folgte ein weiterer großer Stadtbrand, dem auch das Rathaus auf dem Marktplatz zum Opfer fiel. Anfang des 17. Jahrhunderts wurde die erste städtische Wasserleitung gebaut. Die Quellfassung wurde 1611 fertiggestellt, das Wasser floss in hölzernen Rohren vom Oberen Quellhof beim Röhrensee in zunächst vier Brunnen der Stadt. Beim großen Stadtbrand des Jahres 1621 ging die Bayreuther Schützenordnung aus der Mitte des 15. Jahrhunderts verloren. 1623 trat eine neue Schützenordnung in Kraft; in jenem Jahr wurde mit der Schützengilde der älteste Bürgerverein der Stadt ins Leben gerufen.
Durch Plünderungen in der Endphase des Dreißigjährigen Kriegs, der die Stadt um nahezu 30 Prozent entvölkerte, hatte Bayreuth schwer zu leiden. Dank der Neutralitätspolitik des Markgrafen Christian hatte es bis 1630 danach ausgesehen, als könne das Fürstentum aus dem Kriegsgeschehen herausgehalten werden. Nach dem Eingreifen der Schweden schloss er sich 1631 dem protestantischen Lager an; den Umstand, dass Bayreuth für die Kaiserlichen nun Feindesland war, bekam die Stadt in den folgenden drei Jahren mit äußerster Härte zu spüren. Am 20. September 1632 wurde sie auf Befehl Wallensteins besetzt, geplündert und gebrandschatzt. 1633 ließ der bayerische General Johann von Werth die Vororte niederbrennen, 1634 beschossen die Truppen des Generals von der Wahl Bayreuth mit Kanonen. Im Jahr darauf schloss sich der Markgraf dem Prager Frieden an, fortan war die Stadt jedoch für Schweden und Franzosen feindliches Gebiet. Durchzüge, Stationierungen und Einquartierungen deren Truppen belasteten die Einwohner. Erst 1642 kehrte Markgraf Christian mit seiner Hofhaltung nach Bayreuth zurück.
In den 1680er Jahren begann Markgraf Christian Ernst, Hugenotten als Religionsflüchtlinge in sein Land zu holen. Ab 1686 kamen, vor allem aus Südfrankreich, Handwerker und Gewerbetreibende nach Bayreuth und gründeten dort in jenem Jahr die erste französisch-reformierte Kirchengemeinde.

### 18. Jahrhundert – Kulturelle Blüte zur Zeit der Markgrafen

Johann Adam Riedigers „Carte spéciale de la résidence de Bareuth“ aus dem Jahr 1745 (Ausschnitt)

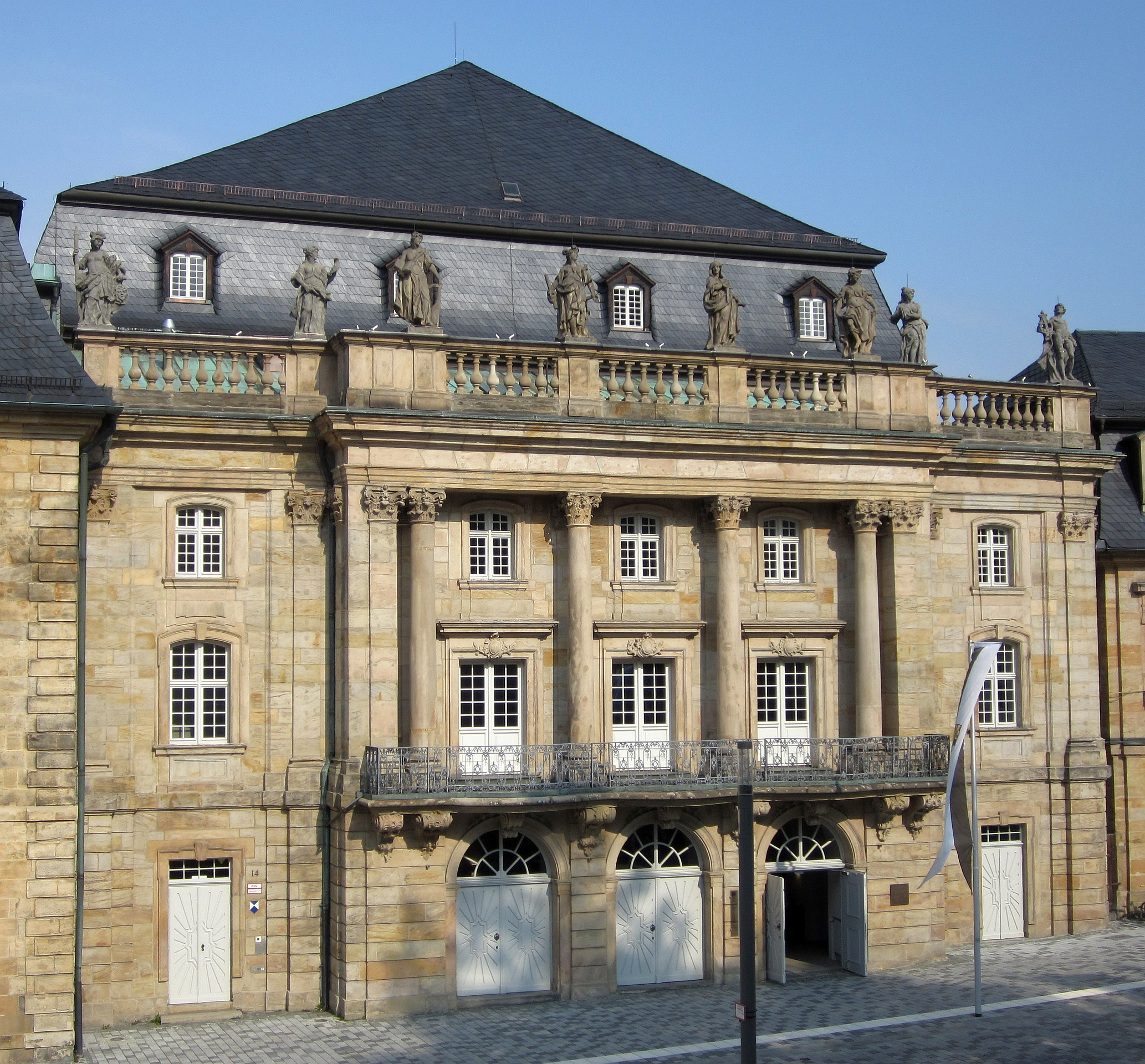
Markgräfliches Opernhaus

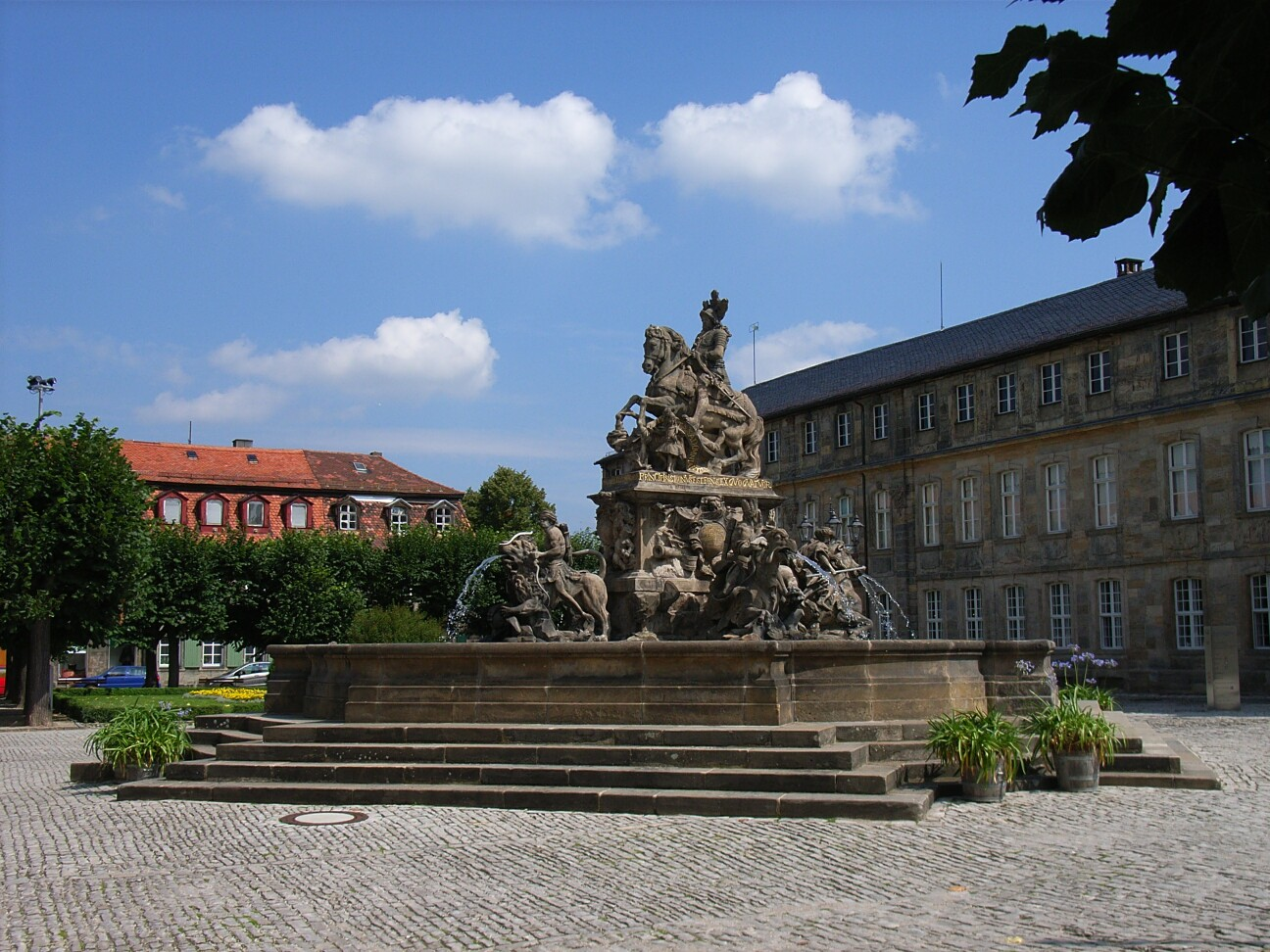
Markgrafenbrunnen vor dem Neuen Schloss

Anfang des 18. Jahrhunderts wurde die – 1945 zerstörte – Mainkaserne errichtet. Christian Ernsts Nachfolger, der Erbprinz und spätere Markgraf Georg Wilhelm von Brandenburg-Bayreuth, begann 1701 mit der Anlage der damals selbstständigen Stadt Sankt Georgen am See (heutiger Stadtteil St. Georgen, 1811 nach Bayreuth eingemeindet), mit dem sogenannten Ordensschloss, einem Rathaus, einem Gefängnis und einer kleinen Kaserne. Er ließ den dortigen Brandenburger Weiher vergrößern, auf dem er Seeschlachten inszenieren ließ. 1705 stiftete er den Orden der Aufrichtigkeit (ordre de la sincérité), der 1734 in Roter-Adler-Orden umbenannt wurde, und ließ die Ordenskirche erbauen, die 1711 vollendet wurde. 1716 wurde in St. Georgen eine fürstliche Fayencemanufaktur eingerichtet.
Im September 1722 erließ der Markgraf eine neue Religionsordnung, die es den wenigen Katholiken in seiner Residenzstadt Bayreuth wieder erlaubte, ihre Religion und Rituale wie Taufen, Hochzeiten und Gebete auszuüben – jedoch im Verborgenen und außerhalb der Stadtmauern.
Das erste Schloss im Park der Eremitage wurde 1715 bis 1719 von Markgraf Georg Wilhelm errichtet. Als Ersatz für das 1440 in der Mitte des Marktplatzes erbaute und bei einem der Stadtbrände zerstörte Rathaus erwarb der Stadtrat 1721 das Palais der Baronin Sponheim (das heutige Alte Rathaus). 1729 ließ Markgraf Georg Friedrich Karl die Fleischbänke am Marktplatz abreißen und für 3000 Gulden 35 neue Bänke an der Außenseite der Stadtmauer, westlich des Mühltürleins, errichten.
Im Jahr 1735 wurde durch eine private Stiftung ein Altenheim, das sogenannte Gravenreuther Stift, in St. Georgen gegründet. Die Kosten für das Gebäude überschritten zwar die Mittel der Stiftung, jedoch sprang hierfür Markgraf Friedrich ein.
Einen Höhepunkt der Stadtgeschichte erlebte Bayreuth in der Regierungszeit (1735–1763) des Markgrafenpaares Friedrich und Wilhelmine, die auch als „Lieblingsschwester Friedrichs des Großen“ bezeichnet wird. Unter der städtebaulichen Gesamtplanung Johann Friedrich Graels, der 1736 als Baudirektor von Bayreuth berufen wurde, begann eine ausgreifende Baulust das Gesicht der Residenzstadt zu verändern. Eine Verordnung des 1735 eingerichteten Hofbauamts gewährte allen große Vergünstigungen, die „nach einem vorher examinierten Ris zu bauen gesonnen, um dadurch der Stadt eine Zierde zu geben“ waren. Die alten finsteren Torhäuser wurden abgerissen, da sie den Verkehr behinderten und verteidigungstechnisch veraltet waren. Auch die Stadtmauern wurden an einigen Stellen überbaut. Nach dem Tod Graels im Jahr 1740 berief Wilhelmine den in Paris ausgebildeten Architekten Joseph Saint-Pierre an den Bayreuther Hof. 1743 verpflichtete Markgraf Friedrich den Kartografen Johann Adam Riediger als Ingenieurhauptmann; dessen erster Auftrag war die Erarbeitung eines Plans der Residenzstadt Bayreuth und deren Umgebung, den er 1745 unter dem Titel „Carte spéciale de la résidence de Bareuth“ vorlegte. Heute wird diese erhalten gebliebene Karte als Riediger-Plan bezeichnet.
In den folgenden Jahren entstanden unter Leitung der Hofarchitekten Joseph Saint-Pierre und Carl von Gontard zahlreiche repräsentative Bauten und Anlagen: das Markgräfliche Opernhaus als reich ausgestattetes Barocktheater (1744–1748), die Umgestaltung und Erweiterung der Eremitage mit dem Bau des Neuen Eremitage-Schlosses mit Sonnentempel (1749–1753), der Bau des Neuen (Stadt-)Schlosses mit Hofgarten (ab 1753), nachdem das Alte Schloss durch Unachtsamkeit des Markgrafen ausgebrannt war, sowie die prächtige Stadterweiterung in der heutigen Friedrichstraße. Es entstand eine eigenständige Variante des Rokoko, das sogenannte Bayreuther Rokoko, das vor allem die Innenarchitektur der erwähnten Bauten bestimmte.
Markgraf Friedrich hielt sein Fürstentum aus den zu dieser Zeit wütenden Kriegen seines Schwagers Friedrichs des Großen erfolgreich heraus und bescherte dadurch dem Fränkischen Reichskreis eine Friedenszeit.

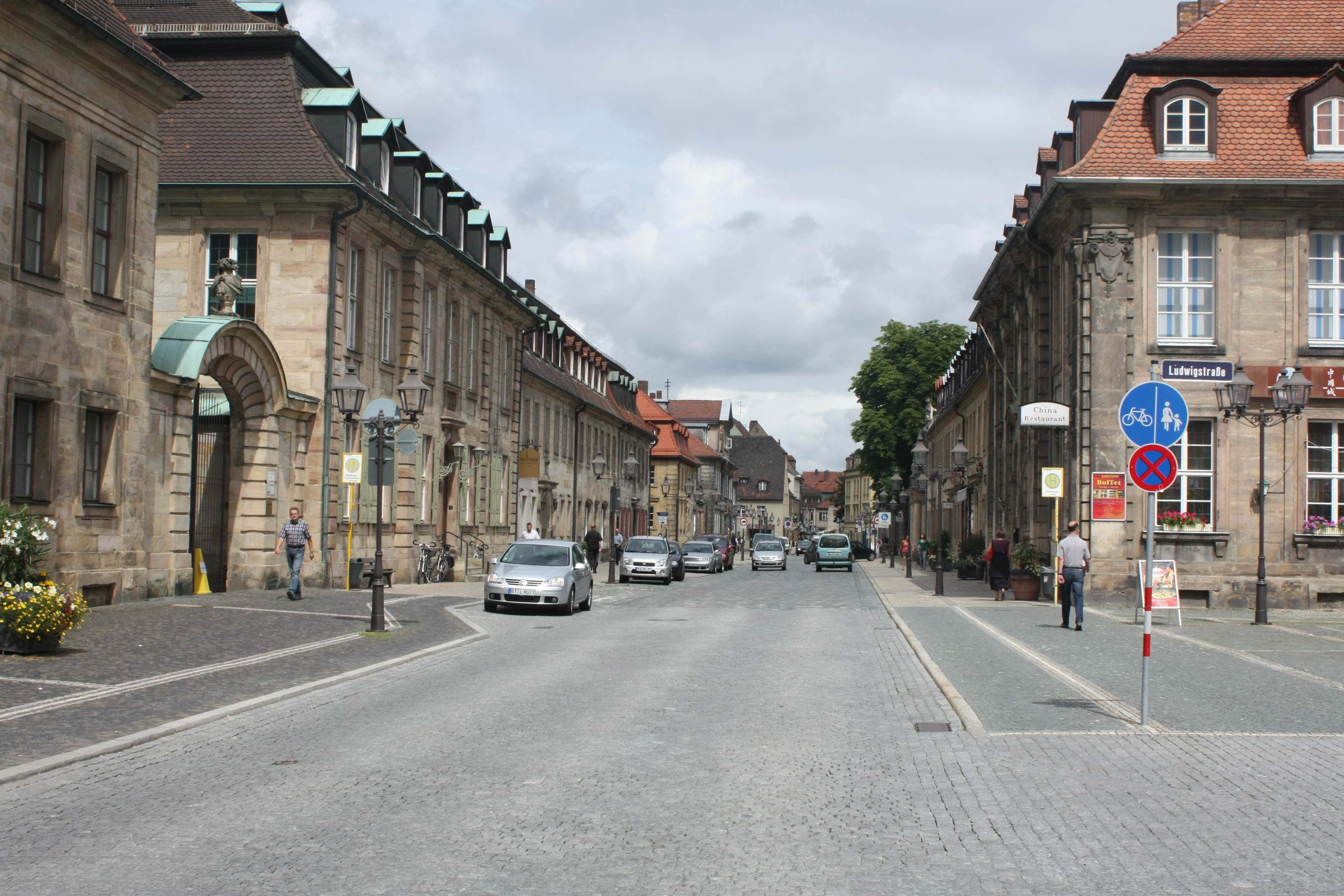
Friedrichstraße

1742 kam es zur Gründung der Friedrichs-Akademie, die 1743 zur Universität erhoben, jedoch wegen der ablehnenden Haltung der Bevölkerung nach schweren Ausschreitungen noch im selben Jahr nach Erlangen verlegt wurde. Dort besteht sie als Universität bis heute. Von 1756 bis 1763 bestand in Bayreuth auch eine Akademie der freien Künste und Wissenschaften, die durch die Italienreise des Markgrafenpaares initiiert war.
Die Katholiken erhielten das Recht, ein Oratorium einzurichten, und auch jüdische Familien siedelten sich wieder an. 1760 wurde die Synagoge und 1787 der jüdische Friedhof eingeweiht.
Die Markgräfin Wilhelmine starb 1758. Markgraf Friedrich heiratete zwar noch einmal, diese Ehe bestand aber nur kurz und blieb ohne Nachkommen. Nach dem Tod Friedrichs im Jahr 1763 wanderten viele Künstler und Kunsthandwerker nach Berlin bzw. Potsdam ab, um für den preußischen König Friedrich den Großen zu arbeiten, denn der Nachfolger Markgraf Friedrichs, Markgraf Friedrich Christian, hatte wenig Verständnis für die Kunst. Es fehlten ihm aber auch die Mittel, denn der aufwendige Lebensstil des Vorgängers, die Bauten und die Gehälter für die meist ausländischen Künstler hatten viel Geld verschlungen. So war der Hofstaat, der unter Georg Friedrich Karl rund 140 Personen umfasst hatte, bis zum Ende der Regierung des Markgrafen Friedrich auf ca. 600 Beschäftigte angewachsen. 1769 stand das Fürstentum kurz vor dem Bankrott.
1769 folgte auf Friedrich Christian Markgraf Karl Alexander aus der Ansbacher Linie der fränkischen Hohenzollern. Bayreuth sank zu einer Nebenresidenz ab. Karl Alexander residierte weiterhin in Ansbach und kam nur selten nach Bayreuth. Um seine hohen Schulden begleichen zu können, stellte der Markgraf den Engländern im Amerikanischen Unabhängigkeitskrieg zwei Regimenter, eine Artillerieabteilung und eine Jägerkompanie zur Verfügung (→ Deutsche Beteiligung am Amerikanischen Unabhängigkeitskrieg). Mehr als 2300 Männer aus seinen Bayreuther und Ansbacher Territorien wurden unter Androhung standrechtlicher Todesurteile zum Kriegsdienst in den Dreizehn Kolonien gezwungen, nur 1379 kehrten zurück. 1788 verlieh Karl Alexander erneut 1500 Soldaten, die für die Generalstaaten der Niederlande auf Java kämpfen mussten. Im Jahr 1775 wurde der Brandenburger Weiher in Sankt Georgen trockengelegt. 1789 verbot eine markgräfliche Verordnung „bey Strafe für die Reichen von 10 Reichstalern, für die Armen von vierwöchentlicher Zuchthausstrafe“, an Pfingsten und Weihnachten Bäume aufzustellen. Erst mit dem Beginn der preußischen Herrschaft wurde das „Christbaumverbot“ aufgehoben.
Nach dem Verzicht des letzten Markgrafen Karl Alexander auf die Fürstentümer Ansbach und Bayreuth am 2. Dezember 1791 wurden seine Gebiete preußische Provinz. Der preußische Minister Karl August Freiherr von Hardenberg übernahm ab Anfang 1792 die Verwaltung. Im März 1792 wurde ein Füsilierbataillon von Halle nach Bayreuth verlegt, das damit preußische Garnisonsstadt wurde. Als königlicher Beauftragter für das Bergwesen der beiden Fürstentümer kam in jenem Jahr Alexander von Humboldt in die Stadt, wo er – mit Unterbrechungen – bis 1796 lebte. Nach dem Vorbild englischer Gentlemen’s Clubs wurde 1796 die „Ressource“ gegründet, deren Mitglieder sich im obersten Stock des Rathauses zu Gesprächen, Lektüre und Spielen trafen. Nach Streitigkeiten innerhalb der eigenen Reihen gründeten 54 Mitglieder 1803 eine neue Gesellschaft mit dem Namen „Harmonie“. 1805 erwarb diese das von Gontard erbaute Palais d’Adhémar am Schloßberglein, das in der Folge als Harmoniegebäude bezeichnet wurde. Im Mai 1800 traten erstmals Bayreuther Arbeiter in den Ausstand: Maurer und Zimmergesellen streikten in jener Zeit allgemeiner Teuerung gegen die als zu niedrig empfundene angebotene Lohnerhöhung auf nur 21 statt der geforderten 30 Kreuzer.

### 19. Jahrhundert – Das Fürstentum Bayreuth wird bayerisch

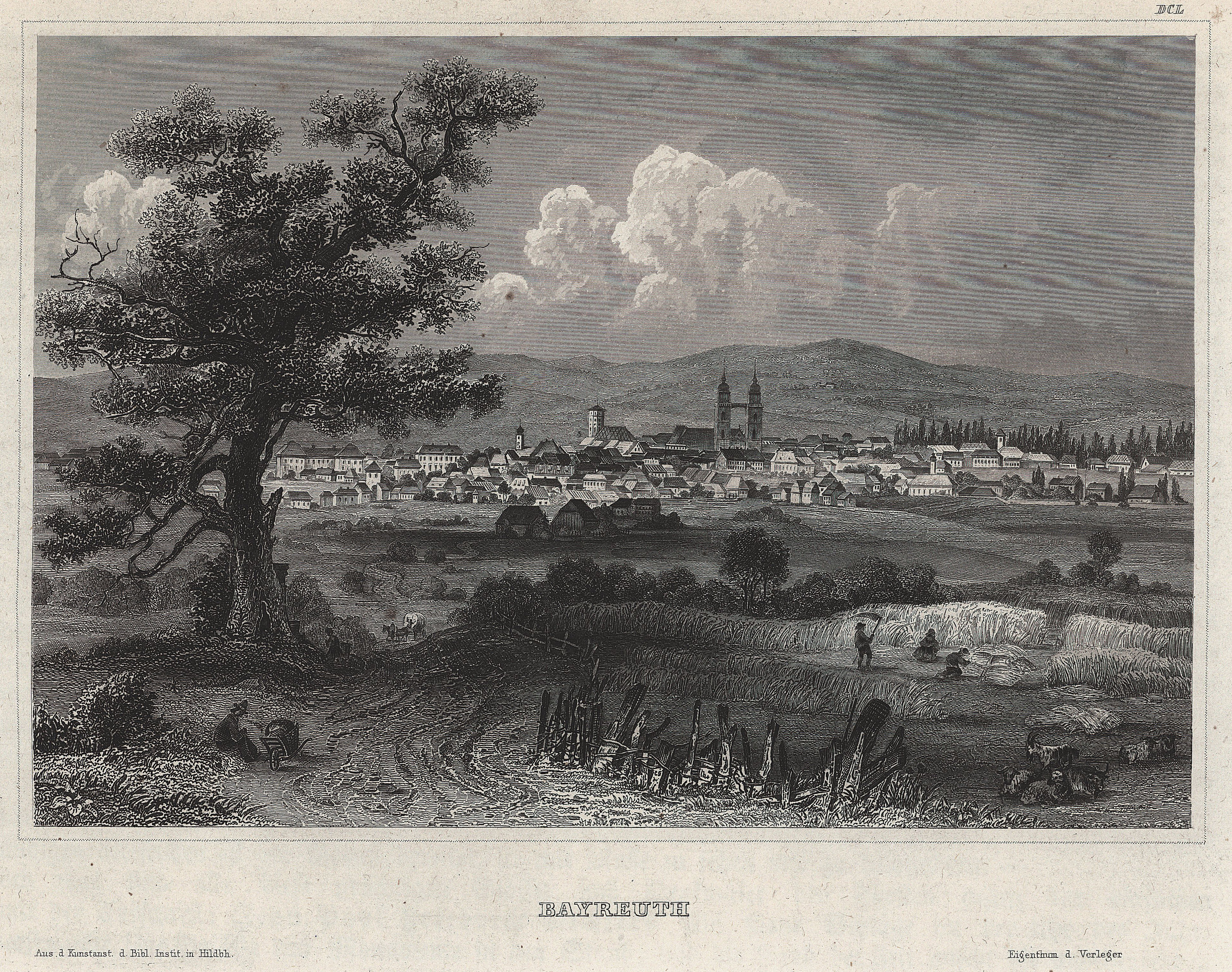
Blick auf Bayreuth ca. 1850

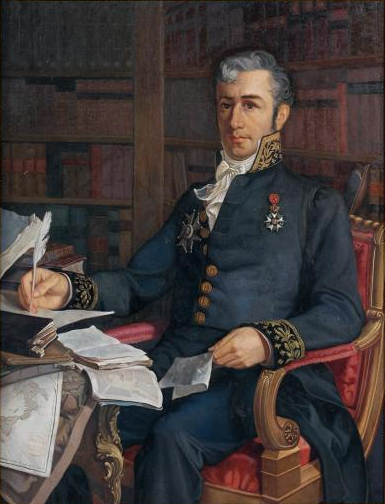
Camille de Tournon

Die Herrschaft der Hohenzollern über das Fürstentum Kulmbach-Bayreuth endete im Jahre 1806 nach der Niederlage Preußens gegen das napoleonische Frankreich. Als Preußen im Sommer 1806 Frankreich den Krieg erklärte, war das Fürstentum nahezu schutzlos Napoleon und dessen bayerischen Verbündeten ausgeliefert. Am 7. Oktober besetzte Marschall Soult, über die Dürschnitz kommend, mit 30.000 Mann die Stadt. Am 8. Oktober erschien Marschall Ney mit 18.000 Soldaten, tags darauf marschierte die erste bayerische Division ein. Zwangseinquartierungen, Requirierungen, Plünderungen und gewaltsame Übergriffe versetzten die Bevölkerung in Angst und Schrecken. Mit Etienne Le Grand de Mercey erhielt die Stadt einen Militärgouverneur, der mit harter Hand regierte. Napoleon betrachtete das Fürstentum Bayreuth als Pays réservé, ein Gebiet, das er sich für zukünftige Tauschhandlungen in Reserve hielt und über das er frei verfügen konnte.
Während der französischen Besetzung von 1806 bis 1810 galt Bayreuth als Provinz des französischen Kaiserreichs und musste hohe Kriegskontributionen zahlen. Gefordert wurden 2,5 Millionen Franc „in möglichst kurzer Zeit“. Ab dem 14. November 1806 stand das Fürstentum unter der Verwaltung des Comte Camille de Tournon, der eine ausführliche Bestandsaufnahme des damaligen Fürstentums Bayreuth verfasste. Er bezeichnete Bayreuth als „eine der hübschesten Städte Deutschlands“. Im Juni 1809 wurde die Stadt von österreichischen Truppen besetzt, die den Franzosen im Juli aber wieder weichen mussten.

Bahnhofsgebäude von 1856, rechts davon die Einsteighalle, dahinter die Mechanische Baumwoll-Spinnerei

Am 30. Juni 1810 übergab die französische Armee das ehemalige Fürstentum an das mittlerweile zum Königreich aufgestiegene Bayern, das es für 15 Millionen Franc von Napoleon Bonaparte gekauft hatte. Damals zählte Bayreuth etwa 12.000 Einwohner. Seitens der Bevölkerung wurde der politische Übergang an Bayern keineswegs mit Jubel aufgenommen. Hoffnung auf mehr Freiheit und Gleichheit hegten die Bürger der Stadt nicht. Noch war Napoleon auf der Höhe seiner Macht und der bayerische König sein Verbündeter. Bayreuth wurde Kreishauptstadt des bayerischen Mainkreises, der später in den Obermainkreis überging und 1837 in Regierungsbezirk Oberfranken umbenannt wurde. Die bisher protestantische Schlosskirche wurde katholisch und das Oratorium profaniert.

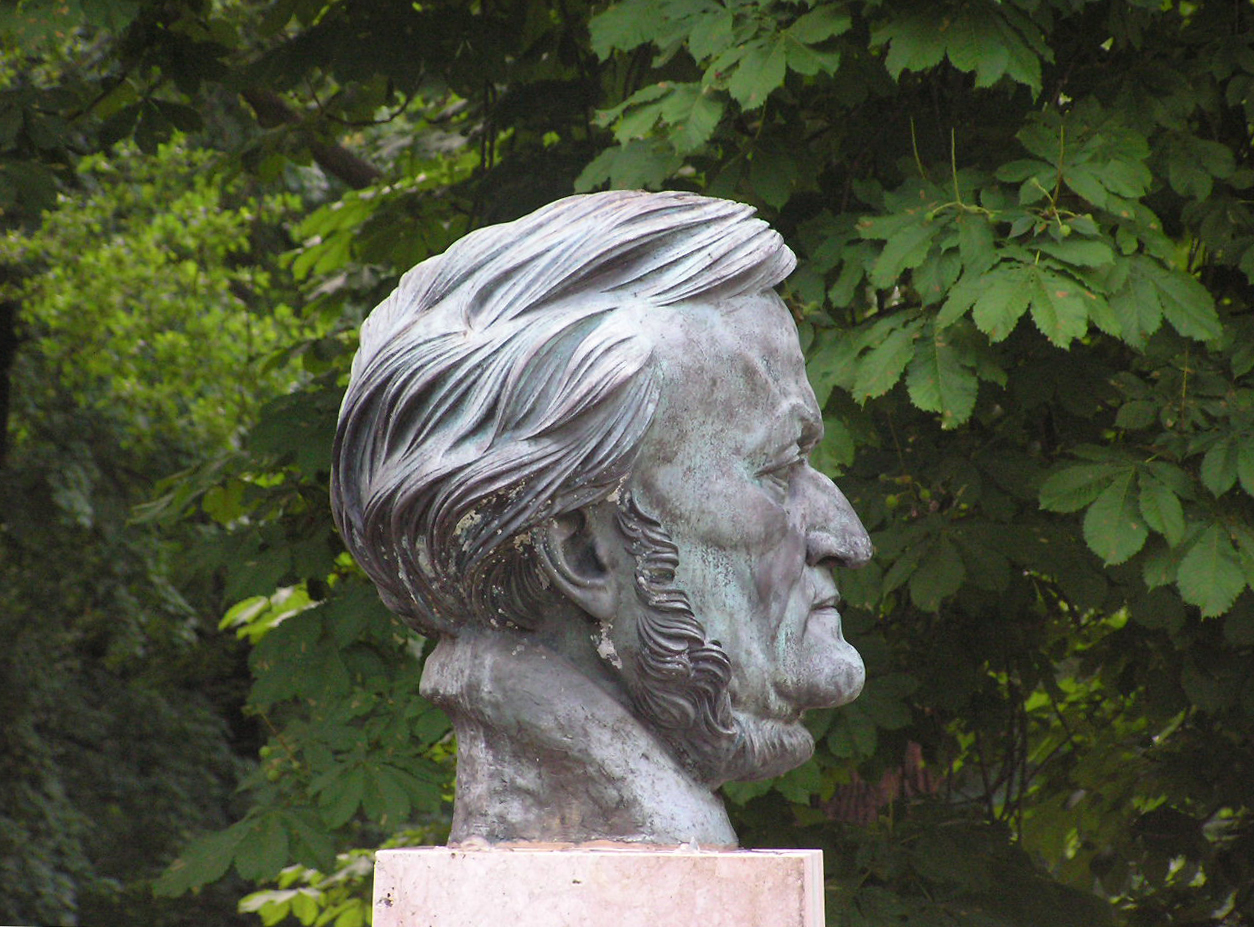
Büste Richard Wagners im Festspielpark

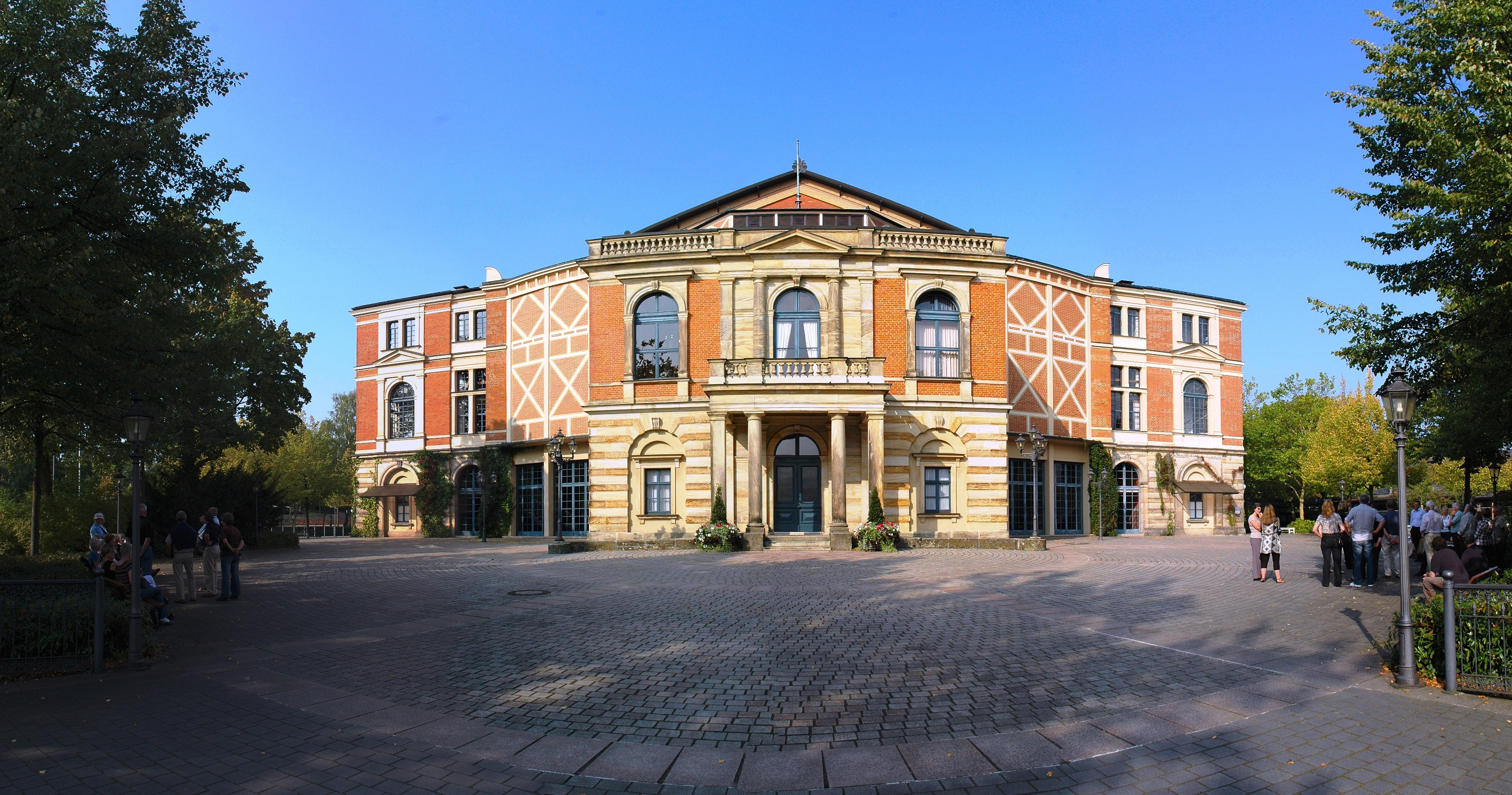
Richard-Wagner-Festspielhaus

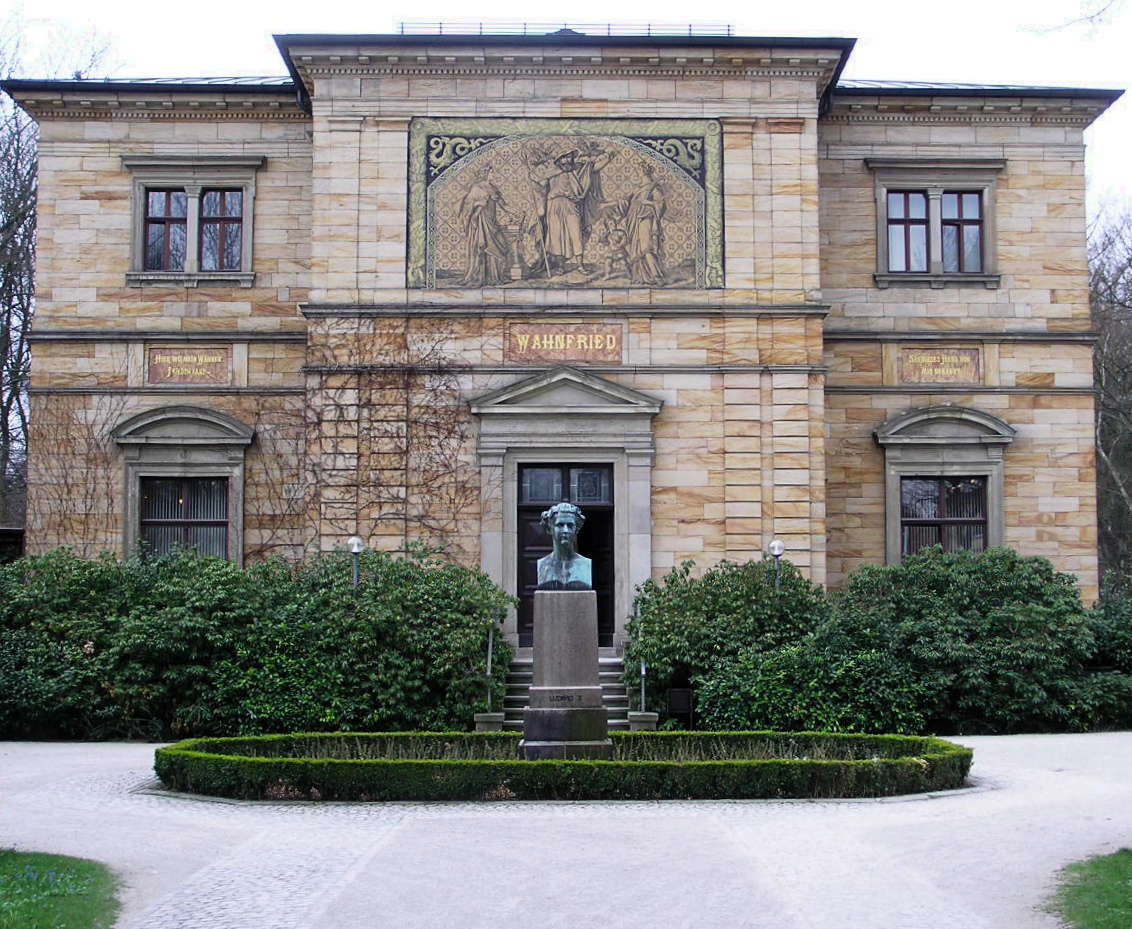
Haus Wahnfried mit Richard-Wagner-Museum

Opernstraße 22 mit Textilgeschäft Kurzmann, 1894

Mit der Übernahme durch die Bayern wurde die Stadt bayerische Garnison. Als Infanteriekaserne diente zunächst die 1945 zerstörte Mainkaserne, die Kavallerie war am Geißmarkt untergebracht. Mitte des 19. Jahrhunderts waren in der 15.000 Einwohner zählenden Stadt 5000 Soldaten stationiert. Vor der folgenden Jahrhundertwende wurde mit dem Bau des Kasernenviertels am südlichen Stadtrand begonnen und die Truppen wurden bis 1903 dorthin verlegt. Napoleon Bonaparte kam mit seiner Gemahlin Maria Louise am 15. Mai 1812 in die Stadt. Von der Bevölkerung wurde er ohne Jubel begrüßt, das Vorhaben eines ortsansässigen Kaufmanns, ihn in die Luft zu sprengen, schlug fehl. Da ihm in jener Nacht im Neuen Schloss das Gespenst „Weiße Frau“ erschienen sei, verzichtete er bei seinem nächsten Aufenthalt am 3. August 1813 darauf, in Bayreuth zu übernachten.
1810 wurden in der Stadt 561 Juden gezählt. Im Geist der Aufklärung hatte die markgräfliche Politik im 18. Jahrhundert dafür gesorgt, dass sich die jüdische Bevölkerung Bayreuths leidlich sicher fühlen konnte. Das bayerische Judenedikt des Jahres 1813 verbesserte ihre rechtliche Stellung. Im Rahmen der Hep-Hep-Krawalle kam es im August 1819 auch in Bayreuth zu antijüdischen Ausschreitungen.
1814 besuchte mit Sigismund Kohn erstmals ein jüdisches Kind das örtliche Gymnasium. Der Bayreuther Koppel Herz studierte ab 1835 Medizin, 1854 wurde ihm jedoch die Habilitation zunächst verweigert. Erst 1869 wurde er als erster Jude ordentlicher Professor in Bayern. Nach der Aufhebung des Zunftzwangs im Jahr 1868 konnten die Juden, die bislang vorwiegend als Händler tätig waren, auch handwerkliche Berufe ergreifen.
Durch die kurze preußische Herrschaft und die französische Besetzung hatte Bayreuth eine schlechte Ausgangslage für die aufkommende Industrialisierung, die in der ganzen Region eher verspätet eintrat, was unter anderem auch an der Konkurrenz anderer Regionen lag. Ein Vorteil Bayreuths war die günstige Lage an verschiedenen Fernstraßen. Auch der Anschluss an die Eisenbahn 1853 brachte eine positive Entwicklung mit sich, wenngleich aus Bayreuth nie eine bedeutende Industriestadt wurde. 1855 gab es in der Stadt erstmals ein Schaufenster, 1866 nannte das Bayreuther Tagblatt die noch immer nicht gepflasterte Jägerstraße (heutige Bahnhofstraße) als verkehrsreichste Straße der Stadt „über alle Beschreibung erbärmlich“.
Das erste Unternehmen in Bayreuth war ab 1834/35 die Zuckerfabrik Theodor Schmidts im Stadtteil Sankt Georgen. Am wichtigsten war für Bayreuth jedoch die Textilindustrie. Sophian Kolb gründete 1846 die erste mechanische Flachsspinnerei, 1853 entstand die Mechanische Baumwollspinnerei. 1894 eröffnete Friedrich Christian Bayerlein einen Betrieb, zudem gründeten Carl Schüller und Otto Rose 1889 die Neue Baumwollspinnerei. Bis weit ins zwanzigste Jahrhundert hinein blieben die Spinnereien das industrielle Standbein der Stadt. Zu den 33 Fabriken, die 1889 gezählt wurden, gehörten aber auch eine Möbelfabrik mit 300 Beschäftigten, eine Ofenfabrik mit 100 Arbeitern und mit der Firma Steingraeber Bayerns größte Pianoforte-Fabrik.
1825 wurden die Zünfte in Gewerbevereine umgewandelt und verloren viele ihrer Privilegien. 1868 brachte das Gesetz über das Gewerbewesen schließlich volle Gewerbefreiheit. In der Folge entstanden freie Handwerker-Innungen, so 1878 die Bayreuther Fleischer-Innung. Bis Ende 1869 waren die Metzger gezwungen, ihre Ware zu festgesetzten Preisen an den Fleischbänken zu verkaufen. Im November 1870 zeigte erstmals ein Metzgermeister die Absicht an, in seinem Haus in der Ziegelgasse (heutige Badstraße) „ein eigenes Locale“ einzurichten, und bald darauf eröffneten weitere Metzger eigene Läden.
Eine besondere Stellung nimmt in Bayreuth bis heute die Bierbrauerei ein. Für lange Zeit hatten vor allem die Bäcker das Brauen übernommen; 1860 gründeten Bäcker die Genossenschaftsbrauerei Bürger-Bräu und brauten gemeinsam in einem Kommunbrauhaus an der Erlanger Straße. Ab Mitte des 19. Jahrhunderts entstanden zunehmend industrielle Brauereien, wie die 1872 gegründete Bierbrauerei AG und die 1887 eröffnete Brauerei der Gebrüder Maisel, die bis heute die beiden wichtigsten Brauereien in Bayreuth sind.
1852 wurde im Alten Schloss eine Königlich Bayerische Telegraphenstation eingerichtet, die die Stadt mit Bamberg verband. 1859 wurde sie in das 1945 zerstörte alte Bahnhofsgebäude verlegt, 1874 dann in die Maximilianstraße 80. Der Fabrikbesitzer Sophian Kolb erhielt 1870 eine erste private Telefonleitung zum Bahnhof. 1891 ging das örtliche Fernsprechnetz mit anfangs 35 Abonnenten in Betrieb. Eine Fernsprechverbindung mit Nürnberg wurde 1892 und mit München zwei Jahre später in Betrieb genommen. Anfang des 20. Jahrhunderts waren bereits 250 „Sprechstellen“ im Stadtgebiet an die „Stadtfernsprecheinrichtung“ angeschlossen und wurden von den „Fräulein vom Amt“ verbunden.
In den Jahren 1852/1853 wurde neben der Ziegelhütte südlich des Hofgartens von einer Aktiengesellschaft eine Gasfabrik errichtet. Sie verarbeitete zunächst Holz und ab 1864 Steinkohle. 1890 wurde die Anlage von der Stadt übernommen. Nach dem Anschluss an die Ferngasversorgung wurde das Gaswerk Anfang März 1965 stillgelegt und im Oktober jenes Jahres abgebaut. Bereits in den 1850er Jahren ließ der Magistrat die Fettöl-Laternen über den Straßen durch eine Gasbeleuchtung ersetzen. Am 30. April 1853 wurden die ersten Gaslaternen der Stadt angezündet. Ein erster Abwasserkanal wurde 1857 für die Maximilianstraße gebaut, dann folgte die Kanalisation der Jägerstraße und des Bahnhofsplatzes; 1877 waren fast alle Straßen in das Abwassernetz eingebunden.
Auf der „Henkersau“ am Mistelbach wurde am 13. September 1855 erstmals ein zum Tode Verurteilter mit der Guillotine statt durch Köpfen mit dem Schwert hingerichtet.
Bei der Erschließung Bayerns durch die Eisenbahn wurde die Hauptlinie von Nürnberg nach Hof (Ludwig-Süd-Nord-Bahn) an Bayreuth vorbeigelegt, sie führt über Lichtenfels, Kulmbach und Neuenmarkt-Wirsberg nach Hof. Anschluss an das Schienennetz erhielt Bayreuth erst 1853, als die auf Kosten der Stadt Bayreuth errichtete Pachtbahn (von Neuenmarkt) eingeweiht wurde. Ihr folgten 1863 die Ostbahn (von Weiden), 1877 die Fichtelgebirgsbahn von Nürnberg und 1896 die Lokalbahn nach Warmensteinach. Mit dem Bau eines soliden Stationsgebäudes wurde erst im August 1856 begonnen, fast drei Jahre nach der Eröffnung der Bahn. Bis 1879 erfolgte der Bau des heutigen Empfangsgebäudes. Das alte Gebäude wurde bis zu seiner Zerstörung im April 1945 unter anderem von der Königlich Bayerischen Post weitergenutzt.
Im Verlauf des Deutschen Kriegs wurde beim nahen Ort Seybothenreuth ein Bataillon des bayerischen Leib-Regiments von preußischen Truppen geschlagen. Damit geriet Bayreuth im Sommer 1866 vorübergehend wieder unter preußische Herrschaft, was Teilen der Bevölkerung und der örtlichen Tageszeitung offenkundig nicht deutlich genug missfiel. Magistrat und Gemeindebevollmächtigte hatten anschließend Mühe mit der Schadensbegrenzung und versicherten ihrer „Majestät“, die Vertreter und Bewohner der Stadt seien „in keinem Augenblick vom Wege der Ehre und der Pflicht“ abgewichen. Um die als wankelmütig gescholtenen Bayreuther Untertanen wieder fester an die Krone Bayerns zu binden, stattete Ludwig II. im November 1866 der Stadt einen dreitägigen Besuch ab.

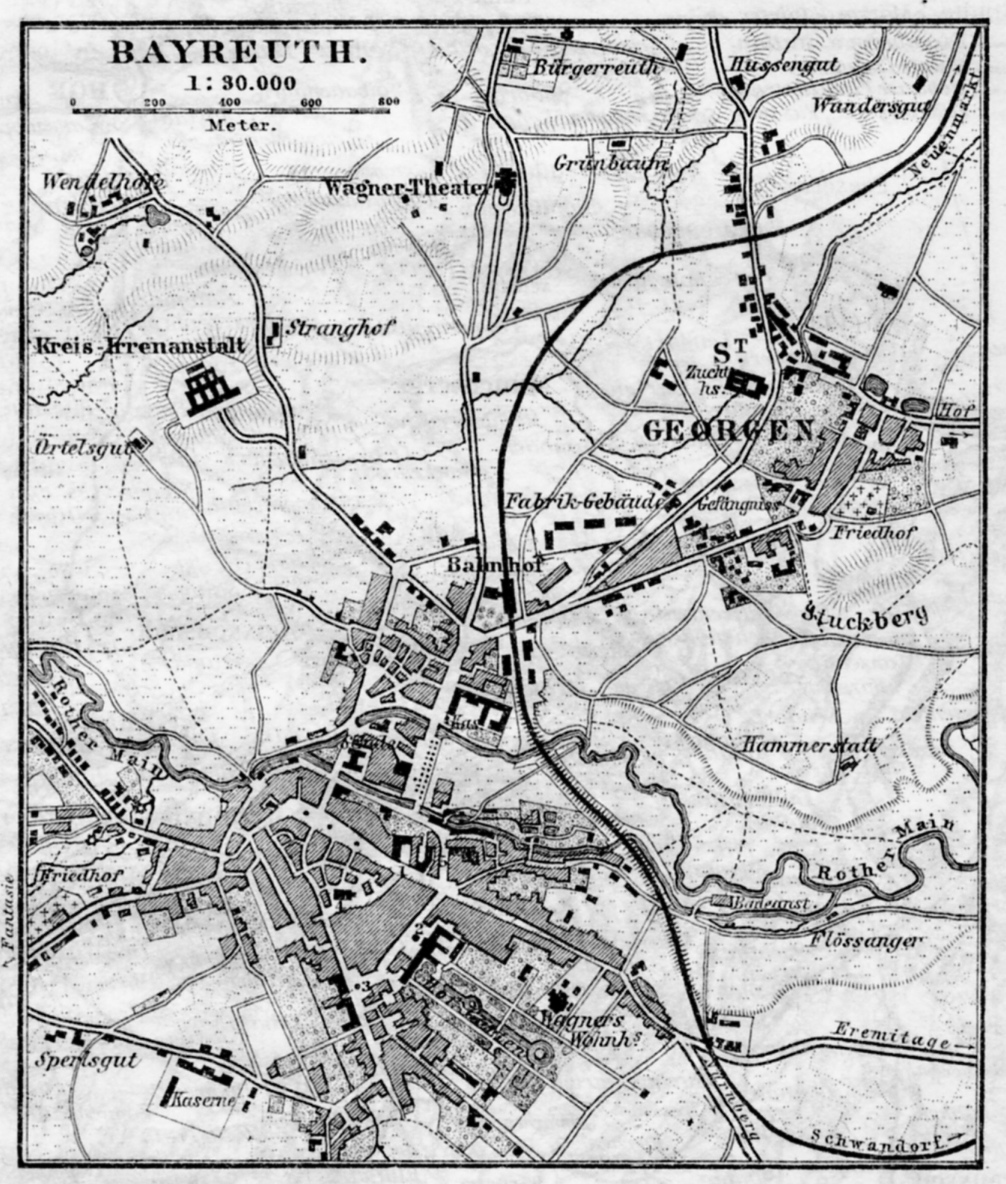
Bayreuth ca. 1878 – das Richard-Wagner-Festspielhaus („Wagner-Theater“) ist bereits gebaut, die neu angelegte Bahnstrecke nach Nürnberg ist noch nicht eingezeichnet

Am 17. April 1870 besuchte Richard Wagner Bayreuth, weil er vom markgräflichen Opernhaus gelesen hatte, dessen große, vor allem aber tiefe Bühne ihm für seine Werke passend schien. Allerdings konnte der Orchestergraben die große Anzahl der Musiker beispielsweise beim Ring des Nibelungen nicht fassen, und auch das Ambiente des Zuschauerraums erschien für das von ihm propagierte „Kunstwerk der Zukunft“ unpassend. Deshalb trug er sich mit dem Gedanken, in Bayreuth ein eigenes Festspielhaus zu errichten. Die Stadt unterstützte ihn in seinem Vorhaben und stellte ihm ein Grundstück zur Verfügung, eine unbebaute Fläche außerhalb der Stadt zwischen Bahnhof und Hoher Warte, den Grünen Hügel. Gleichzeitig erwarb Wagner ein Grundstück am Hofgarten zum Bau seines Wohnhauses, Haus Wahnfried. Am 22. Mai 1872 wurde der Grundstein für das Festspielhaus gelegt, das am 13. August 1876 feierlich eröffnet wurde (siehe Bayreuther Festspiele) – was Bayreuth zur ersten Festspielstadt Europas machte. Planung und Bauleitung lagen in den Händen des Leipziger Architekten Otto Brückwald, der sich schon beim Bau von Theatern in Leipzig und Altenburg einen Namen gemacht hatte.
In den 1840er Jahren hatte der Jean-Paul-Verein eine „Kinderrettungsanstalt“ gegründet, in der um 1860 etwa 35 Kinder „dem materiellen und sittlichen Elend entzogen“ wurden. Die Stiftung des Magistratsrats Christoph Friedrich Leers schuf die materielle Basis für ein Waisenhaus. Die Anfang 1859 ins Leben gerufene Initiative Bayreuther Damen zur Unterstützung „verschämter Hausarmer“ zählte Ende jenes Jahres bereits über 600 Mitstreiterinnen. In jener Zeit blühte das Vereinswesen auf, vom Musik-Dilettantenverein über den Polytechnischen Verein für naturwissenschaftlich Wißbegierige bis zum Leichenverein der Livree-Dienerschaft wurden viele Neigungen abgedeckt. 1861 entstand der Turnverein, der 1864 bereits über 400 Mitglieder zählte und eine erste Feuerwehr ins Leben rief. 1863 wurde der Bayreuther Arbeiterverein, der zunächst keine politischen Ziele formulierte, gegründet, um die „geistige Bildung und sittliche Kräftigung“ seiner Mitglieder „in christlichem Sinne fruchtbar“ zu machen. Die sozial Schwachen jener Zeit meldeten sich nur selten und in unterwürfiger Sprache zu Wort. Um 1870 schlossen sich dann die Tischler, Maurer, Steinhauer und Schneider zu Fachvereinen mit gewerkschaftlichem Kampfcharakter zusammen. Im Mai 1871 konnten die Schneidergesellen eine Lohnsteigerung von 25 % aushandeln. Otto von Bismarcks repressives Sozialistengesetz schränkte ab 1878 den Aktionsradius der Bayreuther Proletarier wieder stark ein. Selbst die Arbeiterliedertafel wurde zum politischen Verein erklärt und aufgelöst. 1885 wurde unter dem Namen „Verein zur Erzielung volkstümlicher Wahlen“ ein Wahlverein der SPD gegründet. Dessen Mitglieder wurden schon wegen harmloser Äußerungen wie dem Zitieren von Bibelversen ins Gefängnis gesteckt.
Bei der Reichstagswahl des Jahres 1890 erhielt im Stadtgebiet mit dem Landgerichtsrat Heinrich Stoll von der Deutsch-Freisinnigen Partei erstmals ein von den Sozialdemokraten unterstützter Kandidat die Mehrheit der Stimmen. Nur die konservativ eingestellte Bevölkerung der Dörfer rettete im Wahlkreis Oberfranken 2 das Reichstagsmandat des Wagner-Intimus Friedrich Feustel. Nicht besser erging es 1903 dem SPD-Kandidaten Karl Hugel, der sich in der Stadt mit großem Vorsprung durchsetzte (im Stadtteil Altstadt 84 % Stimmanteil) und die Wahl dennoch verlor. Am 1. Mai 1890 legten die Weber der Mechanischen Baumwoll-Spinnerei die Arbeit nieder und zogen „in geschlossenen Haufen“ durch die Stadt. Nach den vielen Jahren Bismarckscher Repression wurde damit erstmals der im Vorjahr in Paris ausgerufene „Weltkampftag“ des Proletariats in Bayreuth begangen. 1895 wurde Bismarck die Ehrenbürgerwürde der Stadt verliehen.
Der Bayreuther Schlossermeister August Hensel erhielt bei der Weltausstellung in Wien des Jahres 1873 für eine von ihm entwickelte Nähmaschine eine Goldmedaille. Im Jahr 1876, dem ersten Jahr der Bayreuther Festspiele, wurde an der Mainkaserne das erste öffentliche Pissoir der Stadt errichtet. Das erste öffentliche Toilettenhaus auch für Frauen wurde erst 1911 am Luitpoldplatz eröffnet. Die erste elektrische Straßenbeleuchtung wurde versuchsweise 1887 und dauerhaft 1893 installiert. Den Strom lieferte das Pumpwerk im C’est-bon-Tal am südlichen Ende des Röhrensees. 1894 verbot die Stadt das Schlittschuhlaufen auf öffentlichen Straßen. Im Januar 1896 klagte die Lokalpresse, dass die Jugend diese Vorschrift nicht ernst nähme und „unbekümmert“ Passanten umremple. Der Fahrradhändler Conrad Hensel bot 1896 erstmals einen Radfahrkurs für Damen an, wogegen zahlreiche sittliche und gesundheitliche Bedenken vorgebracht wurden. Im November 1899 wurde das großstädtisch anmutende Kaufhaus Friedmann (1939 abgerissen) an der unteren Opernstraße eröffnet.

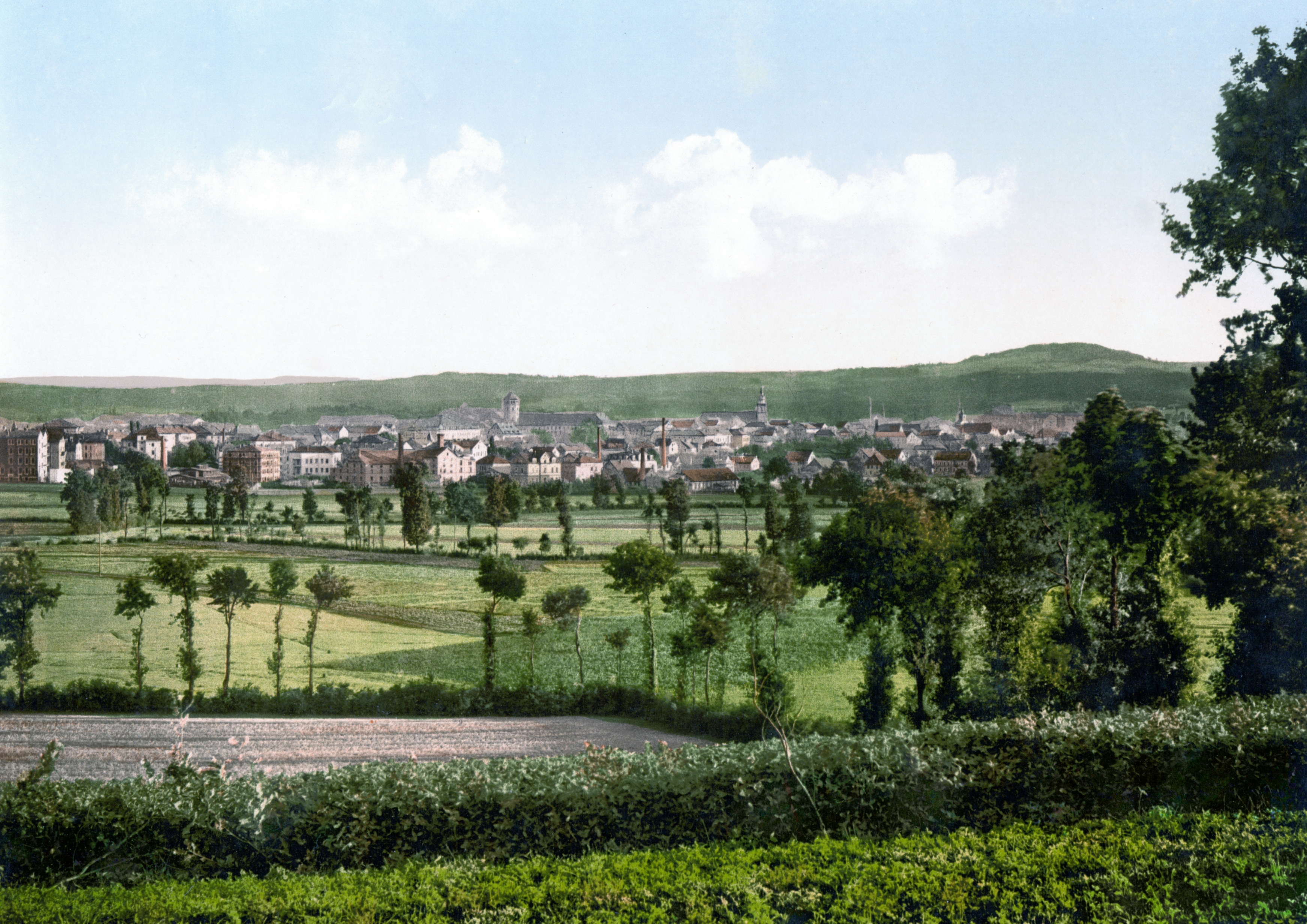
Bayreuth um 1900

1894 schrieb das Bayreuther Tagblatt über den teilweise gesundheitsgefährdenden Zustand der Arbeiterwohnungen (von der Zeitung als „wahre Diphtherie-Höhlen“ bezeichnet) sowie deren eklatanten Mangel. Am 8. April 1894 gründeten Arbeiter der Rose’schen Zuckerfabrik eine Konsumgenossenschaft, die nach wenigen Wochen bereits 240 Mitglieder zählte. Angesichts der neuen, unberechenbaren Konkurrenz warnten örtliche Kaufleute in der Tageszeitung „eindringlich“ vor dieser „überflüssigen“ Initiative. Erste Streiks hatten die Arbeitgeber mit Druck und Drohgebärden noch schnell im Griff. So mussten im Juli 1896 Streikende der Ofenfabrik Seiler unter demütigenden Umständen den Rückzug antreten und erklären, sich nie wieder einem Fachverein (d. h. einer Gewerkschaft) anzuschließen. Der „Hauptagitator und dessen Helfershelfer“ wurden entlassen. Am 14. März 1897 konstituierte sich das Bayreuther Gewerkschaftskartell, was im Rathaus Alarmstimmung auslöste. Bürgermeister Theodor von Muncker veranlasste, dass das Kartell „in unauffälliger Weise“ überwacht wurde.

### 20. Jahrhundert

#### Bis zum Ende der Weimarer Republik (1900–1933)

Zentralhalle um 1900

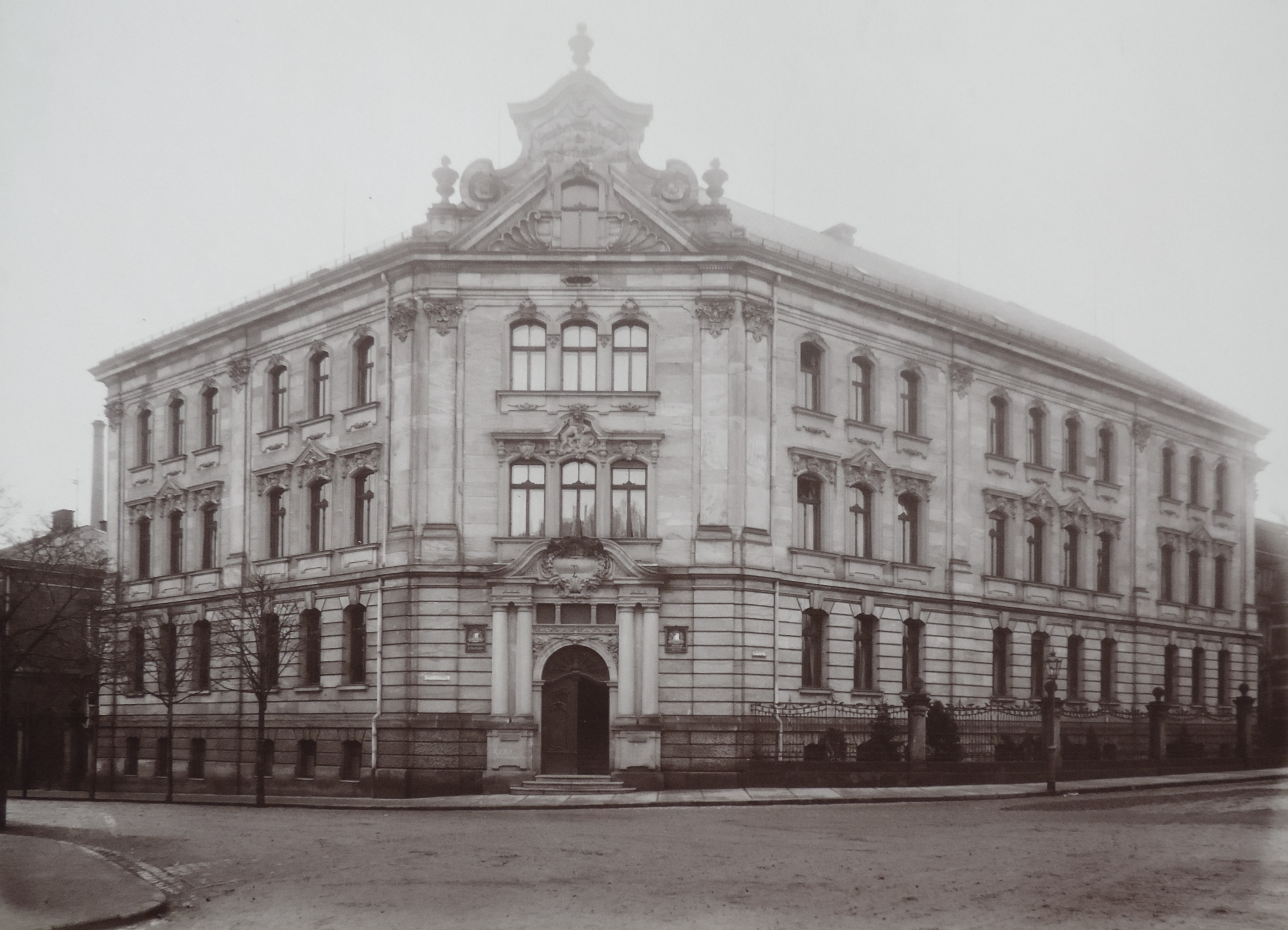
1902 fertiggestelltes Hauptgebäude der Versicherungsanstalt für die Invalidenversicherung (spätere LVA)

Zwischen 1840 und 1900 hatte sich die Einwohnerzahl auf über 27.000 verdoppelt. Das erste Jahrzehnt des 20. Jahrhunderts brachte der Stadt mehr Streiks als je zuvor oder danach. Die Arbeiter kämpften um eine gerechte Entlohnung und den Achtstundentag. Das Gewerkschaftskartell forderte 1900 eine Anhebung des ortsüblichen Tageslohns von 1,50 auf 2,50 Mark, was der Magistrat kompromisslos ablehnte. Um gegen die immer stärker werdende Gewerkschaftsbewegung besser gewappnet zu sein, gründeten 25 Bauunternehmer im Mai 1902 einen Arbeitgeberverband, der zwei Monate später auf alle Gewerbe in Bayreuth und Umgebung ausgedehnt wurde. 1905 organisierten sich die örtlichen Hauseigentümer und stellten eine Schwarze Liste säumiger Mieter auf.
In jenen Jahren wurde die Zentralhalle im Stadtteil Kreuz für viele Jahre gemeinsames Aktionspodium von Sozialdemokraten und Gewerkschaftern. Obwohl die Sozialdemokraten eine Mehrheit hinter sich hatten, blieben aufgrund des Gemeindewahlrechts, das die Arbeiter weitgehend vom kommunalen politischen Wirken ausschloss, die Gremien in konservativer Hand und waren selten zu Konzessionen bereit. Im Jahr 1900 wurde Leopold Casselmann zum rechtskundigen Bürgermeister gewählt, 1907 erhielt er den Titel Oberbürgermeister. Der erzkonservative Politiker der Nationalliberalen Partei, der die Stadt bis 1919 regierte, galt als Todfeind der Sozialdemokratie.

„Münzmühle“ an der Stelle des heutigen Iwalewahauses, um 1900

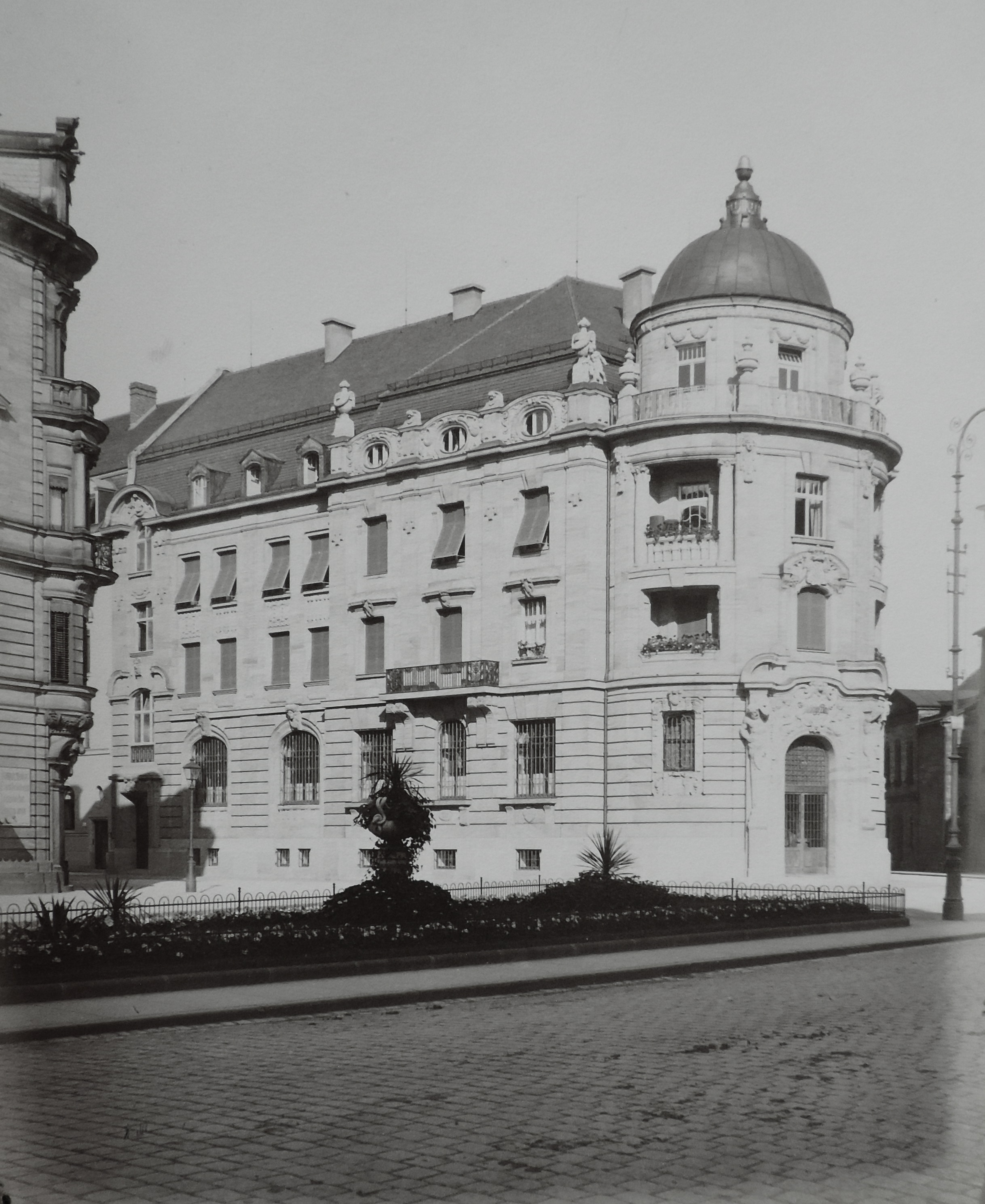
Königliche Filialbank

Blick über die Schlachthausbrücke zum unteren Markt (im Hintergrund die Spitalkirche), um 1910

Im Herbst 1901 wurden in der Schulstraße das städtische Arbeitsamt und eine Wärmehalle eröffnet. Am 1. April 1902 konnte die seit 1890 in Bayreuth angesiedelte Versicherungsanstalt für die Invalidenversicherung (spätere LVA) von bei der Kreisregierung angemieteten Räumen in ein repräsentatives Gebäude an der Leopoldstraße umziehen. 1903 erschien die erste Ausgabe der örtlichen SPD-Zeitung Fränkische Volkstribüne, am 31. August jenes Jahres wurde die stadtbildprägende Wohnungsbaugenossenschaft Bauverein gegründet. Pfingsten 1904 fand im Stadtteil Kreuz das 6. Bayerische Arbeiter-Sängerbundfest mit weit über fünftausend Besuchern statt. Am 1. Mai 1910 gab es am Mainflecklein erstmals eine machtvolle Maikundgebung der Bayreuther Arbeiterschaft. Im selben Jahr riefen die Gewerkschaften, nach der Erhöhung des Bierpreises von zehn auf elf Pfennig für das Seidla, zu einem Bierstreik auf, der sich über mehrere Monate hinzog. 1912 wurde mit Karl Hugel erstmals ein Bayreuther Sozialdemokrat in den Reichstag gewählt.
Der Eintritt in das neue Jahrhundert war mit einigen Neuerungen der modernen Technik, aber auch im gesellschaftlichen Bereich, verbunden. Im Februar 1900 spielte in der Zentralhalle erstmals eine Damenkapelle. Am 7. März jenes Jahres wurde der „Verein Frauenarbeit“ eingetragen, der sich um die Nöte der Arbeiterfrauen kümmerte. Im Juli 1904 machte mit Elsa Großmann eine erste Bayreutherin das Abitur. Zu den Neuerungen des ersten Jahrzehnts gehörte auch das Damenbad, eine Schwimmanstalt an der Badstraße. 1910 wurde der 1. FC Bayreuth gegründet; 1912 gab es bereits vier weitere Fußballvereine, darunter den Arbeiterverein „Pfeil“ sowie den Verein „Wittelsbach“ mit königstreuen Mitgliedern. Bürgertum und Arbeiter gingen auch beim Radfahren und Turnen getrennte Wege.
Im Juli 1900 brachte der Fahrradhändler Conrad Hensel das erste Auto nach Bayreuth und erhielt eine Fahrerlaubnis. Genau zwei Jahre später beschloss der Stadtrat das erste Tempolimit: zwölf Kilometer in der Stunde, in der Festspielzeit noch weniger. Im August 1905 verunglückte mit dem Brauereibesitzer Glenk erstmals ein Autofahrer schwer. Die Motorisierung erfolgte jedoch langsam, noch Anfang der 1920er Jahre reichten die Kraftfahrzeugkennzeichen II H 1 bis 69 aus. Ebenfalls 1900 entstand an der Herzogmühle ein erstes städtisches Elektrizitätswerk, am 20. Dezember 1909 ging dann ein Neubau am heutigen Berliner Platz in Betrieb. Im Juli 1907 kam erstmals ein von zwei Pferden gezogener „Kehrichtwagen“ als Vorgänger der modernen Müllabfuhr zum Einsatz, einheitliche Müllkübel wurden eingeführt. Im selben Jahr entstand das repräsentative Gebäude der Königlichen Filialbank (seit 2013 Iwalewahaus) an der Stelle der alten, 1903 abgebrannten „Münzmühle“. 1908 wurde als „Theater lebender Fotographien“ mit dem „Central“ am Josephsplatz der erste Kinosaal eröffnet. Am Vormittag des 30. Mai 1909 überflog Ferdinand von Zeppelin mit einem Luftschiff die Stadt, was an jenem Pfingstsonntag die Menschen aus den Kirchen trieb und Begeisterungsstürme hervorrief. Bereits am 3. Juni wurde eine Straße nach Zeppelin benannt und jener bei einem Besuch in der Stadt zwei Tage später gefeiert. Im Juli 1912 wurde auf dem Exerzierplatz im Süden der Stadt erstmals eine Flugschau veranstaltet.
1904 gingen die Nebenbahn nach Hollfeld und 1909 die Lokalbahn über Thurnau nach Kulmbach in Betrieb. Im Mai 1905 wurde im Stadtteil Kreuz das Städtische Krankenhaus eröffnet, das das düstere alte Spital an der Dammallee ersetzte. Der 620.000 Mark teuere Bau wies mit elektrischer Beleuchtung, einer Niederdruckdampfheizung und motorbetriebener Ventilation bislang ungekannten Komfort auf. Erstmals Wasser aus dem Fichtelgebirge brachte eine 1908 in Betrieb genommene Leitung. In den Jahren 1914/15 wurde der Hauptarm „Altbach“ des Roten Mains auf einem Teilabschnitt begradigt und verbreitert, nachdem Gebiete längs des Flusses bei einem Hochwasser im Jahr 1909 überschwemmt worden waren. In den Jahren vor dem Ersten Weltkrieg erlebte Bayreuth eine wirtschaftliche Blüte. 1910 existierten in der Stadt 128 Kolonialwarenläden, 55 Obst- und Gemüsehandlungen und 14 Delikatessengeschäfte. Die zahlreichen Textilgeschäfte waren eine Domäne der jüdischen Kaufleute.

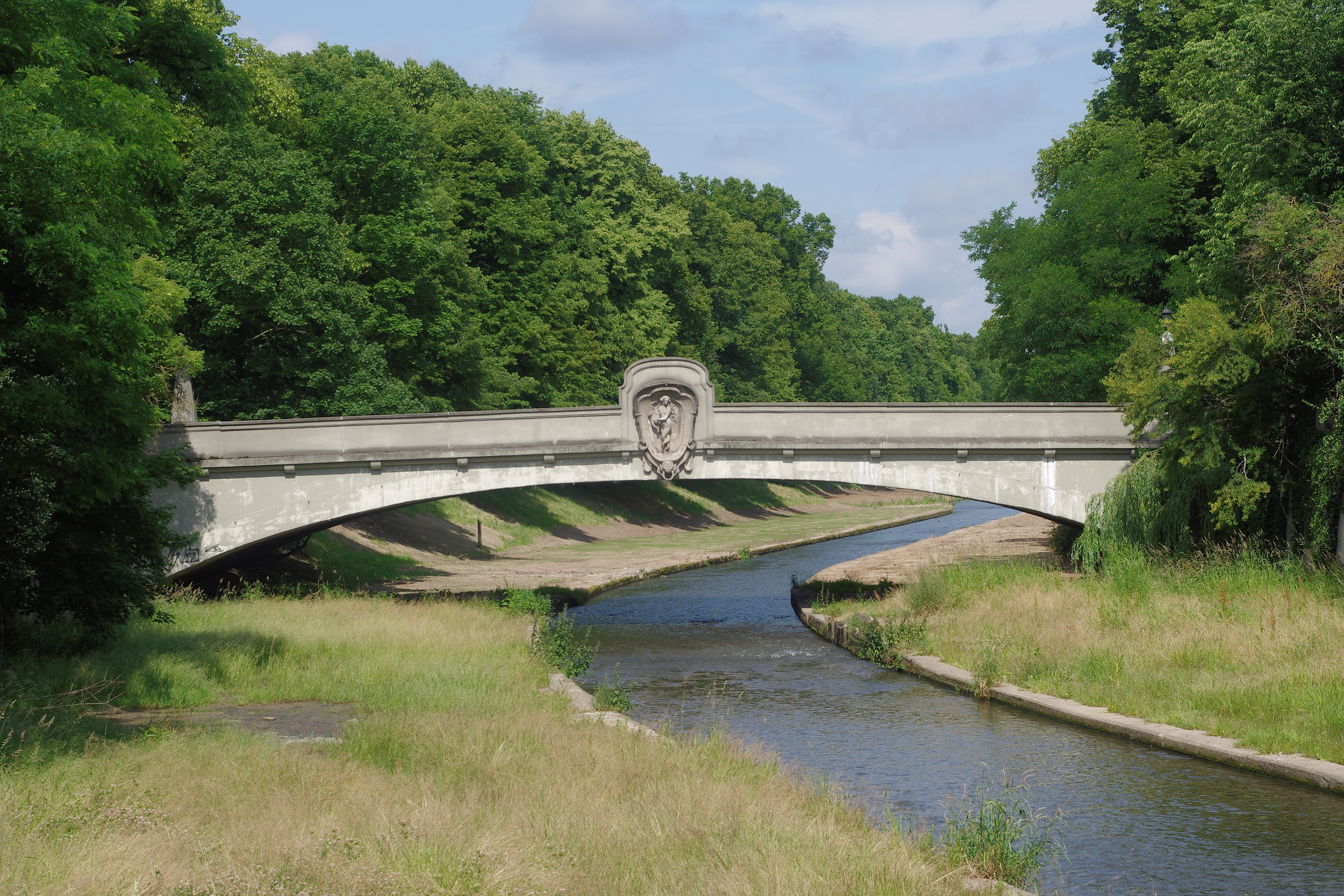
Neues Bett des Roten Mains an der Casselmannstraße nach der Flussregulierung von 1914/15

Soldatenräte auf der Schulstraßenbrücke im Neuen Weg, November 1918

Mit Kriegsbeginn wurden am 1. August 1914 die Richard-Wagner-Festspiele nach nur acht Aufführungen abgebrochen. Bayreuths sozialdemokratische Zeitung Fränkische Volkstribüne wurde noch im selben Monat auf militärische Anordnung hin verboten. Am 27. August wurde der erste Soldat aus Bayreuth als „gefallen“ gemeldet. Bei Kriegsende zählte man 3387 tote Soldaten des Bayreuther 7. Infanterieregiments, hinzu kamen knapp 7000 Verwundete. Im Herbst 1914 kamen die ersten französischen Soldaten als Kriegsgefangene in die Stadt. Unweit des Studentenwalds im Bayreuther Süden wurde für ihre Unterbringung ein Gefangenenlager errichtet, das zeitweise mehr als 1000 Personen beherbergte.
1915 konnte die Stadt, nach dem Tod der Herzogsgattin Emilie von Meyernberg, deren am Luitpoldplatz gelegenes Wohnhaus erwerben. Für 120.000 Mark funktionierte sie das von Carl von Gontard erbaute Reitzenstein-Palais zum Neuen Rathaus um und bezog es Ende 1916. Angesichts der sich verschlechternden Versorgungslage wurde im Oktober 1916 in der Münzgasse eine städtische Volksküche eingerichtet. Nach dem Kriegsende 1918 übernahmen in Bayreuth kurz die Arbeiter- und Soldatenräte die Macht. Am 17. Februar 1919 kam es zum sogenannten Speckputsch, der unblutig verlief: Zwei Tage lang belagerte eine zeitweise tausendköpfige Menge das Rathaus und die Zeitung, besetzte den Bahnhof, die Post und das Telegrafenamt.

Sternplatz mit Textilgeschäft des jüdischen Kaufmanns Simon Pfefferkorn, frühes 20. Jahrhundert

Ab 1902 setzte ein sich allmählich verschärfender Antisemitismus ein. Bereits 1919 kam es in der Stadt zu völkischem Rumoren, ein erstes Kesseltreiben gegen die jüdischen Mitbürger begann. Am 7. Januar 1920 wurde bei einer Versammlung des Deutschvölkischen Schutz- und Trutzbundes erstmals das Hakenkreuz gezeigt. Oberbürgermeister Albert Preu warnte in jenem Monat vor der Bedrohung des öffentlichen Friedens durch „die Angriffe gegen das Judentum, welche teils offen, teils in Klebezetteln fast tagtäglich“ erfolgten. Am 30. September 1923 fand in Bayreuth ein völkisch-nationalistischer Deutscher Tag mit über 5000 Teilnehmern (ca. 15 % der Einwohnerzahl Bayreuths) statt. Unter den Gästen befanden sich u. a. der Oberbürgermeister sowie Siegfried und Winifred Wagner, die Adolf Hitler, den Hauptredner in Bayreuth, in die Villa Wahnfried einluden, wo er auch den ortsansässigen Schwiegersohn Richard Wagners, den antisemitischen Rassentheoretiker und Schriftsteller Houston Stewart Chamberlain, kennenlernte. Auch der spätere NSDAP-Gauleiter der Bayerischen Ostmark Hans Schemm traf an diesem Tag Hitler zum ersten Mal.
Bei den ersten Festspielen seit 1914 wurde 1924 am Festspielhaus statt Schwarz-Rot-Gold die schwarz-weiß-rote Fahne der Monarchie gehisst. Bei der Stadtratswahl im Dezember jenes Jahres erhielten die „Vaterländischen“ der Einheitsliste Schwarz-Weiß-Rot 18, die SPD nur 12 Sitze. Als im Februar 1925 der erste Reichspräsident der Weimarer Republik, der Sozialdemokrat Friedrich Ebert, starb, verweigerte die konservative Stadtratsmehrheit gegen den Willen des Oberbürgermeisters Preu die Trauerbeflaggung. Noch beherrschten konfessionelle Gräben das Zusammenleben: 1928 wurde die Freigabe des Marktplatzes für die katholische Fronleichnamsprozession erst durch staatliche Intervention erzwungen.
Unmittelbar nach der Gründung der Weimarer Republik wurde im Oktober 1919 die Bayreuther Volkshochschule gegründet. Ihr erstes Domizil fand sie im Hotel Schwarzes Ross in der Ludwigstraße. Einen Anfangsbestand von 560 Bänden verzeichnete im Juni 1921 die neue Stadtbücherei. Sie wurde zunächst im Alten Rathaus untergebracht, aus Platzgründen 1928 in das Haus Friedrichstraße 19 verlegt und Mitte der 1930er Jahre in die Friedrichstraße 18 umquartiert. Die spätere Stadträtin Jula Dittmar war ab 1920 die erste Ärztin der Stadt. Für ihre Tätigkeit als Schulärztin wurde sie damals schlechter bezahlt als ihre männlichen Kollegen, was der ärztliche Bezirksverein als „standesunwürdig“ erachtete. Statt ihren Lohn anzugleichen, verzichtete der Stadtrat daraufhin auf Dittmars Dienste.
Im Sommer 1924 wurde in der Maximilianstraße die erste Tankstelle („Dapolinpumpe“) eröffnet, bis dahin musste das Benzin von Drogerien bezogen werden. Ende der 1920er Jahre waren in der Stadt knapp 400 Kraftfahrzeuge registriert. Im Steinachtal bei Laineck ging 1926 ein erster Flugplatz mit planmäßigen Zwischenhalten der Fluglinie Nürnberg-Leipzig in Betrieb. 1927 wurde am Stuckberg die erste Jugendherberge ihrer Bestimmung übergeben. 1922 entstand mit der „neuen Schwimmanstalt“ der Vorläufer des heutigen Kreuzsteinbads, 1929 wurde mit dem Stadtbad das städtische Hallenschwimmbad eröffnet. Die erste weltweite Rundfunkübertragung wurde 1931 aus dem Festspielhaus gesendet.
1924 wurde die Bayreuther Ortsgruppe des demokratischen Verbands Reichsbanner gegründet, die anfangs rund 200 Mitglieder zählte. Am 8. Dezember 1929 zogen die Nationalsozialisten mit neun Stadträten erstmals ins Rathaus ein. NS-Gauleiter Hans Schemm, laut der Tageszeitung Fränkische Volkstribüne „in Bayreuth und Umgebung so berüchtigt wie saures Bier“, suchte die permanente Konfrontation. Nach dem Urteil des konservativen Oberbürgermeisters Albert Preu schaffte er „eine Atmosphäre, die im Allgemeininteresse schädlich, für die Einwohner jüdischen Glaubens beunruhigend und peinlich“ sei. Der demokratiefeindliche Stahlhelm, Bund der Frontsoldaten führte in Bayreuth ab 1929 Pflichtappelle, Turnstunden und Schießübungen durch. 1933 zählte er in der Stadt mindestens 600 Mitglieder, hinzu kamen 125 „vaterländisch gesinnte“ Frauen des ihm angeschlossenen Bunds Königin Luise.
Anfang der 1930er Jahre standen sich Sozialdemokraten und Nationalsozialisten unversöhnlich gegenüber. Im September 1930 kam es im Rathaus zu einem „wüsten Handgemenge“, allmählich bekamen die Nazis die Stadt immer fester in ihren Griff. Nach der Reichstagswahl vom 14. September 1930 hob der örtliche Reichsbanner auch in Bayreuth die Eiserne Front aus der Taufe; am 17.  Februar 1932 kamen weit über 1000 Männer in den Sonnensaal, wo ihnen Friedrich Puchta das Gelöbnis abnahm, „Blut und Leben einzusetzen für die demokratische Republik und für die Freiheit des deutschen Volkes“. Bei der Reichspräsidentenwahl am 10. April 1932 lag Hitler in Bayreuth klar vor Hindenburg, im Juli 1932 versammelten die Nazis beim „Gautag“ auf der Unteren Au 30.000 Menschen. Bei der Reichstagswahl am 6. November 1932 erhielt die NSDAP in Bayreuth 46,7 Prozent der Stimmen (33,1 Prozent im Reichsdurchschnitt); bei der vorangegangenen Wahl im Juli jenes Jahres hatte sie in der Stadt 52,6 Prozent erreicht.
Als Folge der Weltwirtschaftskrise zum Ende der 1920er und Anfang der 1930er Jahre hatte die Stadt ihre Ausgaben auf das Notwendigste beschränkt. Die Bautätigkeit ging in der allgemeinen Rezession stark zurück. Im Jahr 1930 wurden – bei 1341 vorgemerkten Wohnungssuchenden – nur noch 47 neue Wohnungen errichtet, davon mehr als die Hälfte von der Wohnungsbaugenossenschaft Bauverein. 1932 wurden die Regierungsbezirke Ober- und Mittelfranken zusammengelegt und als Sitz der Regierung Ansbach festgelegt. Bayreuth bekam als kleinen Ausgleich die fusionierten Landesversicherungsanstalten Ober- und Mittelfranken. Im Gegensatz zu der Zusammenlegung der Regierung wurde diese Fusion nie rückgängig gemacht.

#### Die Zeit des Nationalsozialismus (1933–1945)
Anfang 1933 hatten die Nazi-Oberen, allen voran Hans Schemm, den Boden für die „braune Revolution“ in Bayreuth schon lange bereitet. Der „mit allen Wassern gewaschene“ Demagoge Schemm war am Aufstieg der NSDAP in der Stadt, die ein Kraftzentrum des Nationalsozialismus werden sollte, maßgeblich beteiligt. Der 1927 in Bayreuth gestorbene Chamberlain, den Joseph Goebbels als „Vater unseres Geistes“ und „bahnbrechenden Wegbereiter“ bezeichnete, hatte Hitler als „Lichtgestalt“ und „gottgesandten Retter“ begrüßt. Hitler seinerseits schrieb an Siegfried Wagner: „Das geistige Schwert, mit dem wir heute fechten, wurde in Bayreuth geschmiedet“.
1933 wurde Bayreuth Gauhauptstadt des NS-Gaus Bayerische Ostmark (ab 1943 Gau Bayreuth) und sollte dementsprechend zu einem Gauforum ausgebaut werden. Erster Gauleiter war Hans Schemm, zugleich bayerischer Kultusminister und Reichswalter des Nationalsozialistischen Lehrerbundes, der 1936 seinen Sitz im Haus der Deutschen Erziehung in Bayreuth erhielt.

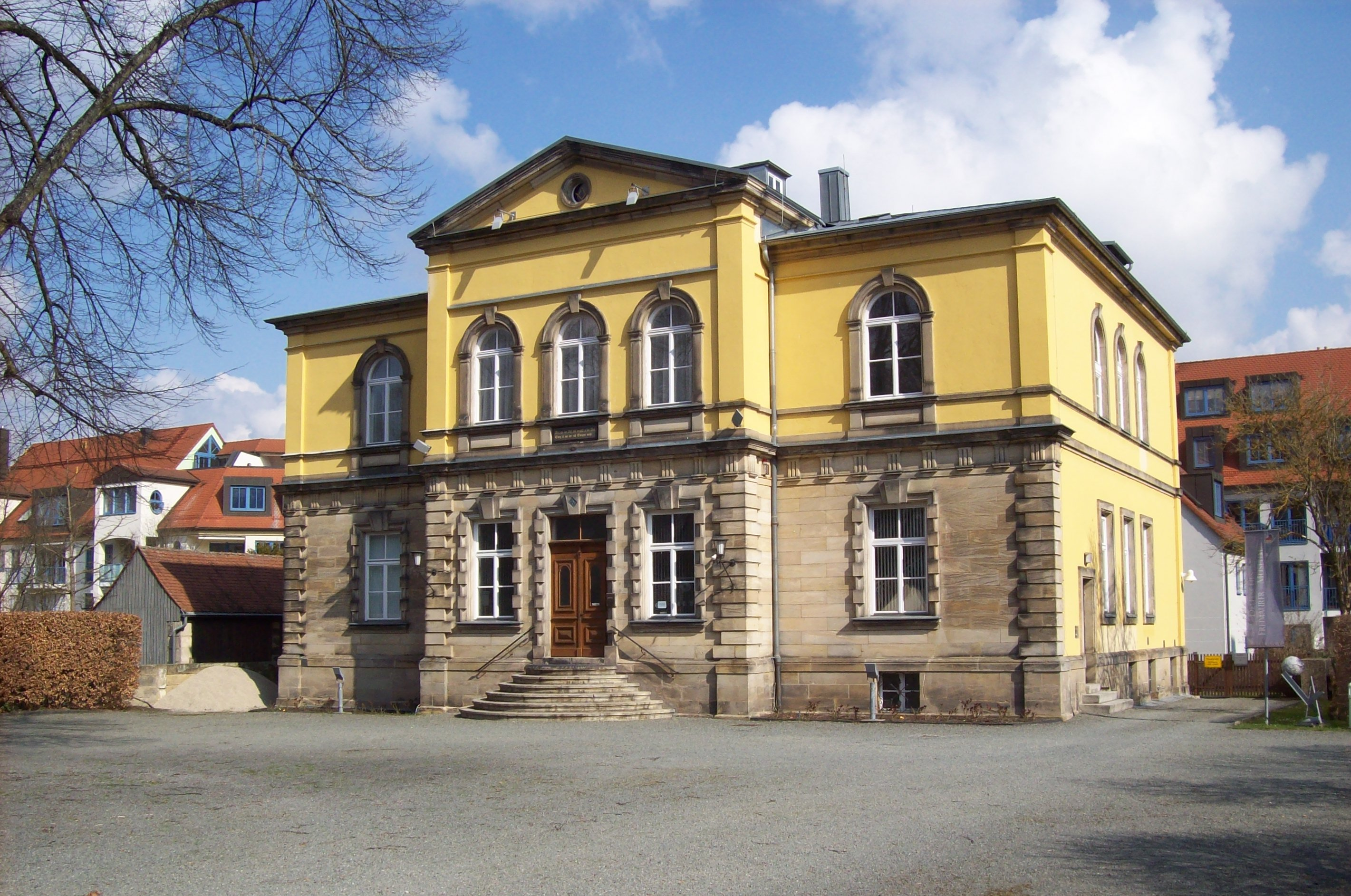
Deutsches Freimaurermuseum im Logenhaus der Freimaurer

Am 31. Januar 1933, dem Tag nach der Machtergreifung Hitlers, feierten tausende Einwohner das Ereignis. NSDAP, SA und Stahlhelm marschierten gemeinsam zum Neuen Rathaus (Reitzensteinpalais), von dessen Balkon Schemm und Stahlhelm-Führer Edmund Alexander Fürst von Wrede sprachen. Von sozialistischer Seite wurde am 6. Februar eine große Gegendemonstration organisiert, die in einer Straßenschlacht mit den neuen Machthabern endete. Bei der Reichstagswahl des 5. März 1933 erreichte die NSDAP in Bayreuth mehr als 50 Prozent, nur in 5 von 30 Wahlbezirken – Kreuz, Herzoghöhe, Hammerstatt, Burg und Altstadt – gab es noch SPD-Mehrheiten. Am 9. März wurde die SPD-Zeitung Fränkische Volkstribüne verboten, in der folgenden Nacht wurden 21 kommunistische Funktionäre und 28 Sozialdemokraten in Schutzhaft genommen. Im April wurden 105 Bayreuther Schutzhäftlinge, darunter zwei am 22. April 1933 ernannte SPD-Stadträte, in das Konzentrationslager Dachau verbracht. Noch vor dem Verbot der SPD zogen sich die Sozialdemokraten in jenem Monat aus der sinnlos gewordenen Rathausarbeit zurück. Der neue Oberbürgermeister Karl Schlumprecht, Nachfolger des abgesetzten Albert Preu, erschien in SS-Uniform vor den Stadtverordneten.
Vor Ostern 1933 kam es zum ersten Boykott jüdischer Geschäfte. Im selben Jahr, bereits zwei Jahre vor der Verabschiedung des Blutschutzgesetzes, verhinderte der Oberbürgermeister die Eheschließung des jüdischen Kaufmanns Justin Steinhäuser mit einer arischen Frau. Im September 1933 wurde das Logenhaus der Freimaurer von den Nationalsozialisten geplündert und 1935 enteignet, das Inventar – darunter die Bibliothek mit über 10.000 Bänden – ging verloren. Andererseits gelang es dem mittlerweile verbotenen Kommunistischen Jugendverband Deutschlands (KJVD) in jenem Herbst noch, in Bayreuth eine reichsweite Sitzung abzuhalten.
Der von den Nazis pervertierten Maifeier des Jahres 1933 gab der evangelische Oberkirchenrat Karl Prieser den kirchlichen Segen. Bei der Landessynode der Evangelisch-Lutherischen Kirche in Bayern wurde am folgenden 4. Mai Hans Meiser in Bayreuth zum Landesbischof gekürt. Teile der Bayreuther Protestanten, die in ihrer großen Mehrheit den Nationalsozialismus zunächst begrüßt hatten, rebellierten ab 1934 gegen die verordnete Reichskirche der Deutschen Christen. Bis Juni 1935 trugen sich 8.500 Bürger in die Listen der Bekenntnisfront ein.
Nicht zuletzt infolge seiner Funktion als Gauhauptstadt stieg die Zahl der Einwohner in den 1930er Jahren ungewöhnlich stark an. Von 1933 bis 1944 erhöhte sie sich um 14.000 auf über 53.000 Personen, ein Wachstum um mehr als ein Viertel innerhalb von elf Jahren. Der akute Bedarf an Wohnraum führte zur Gründung der Gemeinnützigen Bayreuther Wohnungsbaugenossenschaft (GBW). Größere neue Mietwohnungskomplexe entstanden u. a. in der unteren Herzoghöhe, am Mainflecklein und auf der Insel in Sankt Georgen. Für verdiente Parteimitglieder wurden Siedlungen errichtet, die aus Einzel-, Doppel- oder Reihenhäusern mit Gärten bestanden: 1936 die SA-Siedlung Birken und die Hans-Schemm-Gartenstadt, 1938 die Dankopfersiedlung Roter Hügel.
1935 wurde die Rotmainhalle als Viehauktionshalle fertiggestellt und der mittwochs und samstags stattfindende Wochenmarkt vom Marktplatz dorthin verlegt. 1936 wurde das Haus der Deutschen Erziehung eingeweiht, von 1938 bis 1942 entstand das Winifred-Wagner-Krankenhaus (heutige Klinik Hohe Warte). Im Juli 1937 erfolgte mit der Vollendung des Abschnitts Lanzendorf–Bayreuth der Anschluss an die neue Reichsautobahn, die heutige Bundesautobahn 9. Die Deutsche Post betrieb in der Stadt seit 1936 öffentlichen Personenverkehr mit Autobussen. Mit dessen Übernahme durch das Elektrizitätswerk entstand 1938 der erste städtische Verkehrsbetrieb. Die erste Stadtbuslinie führte von Sankt Georgen über den Sternplatz zum Bahnhof Altstadt. Im März 1943 wurden die Busse für den Betrieb mit Leuchtgas umgerüstet.
Am 17. Juli 1936 begann in Spanisch-Marokko der Staatsstreich des Militärs gegen die Zweite Spanische Republik und damit der Spanische Bürgerkrieg. Der Putschgeneral Francisco Franco schickte drei Abgesandte nach Deutschland, die um zehn Flugzeuge für den Transport seiner Truppen nach Spanien bitten sollten. Sie trafen am Abend des 25. Juli in Bayreuth ein, wo Hitler (erstmals) im Siegfried-Wagner-Haus residierte. Der Führer bewilligte, nach einem Besuch der Wagner-Oper Siegfried, kurz vor Mitternacht 20 Maschinen des Typs Ju 52 („Unternehmen Feuerzauber“). Diese Entscheidung von weltpolitischer Tragweite ermöglichte es Franco, seine Truppen über das Meer auf das spanische Festland zu verlegen.
Im März 1937 durchkreuzte Oberbürgermeister Schlumprecht die Pläne des Gauleiters Wächtler und bestellte den angesehenen Internisten Hermann Koerber zum ärztlichen Direktor des Städtischen Krankenhauses. In der Folge hatte Bayreuth innerhalb eines knappen Jahres nacheinander vier Oberbürgermeister. Um der Rache des wütenden Gauleiters zu entgehen, wechselte Schlumprecht kurzfristig als Ministerialdirektor nach München; sein Nachfolger Otto Schmidt, vormals Oberbürgermeister von Coburg, hielt es nur neun Monate in Bayreuth aus. Nach dessen fluchtartigem Abgang nach Norddeutschland kürte sich Wächtler im Mai 1938 selbst zum Stadtoberhaupt. Bald darauf stellte Hitler Wächtler diesbezüglich persönlich zur Rede, und Friedrich Kempfler wurde am 1. Juli Oberbürgermeister. Koerber wurde erstmals im April 1937 inhaftiert, von Februar bis November 1938 zum zweiten Mal gefangengehalten und anschließend zwangspensioniert. Nach dem Ende der nationalsozialistischen Herrschaft wirkte er bis 1955 erneut als ärztlicher Direktor des Städtischen Krankenhauses.
Am 24. Juli 1938 traf ein Sonderzug mit mehreren hundert Sudetendeutschen, die dem in Bayreuth anwesenden Führer huldigen wollten, aus der Tschechoslowakei ein. Die Ankömmlinge zogen zum Teil in langen Kolonnen durch die Stadt; am Sternplatz stürzten sie sich – laut Oberbürgermeister Kempfler „in heller Begeisterung“ – auf Hitlers offenen Wagen. Jener, dessen Begleiter nur mit Mühe körperliche Berührungen verhindern konnten, empfing am Abend, während einer Pause der Wagner-Oper Parsifal, im Festspielhaus Abgesandte aus dem Egerland. Vor dem Festspielhaus spielten sich währenddessen unvorstellbare Jubelszenen ab. Zwei Monate später, als die politische Krise um das Sudetenland eskaliert war, kamen tausende Flüchtlinge von dort nach Bayreuth.

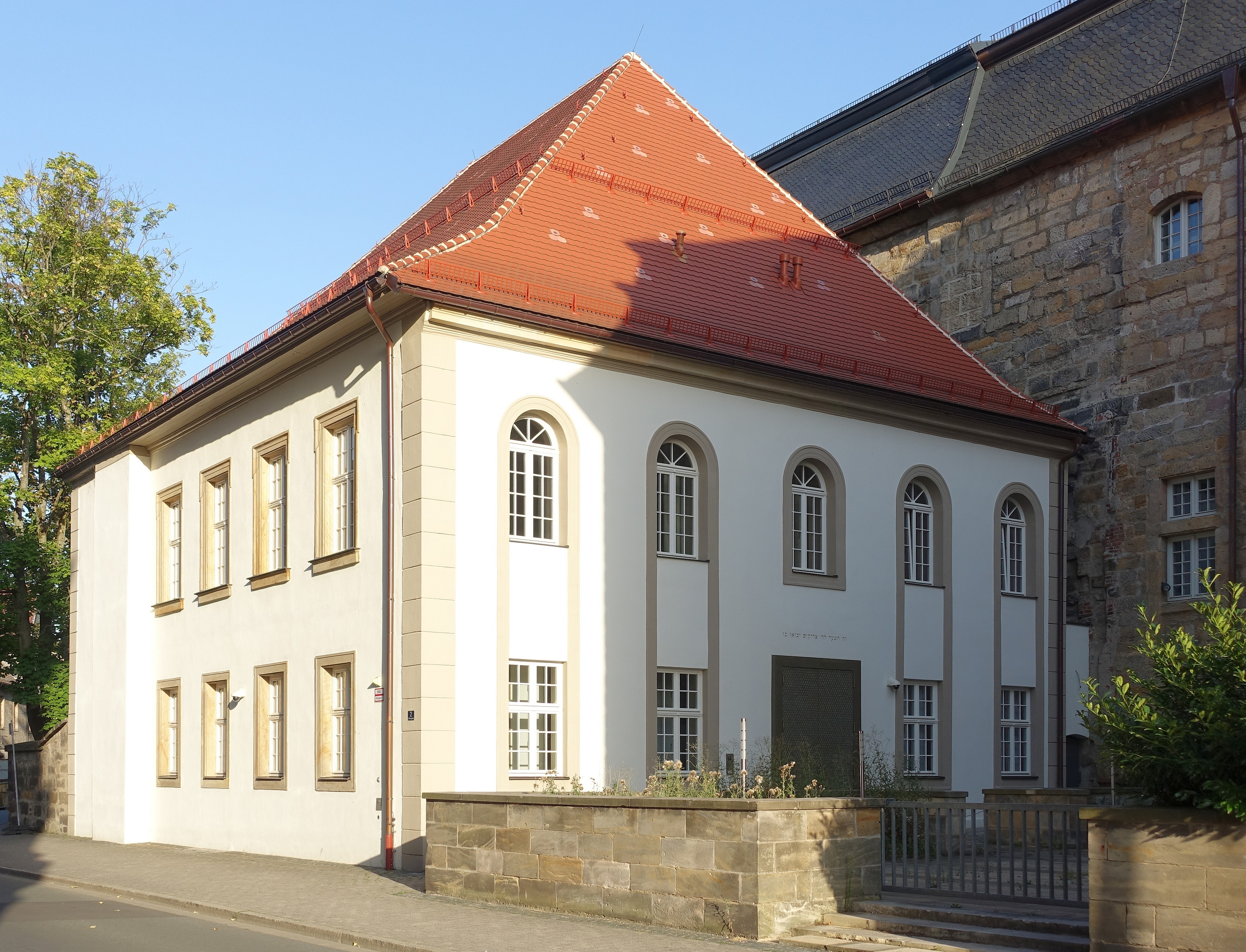
Synagoge in der Münzgasse, rechts das Markgräfliche Opernhaus, 2019

In der Pogromnacht vom 9. November 1938 wurde die Synagoge der jüdischen Gemeinde in der Münzgasse geschändet und geplündert, aber wegen der Nähe zum Opernhaus nicht niedergebrannt. Nicht wenige Einwohner wohnten dem Treiben der Nazis wohlwollend bei, die aus ihren Betten gezerrten und in den Viehstallungen des Schlachthofs an der Rotmainhalle zusammengetriebenen Juden wurden beschimpft, angeschrien und geschlagen. Im Innern der Synagoge Bayreuth, die derzeit wieder von einer jüdischen Gemeinde als Gotteshaus genutzt wird, erinnert eine Gedenktafel neben dem Thora-Schrein an die Verfolgung und Ermordung der Juden im Holocaust, die mindestens 145 jüdischen Bürgern das Leben kostete. Im Februar 1939 meldete die örtliche Industrie- und Handelskammer: „Kammerbezirk bald Judenfrei“. 101 Betriebe seien „entjudet“ und 220 „liquidiert“ worden. Am 27. November 1941 wurden die ersten jüdischen Mitbürger deportiert, am 12. Januar 1942 folgte die zweite Deportation.
Im Januar 1939 wurde im Stadtgebiet der Pflasterzoll, von dem Personenkraftwagen bereits seit 1905 ausgenommen waren, endgültig abgeschafft. Im Sommer jenes Jahres wurde das Kaufhaus Erwege (ehemaliges Kaufhaus Friedmann, 1899 von einem jüdischen Kaufmann errichtet) auf Hitlers Wunsch abgerissen. Bereits in den letzten Auggusttagen wurden Lebensmittelkarten eingeführt, nur Eier, Mehl, Brot und Kartoffeln blieben frei erhältlich. Am 1. September 1939 um 5.05 Uhr überschritten die Soldaten des Bayreuther Infanterieregiments 42 die polnische Grenze. Vom ersten Kriegstag an wurde die totale Verdunkelung aller Straßen, Plätze, Gebäude und Fahrzeuge angeordnet und streng überwacht. Die Räumung von Orten an der französischen Grenze führte zum Zustrom von mehr als 5000 Menschen aus dem Saarland, denen die Bayreuther Bevölkerung Quartiere zur Verfügung stellen musste. Der Krieg machte Bayreuth zur Lazarettstadt, in der zeitweise mehr als 3000 Verwundete versorgt wurden.
Hitler besuchte die Stadt letztmals im Juli 1940. 1944 wurden Dekorationsstücke in Schaufenstern verboten, um nicht „unerfüllbare Kaufwünsche zu erwecken“. In jenem Jahr wurde das umfangreiche Netz von Kellern und Gängen unterhalb der Stadt erfasst und auch in der Höhenlage und Überschichtung genau vermessen. Teile der sechs größeren Kellersysteme, die in den vergangenen Jahrhunderten vor allem als Lagerräume für Lebensmittel, Bier und Eis gedient hatten, wurden für den Schutz der Bevölkerung vor Fliegerbomben gebraucht und zu Luftschutzbunkern ausgebaut. Gegen Kriegsende war die Bayreuther Polizei geschwächt, da sie Beamte zum Aufbau der deutschen Polizeistation im polnischen Jarocin abgegeben hatte. Als Ersatz wurde die sogenannte Stadtwacht geschaffen: Einheiten von nicht wehrfähigen Männern, die lediglich ein Gewehr und eine Armbinde erhalten hatten, übernahmen die Ordnungsfunktionen und marschierten in Dreierreihen durch die Stadt. Im März 1945 wurden die städtischen Grünflächen in Gemüseland umgewandelt. Der spätere Bundeskanzler Ludwig Erhard verlegte in jener Zeit sein Institut für Konjunkturforschung von Nürnberg nach Bayreuth. Am 5., 8. und 11. April wurde die Stadt durch alliiertes Bombardement teilweise zerstört.
Während des Zweiten Weltkriegs befand sich in der Stadt eine Außenstelle des Konzentrationslagers Flossenbürg, in der Häftlinge an physikalischen Experimenten für die V2 teilnehmen mussten. Wieland Wagner, der Enkel des Komponisten Richard Wagner, war dort von September 1944 bis April 1945 stellvertretender ziviler Leiter. In den örtlichen Spinnereien und Rüstungsbetrieben sowie in der Landwirtschaft waren sogenannte Fremdarbeiter zur Zwangsarbeit eingesetzt. Im September 1944 waren das rund 4200 Männer und 2400 Frauen, die vorwiegend aus Polen und der Sowjetunion stammten. 80 Entbindungen von Zwangsarbeiterinnen sind im Stadtarchiv dokumentiert, mindestens 36 ihrer Neugeborenen verstarben. Von den im Ort ansässigen Sinti kamen die Brüder Max und Wilhelm Rose im Konzentrationslager Dachau ums Leben, ihre Asche wurde den Eltern in Kartons zugeschickt. Die sechzehnjährige Bayreuther Sintezza Hulda Siebert wurde im März 1945 im Würzburger Gestapogefängnis erschlagen. Ein arisches Mädchen, das eine Beziehung mit einem Sinti eingegangen war und ihn als Margarete Rose 1934 heiratete, wurde vor der Eheschließung zwangsweise sterilisiert.
Nach der Zerstörung des Gebäudes in Berlin am 3. Februar 1945 wurde beschlossen, den Volksgerichtshof nach Potsdam auszulagern und die für Hoch- und Landesverrat zuständigen Senate nach Bayreuth zu verlegen. Seit Herbst 1944 hatte der Volksgerichtshof bereits mehrmals im Justizpalast in Bayreuth getagt. Am 6. Februar 1945 begann deshalb der Abtransport von insgesamt rund 270 politischen Gefangenen aus Berlin. Sie trafen am 17. Februar in der Strafanstalt Bayreuth St. Georgen ein und sollten, angesichts der anrückenden US-amerikanischen Truppen, am 14. April 1945 erschossen werden. Die Köpenickiade des als amerikanischer Offizier verkleideten, wenige Tage vorher von dort entflohenen politischen Häftlings Karl Ruth rettete ihnen – darunter Ewald Naujoks und dem späteren Bundestagspräsidenten Eugen Gerstenmaier – in letzter Minute das Leben. An jenem Tag wurde die Stadt kampflos an die Amerikaner übergeben.

##### Die architektonischen Umgestaltungsmaßnahmen durch die Nationalsozialisten
Gemäß der nationalsozialistischen Ideologie wurde die Stadt Bayreuth als Kultplatz der deutschen Musik und Kulturwallfahrtsstätte bevorzugt. Ursache hierfür waren Hitlers enge Beziehungen zur Familie Wagner und seine Vorliebe für Richard Wagner als „deutschnationales Genie“. Die nach der Machtübernahme einsetzende Errichtung von Repräsentationsbauten in deutschen Städten wirkte sich auch auf Bayreuth aus, dessen Entwicklung zu einem gesellschaftspolitischen Mittelpunkt eine zunehmend opulentere Konzeption der Bauvorhaben bedingte. Somit ermöglichte der Erlass vom 17. Februar 1939 die Durchführung städtebaulicher Maßnahmen gemäß Hitlers Wunschvorstellungen, unter anderem durch den in Bayreuth ansässigen Parteiarchitekten Hans Reissinger. Dieser übernahm die Gesamtkonzeption und die Anlage eines „Gauforums“, dessen Bau die Beseitigung von rund einhundert historischen Gebäuden, unter anderem von Teilen des Neuen Schlosses, bedeutet hätte.
Trotz des Erlasses eines Enteignungsgesetzes am 24. Juni 1939 wurden nur wenige der Planungen in die Praxis umgesetzt, was dem Ausbruch des Zweiten Weltkriegs knapp zwei Monate später zuzuschreiben ist. Ein Teil dieser Vorhaben wurde indes realisiert. Die Markgräfliche Reithalle wurde zur Ludwig-Siebert-Festhalle ausgebaut; des Weiteren entstanden u. a. am Luitpoldplatz das Haus der Deutschen Erziehung und das Haus der deutschen Kurzschrift. Nicht durchgeführt wurde die Umgestaltung des Richard-Wagner-Festspielhauses im Stil einer antiken Akropolis.

##### Zerstörung Bayreuths im Zweiten Weltkrieg
Obwohl die Bevölkerung viele hundert Male wegen Fliegeralarms die Schutzräume aufsuchen musste, blieb Bayreuth bis April 1945 von Luftangriffen weitgehend verschont. Lediglich am frühen Morgen des 13. Januar 1941 trafen ein oder zwei Flugzeuge der Royal Air Force mit einigen Bomben Gebäude der drei großen örtlichen Spinnereien.
Seit Januar 1944 war in Laineck, Meyernreuth und dem Stadtteil Altstadt eine schwere Flak-Abteilung mit vier Batterien vom Kaliber 8,8 cm eingesetzt. Diese sollte vornehmlich den Hauptbahnhof und das Eisenwerk Hensel schützen. Ende 1944 wurde die Abteilung zum Schutz von Hydrierwerken nach Brüx verlegt, damit war die Stadt den alliierten Bombern schutzlos ausgeliefert. Am 4. April 1945 erschien ihr Name in den Planungen der Alliierten: Bayreuth wurde in die Liste der zu zerstörenden Eisenbahnzentren aufgenommen. Zudem war ihnen nicht entgangen, dass in den drei großen Spinnereien der Stadt Rüstungsproduktion stattfand. Am 5. April 1945 traf ein erster massiver Luftangriff die Stadt. 39 Bomber der US 18th Air Force warfen in fünf Wellen etwa 55 Tonnen Sprengstoff über Bayreuth ab, während der zweiten Welle kamen am Wilhelmsplatz zahlreiche Ersthelfer ums Leben. 88 Tote und 67 Verwundete waren an jenem Tag zu beklagen.
Nach diesem ersten Angriff waren der Bereich um den Hauptbahnhof, die Mechanische Baumwoll-Spinnerei, das Viertel um den Wilhelmsplatz, Teile der Lisztstraße sowie Teile der Jean-Paul-Straße zerstört. Am Sonntag, den 8. April 1945, folgte durch 51 US-Maschinen der zweite große Angriff auf die Stadt. Er traf u. a. den Jean-Paul-Platz mit der Ludwig-Siebert-Festhalle (spätere Stadthalle) und zahlreiche Gebäude im Kasernenviertel.

Häuserzeile auf der Nordseite des Marktplatzes, rechts die Häuser Maximilianstraße 34 und 36 (1904)

Der dritte und schwerste Angriff erfolgte am 11. April 1945, bei dem große Teile der Stadt zerstört wurden: Schwärzester Tag Bayreuths. 110 britische Maschinen warfen an einem strahlenden Frühlingsnachmittag 340 Tonnen Spreng- und 17,8 Tonnen Brand- und Leuchtbomben über Bayreuth ab.
Die Bilanz dieser Angriffe beläuft sich nach offiziellen Angaben auf 875 Todesopfer, doch werden auch über 1000 genannt. 36,8 % des Bayreuther Wohnraums wurden völlig zerstört, 2700 Wohnhäuser bzw. 4460 komplett zerstörte Wohnungen. Der Schaden belief sich auf rund 45.000.000 Reichsmark. Damit nahm Bayreuth den fünften Platz unter den am stärksten zerstörten Städten Bayerns ein.
Der historische Stadtkern war dabei verhältnismäßig glimpflich davongekommen. Beim Einrücken der amerikanischen Soldaten verbrannten die Nazis jedoch im Alten Schloss belastende Dokumente. Das Feuer griff auf das Gebäude und auf die Häuser auf der Nordseite des Marktplatzes über. Wegen des Fehlens einer funktionierenden Feuerwehr und des Mangels an Löschwasser ließ es sich nur durch die Sprengung der Häuser Maximilianstraße 34 und 36 eindämmen. Diesem Brand fiel ein bedeutender Teil der Häuserfront auf der Nordseite zum Opfer.

##### Einnahme der Stadt durch die US-Truppen
Am Morgen des 14. April 1945 rückten amerikanische Einheiten von Altenplos her auf Bayreuth vor. Statt zur offenen Stadt wurde der nahezu unbewaffnete Ort von den Nationalsozialisten zur „Festung“ erklärt. Der deutsche Truppenführer Leutnant Erich Braun, der die Stadt „bis zum Äußersten“ verteidigen sollte, kapitulierte angesichts der Aussichtslosigkeit eines solchen Vorgehens mit seinen Soldaten im Bereich der Hohen Warte. Der während eines Luftangriffs aus dem Zuchthaus Sankt Georgen entflohene politische Häftling Karl Ruth stieß bei Cottenbach auf die Amerikaner und diente ihnen in der Folge als Unterhändler. Deren Drohung, die Stadt im Falle von Widerstand „in Grund und Boden zu schießen“, konnte mit seiner Hilfe abgewendet werden. Aufgrund der Weigerung des im peripheren Stadtteil Sankt Johannis verharrenden deutschen Kampfkommandanten General August Hagl wurde dort jedoch das Neue Schloss der Eremitage durch einen Jagdbomber- und Artillerieangriff zerstört.
Als die Übergabeverhandlungen mit Oberbürgermeister Friedrich Kempfler vor dem Abschluss standen, eröffnete die 14. US-Panzerdivision wider die Absprache nochmals das Feuer auf Bayreuth. Kurz vor 13 Uhr kam es endgültig nicht mehr zum Einsatz von Waffen. Die amerikanischen Soldaten rückten von nördlich des Roten Mains in die Stadt ein. Sie verhängten eine Ausgangsbeschränkung, zunächst lediglich vier Stunden am Tag durfte die Bevölkerung die Häuser verlassen. Der Gastronom Wilhelm Kröll wurde, obwohl Kempfler offiziell noch im Amt war, zum kommissarischen Bürgermeister ernannt.
Die Weisungen des US-Militärgouverneurs für Bayreuth waren strikt. Der Bevölkerung wurde verboten, bestimmte Straßen zu benutzen, die Stadtgrenze durfte ohne Genehmigung nicht überschritten werden. Die Ausgangszeiten wurden bald auf 7 bis 10 und 15 bis 18 Uhr ausgedehnt. Fotoapparate und Ferngläser waren abzuliefern, Verstöße gegen das Verbot des Waffenbesitzes wurden mit dem Tod bestraft. Privateigentum konnte zur öffentlichen Verwendung beschlagnahmt werden, als Fahrzeuge waren nur Fahrräder und Handwagen gestattet. Von Amerikanern durften keine Waren angenommen werden.

#### Nachkriegszeit, Wiederaufbau (1945–2000)
Nach dem Ende des Zweiten Weltkriegs gehörte Bayreuth zur Amerikanischen Besatzungszone. Hauptquartier der amerikanischen Truppen war bis zum 17. Mai 1949 das Hotel Goldener Anker in der Opernstraße, in dem auch eine der drei örtlichen Abteilungen des Counter Intelligence Corps (CIC) untergebracht war. Weitere Einrichtungen des CIC befanden sich in der Romanstraße und im „Siegfriedbau“ der Villa Wahnfried.

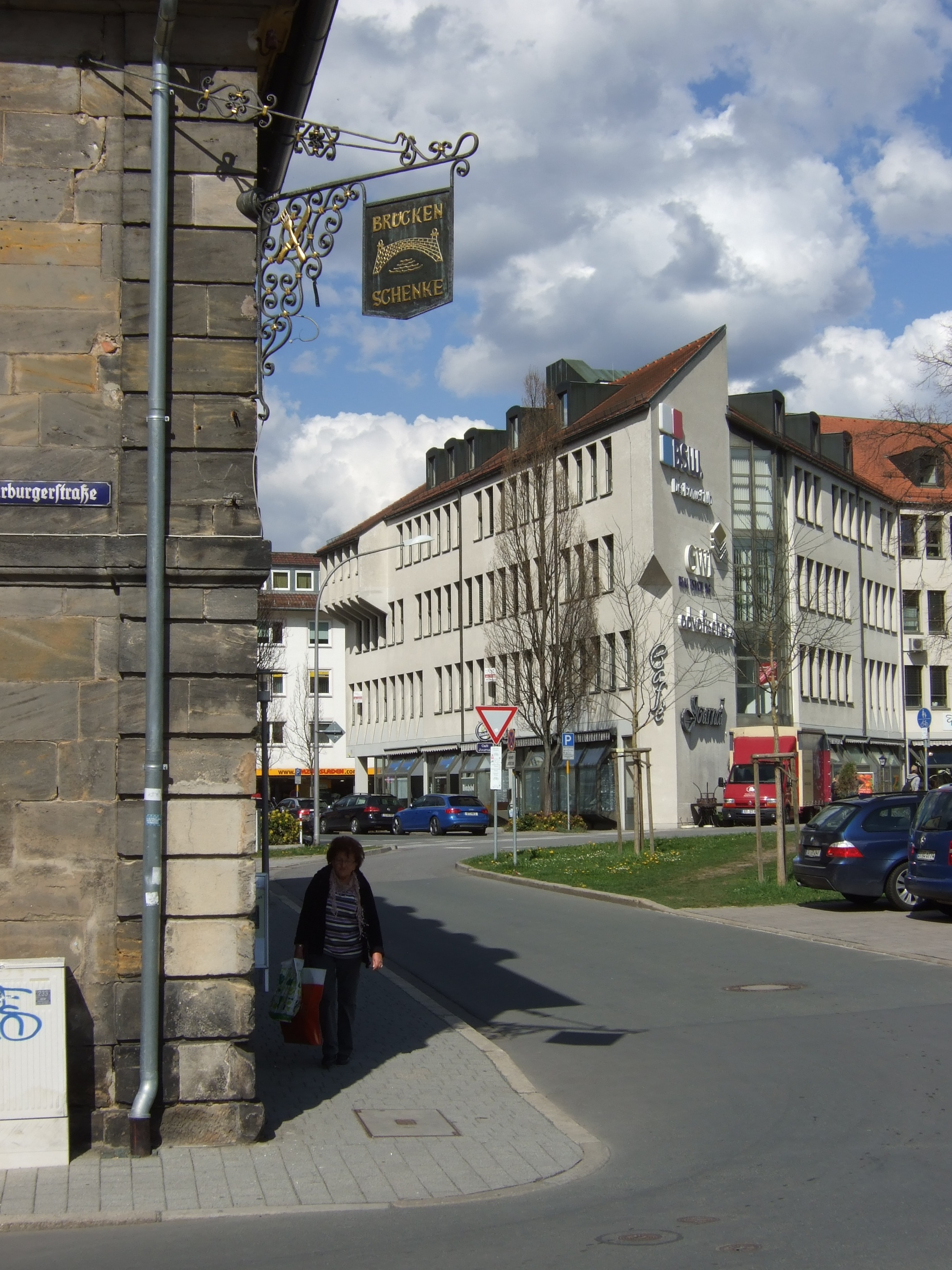
Alt und neu im Quartier Neuer Weg

Die amerikanische Militärverwaltung richtete DP-Lager zur Unterbringung heimatloser Menschen, so genannter Displaced Persons (DPs), ein. Am 25. Juni 1945 wurden in der Stadt 5.038 Personen, die nicht in Bayreuth beheimatet waren, gezählt, die auf drei Lager (Prinz-Leopold-Camp, Sankt-Georgen-Camp und Flößanger-Camp) verteilt waren. 3833 von ihnen stammten aus Polen, 398 aus der Ukraine, 160 waren Russen und drei Juden. Die Lager wurden von der Nothilfe- und Wiederaufbauverwaltung der Vereinten Nationen betreut.
Mitte Mai 1945 wurde die Ausgangszeit bis 21 Uhr verlängert und die Verdunkelungspflicht aufgehoben. Ab Ende Mai durfte sich die Bevölkerung ab der Stadtgrenze in einer Entfernung von bis zu zwölf Kilometern frei bewegen. Zusammenkünfte von mehr als fünf Personen blieben verboten. Als Hilfskräfte zur Beseitigung von Blindgängern wurden langjährige NSDAP-Mitglieder herangezogen. Anstelle eines Stadtrats wurde am 29. November 1945 ein „Hauptausschuss“ eingesetzt, der Sofortmaßnahmen bezüglich der Lebensmittelversorgung, Wohnraumbewirtschaftung und Trümmerbeseitigung auf Straßen und Plätzen sowie den schrittweisen Aufbau einer neuen Stadtverwaltung beriet.
Ein erstes Mitteilungsblatt für die Bevölkerung erschien im Juli 1945. Am 18. Dezember 1945 gab es mit der ersten Nummer der Fränkischen Presse wieder eine Tageszeitung. Das konservative Bayreuther Tagblatt erschien erst am 1. Oktober 1949 wieder. Die erste politische Versammlung der Nachkriegszeit fand am 15. Oktober 1945 statt, Veranstalter war die Kommunistische Partei Deutschlands (KPD). Am 9. November 1945 wurde der Ortsverband der SPD neu gegründet, am 30. Dezember jener der CSU. Ende Juni 1946 begannen im Zuge der Entnazifizierung die ersten Spruchkammerverfahren. Im Herbst 1948 stellten die drei Bayreuther Spruchkammern ihre Tätigkeit ein; die Spruchkammer I hatte bis dahin 5 Personen als Hauptschuldige, 23 als Belastete, 66 als Minderbelastete und 955 als Mitläufer klassifiziert.
Die Wohnungssituation war anfangs sehr schwierig: etwa 56.000 Einwohner, erheblich mehr als vor Kriegsbeginn, lebten in der Stadt. Diese Zunahme resultierte vor allem aus der hohen Zahl von Flüchtlingen und Heimatvertriebenen. Am 1. November 1947 gab es in Bayreuth 11.101 Flüchtlinge. Da gleichzeitig viele Wohnungen kriegsbedingt zerstört waren, lebten Tausende von Menschen in Notunterkünften. Ende 1947 wurden 3.706 Evakuierte gezählt, 4.800 der 16.000 örtlichen Haushaltungen waren ohne eigene Wohnung. Im Festspielrestaurant neben dem Festspielhaus waren ca. 500 Personen untergebracht. Anfang 1947 wurden in acht Wirtshäusern städtische Wärmestuben eingerichtet. Die Zahl der Displaced Persons in der Stadt betrug im Mai 1949 rund 3.000 Menschen. Verschärft wurde die Wohnungsnot dadurch, dass die Besatzungsmacht ganze Stadtviertel (Gartenstadt, SA-Siedlung Birken) für sich requirierte.
Im August 1945 gründeten 18 jüdische Überlebende des Holocaust in Bayreuth ein erstes jüdisches Informationsbüro. In der Folge entwickelte sich die Stadt rasch zu einer Anlaufstelle für Juden aus dem Osten. Reges jüdisches Leben – kulturell, religiös, sozial und sportlich – entstand; im Dezember 1945 konnten sie im von der Stadt zur Verfügung gestellten Kulturhaus Lisztstraße 12 ihr erstes Chanukka-Fest feiern, mit dem Verein Hapoel Bayreuth hatten sie bald einen eigenen Fußballclub. Bei der einheimischen Bevölkerung der ohnehin überfüllten Trümmerstadt Bayreuth stießen die Einquartierungen von Juden häufig auf Ablehnung.
Der Hauptbahnhof wurde 1946 zu einer Drehscheibe für Vertriebene aus dem Sudetenland. Am 25. Januar 1946 kam ein erster Zug mit 1200 Menschen in Bayreuth an, insgesamt waren es allein in jenem Jahr 39.281 Vertriebene in 33 Zügen. Überwiegend wurden sie an ihre Zielorte in den westlichen Besatzungszonen weiterbefördert, zahlreiche blieben aber auch in der Stadt. Im März 1948 wurden in Bayreuth 11.217 Flüchtlinge, darunter 3612 Sudetendeutsche, gezählt. 1950 waren 22 Prozent der Einwohner Flüchtlinge oder Vertriebene.
Bis zur Währungsreform des Jahres 1948 entwickelte sich der Wohnungsbau nur zögerlich, die Barackensiedlungen hatten sich kaum geleert. Im Herbst 1948 fehlten noch 4500 Wohnungen, worauf Bayreuth auf Antrag des Stadtrats vom bayerischen Sozialministerium als „Notstandsgebiet“ anerkannt wurde. Dies stellte die Weichen für einen stärkeren Zufluss staatlicher Mittel für öffentliche und genossenschaftliche Bauvorhaben. Gegen das Wohnungselend wurde im April 1949 die Gemeinnützige Wohnungsbaugesellschaft (GEWOG) gegründet. Nach der Währungsreform begann 1948 der Wiederaufbau der zerstörten Häuser auf der Nordseite des Marktplatzes.
Auch die Versorgungslage war prekär: Erst im Juli 1947 trafen wieder Schweine im örtlichen Schlachthof ein. Im Mai 1947 begann die Schulspeisung mit täglich 350 kcal pro Schüler. Schuhe waren so gut wie nicht zu erhalten, um das kulturelle Leben war es mit zahlreichen Konzert-Angeboten besser bestellt. Allerdings war mit dem Bali (Bayreuther Lichtspiele) in der Richard-Wagner Straße vorerst nur noch ein Kino vorhanden.
1945 wurden ungefähr 1400 Männer von der Stadtverwaltung für „lebensnotwendige Arbeiten“ (Aufräumarbeiten an zerstörten Gebäuden, Räumung von Straßen) dienstverpflichtet. 1948 waren von anfangs knapp 500.000 m³ Schutt bereits 425.000 m³ weggeräumt: 245.000 m³ davon von der Stadt Bayreuth, 180.000 m³ in Eigenleistung. 1949 galten 80 % der Grundstücke in Bayreuth als „enttrümmert“.
Erster Oberbürgermeister nach dem Krieg war der Jurist Joseph Kauper, der bereits im November 1945 bei einem Verkehrsunfall tödlich verunglückte. Als sein Nachfolger wurde von der US-Militärregierung der ehemalige Schlachthofdirektor Oskar Meyer bestellt. Bei der ersten Stadtratswahl am 16. Mai 1946, und erneut bei der zweiten am 5. Mai 1948, wurde die SPD stärkste Kraft. Am 6. Juni 1946 trat der erste demokratisch gewählte Stadtrat der Nachkriegszeit zusammen, am 1. Juli 1948 wurde der Verwaltungsfachmann Hans Rollwagen (SPD) mit 38 von 40 Stimmen zum Stadtoberhaupt gekürt. Auf seinen Antrag hin führte der Stadtrat 1949 einen „Notgroschen“ ein: Besucher von Sportveranstaltungen oder Filmaufführungen mussten pro Eintrittskarte 10 Pfennig zusätzlich zahlen, die für Wohnungsbau und Kultur gedacht waren.
Am 30. März 1946 wurde die Sperrzeit für Zivilpersonen aufgehoben, im selben Monat fand eine erste Gedenkfeier für die Opfer des Faschismus mit dem sozialdemokratischen Widerstandskämpfer Oswald Merz statt. Auch das kulturelle Leben kam allmählich wieder in Gang: 1947 wurden im Markgräflichen Opernhaus Mozart-Festspielwochen abgehalten, aus denen sich die Fränkischen Festwochen entwickelten. 1949 wurde erstmals wieder das Festspielhaus bespielt, es gab ein Festkonzert mit den Wiener Philharmonikern unter der Leitung von Hans Knappertsbusch. 1951 fanden die ersten Richard-Wagner-Festspiele nach dem Krieg unter Leitung von Wieland und Wolfgang Wagner statt.
Am 15. April 1946 wurde der Stadtbusverkehr, zunächst mit zwei aus Ungarn geliehenen Omnibus-Veteranen, wiederaufgenommen; sie verkehrten im 30-Minuten-Takt über den Markt zwischen Sankt Georgen und dem Bahnhof Altstadt. Die zentrale Omnibushaltestelle auf dem Marktplatz ging 1950 in Betrieb. 1949 wurde Bayreuth wieder Sitz der Regierung von Oberfranken; im November jenes Jahres fand erstmals wieder ein Wochenmarkt in der Rotmainhalle statt, nachdem er vorübergehend zum Dammwäldchen verlegt worden war. Manche Produkte konnten auch nach der Währungsreform nur mit Lebensmittelkarten erworben werden. Die Verdoppelung der Butterration von 125 auf 250 Gramm führte 1949 zu einer Butterknappheit. In der Maximilianstraße 67 eröffnete im April 1950 die genossenschaftlich organisierte Handelskette Konsum das erste Selbstbedienungsgeschäft. Im Juli 1950 wurde die Zuzugsperre nach Bayreuth aufgehoben.
Im Mai 1949 wurde im Stadtkern eine zulässige Höchstgeschwindigkeit von 15 mph (24 km/h) verfügt. 1952 wurde das Kfz-Kennzeichen AB (für Amerikanische Besatzungszone) durch BT ersetzt; 1953 wurde am Sternplatz die erste Verkehrsampel der Stadt installiert, im Mai 1957 wurden vor dem Sparkassenhaus am unteren Markt die ersten Parkuhren aufgestellt. Ende März 1956 begann, zunächst in einem Schaufenster der 1914 in Bayreuth gegründeten Bayerischen Elektricitäts-Lieferungs-Gesellschaft AG (BELG), der Fernsehempfang, innerhalb weniger Tage stieg die Zahl der Fernsehgeräte von 4 auf 33 Apparate.
Kommunalpolitisch war seit 1946 die SPD die führende Kraft, die CSU 1952 mit vier Mandaten nur die sechststärkste Fraktion im Stadtparlament. Bei den Bundestagswahlen befanden sich die Christdemokraten hingegen im Aufwind und errungen 1957 das Direktmandat. Mit Unterstützung der CSU wurde, als Nachfolger von Hans Rollwagen, 1958 der Verwaltungsfachmann und SPD-Kandidat Hans Walter Wild zum Oberbürgermeister gewählt. Dieses Amt bekleidete er ohne Unterbrechung während der folgenden 30 Jahre. 1955 kehrten die letzten Kriegsgefangenen aus der Sowjetunion nach Bayreuth zurück.
Bei den Stadtratswahlen der Jahre 1946 und 1948 errang die KPD jeweils zwei Mandate, 1952 zog sie nicht mehr in das Stadtparlament ein. Einen Tag nach dem KPD-Verbot wurde am 18. August 1956 deren Büro in der Badstraße geschlossen; im April 1957 wurde bei einem ehemaligen KZ-Häftling Propagandamaterial beschlagnahmt. Bundesweites Aufsehen erregte im Dezember 1967 der Plan der Stadtverwaltung, die beschlagnahmten Schriften verbrennen zu lassen. Die Stadt, die wegen hoher Wahlergebnisse der rechtsextremen NPD ohnehin am Pranger der Medien stand, geriet wegen dieser Bücherverbrennung zusätzlich in die Schlagzeilen.
Das Bombeninferno vom April 1945 hatte von der gewachsenen Industrielandschaft Bayreuths wenig übriggelassen. Vor allem durch den Zustrom von Vertriebenen zählte die Stadt dafür plötzlich rund 10.000 Bürger mehr. Deren Innovationsfreude und Kreativität war eine Reihe von Betriebsgründungen zu verdanken; 1949 wurden 125 „Flüchtlingsbetriebe“ registriert. Im September 1956 stellte die Neue Baumwollen-Spinnerei Bayreuth erstmals einen Gastarbeiter ein. Die Stadt, „ein industrieller Spätentwickler mit ungesunder Monostruktur“, erschloss Mitte der 1950er Jahre das Gebiet des trockengelegten Brandenburger Weihers als Industriegelände. Dort, nahe der Autobahnanschlussstelle Bayreuth-Nord, errichteten 1957 die Firmen British American Tobacco (BAT, im örtlichen Sprachgebrauch „Batberg“) und Grundig Betriebsstätten und nahmen im selben Jahr die Produktion auf. Im Sommer 1958 zählte Grundig bereits 1.000 Mitarbeiter, im November jenes Jahres fand die erste Vorlesung an der Pädagogischen Hochschule im heutigen Markgräfin-Wilhelmine-Gymnasium an der Dürschnitz statt. Die externe Fakultät der Universität Erlangen-Nürnberg erhielt 1964 ein neues Gebäude im Stadtteil Roter Hügel. In der Weihnachtszeit 1958 wurde die Innenstadt erstmals festlich illuminiert. Die längs der und quer über die Straßen gespannten Girlanden gelten mit mittlerweile sieben Kilometern Länge (Stand 2018) als die längste weihnachtliche Lichterkette Frankens.
Bis in die 1960er Jahre gab es in Bayreuth eine beachtliche Zahl an Bauernhöfen. Mit ihren Huckelkörben und dem obligatorischen Kopftuch („Maichala“) waren die Bäuerinnen einst in der Stadt allgegenwärtig. Die 1960er und 1970er Jahre waren von Lieblosigkeit im Umgang mit dem historischen Stadtbild geleitet, es kam zur Vernichtung großer Teile der alten Bausubstanz. Parteiübergreifend wurde, bei nur spärlichem Widerspruch seitens der Bevölkerung und weniger Stadträte, auf das Konzept einer modernen, autogerechten Stadt gesetzt. Dem Wunsch, die Innenstadt zum Hauptbahnhof hin auszudehnen, fiel bis 1969 das offene Flussbett des Roten Mains zum Opfer. Um der Verkehrssicherheit willen wurden rücksichtslos Bäume gefällt und ganze Alleen geopfert. Erst in den späten 1970er Jahren setzte ein Umdenken ein. Die 1979 erlassene städtische Baumschutzverordnung wurde vom Bund Naturschutz als vorbildlich für Bayern gepriesen.

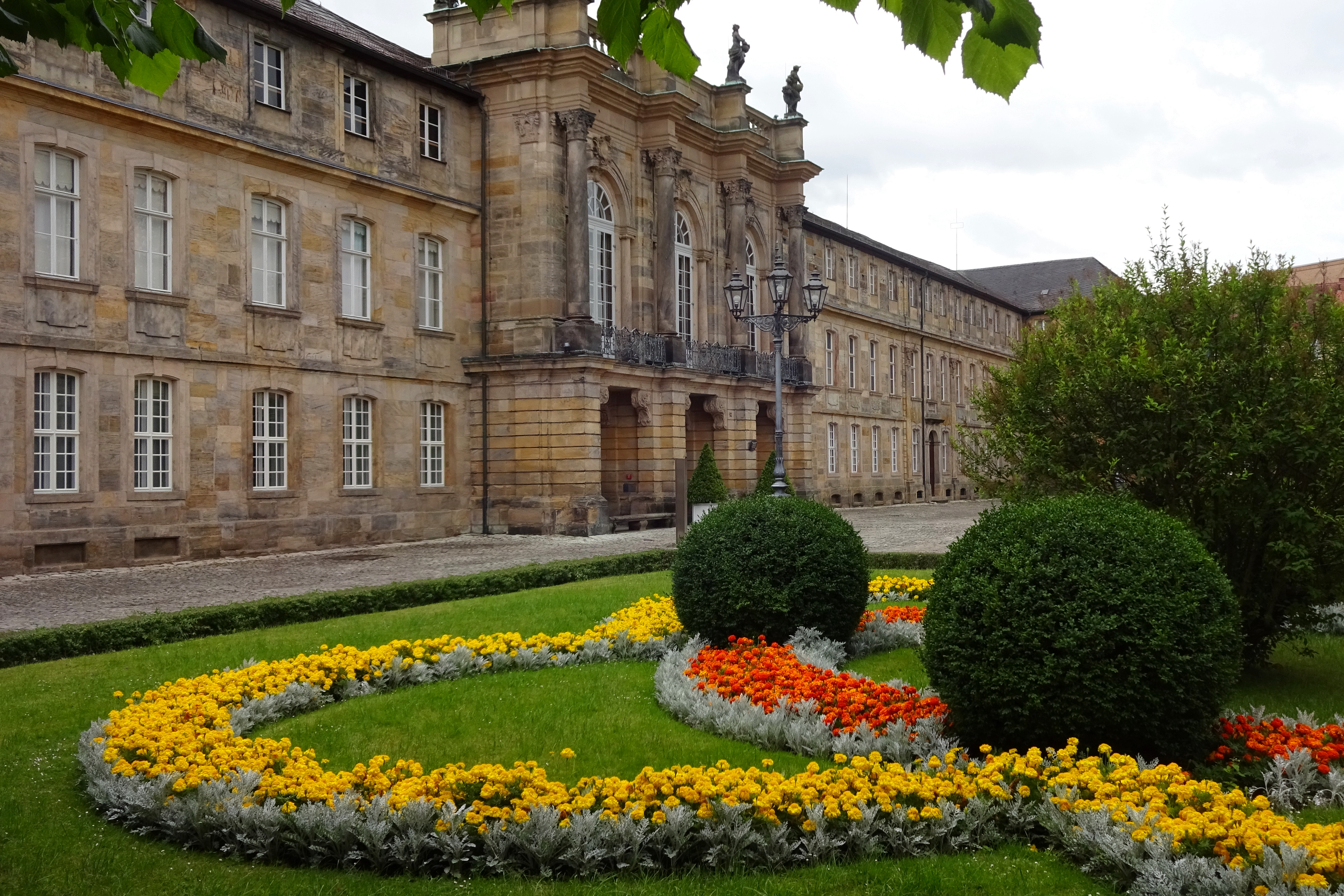
Neues Schloss

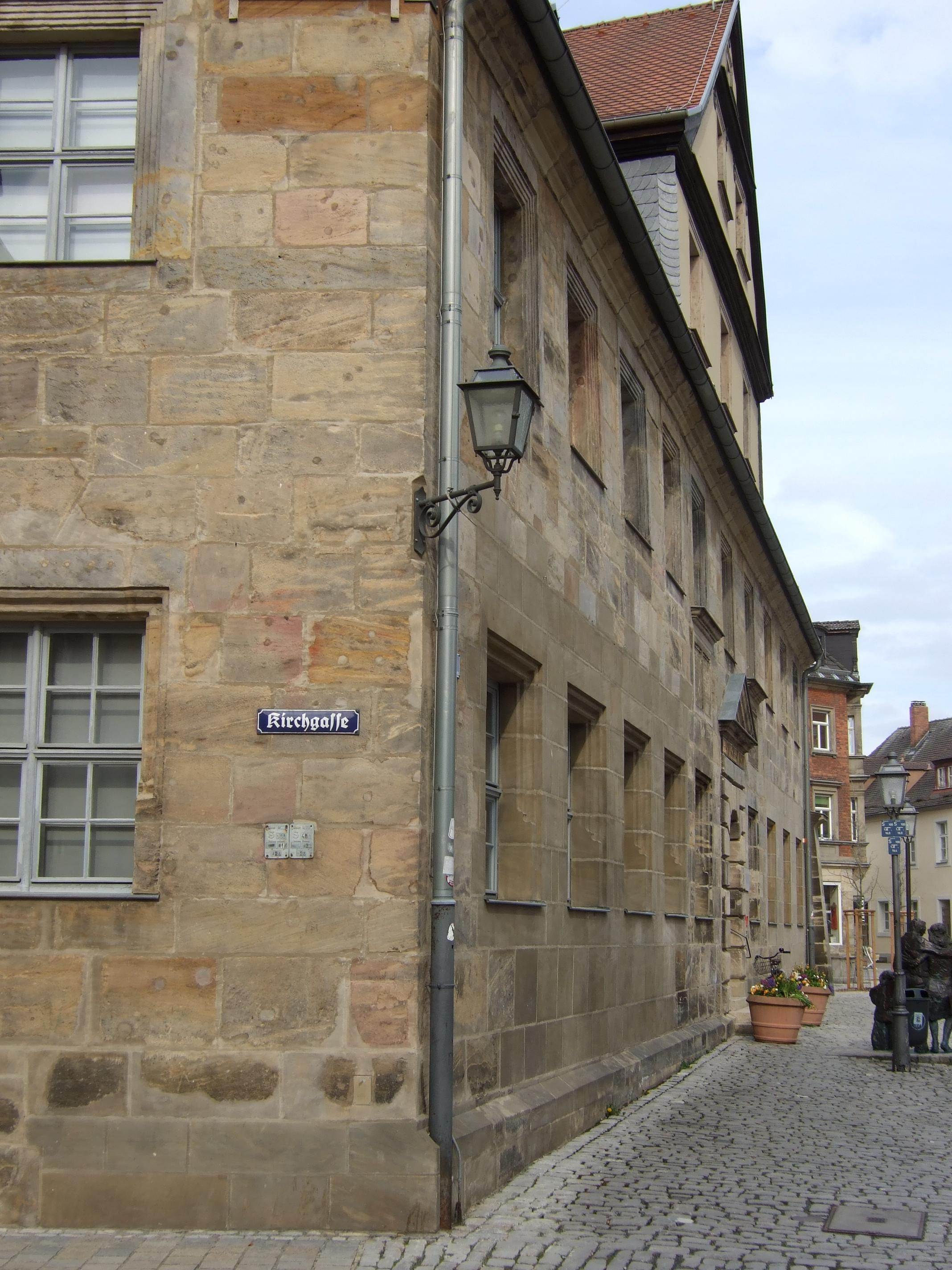
Historisches Museum in der alten Lateinschule, bis 1988 städtische Feuerwache

Seit 1960 führt die Stadt ein Goldenes Buch. Im Neuen Schloss wurde in demselben Jahr das Stadtmuseum eröffnet, das heute als Historisches Museum in der alten Lateinschule am Kirchplatz weiterbesteht, und an der Unteren Au ging die zentrale Kläranlage in Betrieb. Außerdem ging der Schlossturm in den Besitz der katholischen Kirche über. In jenem Jahr wurde im Kaufhaus Loher an der Kanalstraße auch die erste Rolltreppe der Stadt installiert. Ab Mai 1962 erhielt die Stadt Trinkwasser aus einem neuen Hochbehälter am Eichelberg, der 1969 durch eine Wasseraufbereitungsanlage ergänzt wurde. Im Mai 1964 wurde auf dem Gelände der vormaligen Schwimmschule das Kreuzsteinbad eröffnet, bis Januar 1965 die einstige markgräfliche Reithalle zur Stadthalle umgebaut. Der Marktplatz wurde 1965 „autogerecht“ umgestaltet. Im März jenes Jahres erfolgte der Anschluss an das Ferngasnetz, das städtische Gaswerk wurde stillgelegt. 1968 wurden in Sankt Georgen und der Grünewaldstraße die letzten der einst 320 Gaslaternen der Stadt abgebaut. Der verbliebene offene Abschnitt des Mühlkanals entlang der Kanalstraße wurde 1967 gedeckelt, im Juni das Städtische Stadion eröffnet. 1968 wurde an der Stelle des 1966 abgerissenen, eingeschossig erhaltenen Restes des Reitzenstein-Palais am Luitpoldplatz der Neubau der Städtischen Sparkasse errichtet, zwischen der Maximilian- und der Kanalstraße wurde die erste Ladenpassage (heutige Eysserhaus-Passage) eröffnet.
Mit Festakten in beiden Städten besiegelten die Stadtoberhäupter von Annecy (Frankreich) und Bayreuth im Sommer 1966 die Partnerschaft der beiden ungleichen Orte: Annecy als Zentrum der Résistance und Bayreuth als ehemalige Hochburg der Nationalsozialisten. Bei der Stadtratswahl im März jenes Jahres hatte die rechtsextreme Nationaldemokratische Partei Deutschlands (NPD) drei Mandate errungen, bei der Landtagswahl im Herbst 1966 erreichte sie fast 14 Prozent. Die symbolträchtige Wagnerstadt geriet diesbezüglich zunehmend ins Zwielicht und ins Visier der Weltpresse. Der im Februar 1969 in Bayreuth geplante Parteitag der NPD wurde als „Akt der Notwehr“ (Oberbürgermeister Wild) von der Stadt verboten. Erstmals seit 1946 errang bei der Landtagswahl des Jahres 1970 der Kandidat der CSU gegenüber dem der SPD das Direktmandat des Stimmkreises Bayreuth-Stadt und Bayreuth-Land.
1971 beschloss der Bayerische Landtag die Errichtung der Universität Bayreuth, deren Grundstein am 23. März 1974 gelegt wurde. Sie nahm am 3. November 1975 im Mehrzweckgebäude (heute: Geowissenschaften I) ihren Betrieb auf und zählt mittlerweile rund 13.500 Studenten in der Stadt. Am 6. Mai 1972 wurde auf dem Areal um den ehemaligen Altbachplatz das Neue Rathaus eingeweiht. Bis Mitte der 1970er Jahre entstand der weitgehend vierstreifige Stadtkernring, dem besonders in der südwestlichen Innenstadt bedeutende Teile der historischen Bausubstanz zum Opfer fielen. In der unteren Maximilianstraße entstand im Juli 1978 der erste Abschnitt der Fußgängerzone.
Bis in die 1970er Jahre hinein regierte Oberbürgermeister Wild nahezu unangefochten die Stadt. Vereinzelte Proteste gegen seine Modernisierungs- und Abrisspläne fegte der Duzfreund von Franz Josef Strauß mühelos hinweg. Bei der Stadtratswahl 1972 erreichte die SPD 23, die CSU 16 und die Bayreuther Gemeinschaft (BG) 5 Sitze, bei der Bundestagswahl holte die SPD das Direktmandat. Nach fast dreißigjähriger Enthaltsamkeit stellte die CSU 1975 erstmals einen eigenen Kandidaten für das Oberbürgermeisteramt auf. Mit knapp 42 Prozent der Stimmen erzielte Ortwin Lowack einen Achtungserfolg. Bei der Stadtratswahl 1978 lag die CSU erstmals mit der SPD gleichauf.
Anfang März 1970 machte starker Schneefall viele Straßen und Gehwege unpassierbar, die Stadtverwaltung hatte die Bundeswehr per Amtshilfe um entsprechende Unterstützung gebeten. 1971 entstand mit dem nur knapp zwei Jahre lang geöffneten Life 2000 ein erstes Einkaufszentrum am Stadtrand. Im Mai 1972 ereignete sich auf dem Volksfest der Stadt das bisher folgenschwerste Unglück mit einer Achterbahn seit Ende des Zweiten Weltkriegs: Ein überbesetzter Wagen entgleiste, mehrere Personen wurden herausgeschleudert. Vier Menschen starben, fünf wurden zum Teil schwer verletzt. Mit dem 1. Oktober 1972 verlor die Stadtpolizei ihre Eigenständigkeit und wurde zur Polizeiinspektion Bayreuth-Stadt der Polizei Bayern. Ab 1973 bediente die Fluggesellschaft Ostfriesischer Lufttransport den Bayreuther Flugplatz im Linienverkehr.

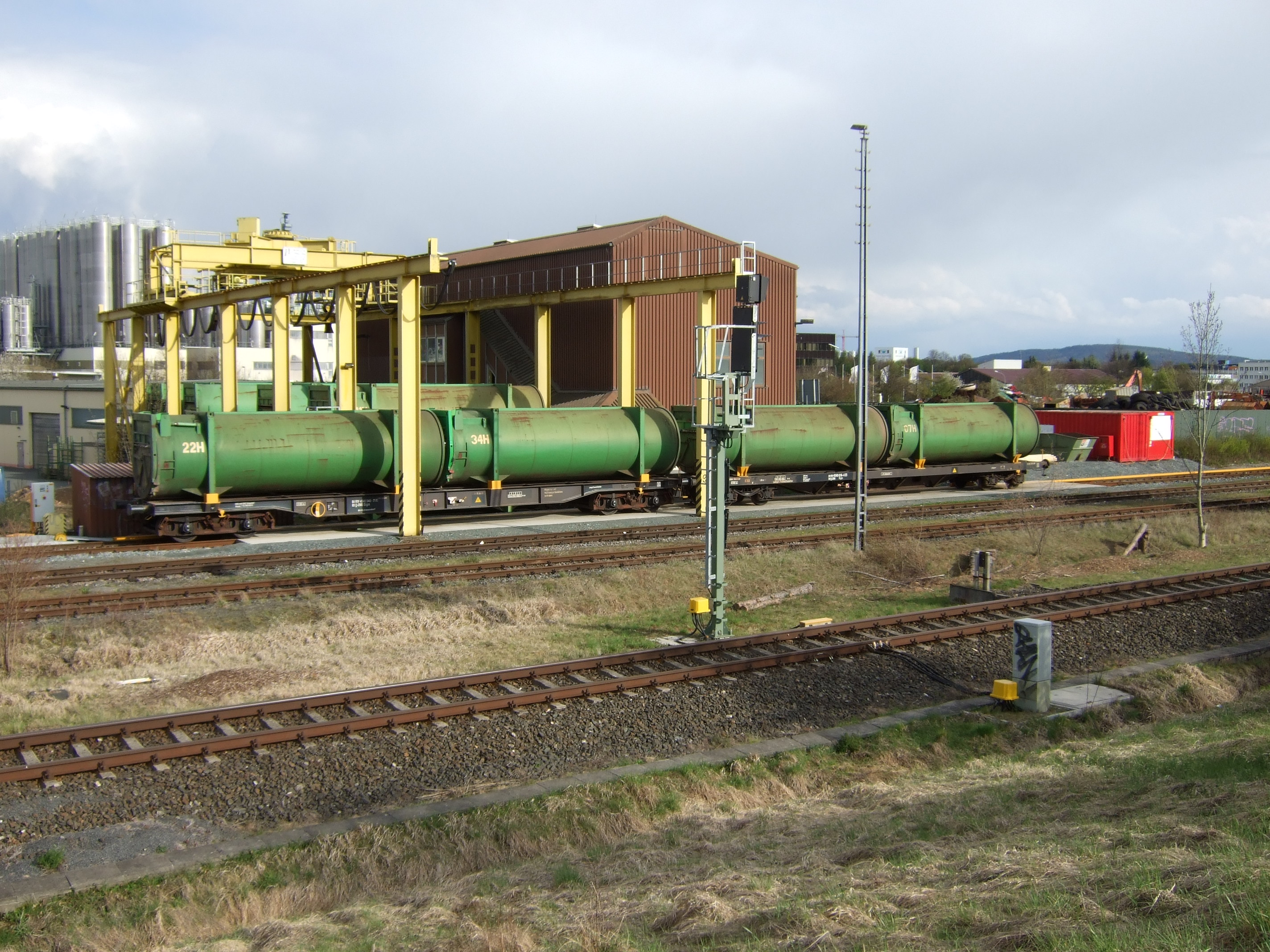
Eisenbahnmüllwagen an der Müllumladestation Bayreuth

1972 wuchs die Stadt durch Eingemeindung der Vororte Oberkonnersreuth und Laineck, 1976 kamen Aichig, Oberpreuschwitz, Seulbitz und Thiergarten hinzu. Der Zugewinn an Fläche betrug insgesamt 29,7 Quadratkilometer; dank der 1.955 Neubürger überstieg die Einwohnerzahl am 1. Juli 1976 jene Bambergs, und Bayreuth wurde vorübergehend größte Stadt Oberfrankens.
1973 begann das Bahnsterben mit der Einstellung der Bahnstrecke nach Thurnau. Im Oktober 1975 wurde die neue Jugendherberge, im Dezember das Kunsteisstadion eröffnet. Das Kommunale Jugendzentrum wurde 1978 im ehemaligen „Heim der Hitler-Jugend“ an der Hindenburgstraße eingerichtet. Im September jenes Jahres wurde in der Innenstadt erstmals das Bayreuther Bürgerfest gefeiert. 1979 verpasste der Fußballverein SpVgg Bayreuth nur knapp den Aufstieg in die Erste Bundesliga. Im Oktober 1979 war Bayreuth Gründungsmitglied des Zweckverbands Müllverwertung Schwandorf. Am 7. Oktober 1982 verließ der erste Müllzug nach Schwandorf die städtische Müllumladestation, wo seither im neu errichteten dortigen Kraftwerk der Bayreuther Haus- und Sperrmüll zur Energieerzeugung verbrannt wird. Im November 1981 wurde in Bayreuth ein Luftrettungsdienst eingerichtet. Der Rettungshubschrauber Christoph 20 versorgt einen Umkreis von 70 km um das örtliche Klinikum.
Nach der Kommunalwahl 1984 stellte erstmals die CSU die Mehrheit der Stadträte. In den 1980er Jahren wurde die beschauliche Stadt zunehmend Schauplatz von Demonstrationen. Der NATO-Doppelbeschluss, das Waldsterben, die projektierte Wiederaufarbeitungsanlage Wackersdorf und andere Anlässe brachten zahlreiche Menschen auf die Straße. 1989 demonstrierten chinesische Studenten gegen das Massaker auf dem Platz des Himmlischen Friedens. 1985 wurde die Fußgängerzone um den Marktplatz erweitert, der jedoch die Zentrale Omnibushaltestelle behielt. Im September 1986 wurde Bayreuth an die Fernwasserversorgung Oberfranken angeschlossen. Ebenfalls 1986 wurde das Zweckverbandskrankenhaus auf dem Roten Hügel seiner Bestimmung übergeben, 1987 die Rettungshubschrauberstation und die Oberfrankenhalle eröffnet. 1988 ersetzte die neue Feuerwache die alte Wache am Kirchplatz (ehemalige Lateinschule, seit 1996 Historisches Museum). Für den Bau des 1985 eröffneten Nordrings verlor die Stadt nochmals historische Gebäude.
1987 ging das lokale Radio Mainwelle erstmals auf Sendung. 1988 setzte sich der SPD-Politiker Dieter Mronz gegen Ortwin Lowack bei der Wahl zum neuen Oberbürgermeister durch. Im Januar 1989 schob die Stadt eine kurdische Jesiden-Familie in die Türkei ab, was bundesweite Proteste bei Hilfsorganisationen auslöste. Am Nachmittag des 1. Oktober 1989 trafen mehr als 400 DDR-Bürger – ehemalige Besetzer der Prager Botschaft, die die Tschechoslowakei hatten verlassen dürfen – mit einem Sonderzug der Deutschen Reichsbahn im Hauptbahnhof ein.
Nach der Öffnung der innerdeutschen Grenze im November 1989 wurde die Stadt, aufgrund ihrer Nähe zur DDR, von deren Bürgern regelrecht überrannt. Etwa 606.000 Ostdeutsche kamen bis Ende jenes Jahres, vor allem zum Einkaufen, nach Bayreuth; bereits am ersten Wochenende (11./12. November) waren es 25.000. Im Dezember 1990 sangen und tanzten Mitglieder der Sowjetarmee im Großen Haus der Stadthalle und überbrachten so, auf Initiative Michail Gorbatschows hin, eine Friedensbotschaft aus der Sowjetunion. Gorbatschow selbst besuchte im Juli 1993 Bayreuth. 1991 versammelte sich anlässlich des Todestags von Rudolf Heß eine große Zahl von Neonazis auf dem Jean-Paul-Platz. In den folgenden Jahren verhinderte die Stadt entsprechende Veranstaltungen. Am 19. Januar 1990 wurde in der Fabrikhalle einer ehemaligen Gardinenweberei an der Justus-Liebig-Straße das Bundesarchiv für Lastenausgleich mit ca. 40 Millionen Akten in Betrieb genommen. Im Oktober 1999 zog es in das ehemalige Städtische Krankenhaus im Stadtteil Kreuz um.
Im März 1990 startete ein Modellversuch für die Biomüllabfuhr, an den 10.000 Einwohner angeschlossen waren, im Mai richtete die Stadt ein Amt für Umweltschutz ein. Bei einem Volksentscheid im Februar 1991 votierten die Bayreuther mit 54,99 % für den Gesetzentwurf der Bürgeraktion „Das bessere Müllkonzept“; bayernweit setzte sich mit 51 % jedoch der Gegenentwurf der CSU durch. Auf dem Gelände des Stadtbauhofs ging im Mai 1991 der städtische Recyclinghof in Betrieb. Am 23. März 1992 wurden die in Bayreuth stationierten US-Streitkräfte verabschiedet, im Mai 1992 begann für die abseits der Magistralen gelegene Stadt der schnelle Eisenbahnverkehr mit Neigetechnikzügen zum Fernverkehrsknoten Nürnberg. 1993 wurde Bayreuth per Ministerratsbeschluss als Oberzentrum ausgewiesen. Zur Finanzlage der Stadt äußerte Oberbürgermeister Mronz im September 1994: „Jetzt brechen alle Dämme. Die Handlungsfähigkeit der Stadt wird praktisch auf Null gedreht.“ Umstrukturierungen seitens des Bundes und des Landes hatten die finanziellen Belastungen der Kommunen stark erhöht, was zu einem geschätzten Fehlbetrag von 26,5 Millionen Mark im Stadthaushalt von 1995 führte. Größter Einzelposten war der um 38 % gestiegene Anteil der Kommunen am Solidarpakt, an dem sich Bayreuth mit 13 Millionen Mark zu beteiligen hatte. Die Änderung des Eisenbahnkreuzungsgesetzes gab drei sanierungsbedürftige Bahnbrücken, die von der Bundesregierung geplante Begrenzung der Arbeitslosenhilfe auf zwei Jahre die Versorgung der Langzeitarbeitslosen in die Verantwortung der Stadt.
Am 26. Januar 1995 trat nach Niederschlägen und Schneeschmelze der Rote Main über seine Ufer, in manchen Straßen stand das Wasser bis zu 80 cm hoch. Das umstrittene Einkaufszentrum Rotmain-Center an der Stelle des alten Schlachthofs öffnete im September 1997. 1998 wurde an der unteren Opernstraße der Mühlkanal – mit verändertem Verlauf – geöffnet, 1999 entstanden dort die Schlossterrassen. Ebenfalls 1999 nahm in Seulbitz die Lohengrin Therme den Betrieb auf.

#### Zerstörung historischer Substanz nach 1945

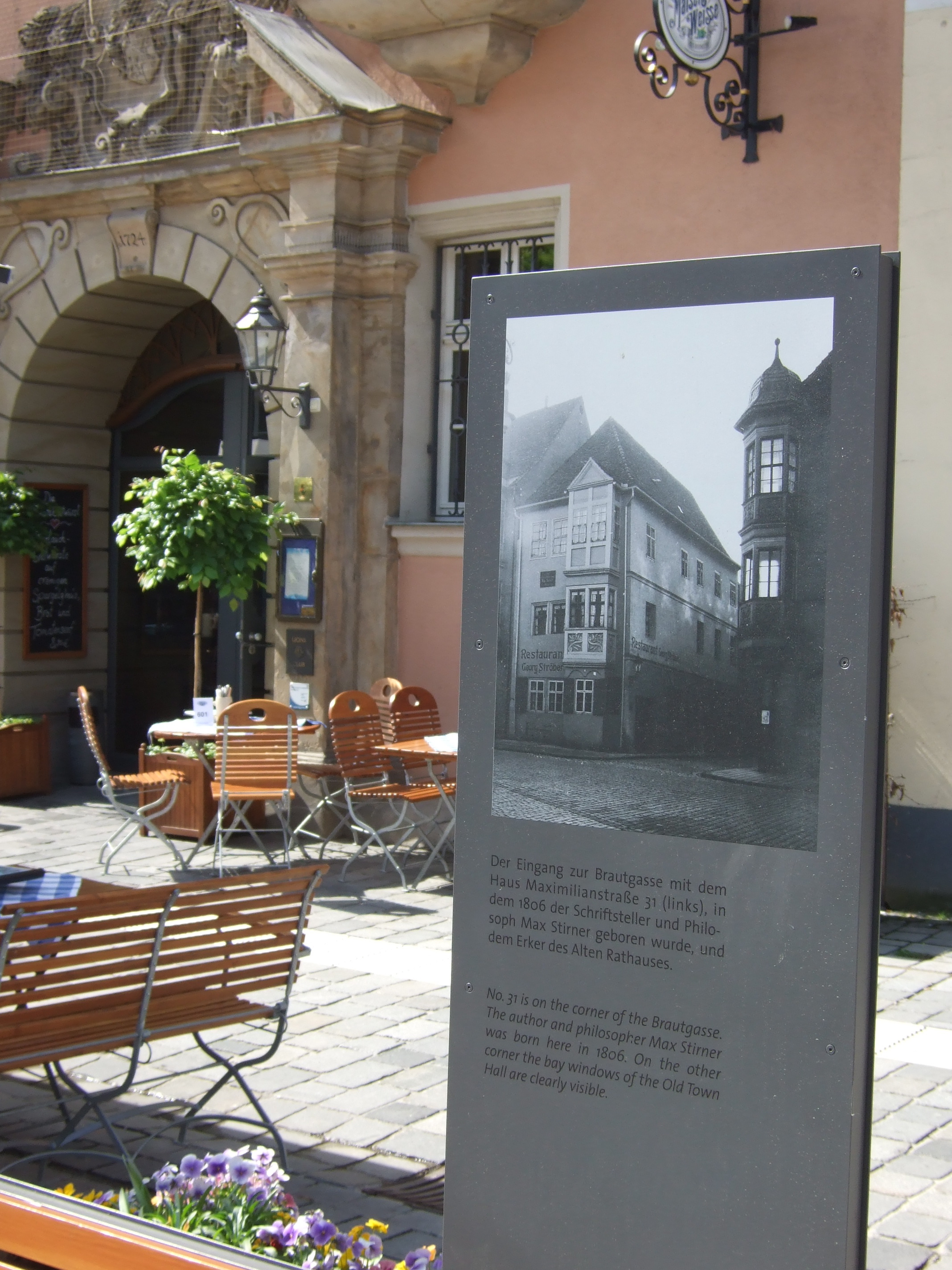
Infostele zum 1970 abgerissenen Geburtshaus Max Stirners vor dem Alten Rathaus

Vieles von dem, was die Bombentage im April 1945 übriggelassen hatten, wurde anschließend zerstört. Das Alte Schloss wurde ein spätes Opfer der Nationalsozialisten, die dort belastendes Material verbrannten. Das Feuer griff auf das Gebäude und die Häuserfront an der Nordseite des Marktplatzes über. Mangels Feuerwehr und Löschwassers konnte es erst auf Anordnung der einrückenden amerikanischen Soldaten durch die Sprengung zweier Häuser eingedämmt werden.
Ein schwerer Verlust für die Stadt war der Abriss des Geburtshauses Max Stirners (1970), des historischen Sozialquartiers Burg (erste bayerische Sozialsiedlung des 19. Jahrhunderts) bis 1981 und der verbliebenen Reste des Reitzenstein-Palais. Dem Straßenverkehr wurde in den 1970er Jahren mit dem Bau des Stadtkernrings unter anderem das Ensemble am Anfang der Erlanger Straße, darunter das einzige erhaltene Haus mit sichtbarem Fachwerk (Eck-Schoberth), geopfert. Der Rote Main wurde in seinem im Zentrum bisher sichtbaren Teil weitgehend als Straßen- und Parkplatzfläche gedeckelt (Abriss der Ludwigsbrücke und des Wachhäuschens aus dem 18. Jahrhundert). Für den Bau des neuen Rathauses wurde das idyllische Viertel am Altbachplatz abgerissen, einschließlich des vom ersten Festspieldirigenten und Bayreuther Ehrenbürger Hans Richter bewohnten Richterhauses. Dazu kamen aus heutiger Sicht weitere wenig sinnvolle Abrisse in der Richard-Wagner-Straße („Türkenhaus“, erbaut 1709), am Sternplatz und in der Sophienstraße (Priesterhäuser aus dem 16. Jahrhundert). Am Marktplatz wurden drei der wenigen verbliebenen alten Häuser der Nordseite ab 1962 einem Kaufhausneubau geopfert, und erst kürzlich wich das alte Sparkassengebäude aus dem Jahr 1934 einem umstrittenen Neubau.
Am Ort des abgerissenen Stirnerhauses wurde 1971 ein modernes Gebäude errichtet. Der Text der einst von John Henry Mackay initiierten und dort wieder angebrachten Gedenktafel, wonach es sich um das Geburtshaus Max Stirners handle, trifft deshalb nicht mehr zu und ist somit irreführend.
Bernd Mayer, 2011 gestorbener Historiker und Ehrenbürger der Stadt, hat die Zerstörungen der Nachkriegszeit als umfassender als jene während des Zweiten Weltkriegs bezeichnet.

### 21. Jahrhundert
Jeweils im September der Jahre 2000 bis 2009 gab es im Markgräflichen Opernhaus das Musikfestival Bayreuther Barock. 2019 beschloss der Stadtrat, ab September 2020 wieder alljährlich stattfindende Bayreuther Barockfestspiele zu unterstützen.
2002 war Bayreuth die erste Stadt in Bayern, in der eine Glasfaserstrecke für schnelles Internet in Betrieb ging.
Seit 2005 gehört die Stadt der in jenem Jahr gegründeten Metropolregion Nürnberg an. 2006 stellte mit Michael Hohl erstmals die CSU den Bayreuther Oberbürgermeister. Er amtierte nur sechs Jahre, am 1. Mai 2012 wurde er von Brigitte Merk-Erbe abgelöst. Die Kandidatin der Bayreuther Gemeinschaft (BG) wurde mit den Stimmen von SPD und Grünen gewählt. Mit Thomas Ebersberger ist seit Mai 2020 erneut ein Politiker der CSU Oberbürgermeister.
2007 wurde ein Jugendparlament gewählt, bestehend aus zwölf Jugendlichen zwischen 14 und 17 Jahren. Ende Oktober wurden die lange geplante neue Zentrale Omnibushaltestelle (ZOH) und das damit verbundene Funktionsgebäude am neugeschaffenen Hohenzollernplatz eingeweiht und in Betrieb genommen.
Am 26. Juli 2011 gab das Israel Chamber Orchestra in der Stadthalle das erste Gastspiel eines israelischen Orchesters in Bayreuth. In jenem Jahr lehnte der Stadtrat einen Antrag zur Verlegung von Stolpersteinen ab. Am 30. Juni 2012 erhob die UNESCO das Markgräfliche Opernhaus zum Weltkulturerbe. 2013 fand in Bayreuth unter dem Motto „Franken im Ohr“ der zentrale Festakt zum achten Tag der Franken statt; im Garten der Synagoge wurde die Mikwe eingeweiht, bis 2018 das Gebäude umfassend saniert. 2016 war Bayreuth Ausrichter der bayerischen Landesgartenschau.
Weitreichende Folgen hatte ein Rohrbruch am Morgen des 23. Februar 2019, woraufhin die Wasserzufuhr aus dem Hochbehälter Hohe Warte unterbrochen wurde. Rund die Hälfte der Bayreuther Haushalte, insbesondere im Norden und Westen der Stadt, waren teilweise bis in den späten Nachmittag hinein unversorgt. Für die Silvesternacht beschloss der Stadtrat im Oktober 2019, zum Schutz der historischen Gebäude den Gebrauch von Feuerwerkskörpern in der Innenstadt zu verbieten. Infolge der COVID-19-Pandemie wurden die Richard-Wagner-Festspiele des Jahres 2020 abgesagt. Die seit 2008 abschnittsweise vorgenommene Umgestaltung der Fußgängerzone Maximilianstraße wurde mit dem letzten Abschnitt zwischen der Kanzleistraße und dem Sternplatz im November 2020 vollendet. Archäologische Untersuchungen brachten zutage, dass das dort nach 1730 abgebrochene „Obere Tor“ eine aus drei Toren mit zwei dazwischenliegenden Gräben bestehende Torburg war.
Zur Förderung der Biodiversität entwickelte das Stadtgartenamt im Jahr 2020 ein insektenfreundliches Mähkonzept für städtische Grünflächen und Straßenbegleitflächen. Am 30. Juli 2022 fand in Bayreuth erstmals eine Veranstaltung anlässlich des Christopher Street Days statt. Auf einen Demonstrationszug durch die Innenstadt folgte eine Kundgebung vor dem Alten Schloss.

### Eingemeindungen
- 1811: Sankt Georgen

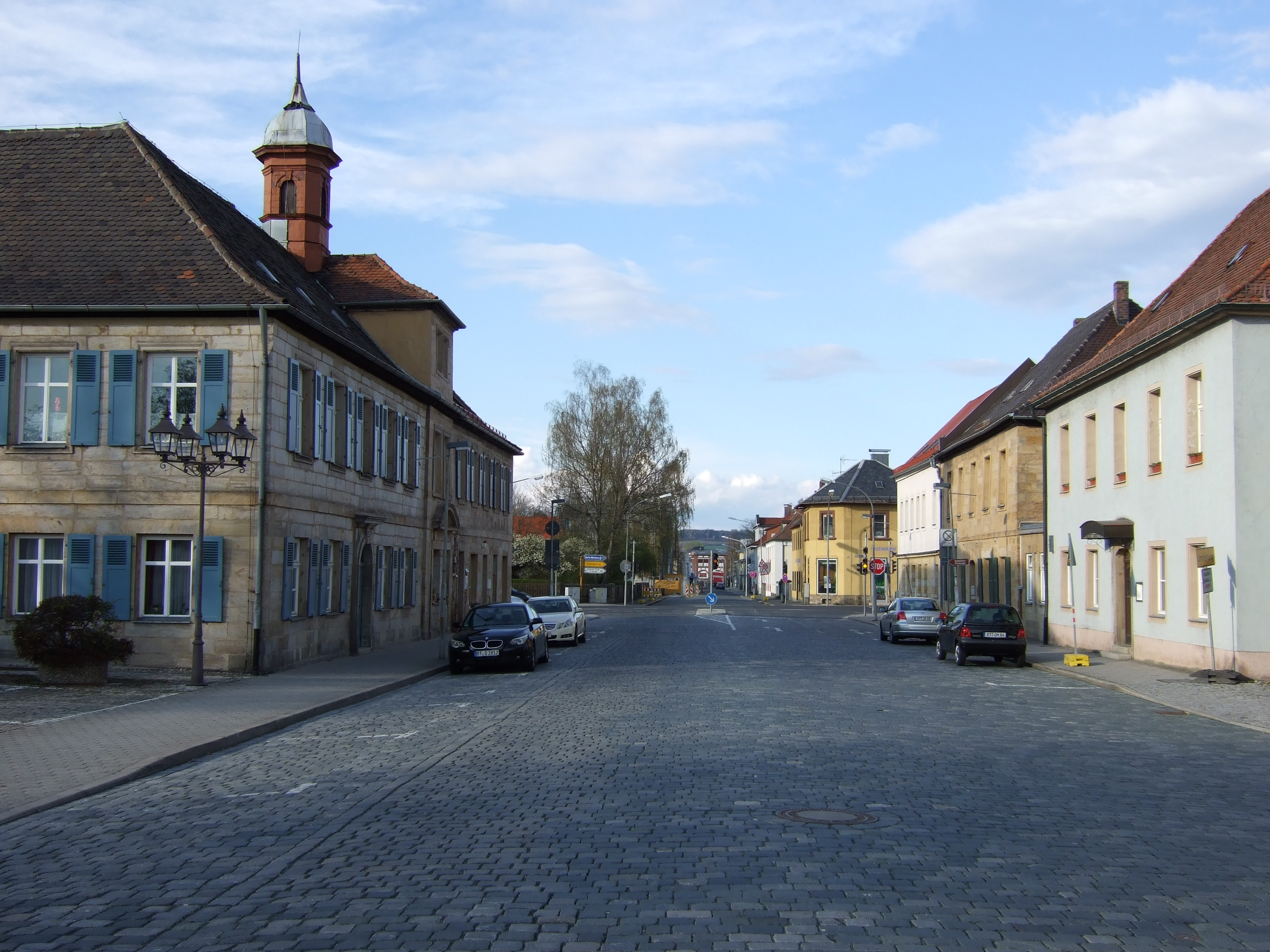
Sankt Georgen

- 1840: Altenstadt (heutiger Stadtteil Altstadt)[286]
- 1. April 1939: Colmdorf, Meyernberg, Sankt Johannis[287]
- 1. Januar 1972: Oberkonnersreuth[287]
- 1. Juli 1972: Laineck[287]
- 1. Dezember 1973: Gemeindefreies Gebiet Forst Sankt Georgen (176,25 Hektar oder 32,7 Prozent der Gebietsfläche)
- 1. Juli 1976: Aichig, Oberpreuschwitz, Seulbitz, Thiergarten[288]
- 1. Mai 1978: Wolfsbach (teilweise) mit Schlehenberg, Krugshof und Püttelshof[288]

### Bevölkerung

#### Einwohnerentwicklung

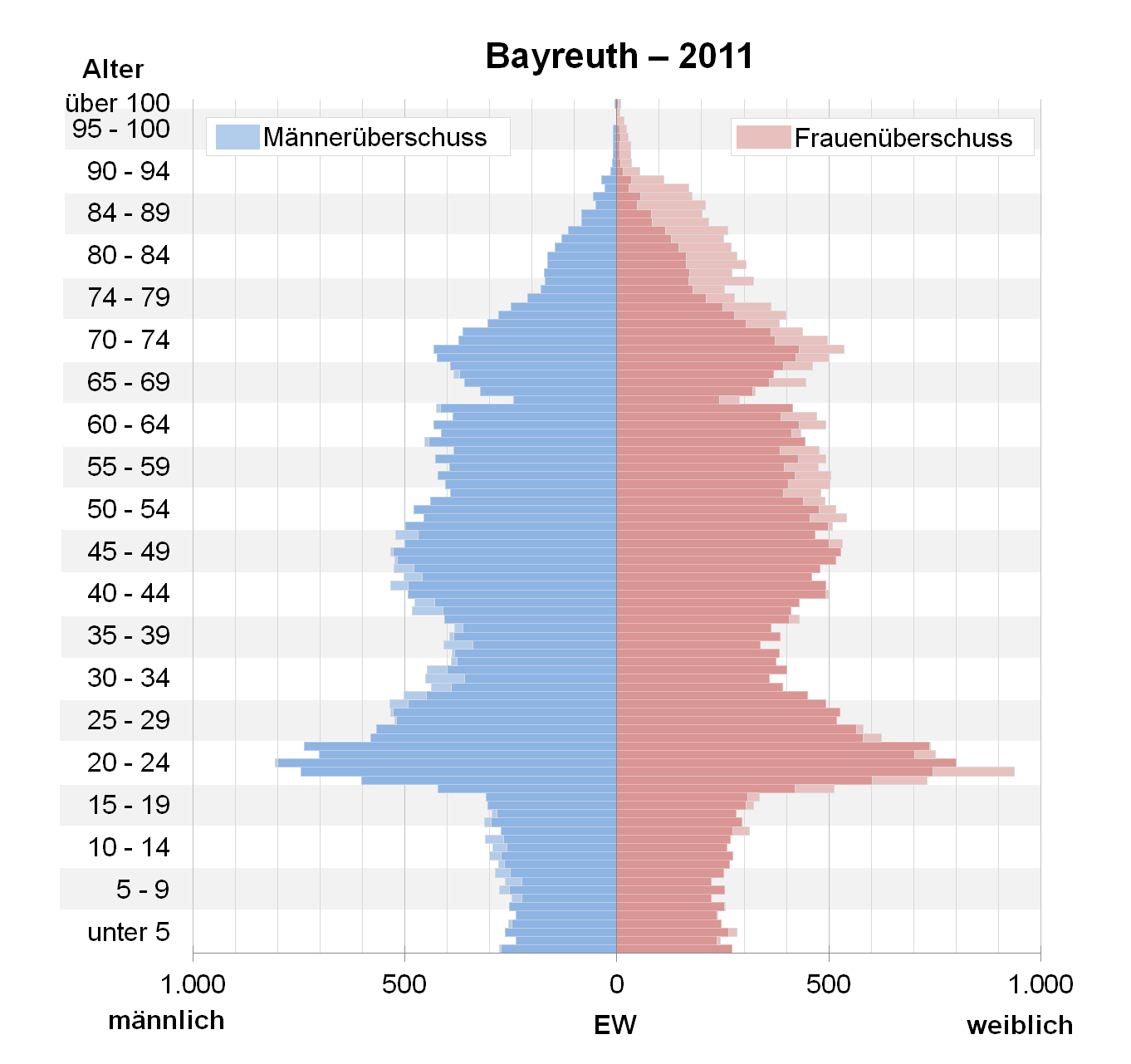
Bevölkerungspyramide für Bayreuth (Datenquelle: Zensus 2011)

Bayreuth hatte im Mittelalter und in der frühen Neuzeit nur wenige tausend Einwohner. Die Bevölkerung wuchs langsam und ging durch die zahlreichen Kriege, Seuchen und Hungersnöte immer wieder zurück. So zerstörten 1430 die Hussiten die Stadt; 1602 starben bei einem Ausbruch der Pest rund 1000 Bewohner. Auch während des Dreißigjährigen Krieges (1618–1648) musste die Stadt Einwohnerverluste hinnehmen. Erst mit dem Beginn der Industrialisierung im 19. Jahrhundert beschleunigte sich das Bevölkerungswachstum. Lebten 1818 10.000 Menschen in der Stadt, waren es 1900 bereits rund 30.000.
Bis 1939 stieg die Bevölkerungszahl – auch aufgrund der Eingemeindung mehrerer Orte am 1. April 1939 – auf 45.000. Kurz nach dem Zweiten Weltkrieg brachten die vielen Flüchtlinge und Vertriebenen aus den deutschen Ostgebieten einen weiteren Zuwachs um 11.000 Personen auf 56.000 Einwohner bis Oktober 1946. Auch danach stieg die Bevölkerungszahl weiter, ab den 1970er Jahren nicht zuletzt aufgrund der neu gegründeten Universität. Für das Jahr 2023 wurde indes eine Geburtenrate von 0,95 Kindern pro Frau zwischen 15 und 49 Jahren ermittelt, was dem niedrigsten Wert in Bayern (Durchschnitt 1,37 Kinder) entspricht. Als Grund wird eine vergleichsweise junge Bevölkerung in Universitätsstädten mit vielen Frauen im fertilen Alter, deren Fokus auf der Ausbildung oder dem Berufseinstieg liege, vermutet.
Die folgende Übersicht zeigt die Einwohnerzahlen nach dem jeweiligen Gebietsstand. Bis 1818 handelt es sich meist um Schätzungen, danach um Volkszählungsergebnisse (¹) oder amtliche Fortschreibungen des Statistischen Landesamtes. Die Angaben beziehen sich ab 1871 auf die „ortsanwesende Bevölkerung“, ab 1925 auf die Wohnbevölkerung und seit 1987 auf die „Bevölkerung am Ort der Hauptwohnung“. Vor 1871 wurde die Einwohnerzahl nach uneinheitlichen Erhebungsverfahren ermittelt.
| Jahr                | Einwohner |
| ------------------- | --------- |
| 1735                | 7.000     |
| 1792                | 9.000     |
| 1818                | 10.000    |
| 1. Juni 1830 A1     | 13.030    |
| 1. Dezember 1840 A1 | 16.700    |
| 3. Dezember 1852 A1 | 18.600    |
| 3. Dezember 1855 A1 | 17.372    |
| 3. Dezember 1858 A1 | 17.850    |
| 3. Dezember 1861 A1 | 18.100    |
| 3. Dezember 1864 A1 | 19.200    |
| 3. Dezember 1867 A1 | 19.500    |
| 1. Dezember 1871 A1 | 17.841    |
| 1. Dezember 1875 A1 | 19.200    |
| 1. Dezember 1880 A1 | 22.072    |
| 1. Dezember 1885 A1 | 23.600    |
| 1. Dezember 1890 A1 | 24.556    |
| 2. Dezember 1895 A1 | 27.693    |
| 1. Dezember 1900 A1 | 29.387    |
| 1. Dezember 1905 A1 | 31.903    |
| 1. Dezember 1910 A1 | 34.547    |

| Jahr                  | Einwohner |
| --------------------- | --------- |
| 1. Dezember 1916 A1   | 28.807    |
| 5. Dezember 1917 A1   | 27.913    |
| 8. Oktober 1919 A1    | 33.128    |
| 16. Juni 1925 A1      | 35.306    |
| 16. Juni 1933 A1      | 37.196    |
| 17. Mai 1939 A1       | 45.028    |
| 31. Dezember 1945     | 53.684    |
| 29. Oktober 1946 A1   | 55.612    |
| 13. September 1950 A1 | 58.800    |
| 25. September 1956 A1 | 59.544    |
| 6. Juni 1961 A1       | 61.835    |
| 31. Dezember 1965     | 63.033    |
| 27. Mai 1970 A1       | 64.536    |
| 31. Dezember 1975     | 67.035    |
| 31. Dezember 1980     | 70.633    |
| 31. Dezember 1985     | 71.848    |
| 25. Mai 1987 A1       | 69.813    |
| 31. Dezember 1990     | 72.345    |
| 31. Dezember 1995     | 73.016    |
| 31. Dezember 2000     | 74.153    |

| Jahr              | Einwohner |
| ----------------- | --------- |
| 30. Juni 2005     | 74.137    |
| 31. Dezember 2006 | 73.202    |
| 31. Dezember 2007 | 73.097    |
| 31. Dezember 2008 | 72.935    |
| 31. Dezember 2009 | 72.576    |
| 31. Oktober 2010  | 72.670    |
| 9. Mai 2011 A2    | 70.808    |
| 31. Dezember 2012 | 71.482    |
| 31. Dezember 2013 | 71.572    |
| 31. Dezember 2014 | 71.601    |
| 31. Dezember 2015 | 72.148    |
| 31. Dezember 2016 | 73.065    |
| 31. Dezember 2017 | 73.999    |
| 31. Dezember 2018 | 74.657    |
| 31. Dezember 2019 | 74.783    |
| 31. Dezember 2020 | 74.048    |
| 31. Dezember 2021 | 73.909    |
| 31. Dezember 2022 | 72.661    |
| 31. Dezember 2023 | 73.074    |
| 31. Dezember 2024 | 72.940    |

Abweichend von den Zahlen des Bayerischen Landesamtes für Statistik und Datenverarbeitung fallen die Erhebungen der Stadt etwas höher aus. So wurden z. B. 74.524 Einwohner für den 31. Oktober 2017 und 75.572 für den 31. Oktober 2018 ermittelt.

#### Bevölkerungsdichte
Im Jahr 2003 betrug die durchschnittliche Einwohnerdichte im Stadtgebiet 1114 Einwohner pro Quadratkilometer, wobei die höchste Besiedelungsdichte aller 20 Stadtbezirke die Innenstadt mit 4750 Einwohner pro Quadratkilometer aufwies.

#### Einkommen
Das durchschnittliche, um regionale Preisunterschiede bereinigte Durchschnittseinkommen lag in der Stadt im Jahr 2023 bei 23.853 Euro und damit unter dem Bundesdurchschnitt von 25.790 Euro.

#### Konfessionsstatistik
Am 30. Juni 2005 betrug die Amtliche Einwohnerzahl für Bayreuth nach Fortschreibung des Bayerischen Landesamtes für Statistik und Datenverarbeitung 74.137 (nur Hauptwohnsitze und nach Abgleich mit den anderen Landesämtern). Davon waren 63,7 % evangelisch und 28,8 % katholisch. 2011 waren 50,1 % der Bürger evangelisch und 25,8 % katholisch. 24,1 % hatten einen anderen Glauben oder waren konfessionslos. Der Anteil der Protestanten und Katholiken an der Gesamtbevölkerung ist seitdem weiter gesunken.
Gemäß dem Zensus 2022 waren (Stand Mai 2022) 41,0 % der Einwohner evangelisch, 22,2 % katholisch; 36,8 % waren konfessionslos, gehörten einer anderen Glaubensgemeinschaft an oder machten keine Angabe.
Im Mai 2022 war Bayreuth die größte mehrheitlich evangelische deutsche Stadt. Im Jahr 2022 traten 972 und im Jahr 2023 897 Menschen in Bayreuth aus den Kirchen beider Konfessionen aus.

## Politik

### Stadtrat
- CSU: 10
- Grüne: 8
- SPD: 8
- BG: 7
- JB: 3
- FDP: 2
- DU: 2
- AfD: 2
- FL: 1
- Linke: 1

Veränderungen gegenüber 2014–2020:
 CSU −3, Grüne +3, SPD −1, BG −1, FDP −1, AfD +2, FL +1, Linke +1.
Der Stadtrat setzt sich aus 44 Stadträten und dem Oberbürgermeister zusammen. Die Wahl zum Stadtrat am 15. März 2020 brachte folgendes Ergebnis für die Sitzverteilung der Stadträte (+/–: Veränderung zur Wahl 2014):
| Stadtratswahl in Bayreuth 2020Wahlbeteiligung: 50,3 % 3020100 24,118,017,715,36,55,35,03,92,41,7 CSUGrüneSPDBGdJBeFDPDUgAfDFLiLinkeGewinne und Verlusteim Vergleich zu 2014 %p 8 6 4 2 0 −2 −4 −6−5,8+6,3−3,5−1,9−0,4−0,5+0,2+3,9+2,4+1,7CSUGrüneSPDBGJBFDPDUAfDFLLinkeAnmerkungen:d Bayreuther Gemeinschafte Junges Bayreuthg Die Unabhängigeni Frauenliste |

Unter den Sitzen der CSU befindet sich der Sitz des Oberbürgermeisters.
Der Rat setzt sich nach der Wahl des Jahres 2020 aus 33 Männern und 11 Frauen zusammen, das Durchschnittsalter seiner Mitglieder lag im März 2020 bei 52 Jahren. Ältestes Ratsmitglied wurde mit 69 Jahren Norbert Aas, jüngstes die 24-jährige Louisa Hübner (beide Grüne).
Spätestens seit 1432 bestand der Stadtrat aus zwölf Mitgliedern, dem sogenannten Inneren Rat. Auf Beschluss des Landesherrn waren ihm sechs Mitglieder aus der Bürgergemeinde beigeordnet, die als Äußerer Rat bzw. „sechs von der gemeynde“ bezweichnet wurden. Der Innere Rat bestimmte seine Mitglieder selbst und suchte auch die Kandidaten für den Äußeren Rat aus. Da die Städteordnung von 1430 vorschrieb, dass in jedem Jahr drei Mitglieder des Inneren Rats „feyern“ (ausscheiden oder pausieren) mussten, wurden jene häufig durch solche des Äußeren Rats ersetzt. Auch war es Usus, dass „feyernde“ Mitglieder in den Inneren Rat zurückkehrten. Es entstand eine wenige begüterte Familien umfassende politische Führungsschicht, die sich zudem durch Heiratsbeziehungen in der Regel selbst erhielt.
Zur Zeit des Königreichs Bayern existierte auf Gemeindeebene ein Zweikammersystem mit dem Magistrat und dem Kollegium der Gemeindebevollmächtigten. Noch bei der Stadtratswahl des Jahres 1911 durften von den rund 32.000 Einwohnern nur 1800 wählen, da das Wahlrecht das Bürgerrecht voraussetzte. Dieses wurde nur Männern gewährt, die wenigstens 15 Jahre in Bayreuth tätig waren und eine – nicht jedermann zumutbare – Gebühr entrichteten. Arbeiter konnten sich diesen Luxus in der Regel nicht leisten. Der erste demokratisch gewählte Stadtrat trat im Juni 1919 zusammen. Mit 16 von 30 Sitzen setzte sich das konservative Lager gegenüber den Sozialisten durch. Erstmals war mit der Fabrikarbeiterin Christiane Gick von der USPD eine Frau in dem Gremium vertreten.
1929 zog die NSDAP in das Stadtparlament ein. Bei der Wahl jenes Jahres erzielte sie neun Sitze, mit dreizehn Mandaten wurde erstmals die SPD stärkste Kraft. In der Zeit des Nationalsozialismus traten an die Stelle der gewählten Mitglieder als „Ratsherren“ berufene Bayreuther Bürger, von denen bei Beschlüssen Einstimmigkeit erwartet wurde. Auch im Rathaus galt im Dritten Reich das Führerprinzip.
Vom ersten nach dem Zweiten Weltkrieg gewählten Stadtrat des Jahres 1946 bis zur Kommunalwahl 1972 stellte die SPD jeweils die stärkste Fraktion, seitdem ist die CSU die stärkste Kraft, abgesehen von einem Patt im Jahr 1976 (und wiederholt 1990). 1984 wurde mit Werner Kolb erstmals ein Kandidat der Grünen in den Stadtrat gewählt. Aufsehen erregte die Wahl vom März 1990, bei der die rechtskonservative Partei Die Republikaner 10,6 Prozent der Listenstimmen erhielt.

### Stadtoberhäupter von Bayreuth seit 1818

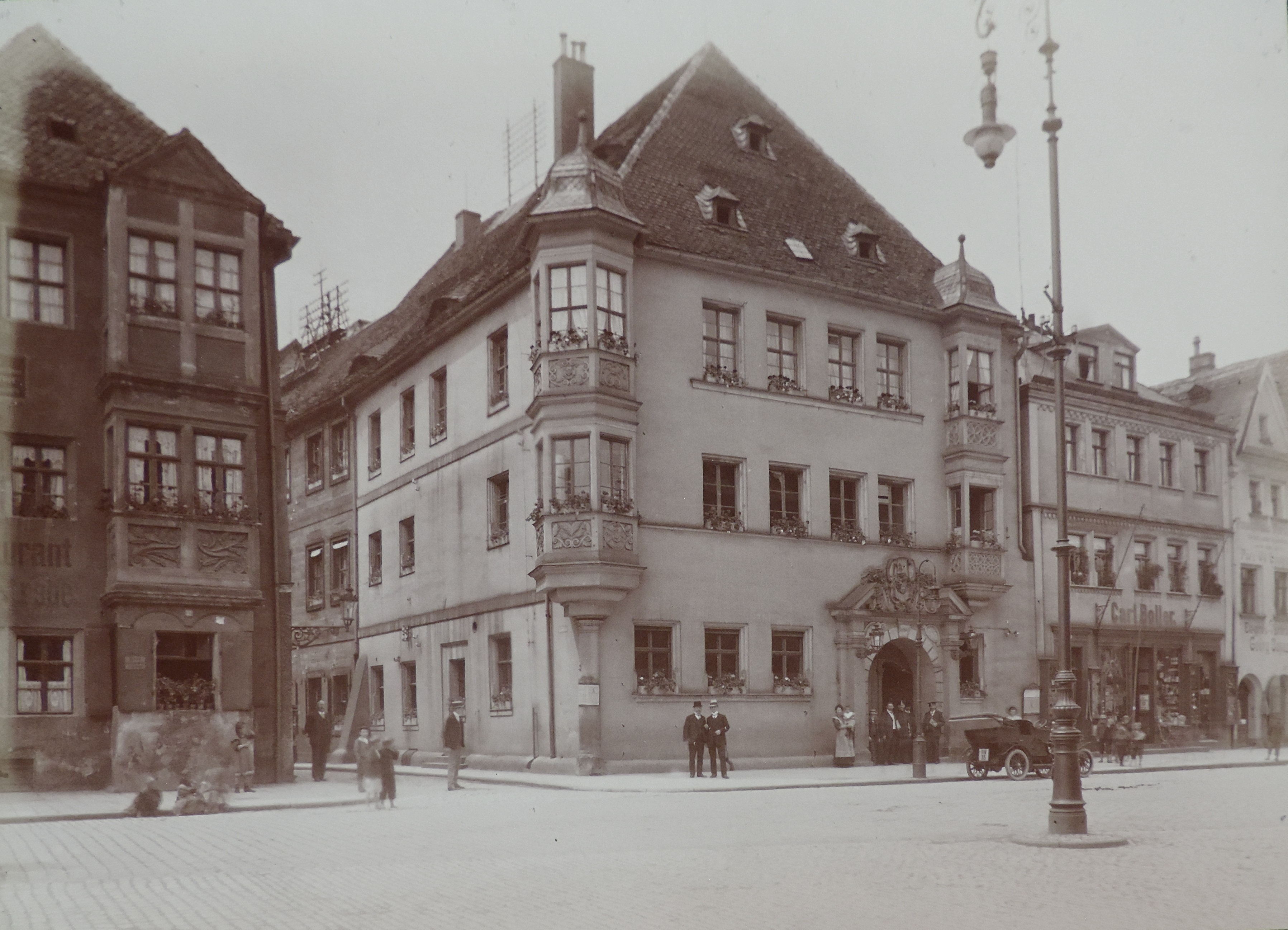
Altes Rathaus in der Maximilianstraße, nach dem Zweiten Weltkrieg bis 1972 als solches nochmals genutzt

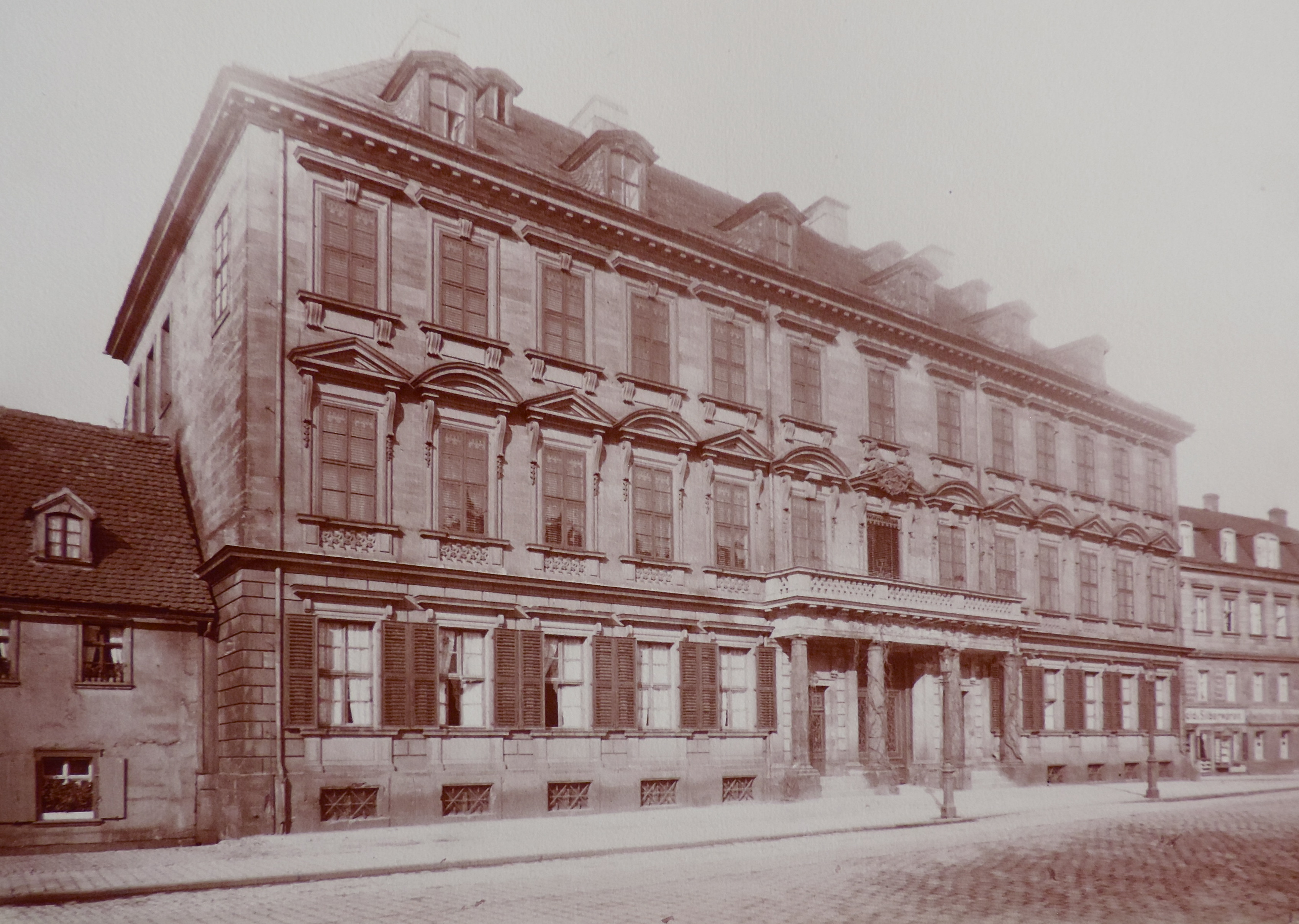
Das Reitzenstein-Palais, dessen obere Etagen im April 1945 bei einem Bombenangriff zerstört wurden, diente ab 1916 als „Neues Rathaus“

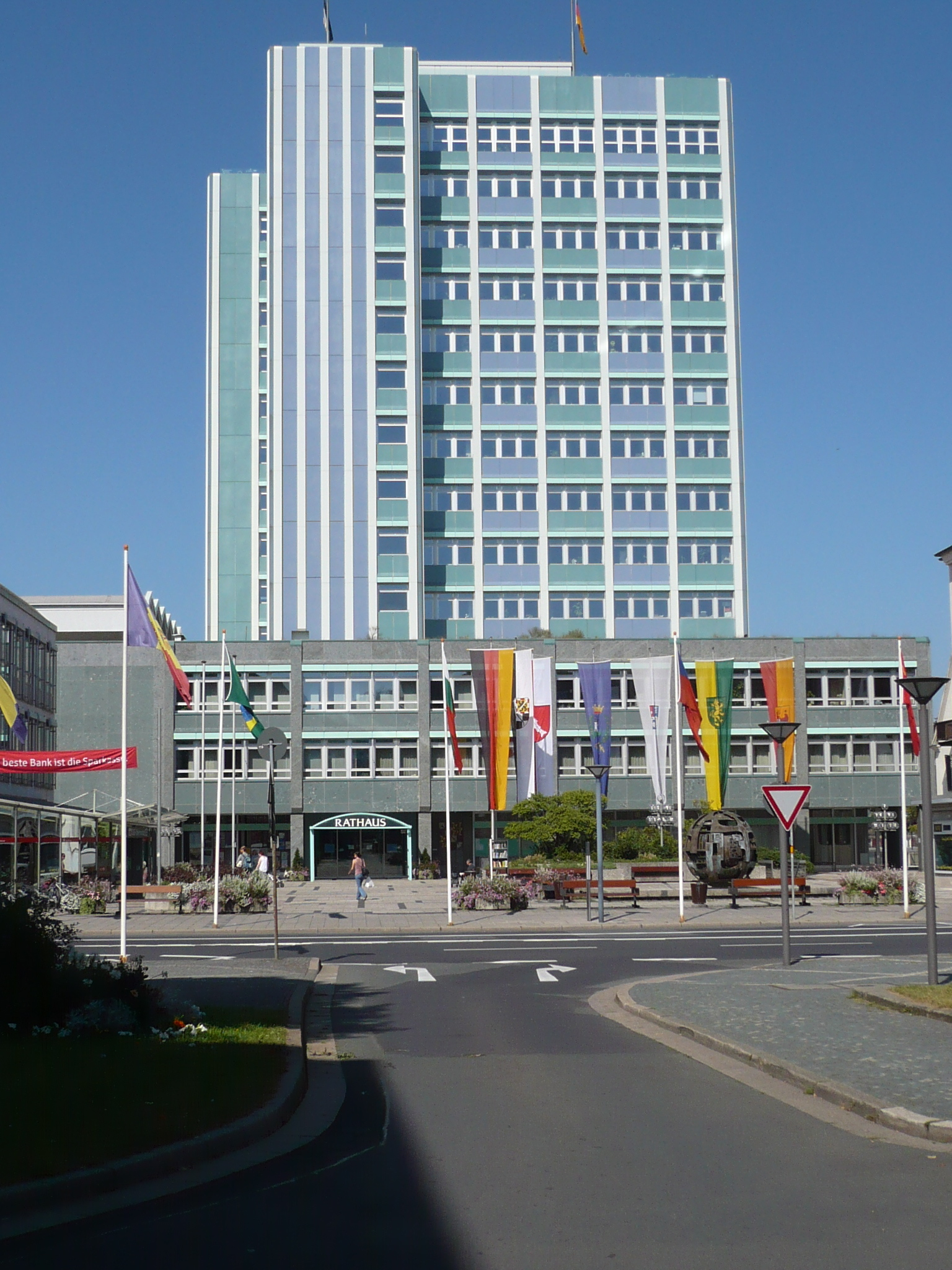
Dem 1972 eingeweihten Rathausneubau musste das im Erdgeschoss nach 1945 noch vorhandene Reitzenstein-Palais endgültig weichen

Die meisten der Stadtoberhäupter wurden nicht von den Einwohnern, sondern vom Stadtrat gewählt. Vor 1952 konnte die Bayreuther Bevölkerung nur ein einziges Mal den Ersten Bürgermeister selbst bestimmen: Am 13. Juli 1919 wählten sie den langjährigen Zweiten Bürgermeister Albert Preu auf Anhieb in das kommunale Spitzenamt. Dessen Gegenkandidaten waren Friedrich Puchta und Karl Hugel. Bei der ersten Oberbürgermeisterwahl in der Zeit des Nationalsozialismus am 26. April 1933 konnte die durch Verhaftungen geschwächte Stadtratsfraktion der SPD dem Druck der NSDAP nicht viel entgegensetzen. Die KPD hatten die Nationalsozialisten zu diesem Zeitpunkt bereits verboten. Der SPD-Politiker Hans Rollwagen wurde 1948 noch vom Stadtrat gewählt, erst seine Bestätigung im Amt erfolgte 1952 durch das Votum der Einwohner.
Die längste Amtszeit mit 37 Jahren war Theodor von Muncker beschieden. Im 20. Jahrhundert leitete Hans Walter Wild immerhin 30 Jahre lang die Geschicke der Stadt. Josef Kauper war 1945 nur sieben Monate im Amt, als er bei einem Verkehrsunfall ums Leben kam.
| Zeitraum                      | Stadtoberhaupt                | Partei                                                  | Bezeichnung                                                  |
| ----------------------------- | ----------------------------- | ------------------------------------------------------- | ------------------------------------------------------------ |
| 1818–1848                     | Erhard Hagen von Hagenfels    |                                                         | erster rechtskundiger Bürgermeister                          |
| 1848–1851                     | Johann Karl Christian Heumann | bürgerlicher Bürgermeister                              |                                                              |
| 1851–1863                     | Friedrich Carl Dilchert       | bürgerlicher Bürgermeister                              |                                                              |
| 1863–1900                     | Theodor von Muncker           | rechtskundiger Bürgermeister                            |                                                              |
| 1900–1918                     | Leopold von Casselmann        | rechtskundiger Bürgermeister, Oberbürgermeister ab 1907 |                                                              |
| 1919–30. April 1933           | Albert Preu                   | Oberbürgermeister                                       |                                                              |
| 1. Mai 1933–Juni 1937         | Karl Schlumprecht             | NSDAP                                                   |                                                              |
| 21. Juli 1937–April 1938      | Otto Schmidt                  | NSDAP                                                   |                                                              |
| 3. Mai 1938–30. Juni 1938     | Fritz Wächtler                | NSDAP                                                   | Gauleiter, selbsternannter kommissarischer Oberbürgermeister |
| 1. Juli 1938–April 1945       | Fritz Kempfler                | NSDAP                                                   | Oberbürgermeister                                            |
| 24. April 1945–November 19450 | Josef Kauper                  |                                                         | Oberbürgermeister                                            |
| November 1945–30. Juni 1948   | Oscar Meyer                   |                                                         | Oberbürgermeister                                            |
| 1. Juli 1948–30. April 1958   | Hans Rollwagen                | SPD                                                     | Oberbürgermeister                                            |
| 1. Mai 1958–30. April 1988    | Hans Walter Wild              | SPD                                                     | Oberbürgermeister                                            |
| 1. Mai 1988–30. April 2006    | Dieter Mronz                  | SPD                                                     | Oberbürgermeister                                            |
| 1. Mai 2006–30. April 2012    | Michael Hohl                  | CSU                                                     | Oberbürgermeister                                            |
| 1. Mai 2012–30. April 2020    | Brigitte Merk-Erbe            | BG                                                      | Oberbürgermeisterin                                          |
| seit 1. Mai 2020              | Thomas Ebersberger            | CSU                                                     | Oberbürgermeister                                            |

### Stadtwappen
| Wappen von Bayreuth | Blasonierung: „Geviert und überdeckt mit zwei schräg gekreuzten Reuten (Reuthaken), die rechte schwarz, die linke silbern; 1 und 4 geviert von Silber und Schwarz; 2 und 3 in Gold mit von Silber und Rot zwölfmal gestücktem Bord ein rotgekrönter, rotgezungter und rotbewehrter schwarzer Löwe.“ |
| Wappen von Bayreuth | Wappenbegründung: Markgraf Albrecht Achilles, gleichzeitig Kurfürst von Brandenburg, verlieh der Stadt Bayreuth im Dezember 1457 das noch heute gültige Stadtwappen. Zwei Felder (1 und 4) zeigen das schwarz-silberne Hohenzollernwappen. Der schwarze Löwe in Gold mit weiß-rot gestücktem Bord war das Amtswappen der Burggrafen von Nürnberg und stammt ursprünglich von der Familie von Raabs. Längs der beiden Diagonalen sind zwei Reuten, Rodungswerkzeuge mit leicht gekrümmten Stiel. Sie verweisen auf die Endung -reuth im Ortsnamen. Offiziell wird das Stadtwappen so beschrieben: „Das Stadtwappen besteht aus zwei über Eck gestellten Feldern in Gold mit je einem schwarzen Löwen und zwei ebenfalls über Eck gestellten, quadriert schwarz-weißen Feldern. Die beiden Felder in Gold sind durch einen in rot-weiße Felder geteilten Rahmen eingefasst. Über die zwei Löwenfelder geht ein weißer, über die zwei schwarz-weißen Felder ein schwarzer Reuthaken. Über dem Wappen befindet sich ein Helm mit zwei gekreuzten Hörnern in weißer und roter Farbe, dazwischen ein schwarzer Löwe mit goldener Krone, auf einem Hutstulp stehend. Die Helmdecke ist rot-weiß im Wechsel.“ Das Vollwappen: „Auf dem linksgewandten Helm mit rot-silbernen Decken ein roter Hut mit silbernem Stulp und zwei je sechsmal rot-silber gestückten Büffelhörner, zwischen ihnen ein linksgewendeter goldbekrönter schwarzer Löwe, belegt mit der schwarzen und silbernen gekreuzten Reute.“ |

### Städtepartnerschaften

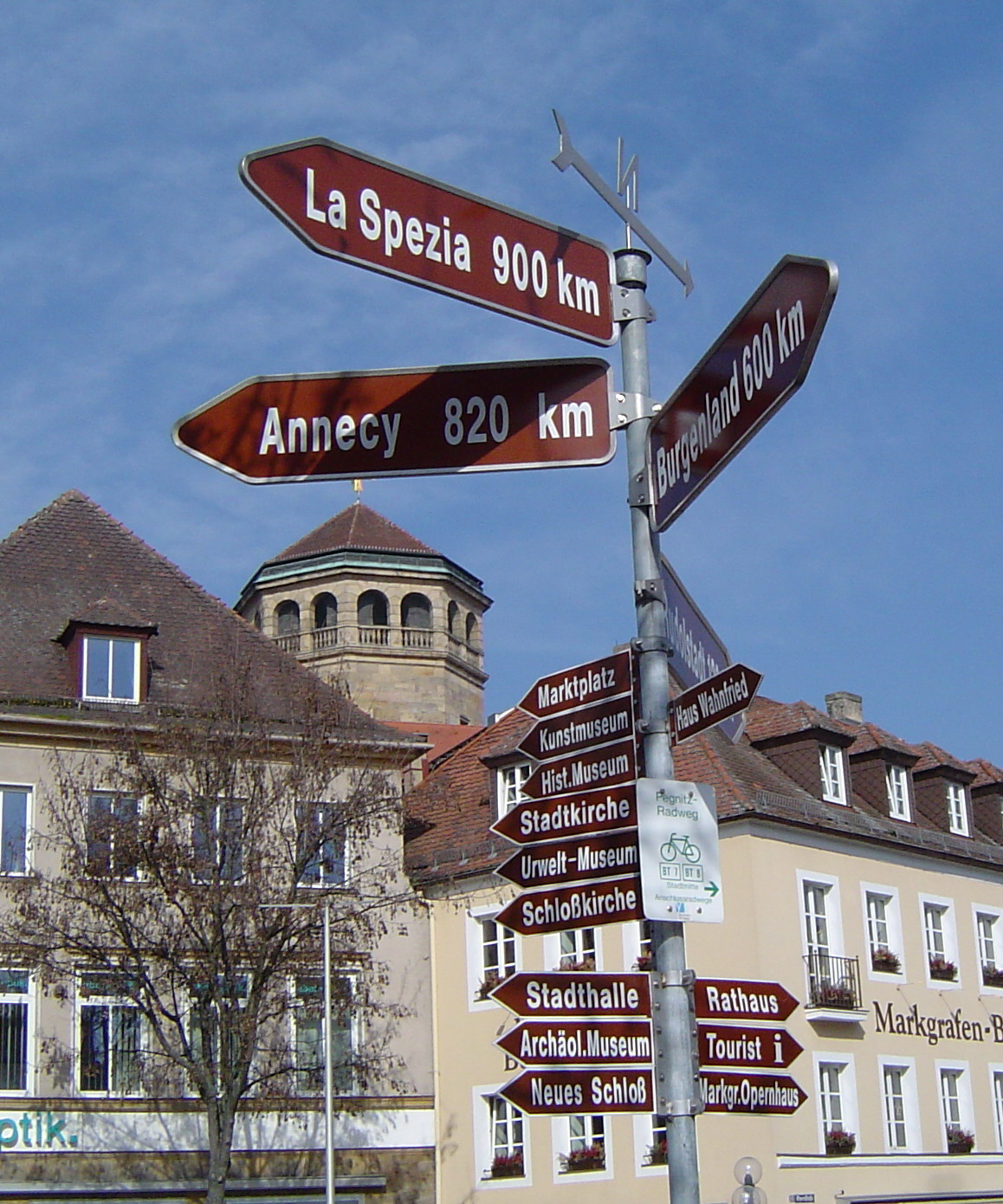
Wegweiser zu den Partnerstädten auf dem Sternplatz

Die Stadt Bayreuth unterhält Partnerschaften mit folgenden Städten:
- Annecy, Frankreich, seit 1966[312]
- Rudolstadt, Deutschland, seit 1990
- La Spezia, Italien, seit 1999
- Stadtbezirk Prag 6, Tschechien, seit 2008
- Tekirdağ, Türkei, seit 2012

Die Partnerschaft mit Annecy entwickelte sich aus der Freundschaft des jungen Chirurgen Paul-Louis Servettaz, der aus deutscher Kriegsgefangenschaft geflohen war und sich der Résistance angeschlossen hatte, mit dem deutschen Kriegsgefangenen Karl Bühler, der 1944 in Annecy von jenem operiert wurde. Im Mai 1964 besuchte erstmals eine Delegation aus Annecy Bayreuth, am 6. August 1966 wurden die Verträge unterzeichnet. 1991 hatten, nach offiziellen Angaben, bereits mehr als 25.000 Personen, die Hälfte davon Jugendliche, die jeweilige Partnerstadt besucht.
Auf eine Initiative des SED-Politbüromitglieds Hermann Axen im Juli 1989 geht die Partnerschaft mit Rudolstadt zurück. Diese Verbindung galt zunächst nicht als „Liebesheirat“ – Bayreuther Wunschkandidat wäre Dresden gewesen, dessen Oberbürgermeister Bayreuth im September 1984 besucht hatte. Die Kulturpartnerschaft mit dem österreichischen Burgenland wurde 1990 vor dem Hintergrund, dass Richard Wagners Schwiegervater Franz Liszt im dortigen Raiding geboren wurde und in Bayreuth verstarb, geschlossen. Zudem bestehen ein Kooperationsvertrag mit der chinesischen Stadt Shaoxing und eine Universitätspartnerschaft der Universität Bayreuth mit der Washington and Lee University in Lexington im US-Bundesstaat Virginia.
Die Stadt Bayreuth wurde 2014 für ihr Engagement zur Förderung des europäischen Gedankens mit der Ehrenplakette des Europarats ausgezeichnet. Das Votum des Europarats fiel einstimmig für Bayreuth aus. Die Auszeichnung ist Anerkennung und Würdigung zugleich für die vielfältigen und erfolgreichen Bemühungen Bayreuths auf europäischem Gebiet. Nach den Statuten des Europarats wird die Ehrenplakette an Kommunen verliehen, die schon seit mehreren Jahren zunächst Träger des Ehrendiploms und anschließend der Ehrenfahne sind. Diese gilt als Vorstufe zum Europapreis, der höchsten Auszeichnung, die der Europarat zu vergeben hat.

### Patenschaften

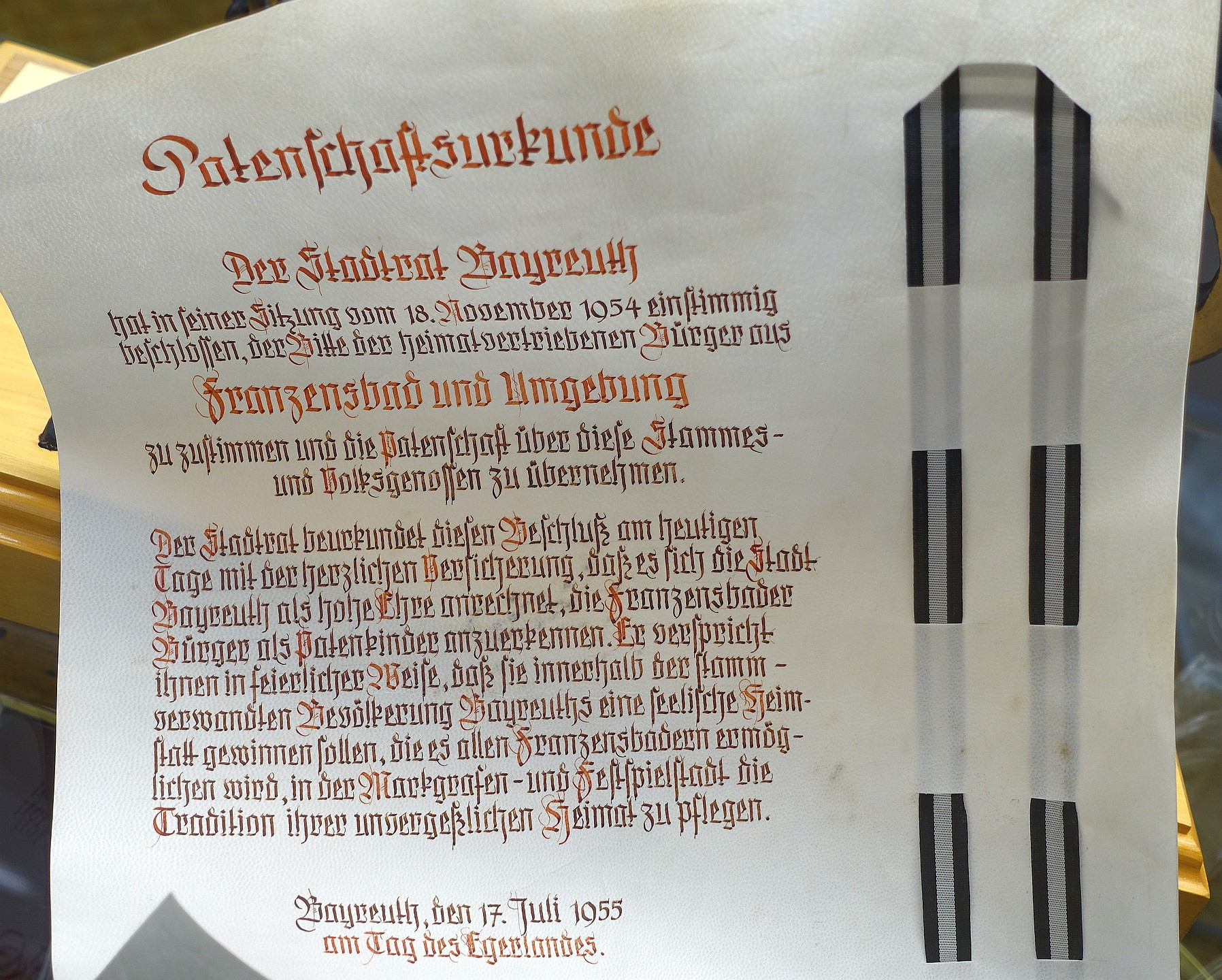
Patenschaftsurkunde des Stadtrats Bayreuth aus dem Jahr 1955 für die vertriebenen Einwohner aus Franzensbad

Im Jahre 1955 wurde die Patenschaft für die vertriebenen Sudetendeutschen aus der Stadt Franzensbad im Okres Cheb übernommen.
Seit 2015 unterstützt die Stadt Bayreuth ein Entwicklungshilfeprojekt in der afrikanischen Gemeinde Tchighozérine in Niger.

## Kultur und Sehenswürdigkeiten

### Theater und Musik

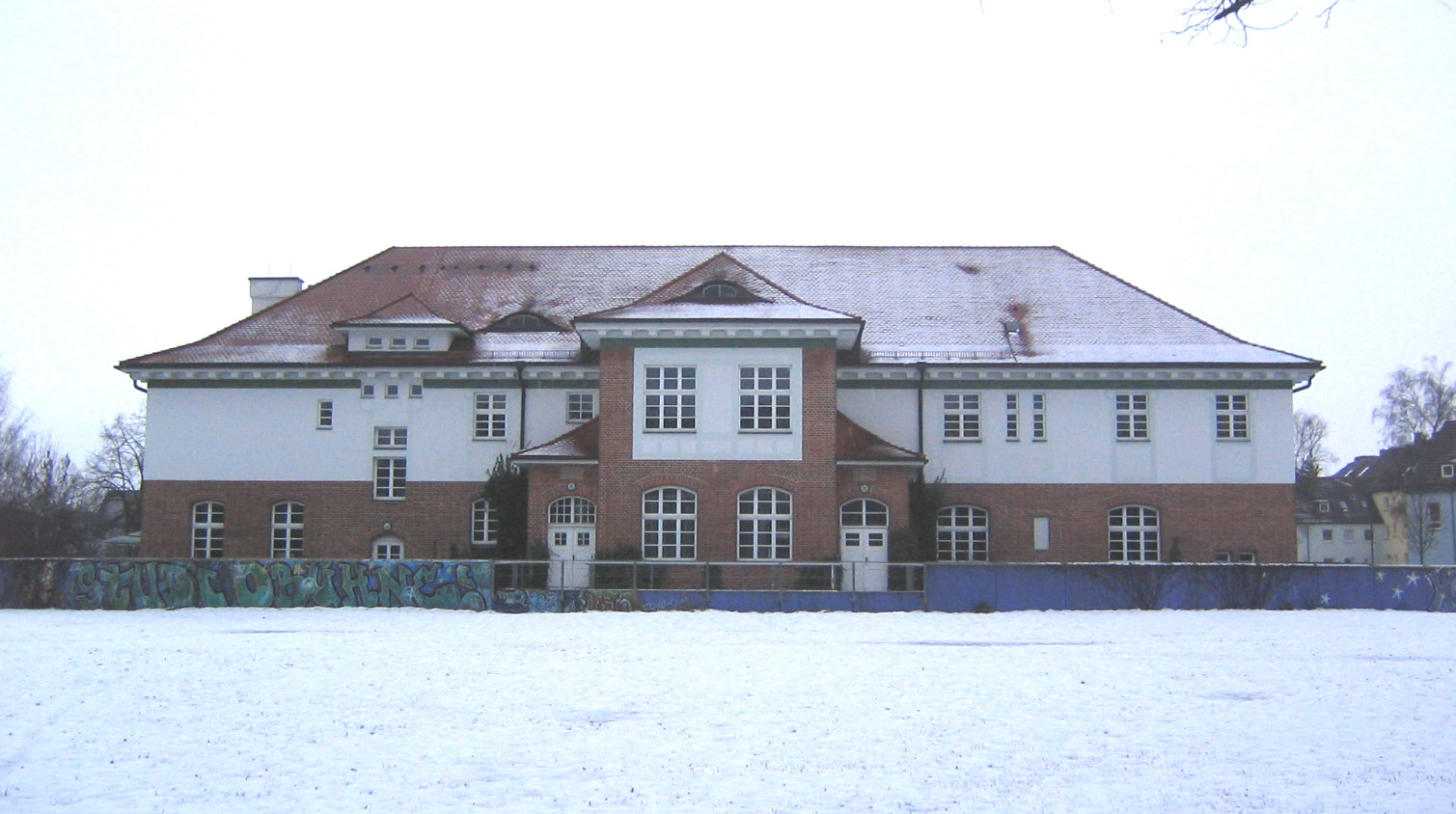
Studiobühne in der Röntgenstraße

Das markgräfliche Opernhaus ist ein seit 1748 bestehendes Theater. Es ist Museum und gleichzeitig die älteste heute noch bespielte Szene in Bayreuth. Das Gebäude gehört zum UNESCO-Weltkulturerbe.
Das Richard-Wagner-Festspielhaus stammt aus dem 19. Jahrhundert und wird nur bei den Bayreuther Festspielen bespielt. Zur Aufführung kommen ausschließlich Werke Richard Wagners.
Die Stadthalle Bayreuth (Mehrzweckanlage in den Mauern der ehemaligen markgräflichen Reithalle) hatte kein eigenes Ensemble. Sie wurde regelmäßig vom Theater Hof bespielt, außerdem machten dort Tourneetheater Station. Das Gebäude ist wegen eines grundlegenden Umbaus derzeit nicht nutzbar und soll unter dem Namen Friedrichsforum voraussichtlich im Herbst 2025 wiedereröffnet werden.
Die beiden einzigen Theater mit einem eigenen Ensemble sind die Studiobühne Bayreuth und das Amateurtheater Brandenburger Kulturstadl. Spielstätten der Studiobühne in Bayreuth sind das Domizil des Theaters in der Röntgenstraße, das Ruinentheater der Bayreuther Eremitage und der Innenhof der Bayreuther Klavierfabrik Steingraeber.
Das Marionettentheater Operla wurde im Jahr 2008 gegründet. Anlässlich des 300. Geburtstages von Markgräfin Wilhelmine wurde das Stück Wilhelmine – Prinzessin am goldenen Faden inszeniert. Seit Januar 2012 finden die Aufführungen in der Steingräber-Passage statt.
Weitere Spielstätten sind das 1982 eröffnete Internationale Jugendkulturzentrum („Zentrum“) in der Äußeren Badstraße (Hauptspielstätte für das Festival junger Künstler Bayreuth), das ehemalige Kino Reichshof („Kulturbühne“) in der Maximilianstraße, die Seebühne in der Wilhelminenaue und die Oberfrankenhalle. Open-Air-Konzerte fanden bislang im Hans-Walter-Wild-Stadion und auf dem Volksfestplatz statt.

### Museen

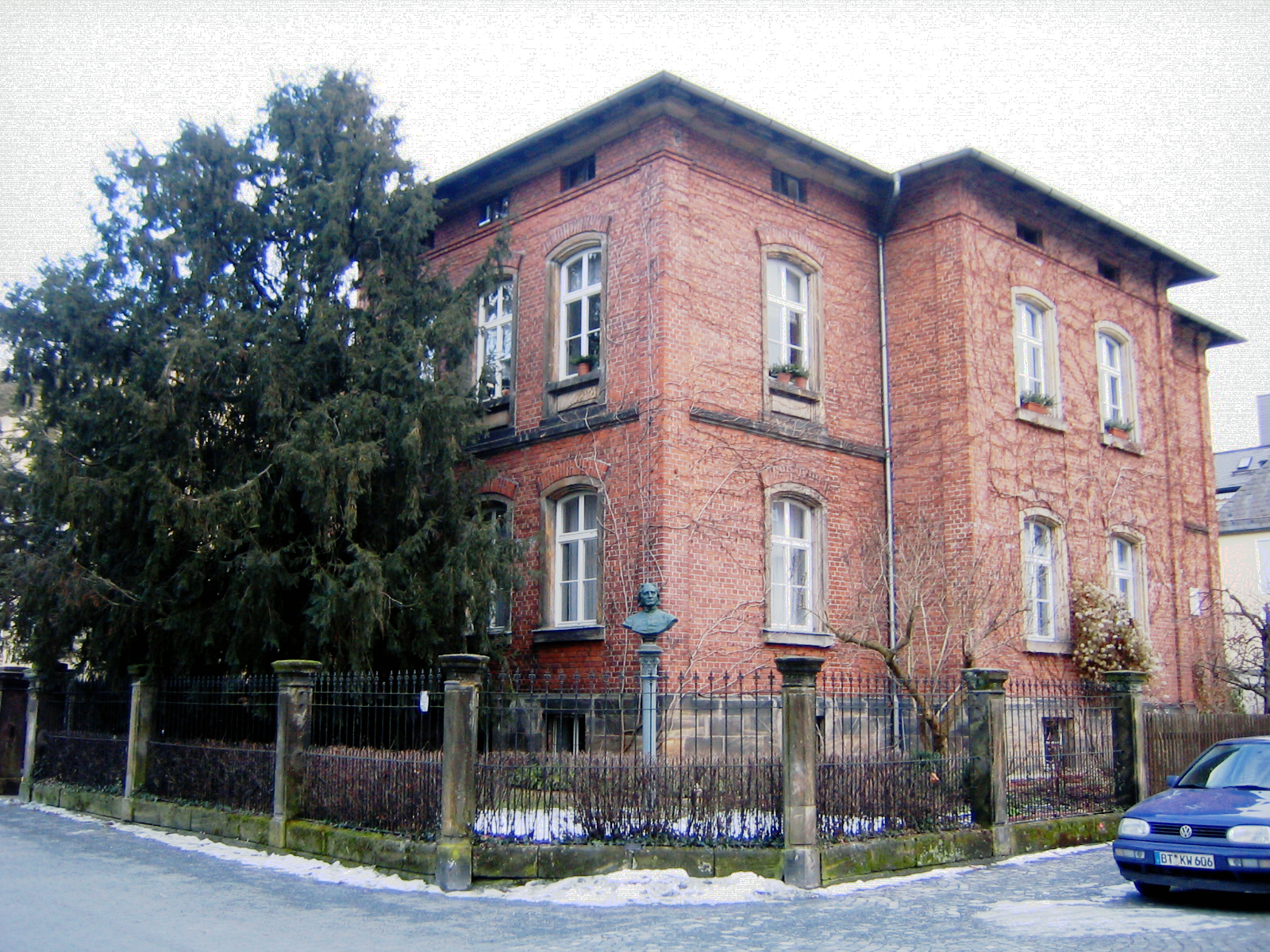
Franz-Liszt-Sterbehaus und -Museum

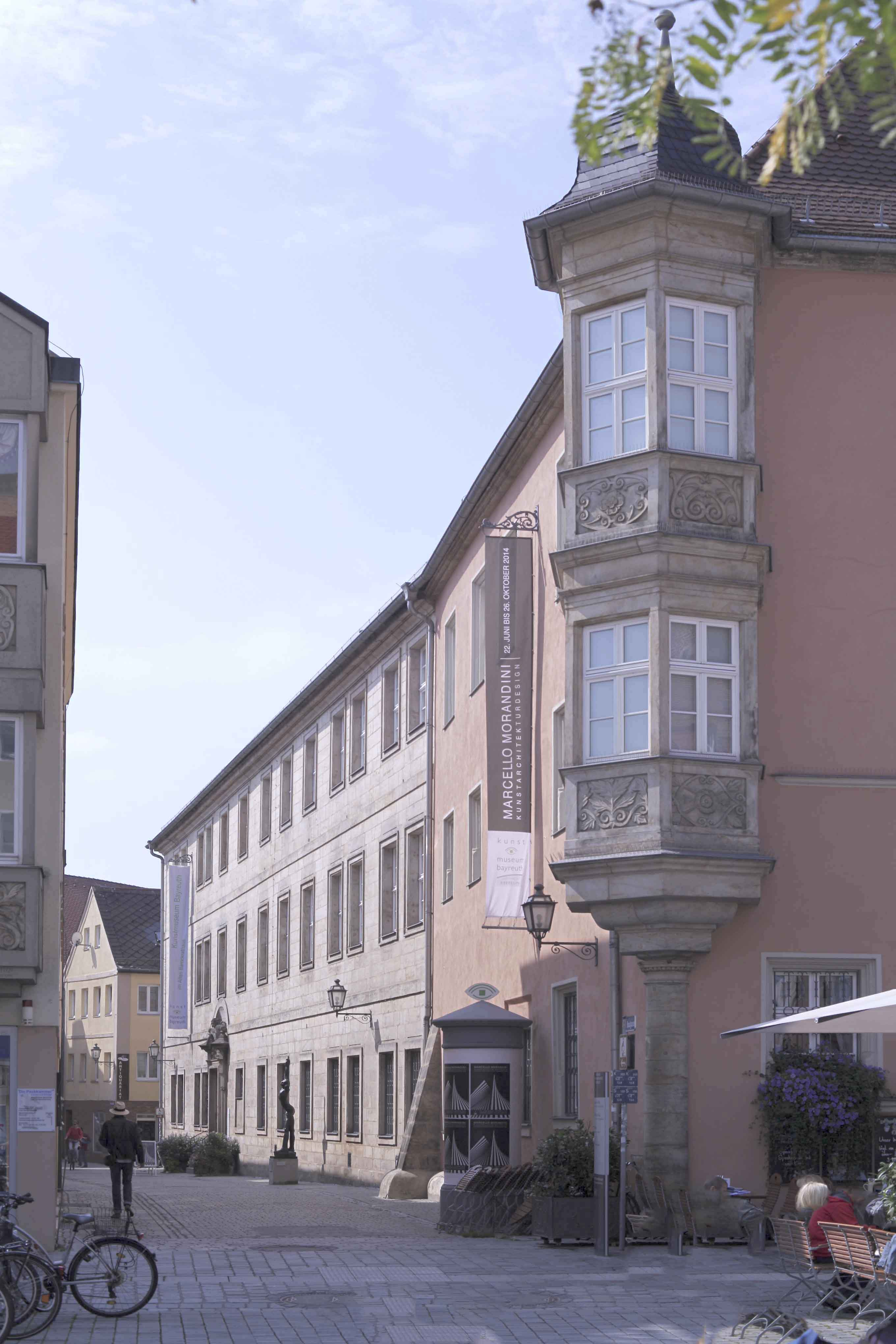
Kunstmuseum Bayreuth, Eingang Brautgasse

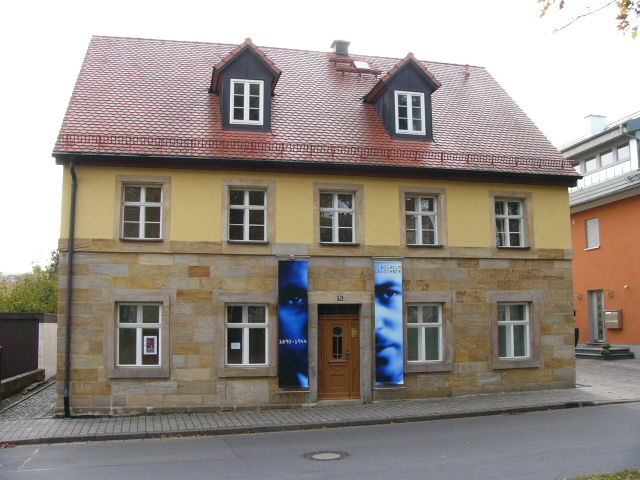
Wilhelm-Leuschner-Haus mit Gedenkstätte

- Altstadt-Kult-Museum

des Fußballvereins SpVgg Bayreuth („Altstadt“), Erlanger Straße 45
- Das Andere Museum

Nachdem Franz Joachim Schultz im Jahr 2012 das von ihm gegründete Kleine Plakatmuseum in die Bestände des Kunstmuseums Bayreuth überführt hatte, gründete er in den Räumen in der Friedrich-Puchta-Straße das Andere Museum, einen Musentempel eigenen Stils.
- Das Archäologische Museum

im Italienischen Bau des Neuen Schlosses, Ludwigstraße 21, wurde 1827 vom Historischen Verein gegründet. In acht Ausstellungsräumen sind unter anderem jungsteinzeitliche Steinäxte, 80 Tongefäße aus der Hallstattzeit und keltischer Bronzeschmuck zu besichtigen. Die ausgestellten Funde, die alle aus dem östlichen Oberfranken mit Schwerpunkt Fränkische Schweiz und Bayreuther Umland stammen, reichen von der Altsteinzeit bis in das Mittelalter. Im experimentellen Bereich findet man einen rekonstruierten Webstuhl, einen Steinbohrer und eine originale Schiebemühle.
- Die Zweiggalerie der Bayerischen Staatsgemäldesammlungen

wurde im August 2007 im Neuen Schloss, Ludwigstraße 21, eröffnet. Gezeigt werden 80 Werke der niederländischen und deutschen Malerei des späten 17. und des 18. Jahrhunderts.

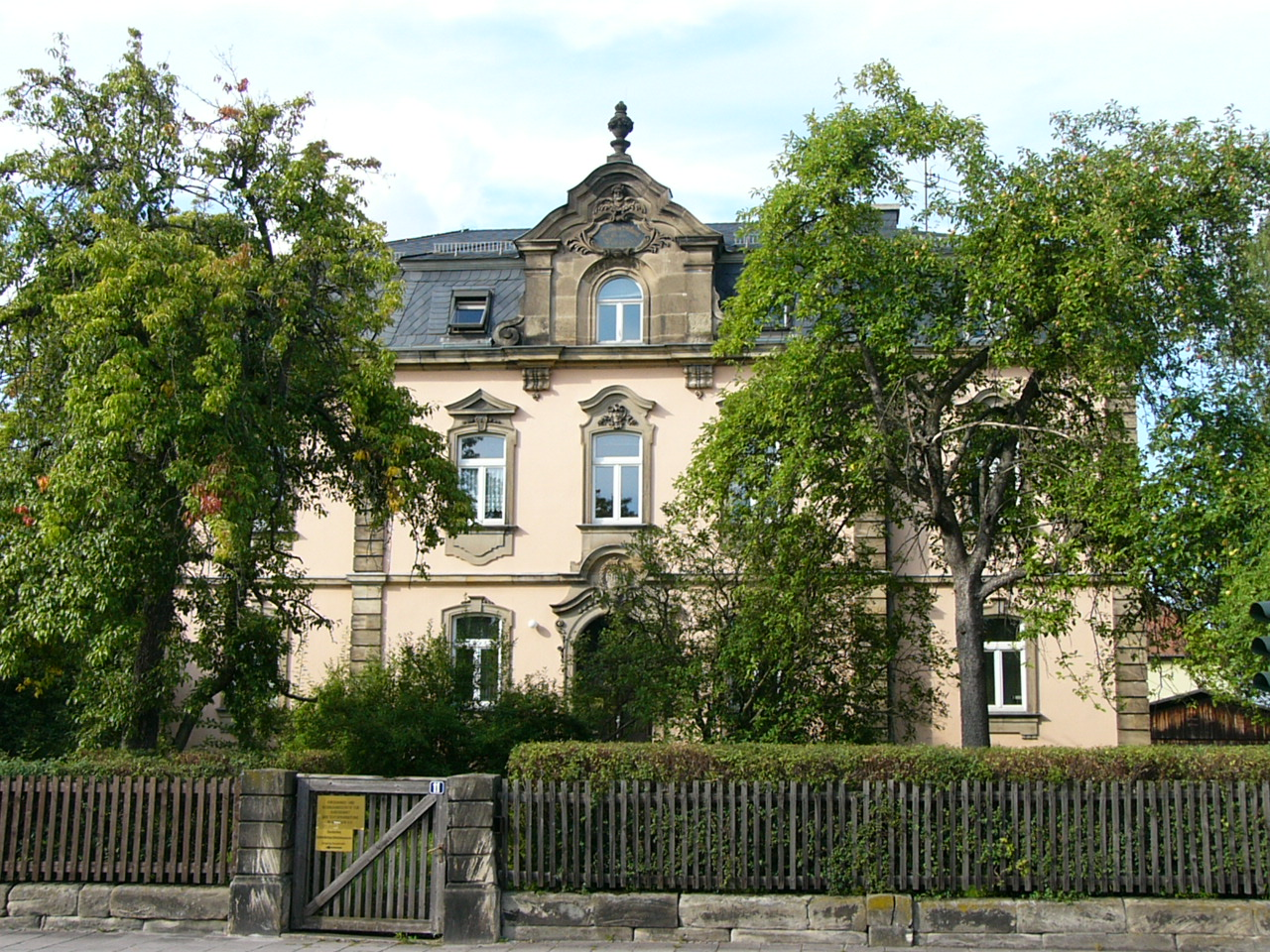
Deutsches Schreibmaschinenmuseum im ehemaligen Leers’schen Waisenhaus

- Maisel’s Brauerei- und Büttnereimuseum

Kulmbacher Straße 40; dort erfährt man auf 2400 Quadratmetern alles über die Weizenbierproduktion. Es wurde 1988 als „umfangreichstes Biermuseum“ ins Guinness-Buch der Rekorde eingetragen (u. a. über 5500 Biergläser und -krüge)
- Museum Das Bayreuth der Wilhelmine

im Neuen Schloss, Ludwigstraße 21
- Deutsches Freimaurer-Museum

im Haus der Freimaurerloge Eleusis zur Verschwiegenheit, Im Hofgarten 1, mit der Darstellung des Brauchtums der Freimaurer und der Geschichte der Logen.
- Deutsches Schreibmaschinenmuseum

Bernecker Str. 11, mit einer Sammlung von über 450 historischen Schreibmaschinen der Forschungs- und Ausbildungsstätte für Kurzschrift und Textverarbeitung
- Bayreuther Feuerwehr-Museum

An der Feuerwache 4
- Franz-Liszt-Museum

im Sterbehaus Franz Liszts, Wahnfriedstraße 9, mit ca. 300 Bildern, Handschriften und Drucken aus der Sammlung des Münchener Pianisten Ernst Burger, die 1988 von der Stadt Bayreuth angekauft wurden. Daneben sind ein Stummklavier, der Ibach-Flügel aus dem Haus Wahnfried, Briefe und Werkerstausgaben Franz Liszts zu sehen. Biografische Tafeln, ein Abguss des Taufsteins aus Liszts Geburtsort Raiding sowie die Liszt-Büste von Antonio Galli ergänzen die Sammlung. Der Besucher wird begleitet von der Musik Franz Liszts. Der Ziegelsteinbau auf der ehemaligen „Miedelschen Peunt am Rennweg“ wurde in den späten 1870er Jahren errichtet, seit 1993 beherbergt Liszts ehemalige Wohnung im Hochparterre das Museum.
- Historisches Museum

in der Alten Lateinschule, Am Kirchplatz 4. Es zeigt im Erdgeschoss die Geschichte und Entwicklung Bayreuths vom späten Mittelalter bis in das 20. Jahrhundert mit einem Modell der Stadt im Jahr 1763. Im ersten Stock ist die Abteilung zur Kunst- und Kulturgeschichte der Bayreuther Markgrafenzeit (17. und 18. Jahrhundert) untergebracht. Eine weitere Abteilung zeigt das Kunsthandwerk in Bayreuth und Umgebung mit den Erzeugnissen der Fayencemanufaktur, der Glashütten des Fichtelgebirges und der Steinzeugtöpfer aus Creußen. Malerei, Handwerk und frühe Industrieprodukte aus der Biedermeierzeit und dem späten 19. Jahrhundert runden den Museumsbesuch ab.
- Iwalewahaus, wechselnde Ausstellungen zeitgenössischer außereuropäischer – insbesondere afrikanischer – Kunst

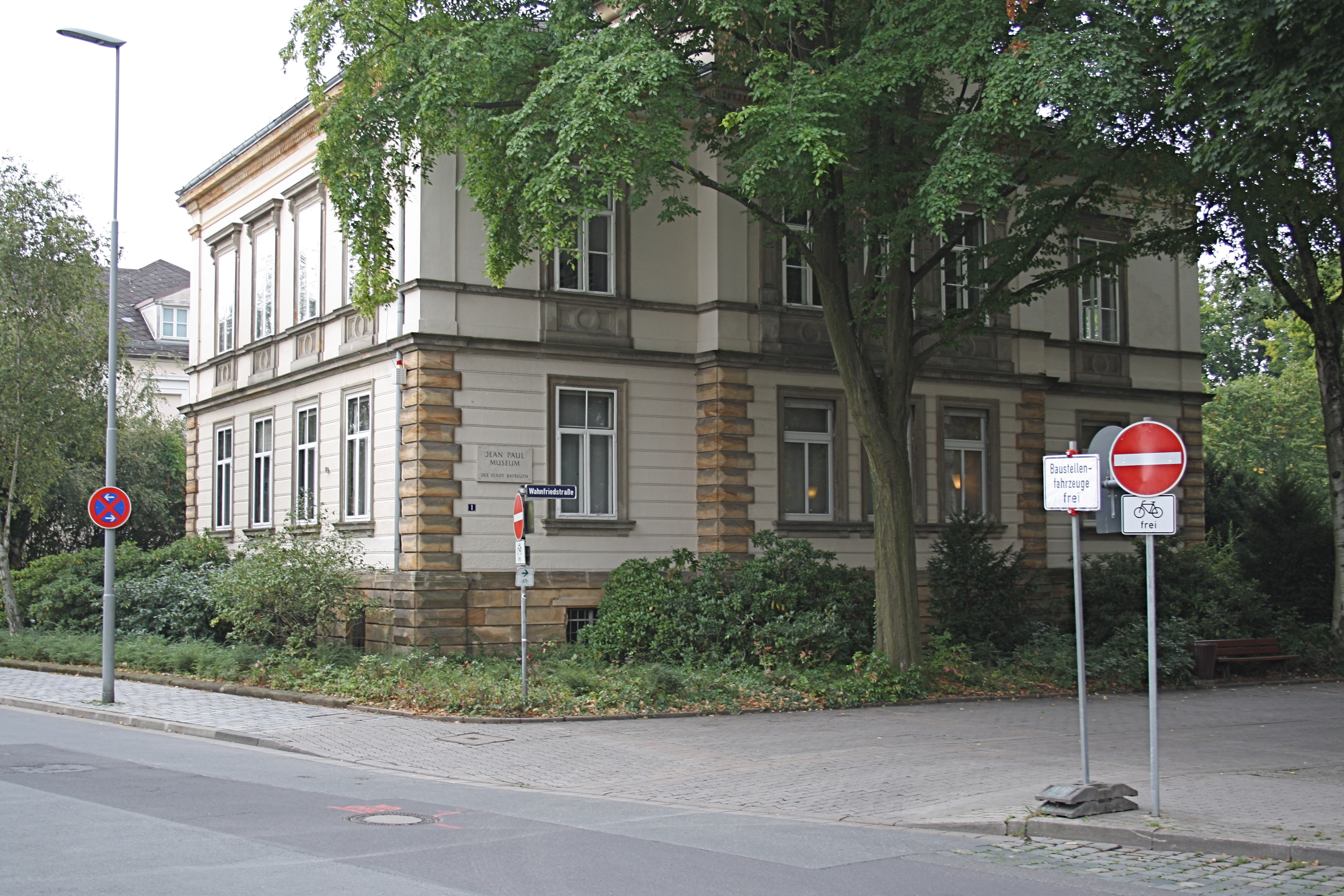
Jean-Paul-Museum

Wölfelstraße 2
- Jean-Paul-Museum

im ehemaligen Wohnhaus von Richard Wagners Tochter Eva Chamberlain, Wahnfriedstraße 1, mit Autographen, Erstausgaben der Werke, Porträts und anderem Bildmaterial.
- Johann-Baptist-Graser-Schulmuseum

in der Graserschule, Schulstraße 4
- Jüdisches Museum

in der ehemaligen markgräflichen Münzstätte („Alte Münze“), Münzgasse 9
- Katakomben der Bayreuther Aktien-Brauerei

Kulmbacher Straße 60
- Kleines Plakatmuseum

früher Friedrich-Puchta-Straße 12, jetzt im Kunstmuseum Bayreuth, Maximilianstraße 33
- Kunstmuseum Bayreuth

im Alten Rathaus, Maximilianstraße 33, mit der Helmut- und Constanze-Meyer-Kunststiftung, der Sammlung Georg Tappert, dem Archiv und der Sammlung Caspar Walter Rauh. Die Sammlungen enthalten schwerpunktmäßig Werke aus dem 20. Jahrhundert, darunter Grafiken und Zeichnungen des schwedischen Künstlers Carl Fredrik Reuterswärd.
- Markgräfliche Prunkräume und Sammlung Bayreuther Fayencen

im Neuen Schloss, Ludwigstraße 21
- Museum für bäuerliche Arbeitsgeräte

im Lettenhof, Adolf-Wächter-Straße 17
- Porzellanmuseum Walküre

Gravenreutherstraße 5
- Naturkunde-Museum Lindenhof

Karolinenreuther Straße 58
- Richard-Wagner-Museum

im Haus Wahnfried, Richard-Wagner-Straße 48, dem Wohnhaus Richard Wagners und Familiensitz bis 1966, seit 1976 Museum mit angegliedertem Nationalarchiv und Forschungsstätte der Richard-Wagner-Stiftung Bayreuth.
- Schulmuseen

im Richard-Wagner-Gymnasium, Wittelsbacherring 9
- Tabakhistorische Sammlung

der British American Tabacco in den ehemaligen Oberbürgermeisterräumen des Alten Rathauses, Maximilianstraße 33
- Transport-Museum Wedlich

Ludwig-Thoma-Straße 36
- Das Urwelt-Museum Oberfranken

Kanzleistraße 1, zeigt die Geschichte des Lebens in Oberfranken seit Beginn der Welt. Die Ausstellungen wechseln ständig, derzeit sind insbesondere die lebensgroßen Sauriermodelle von Interesse.
- Wilhelm-Leuschner-Gedenkstätte

in seinem Geburtshaus Moritzhöfen 25
- Wo Sarazen Art

Brandenburger Straße 36

### Kunst im öffentlichen Raum

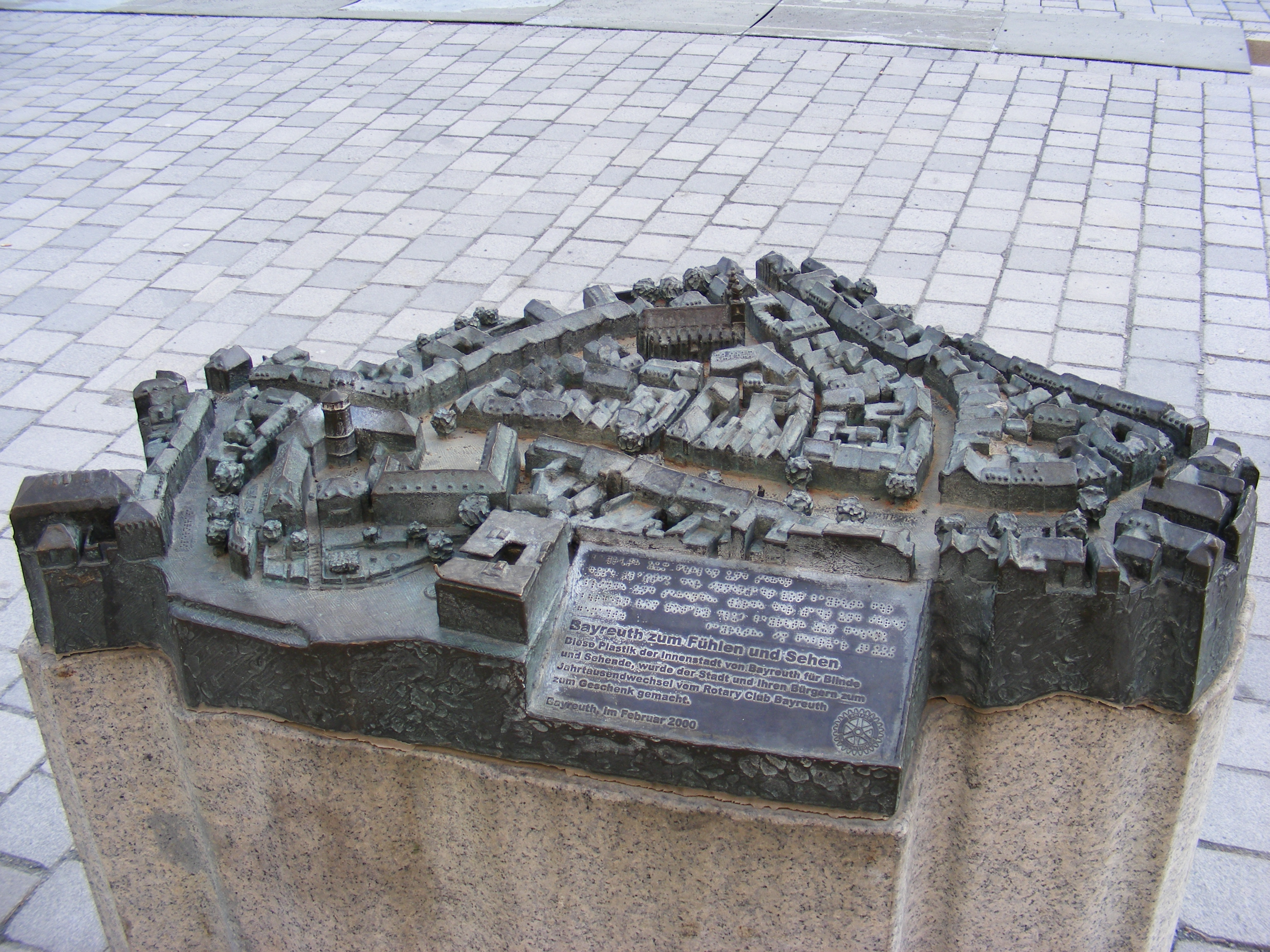
Bayreuth zum Fühlen uns Sehen

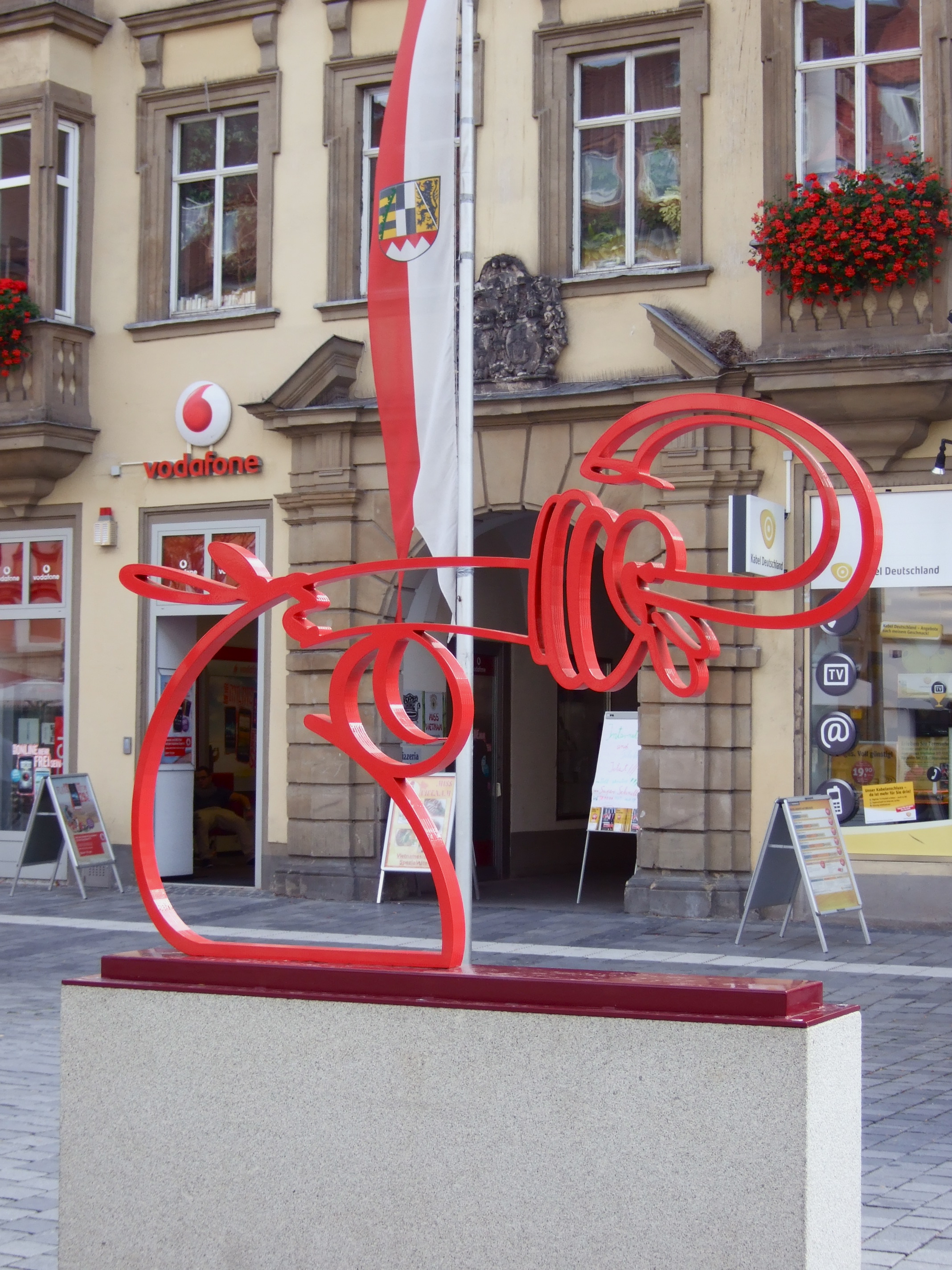
Non Violence

- Ein freier Platz in der Maximilianstraße gegenüber dem Alten Rathaus wurde 1999 zum Standort für ein von Egbert Broerken geschaffenes „Bayreuth zum Fühlen uns Sehen“.[325]
- Der Leuchtbuchstaben-Schriftzug Gluehwürmchen Feuersalamander von Roland Schön ist seit 2011 auf dem Dach des Kolpinghauses installiert. 2008 befand er sich, bei umgekehrter Reihenfolge der Wörter, im Rahmen des Kunstprojekts Parallelaktion im Ehrenhof des Alten Schlosses. Anschließend zierte er fast zwei Jahre lang den Kopfbau der Zentralen Omnibushaltestelle (ZOH).
- Die seit Mitte 2012 bestehende Installation Verstummte Stimmen im Richard-Wagner-Park unterhalb des Festspielhauses erinnert an die Mitwirkenden der Festspiele, die wegen ihrer jüdischen Herkunft schon vor 1933 diffamiert oder nicht engagiert und in der Zeit des Nationalsozialismus ins Exil vertrieben oder ermordet wurden. Sie sollte bis zum Ende 2013 in Bayreuth bleiben.[326]
- Eine originale Variante der Skulptur Non Violence des schwedischen Malers und Bildhauers Carl Fredrik Reuterswärd, ein Revolver mit verknotetem Lauf, befindet sich in der Maximilianstraße. Sie wurde am 3. April 2011 aufgestellt,[327] bald darauf von Unbekannten zerstört und steht restauriert seit August 2012 wieder an ihrem Platz.[328]
- Auf dem Campus der Universität steht auf dem Freigelände hinter der zentralen Bibliothek die Plastik Große Raumkurve Bayreuth, die letzte große Raumkurve des Bildhauers Norbert Kricke.[329][330]
- Der Förderkreis Skulpturenmeile Bayreuth e. V. will ungewöhnliche Kunstwerke aufstellen, um im Laufe der Zeit zwischen Kunstmuseum und Festspielhügel eine „Achse der Kunst“ mit Werken zeitgenössischer Künstler zu schaffen.

Als Erstes konnte im April 2001 die Bronzeplastik Marsyas I von Alfred Hrdlicka vor dem Kunstmuseum Bayreuth aufgestellt werden.
Im April 2004 folgten drei Stahlskulpturen von Horst Antes im Bayreuther Mühlkanal.
Im Juli 2012 wurde die Skulptur Bayreuther Gruppe von Jürgen Brodwolf an der Stadtkirche eingeweiht.
Seit März 2013 steht vor dem Jean-Paul-Museum eine zehn Meter hohe, schwungvoll gekurvte Gitterkonstruktion, die an Jean Pauls Erzählung Des Luftschiffers Giannozzo Seebuch erinnert und vom Förderkreis Skulpturenmeile Bayreuth e. V. bei dem Berliner Künstlerkollektiv Inges Idee in Auftrag gegeben wurde.

### Bedeutende Bauwerke

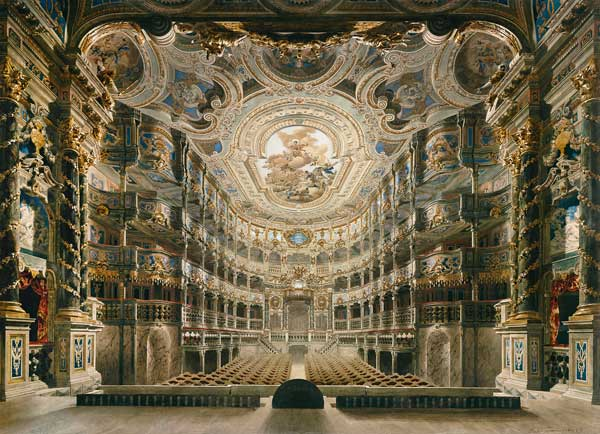
Markgräfliches Opernhaus 1879 (Gemälde von Gustav Bauernfeind)

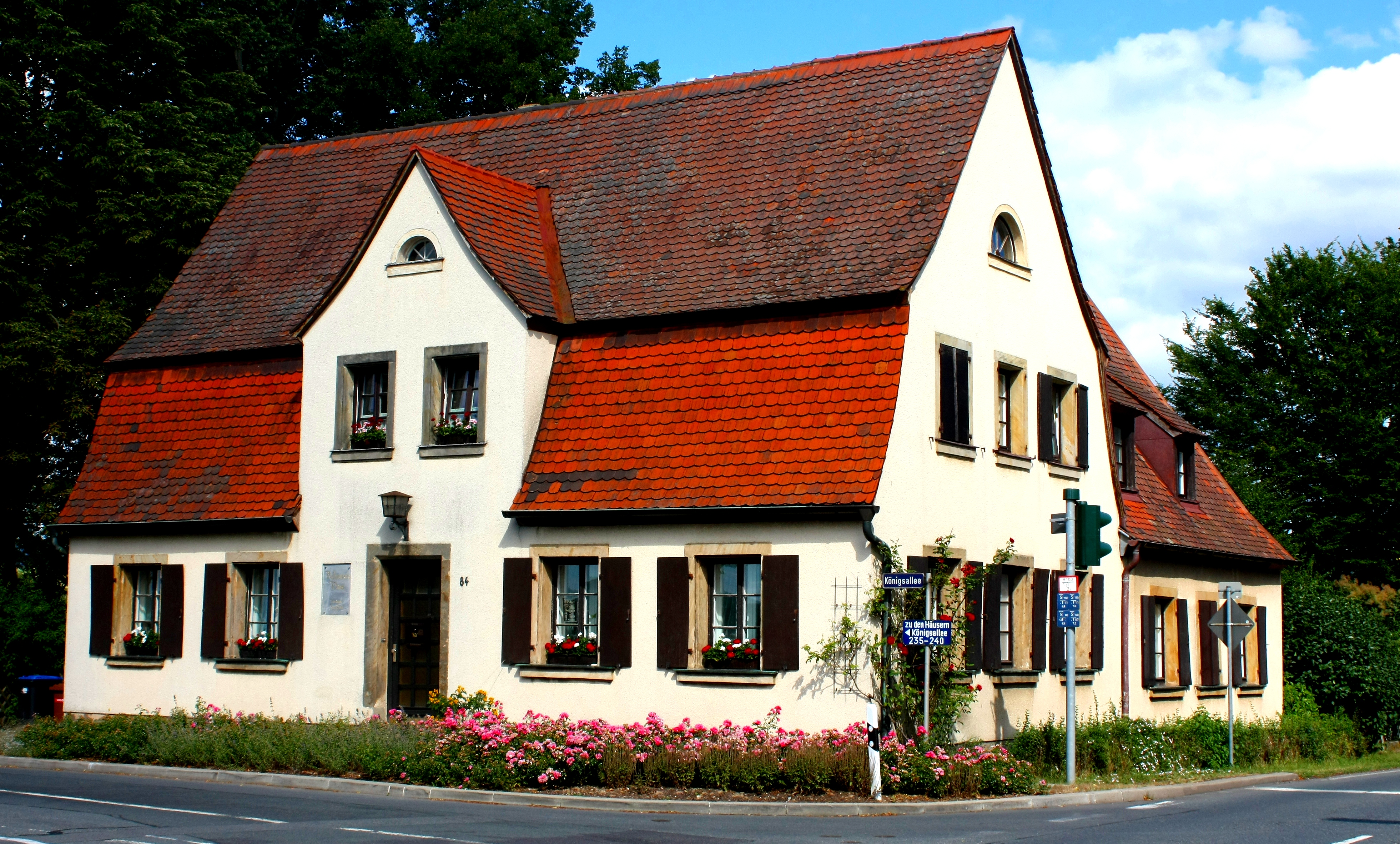
Rollwenzelei mit Dichterstube Jean Pauls

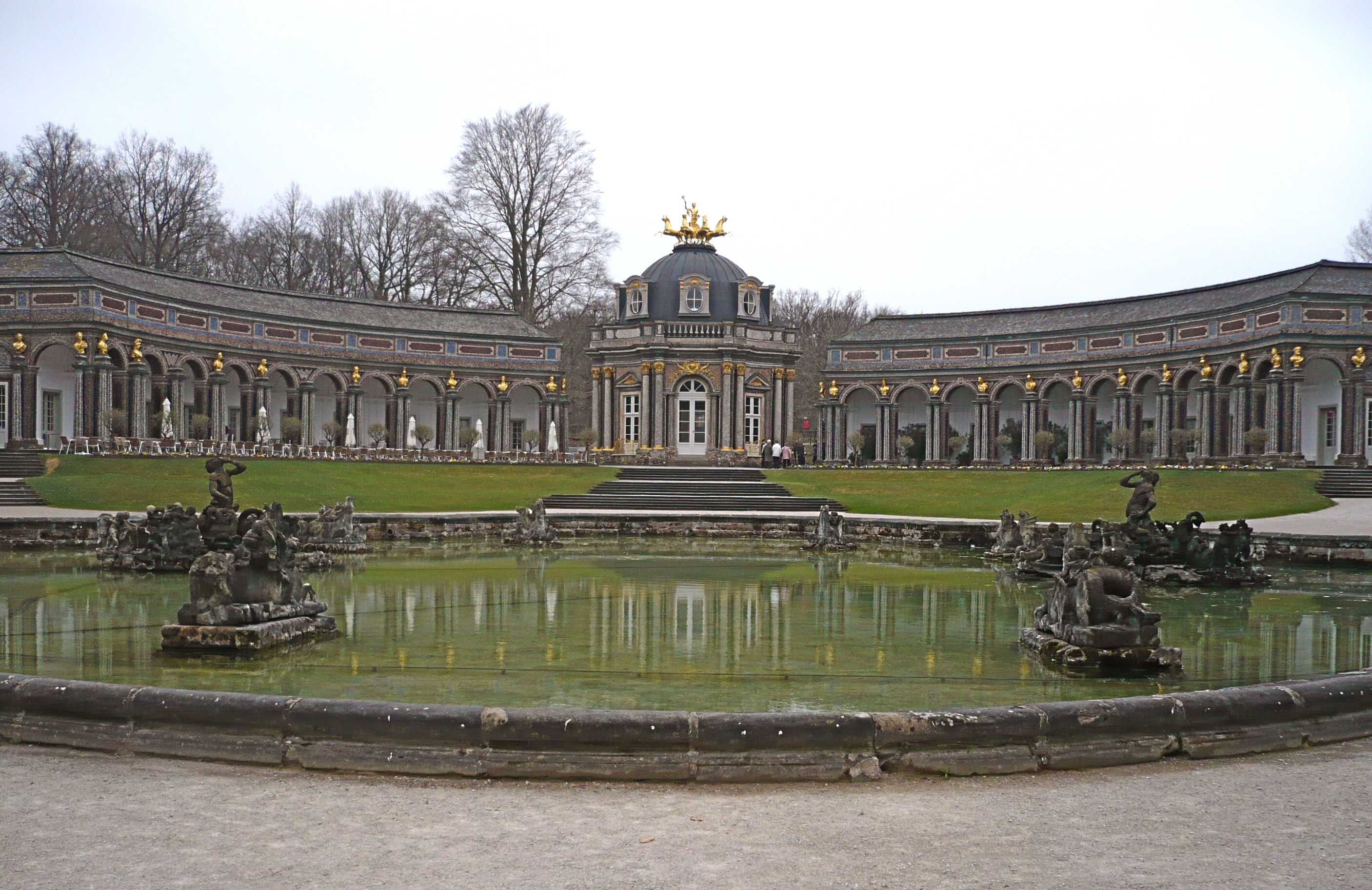
Neues Schloss in der Eremitage

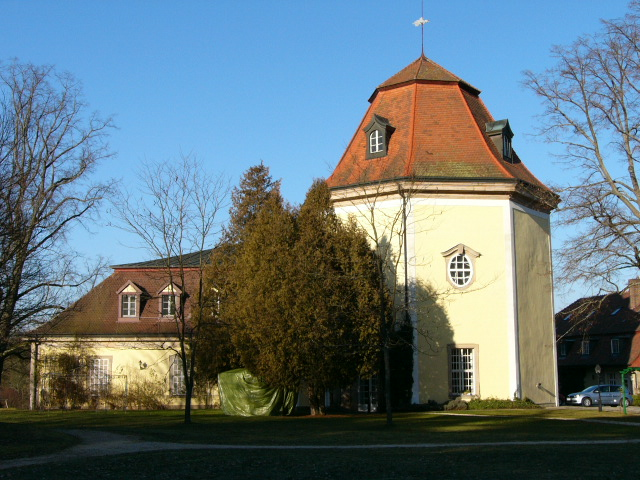
Jagdschloss Thiergarten

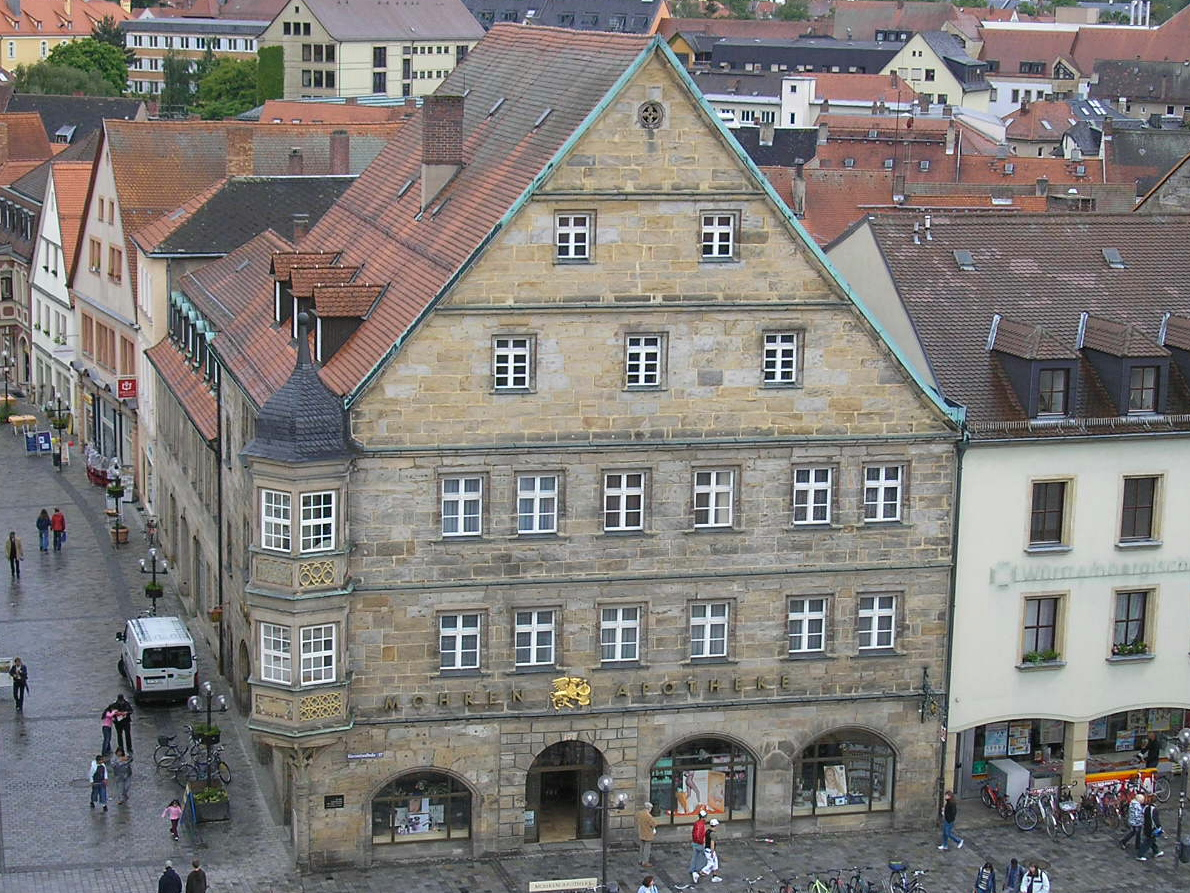
Mohren-Apotheke am Marktplatz

- Markgräfliches Opernhaus

Das von Joseph Saint-Pierre entworfene und im Innern von Giuseppe Galli da Bibiena gestaltete markgräfliche Opernhaus wurde zwischen 1744 und 1748 erbaut. Es zählt zu den wenigen im Original erhaltenen Theater- und Opernbauten der damaligen Zeit in Europa und ist ein Juwel unter den Theaterbauten des 18. Jahrhunderts. Am 30. Juni 2012 erhob die UNESCO das barocke Gebäude zum Weltkulturerbe.
- Richard-Wagner-Festspielhaus

Das Richard-Wagner-Festspielhaus auf dem Grünen Hügel wurde in den Jahren 1872–1875 von Otto Brückwald nach Entwürfen von Richard Wagner im Stil der hellenistischen Romantik errichtet. Unter Fachleuten gilt es, was die Entwicklung des Musiktheaters betrifft, als das „wichtigste Opernhaus der Welt“.
- Haus Wahnfried

Das Haus Wahnfried ist das ehemalige Wohnhaus Richard Wagners am Rande des Hofgartens. Das von Baumeister Carl Wölfel nach den Vorstellungen von Richard Wagner und abgeänderten Plänen des Berliner Architekten Wilhelm Neumann errichtete Gebäude war ein Geschenk König Ludwigs II. von Bayern. Der Bau wurde 1872 begonnen und 1874 fertiggestellt.
- Rollwenzelei

Das jahrhundertealte vormalige Straßenwärterhaus mit Landwirtschaft und Gastronomie, etwa auf halbem Weg zwischen der Stadt und der Eremitage gelegen, wurde im späten 18. Jahrhundert vom Ehepaar Rollwenzel erworben. Die Wirtin Anna Dorothea erwarb die Freundschaft des Dichters Jean Paul, der sie als die „beste Suppen- und Mehlspeisköchin im Staate Ansbach-Bayreuth“ titulierte. Sie richtete ihrem Stammgast einen eigenen Raum ein, in dem er seine bedeutendsten Werke schrieb. Diese Dichterstube wurde restauriert und kann besichtigt werden.
- Altes Schloss

Das Alte Schloss ist eine unregelmäßige Anlage von Bauten aus unterschiedlicher Zeit. Nachdem es 1753 abgebrannt war, wurde es im April 1945 ein zweites Mal Opfer der Flammen. Die Nationalsozialisten verbrannten dort, am Tag des amerikanischen Einmarsches, belastendes Material, wobei das Feuer auf das Gebäude und die angrenzenden Häuser übergriff. Heute ist hinter der wiederhergestellten Fassade das Finanzamt untergebracht.
- Neues Schloss mit Hofgarten

Das Neue Schloss wurde ab 1753 erbaut, nachdem ein Feuer im Januar 1753 die bisherige Residenz – das Alte Schloss – größtenteils zerstört hatte. 1758 war es im Wesentlichen fertiggestellt, Baumeister war der markgräfliche Hofbaumeister Joseph Saint-Pierre. Der Italienische Bau wurde nach 1759 für die zweite Ehefrau des Markgrafen, Sophie Karoline Marie von Braunschweig, als alleinstehendes Gebäude südlich des Schlosses gebaut und erst später durch einen Verbindungstrakt mit dem Neuen Schloss baulich verbunden. Architekt war Carl von Gontard.
- Eremitage

Der Landschaftspark Eremitage ist ein Kleinod des Rokokos und ein Musterbeispiel der Gartenbaukultur des 18. Jahrhunderts. Ab 1715 entstanden unter Markgraf Georg Wilhelm ein kleines Sommerschlösschen und weitere Gebäude als Zentrum einer höfischen Einsiedelei. Die Planungen stammten vom Hofbaumeister Elias Räntz. Markgräfin Wilhelmine veranlasste die Erweiterung des kleinen Schlosses um zwei Seitenflügel. In den Jahren 1749 bis 1753 wurde westlich davon das Neue Schloss errichtet. Es besteht aus zwei gebogenen Flügeln, die vom Mittelteil getrennt sind. Dieser trägt eine vergoldete Quadriga und wird als Sonnentempel bezeichnet, die Seitenflügel bilden heute die Orangerie der Eremitage. Bemerkenswert sind die Anlagen und Wasserspiele der Oberen, Unteren und Inneren Grotte.
- Ordensschloss St. Georgen

Das Ordensschloss im Stadtteil St. Georgen wurde 1727 fertiggestellt. Bis zum Ende der Ära der Markgrafen war es Lustschloss und Austragungsort vieler großer Veranstaltungen. Eine der Hauptattraktionen war der 1775 stillgelegte Brandenburger Weiher, auf dem mit sechs größeren Segelschiffen und entsprechenden Mannschaften Seeschlachten inszeniert wurden. Heute ist das Schloss Bestandteil der JVA St. Georgen-Bayreuth, eine Besichtigung des aufwendig restaurierten Ordenssaales ist nur in Ausnahmefällen möglich.
- Schloss Colmdorf

1754 ließ der markgräfliche Minister Freiherr von Reitzenstein das Schloss in seiner heutigen Form errichten. Bereits wenige Jahre später erwarb es Markgraf Friedrich und schenkte es seiner zweiten Frau Sophie Caroline Marie von Braunschweig-Wolfenbüttel. Nach dieser wurde es auch Carolinenruhe genannt.
- Jagdschloss Thiergarten

Markgraf Georg Wilhelm ließ das Gebäude an der Stelle eines Vorgängerbaus durch Johann David Räntz errichten. Es beherbergt seit 2010 eine private internationale Schule.
- Schloss Birken

Der Bau des Gebäudes mit Barockgarten und Teehaus nach Plänen von Charles Philippe Dieussart stammt aus den Jahren 1687 bis 1692. Das barocke Schlösschen befindet sich in Privatbesitz.
- Burggüter der Stadt Bayreuth

Die Burggüter, auch als Freihäuser bezeichnet, waren privilegierte Gebäude vor allem lokaler Adelsfamilien in der Nähe der Stadtmauer. In der Kanzleistraße befinden sich das Seckendorffer und das Nanckenreuther Burggut, in der Sophienstraße das Burggut Plassenberg.
- Mohren-Apotheke

Die Mohren-Apotheke gehört zu den ältesten erhaltenen Gebäuden der Stadt. Der Apotheker Johann von Gera ließ es 1610 durch den Hofbaumeister Michael Mebart an der Stelle einer Brandruine (Stadtbrand von 1605) errichten. Im Jahr 1614 erhielt der Apotheker Wolfgang Schmauß die Konzession für die Apotheke zum Goldenen Greif, die Namensänderung in Mohren-Apotheke erfolgte im 18. Jahrhundert. Bereits in den Jahren 1664 und 1668 sind die Taufen von zwei „Mohren“ in der Stadt belegt.
- Ehemaliges Waisenhaus in der Friedrichstraße

Markgraf Georg Friedrich Karl ließ das Gebäude als Waisenhaus und Armenschule in den Jahren 1732/33 errichten. 1804 wurde das Gymnasium (spätere Königlich Bayerische Studienanstalt, seit 1952 Gymnasium Christian Ernestinum) dorthin verlegt. Seit dessen Umzug in einen Neubau in der Albrecht-Dürer-Straße wird der Bau als Verwaltungsgebäude genutzt.
- Präsidialbau der Regierung von Oberfranken

Das dreigeschossige Gebäude wurde im Oktober 1904 fertiggestellt. Drei im Jugendstil gestaltete Innenräume wurden vor ihrem Einbau auf der Weltausstellung von St. Louis, USA, gezeigt, wo selbige hohe Auszeichnungen erhielten.
- Siegesturm

Der Siegesturm auf der Hohen Warte am nördlichen Stadtrand ist ein 17 Meter hoher Aussichtsturm, der zum Gedenken an den Sieg im Deutsch-Französischen Krieg 1870/71 erbaut wurde.

### Kirchen, Synagogen und Moscheen

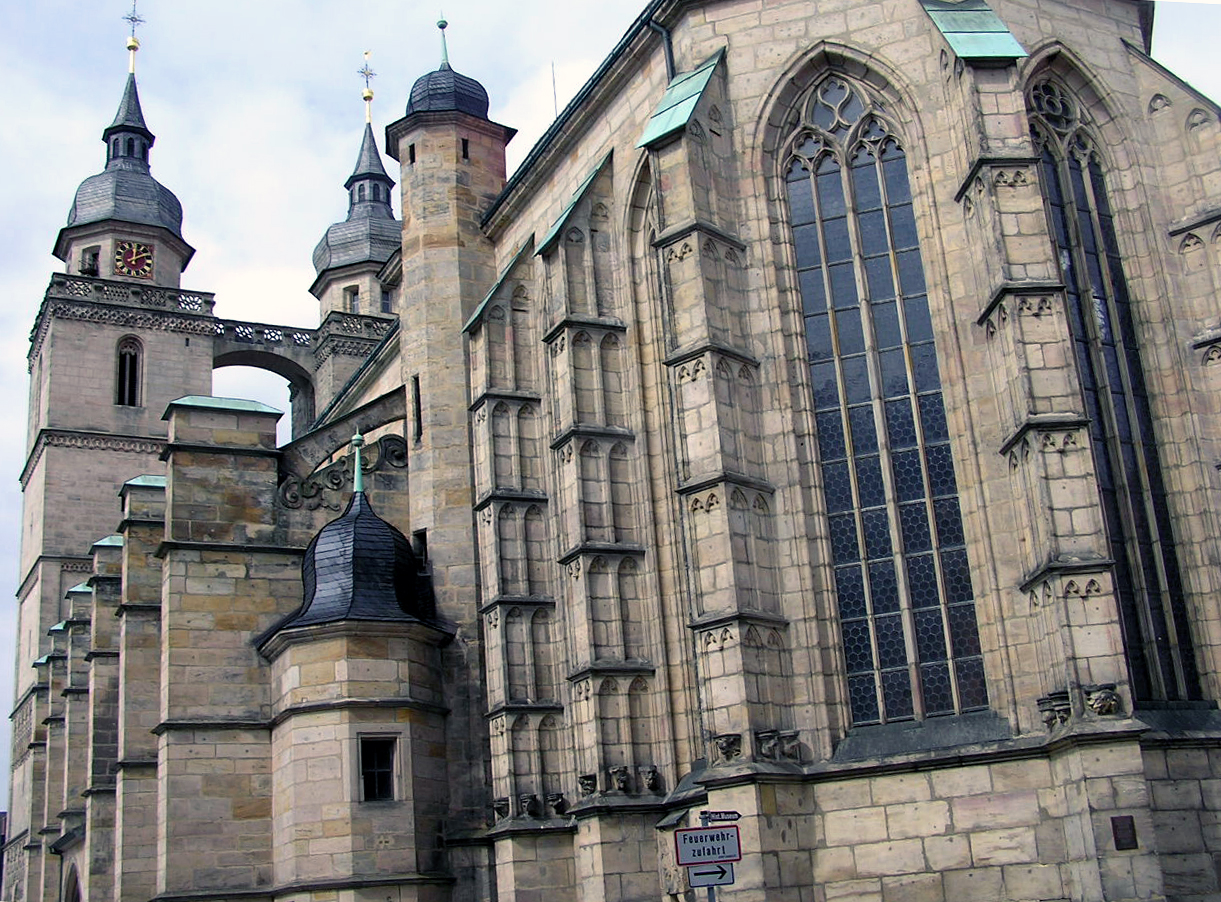
Stadtkirche

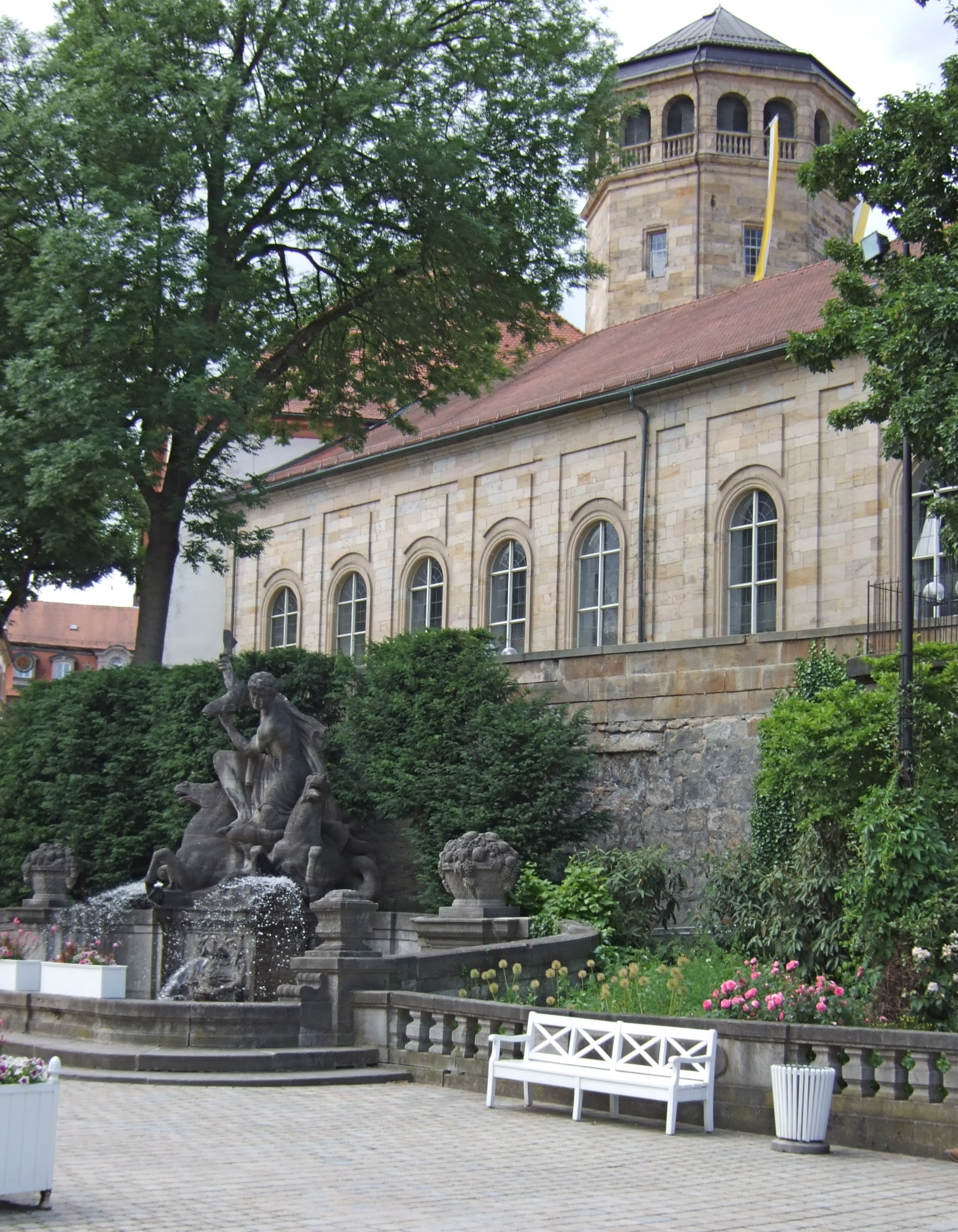
Schlosskirche

- Stadtkirche Heilig Dreifaltigkeit

Das markante Gebäude mit seinen zwei 50 m hohen Türmen ist die Hauptpfarrkirche der protestantisch geprägten Stadt. In den Untergeschossen des Nordturms erhaltene Reste deuten auf ein Vorgängerbauwerk hin, das am 9. November 1194 geweiht wurde. Der aktuelle Bau wurde zwischen 1437 und 1495 errichtet, seit 1668 haben die Türme ihre Gestalt mit welschen Hauben und steinerner Brücke.

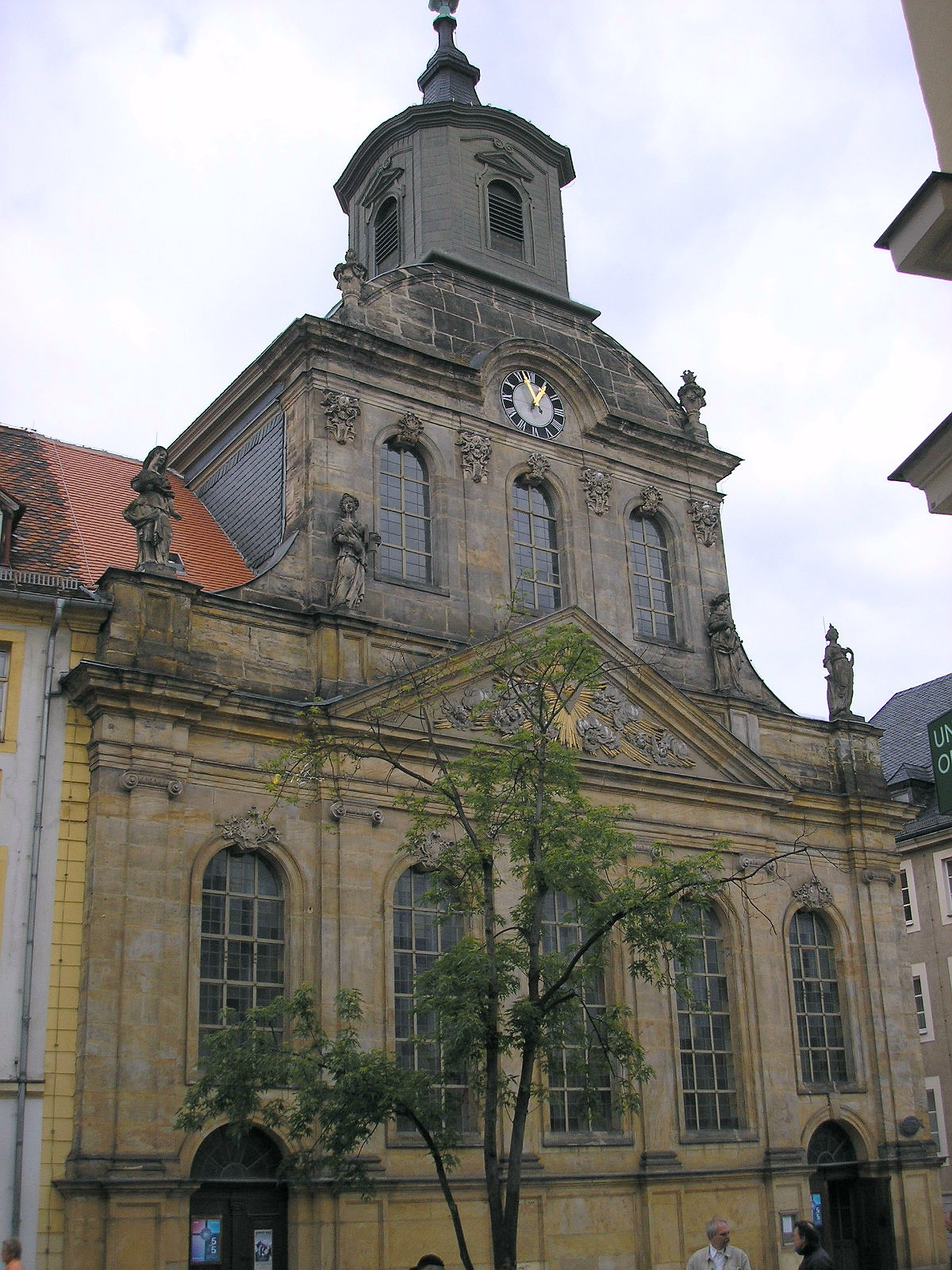
Spitalkirche
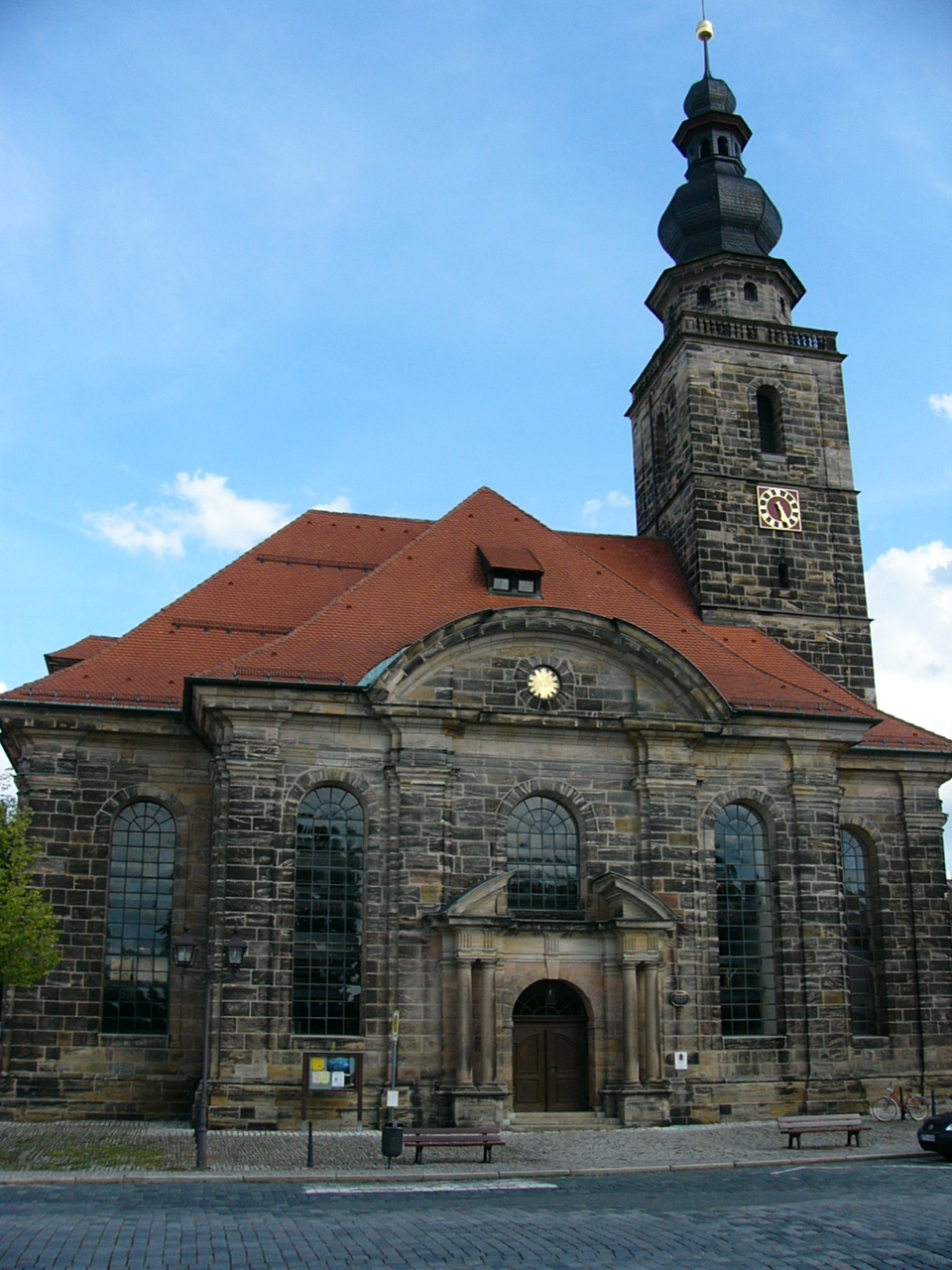
Ordenskirche
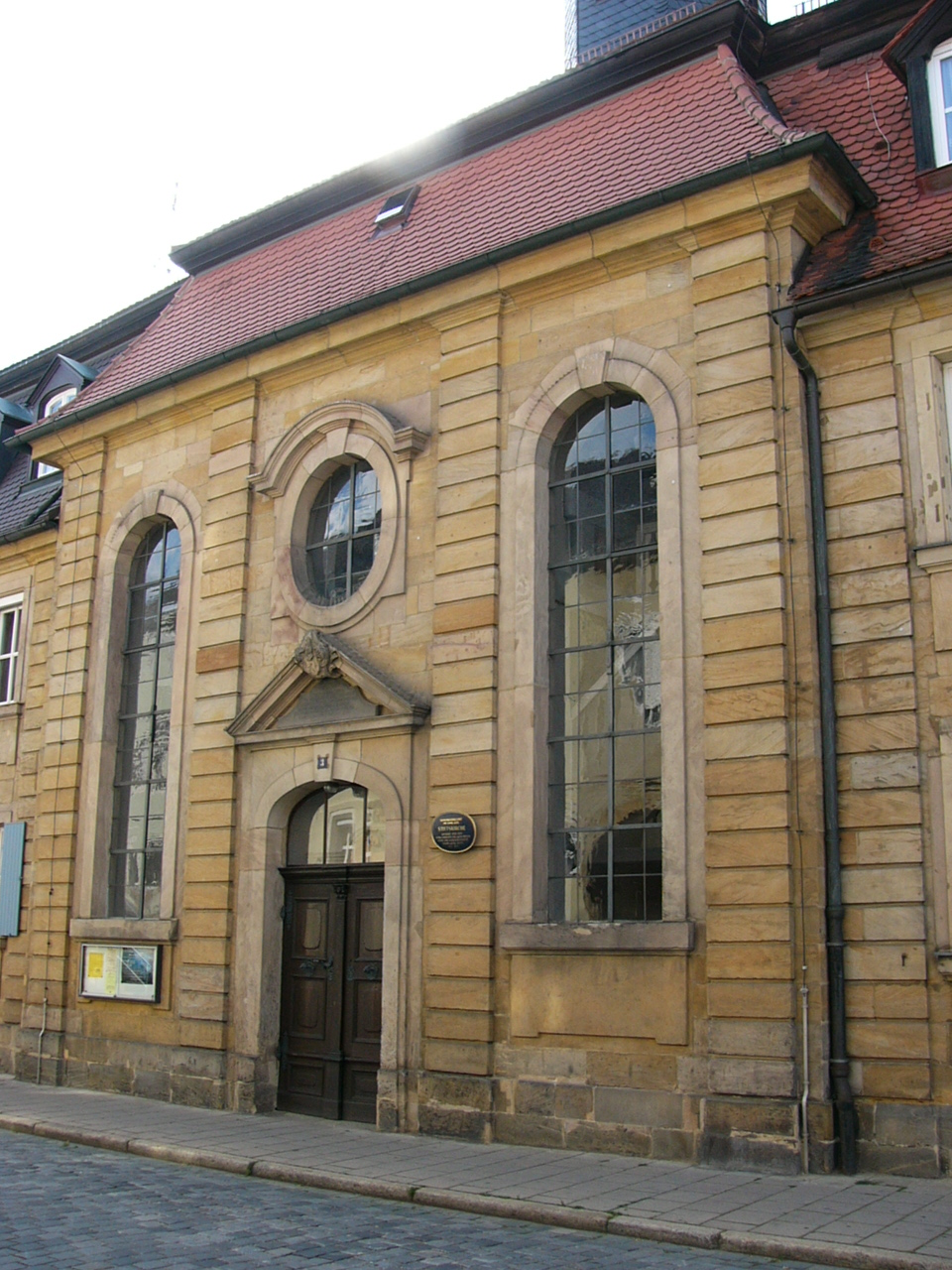
Eingang der Stiftskirche
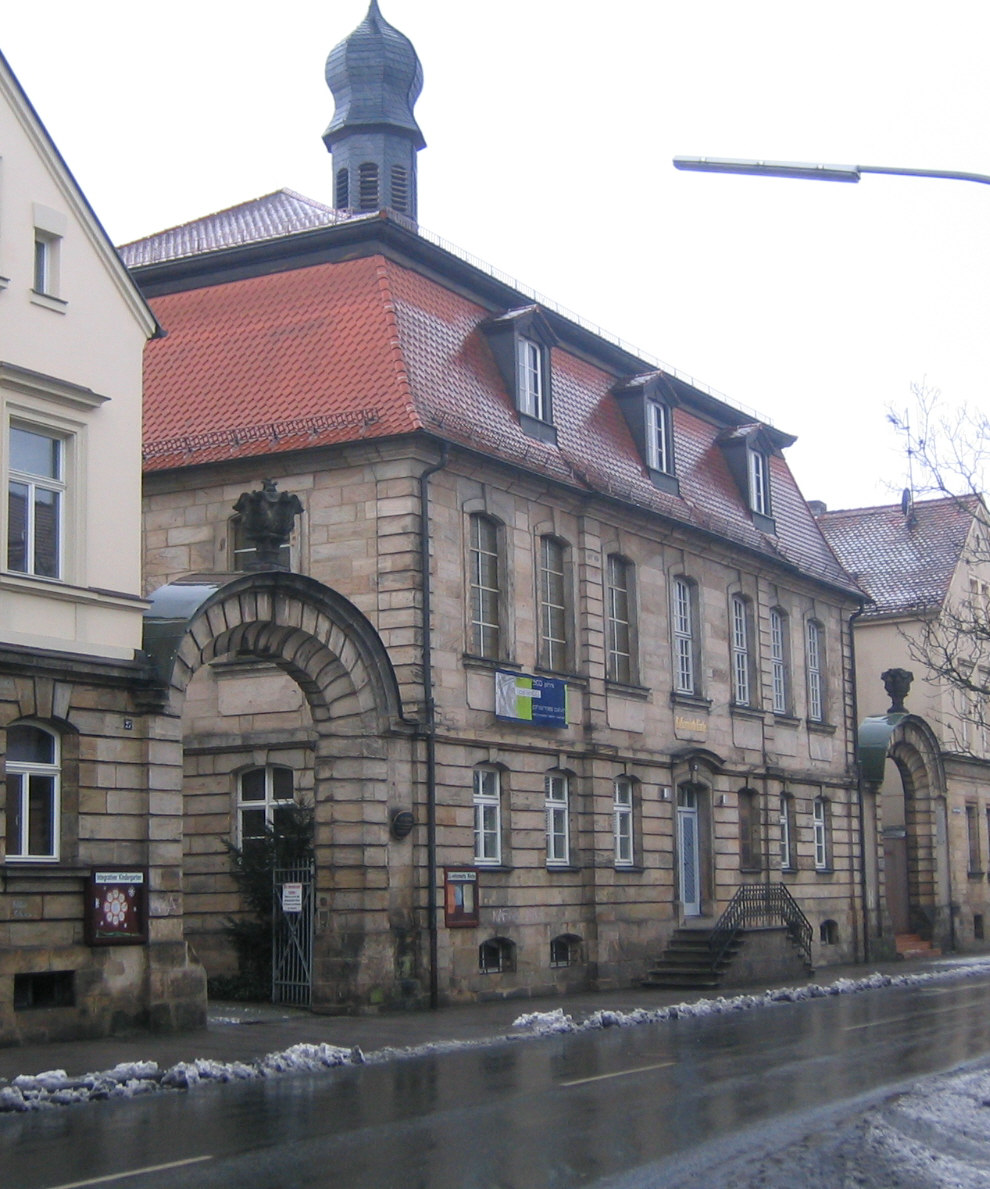
Reformierte Kirche

Die erste Weihe des gotischen Bauwerks erfolgte 1439, ab den Jahren 1576/77 kam es zu einer umfassenden Erneuerung im Stil der Renaissance. Nach Plänen des Bayreuther Hof-Architekten Joseph Saint-Pierre wurde zwischen 1748 (Grundsteinlegung) und 1750 (Weihe) das jetzige Gebäude errichtet.
- Schlosskirche Unsere Liebe Frau

Die aus dem 18. Jahrhundert stammende Schlosskirche birgt in ihrer Fürstengruft die Marmorsärge der für die Stadtentwicklung bedeutenden protestantischen Markgräfin Wilhelmine und ihrer Familie. In bayerischer Zeit wurde sie 1813 der katholischen Pfarrgemeinde der Stadt übergeben. Der 1565 errichtete achteckige Turm ist ein Profanbau, das weithin sichtbare Kreuz wurde 1964 unter Umgehung des Stadtrats auf seine Spitze gesetzt.
- Synagoge Bayreuth

Die Bayreuther Synagoge wurde am 15. März 1760 (Sabbath Para 5520) eingeweiht. In der Nacht des 9. November 1938 wurden die Räume geplündert und zerstört, aufgrund seiner unmittelbaren Nähe zum markgräflichen Opernhaus entging das Gebäude aber der Brandlegung.
- Reformierte Kirche

Seit 1755 befindet sich die Kirche im Palais von Gleichen, einem ehemaligen Adelshaus.
- Ordenskirche St. Georgen

Die Ordenskirche, auch Sophienkirche genannt, liegt im 1811 eingemeindeten Sankt Georgen. Das barocke Bauwerk wurde 1711 geweiht.
- Stiftskirche
- Christuskirche

Der Stadtteil Neuer Weg und das Bahnhofsviertel erhielten in den 1950er Jahren ein Kirchengebäude. Das markante Bauwerk mit drei Türmen wurde auf Ruinengrundstücken errichtet.
- Kreuzkirche

im Stadtteil Kreuz, eingeweiht am 23. Oktober 1960. Das seit 1897 jährlich im Spätsommer stattfindende Volksfest „Kreiza Kerwa“ (Kreuzer Kirchweih) hat indes einen profanen Ursprung.
- Erlöserkirche

im Stadtteil Altstadt, eine moderne Backsteinkirche, 1956 eingeweiht
- Pfarrkirche St. Johannis
- Gottesackerkirche
- Katholische Pfarrkirche St. Hedwig

im Stadtteil Altstadt, 1960 eingeweiht. Gilt mit ihrer Fassade aus unbehauenem Jurakalk als eines der schönsten Bauwerke des Architekten Emil Steffann.
- Spitalkirche
- Ordenskirche
- Eingang der Stiftskirche
- Reformierte Kirche

### Einheitsdenkmale

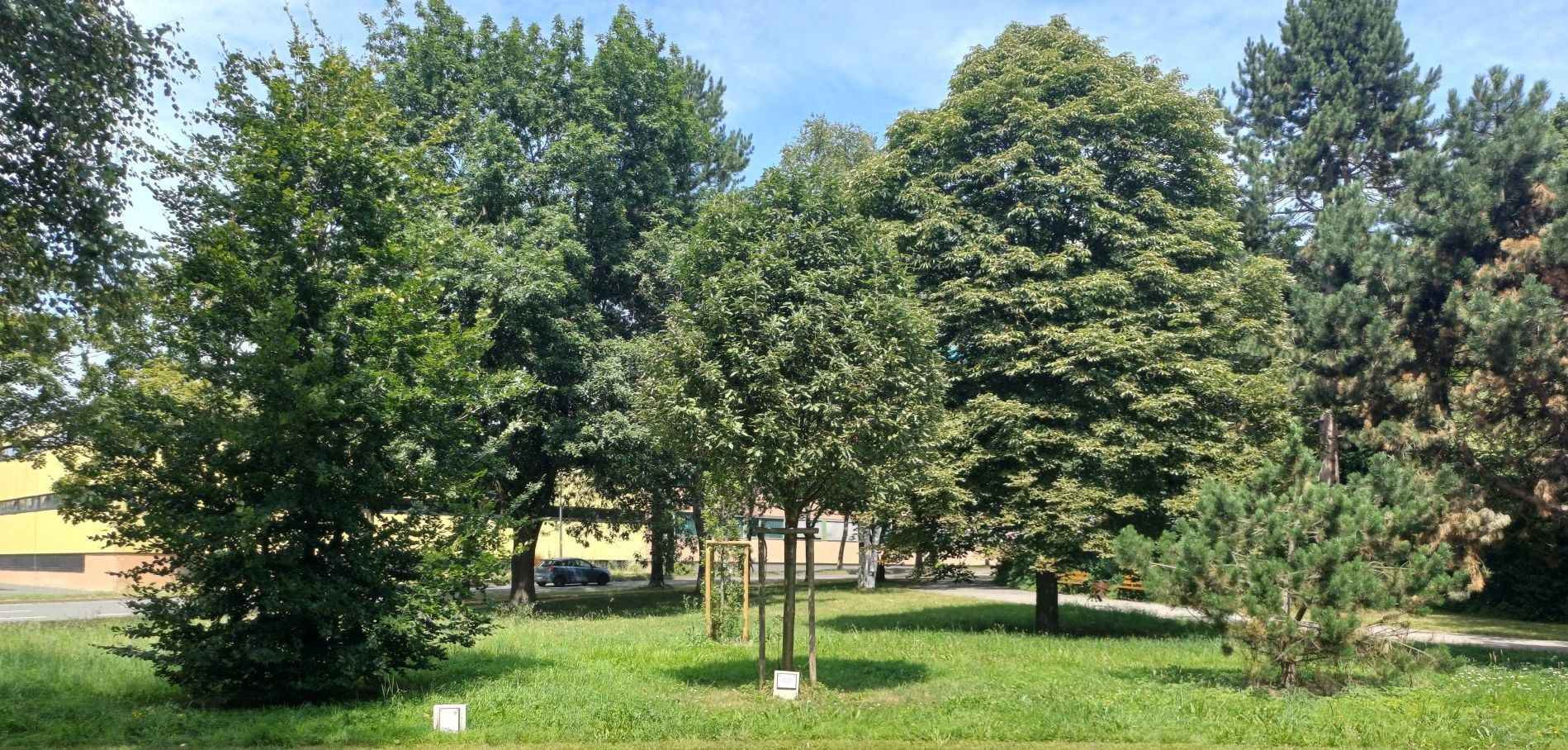
Einheitsbäume am Rudolstädter Platz

Ein Baumdenkmal für die Deutsche Einheit befindet sich am Rudolstädter Platz Ecke Universitätsstraße / Cosima-Wagner-Straße. Es wurde anlässlich des 25. Jahrestages des Mauerfalls am 9. November 2014 gepflanzt. Das Ensemble schließt den im Jahr 2013 gepflanzten Freundschaftsbaum zur Partnerstadt Rudolstadt, eine Thüringische Mehlbeere, mit ein.
Die „Einheitslinden“ am Luitpoldplatz zwischen Alexanderstraße und Opernstraße wurden bereits am 3. Oktober 1990 gepflanzt. Es handelt sich um drei Winterlinden. Dazu gehört eine in das Pflaster eingelassene Gedenktafel.

### Parkanlagen und Friedhöfe

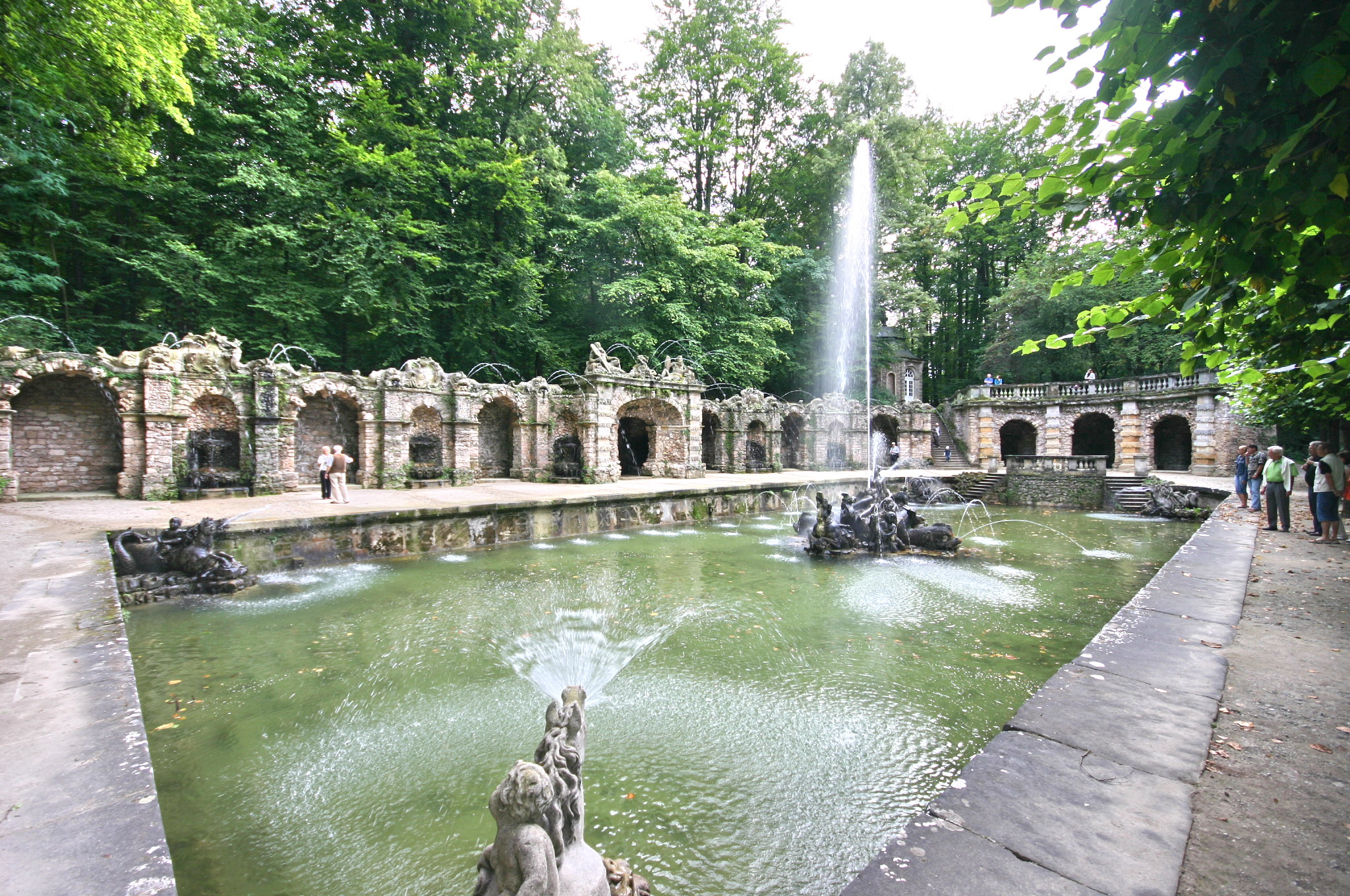
Untere Grotte in der Eremitage

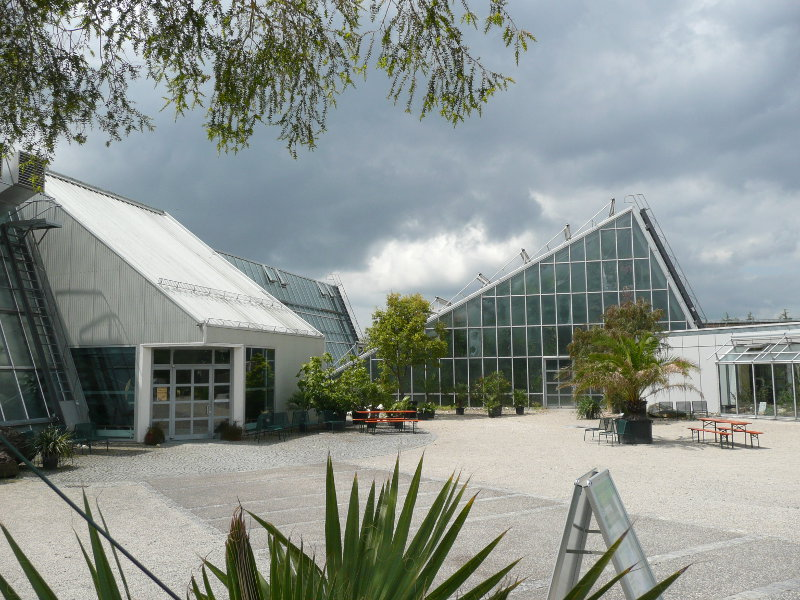
Eingang des Ökologisch-Botanischen Gartens

Im Osten der Innenstadt liegt der Hofgarten am Neuen Schloss, im Süden davon der Röhrensee mit dem gleichnamigen Park und einem kleinen Zoo. Unterhalb des Festspielhauses, am Grünen Hügel, befindet sich der Festspielpark und an der Dürschnitz, östlich des Stadtzentrums, mit dem kleinen Miedelsgarten einer der Lieblingsplätze Jean Pauls. Der Ökologisch-Botanische Garten am südlichen Stadtrand gehört zur Universität Bayreuth. Im Stadtteil Gartenstadt liegt eine kleine Parkanlage zwischen der Hans-von-Wohlzogen-Straße und der Dr.-Hans-Richter-Straße.
Die bekannteste unter allen Parkanlagen Bayreuths ist die Eremitage im Stadtteil St. Johannis. Mit einer Gesamtfläche von fast 50 Hektar ist sie der größte Park der Stadt.
Bayreuth wurde im Frühjahr 2009 als Veranstalter für die Bayerische Landesgartenschau 2016 ausgewählt. Damit ist in den oberen Mainauen, zwischen dem Volksfestplatz und der Autobahn A 9, die ausgedehnte Grünanlage Wilhelminenaue entstanden.
Der älteste existierende Friedhof Bayreuths ist der Stadtfriedhof mit einer Reihe von Grabdenkmälern berühmter Persönlichkeiten. Am Südrand des Ortsteils Saas liegt der Südfriedhof mit einem Krematorium. Eigene Friedhöfe besitzen die Stadtteile St. Johannis und St. Georgen. Der Jüdische Friedhof befindet sich an der Nürnberger Straße im Südosten der Stadt. Am Rand des Stadtteils Altstadt existierte früher mit dem Schelmängerlein, in unmittelbarer Nähe des Galgens, eine Begräbnisstätte für Hingerichtete.
Im Stadtgebiet liegen mehrere Natura-2000-Gebiete mit einer Gesamtfläche von fast 200 ha; dazu gehören das obere und das untere Rotmaintal sowie das Misteltal und der Park der Eremitage.

### Natur- und Landschaftsschutzgebiete
Am Nordostrand existiert mit dem Muschelkalkgebiet am Oschenberg ein Naturschutzgebiet (NSG-00739.01). Ergänzend gibt es neun Landschaftsschutzgebiete, fünf Fauna-Flora-Habitat-Gebiete und drei ausgewiesene Geotope (Stand März 2016).

### Naturdenkmäler
- Gesteinsverwerfungen an der Hohen Warte
- Rhätsandstein-Felsengruppe auf dem 411 m hohen Buchstein, 600 m südöstlich von Geigenreuth in der Gemarkung Meyernberg (Geotop-Nummer 462R001); in den Spalten der bis zu zehn Meter hohen Felsen sollen während des Dreißigjährigen Kriegs die Stadtarchive vor den einfallenden Schweden versteckt worden sein, woraus der Name der Erhebung resultiert[354]
- Geologischer Aufschluss Bodenmühlwand, ca. 200 m südöstlich der Bodenmühle, Gemarkung Wolfsbach (Geotop-Nummer 462A001)
- Teufelsgraben mit Teufelsbrücke, Donndorf (Geotop-Nummer 462R002)

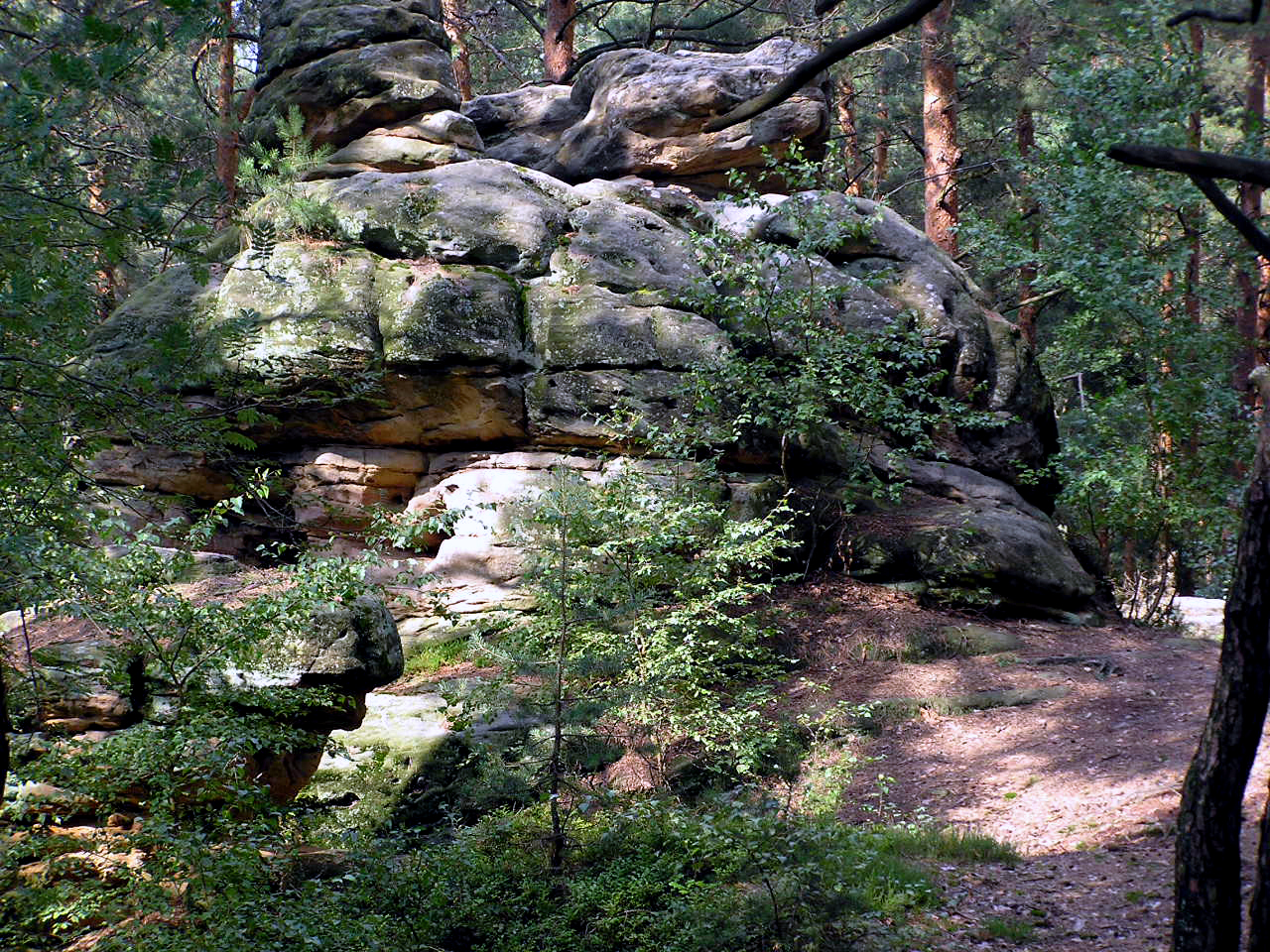
Felsen am Buchstein (Geotop 462R001)
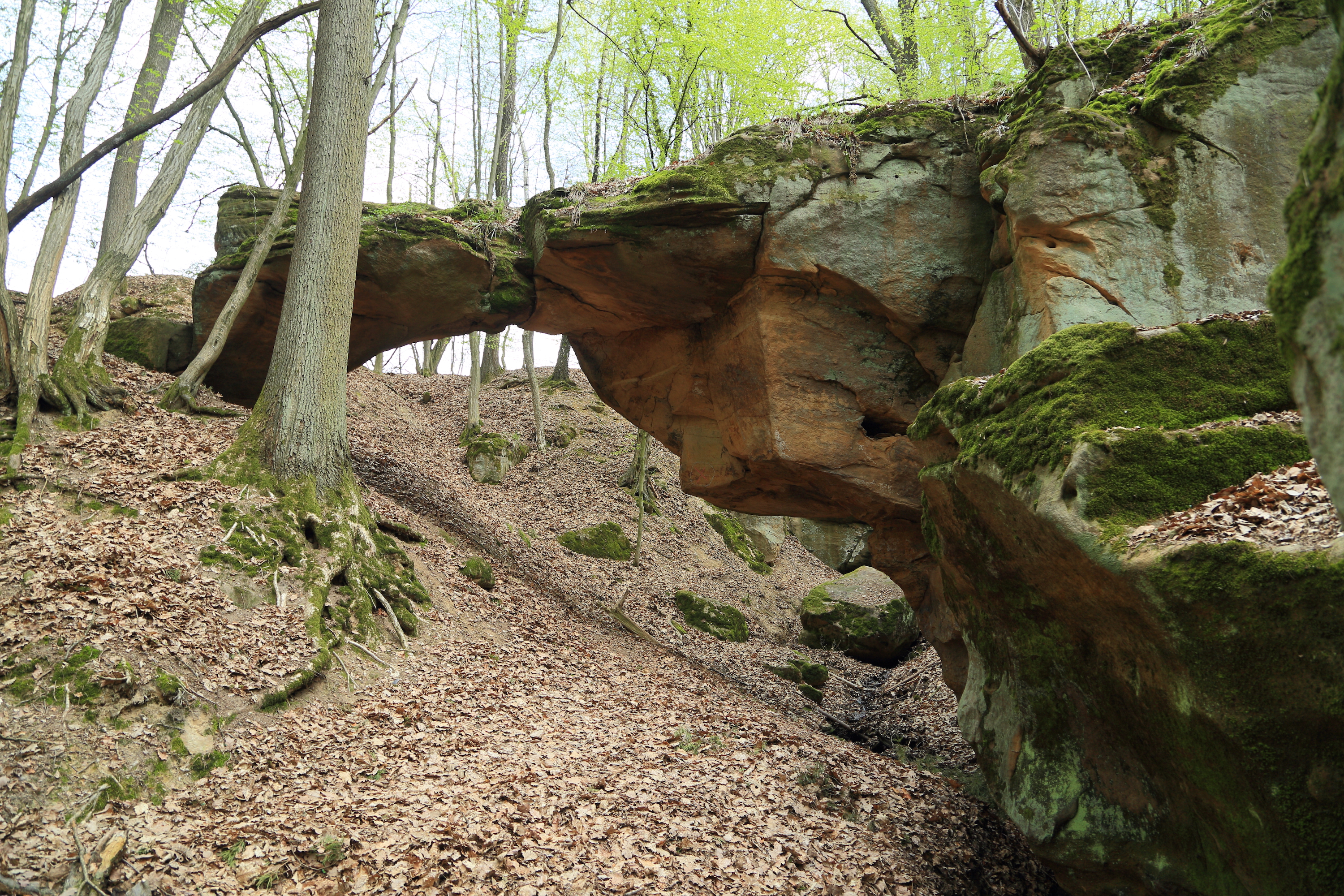
Naturbrücke „Teufelsbrücke“ aus Rhätsandstein
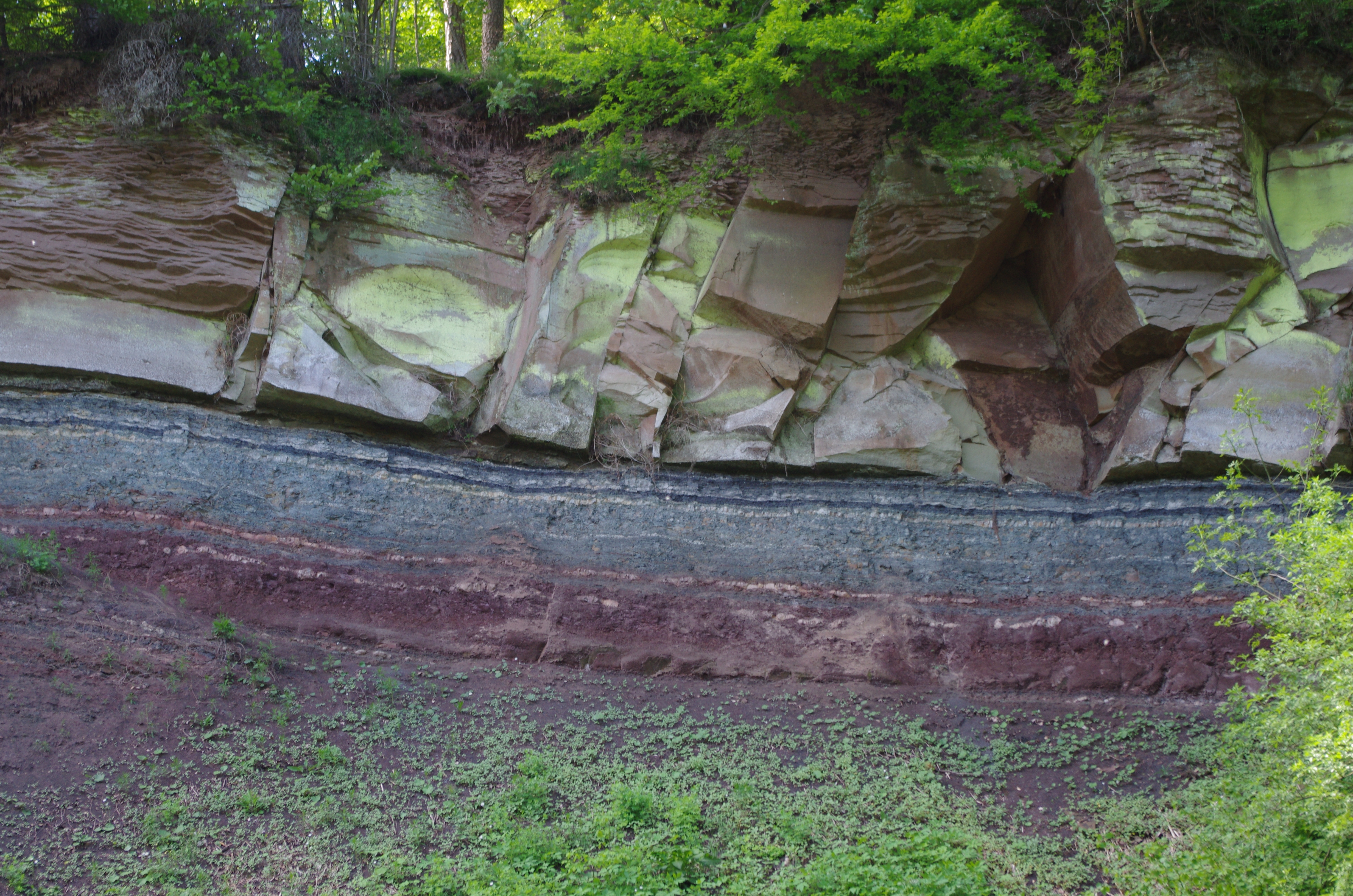
Keuperaufschluss an der Bodenmühlwand (Geotop 462A001)

### Gewässer und Brunnen

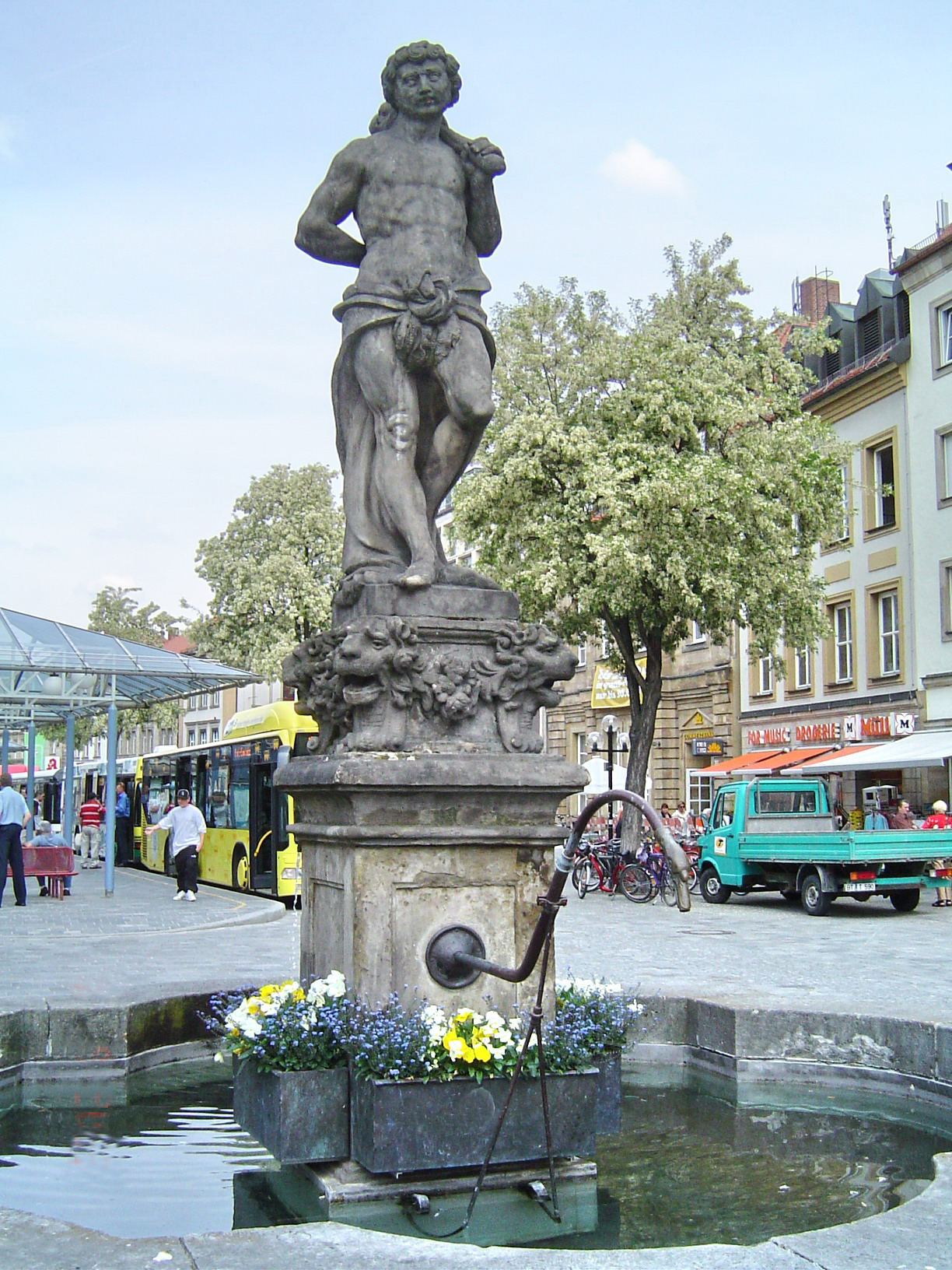
Herkulesbrunnen, im Hintergrund die 2007 aufgegebene zentrale Omnibushaltestelle in der Fußgängerzone Maximilianstraße

Bedeutendstes Fließgewässer ist der Rote Main, der die Stadt von Ost nach West durchquert. Zwei Flutkatastrophen von 1907 und 1909 waren Anlass für die zwischen 1913 und 1916 erfolgte Regulierung, das Flussbett wurde verbreitert und kanalisiert. Mit dem Bau des Stadtkernrings verschwand es in den 1970er Jahren teilweise unter einer Betondecke.
Sein im Innenstadtbereich ebenfalls gedeckelter künstlicher Seitenarm Mühlkanal erhielt in den Jahren 1997/98 am La-Spezia-Platz einen neuen, offenen Lauf. Im Gegensatz zum Roten Main ist dieser Wasserlauf über stufenförmige Terrassen erreichbar.
Während die Warme Steinach bereits am östlichen Stadtrand in den Roten Main mündet, verläuft die Mistel, in Bayreuth Mistelbach genannt, länger im Stadtgebiet. Der Bach wurde zwischen dem Stadtteil Altstadt und seiner Mündung in den Roten Main reguliert und optisch renaturiert.
Der Sendelbach ist im Stadtbild weitgehend unsichtbar und fast nur in Höhe der Moritzhöfenbrücke noch erkennbar. Sein ebenfalls unterirdisch kanalisierter Zufluss Tappert speist den Zierkanal im Hofgarten. Sein südlicher Zufluss Aubach liefert das Wasser für den Röhrensee.
Der von einer Parkanlage mit Tiergehegen umgebene Röhrensee ist das größte stehende Gewässer der Stadt. Der Vorläufer dieses künstlichen Teichs war im 17. Jahrhundert angelegt worden, um in seinem Wasser Holzröhren zu lagern. Sie waren für eine Wasserleitung von den nahegelegenen Quellhöfen zur Innenstadt bestimmt, die dort vier Brunnen speiste.
Von den einstigen Ziehbrunnen in der Innenstadt ist kein funktionsfähiger mehr erhalten. Bei historischen Ausgrabungen im Rahmen der Umgestaltung des Marktplatzes wurden über 20 ehemalige Brunnenschächte sowie ein Teil des ehemaligen Kanalverlaufes des Tapperts aus Sandstein gefunden. Einer der Brunnen wurde im Durchgang zwischen Spital und Rotmaincenterbrücke wiederhergestellt.
Vor allem aus der Markgrafenzeit stammt eine größere Anzahl von Zierbrunnen:
- Famabrunnen auf dem Marktplatz, 1708 von Elias Räntz geschaffen[356]
- Herkulesbrunnen auf dem Marktplatz, 1676, von Georg Wieshack, 1755 neue Figur von Joh. Gabriel Räntz, seit 1926 im Park vor dem Festspielhaus, seit 2005 im Historischen Museum, Kopie 1926 der Bildhauer Martin Mösch und Christian Weißbrod[357]
- Markgrafenbrunnen vor dem Neuen Schloss, eine barocke Brunnenanlage von Elias Räntz aus dem Jahr 1699[358]
- Neptunbrunnen auf dem Marktplatz von 1755[359]
- Obeliskenbrunnen von 1789 neben der Stadtkirche an der Stelle des 1508 errichteten Beinhauses[360]
- Reiterbrunnen auf dem Sternplatz von 1922[361]
- Wittelsbacherbrunnen an der Opernstraße von 1914[362]

Auf dem Marktplatz wurde, in Anlehnung an den ursprünglichen Lauf des Tappert, 2010 eine wasserführende Zierrinne mit begehbarem Brunnen und Wasserspielplatz als Stadtbächlein neu geschaffen.

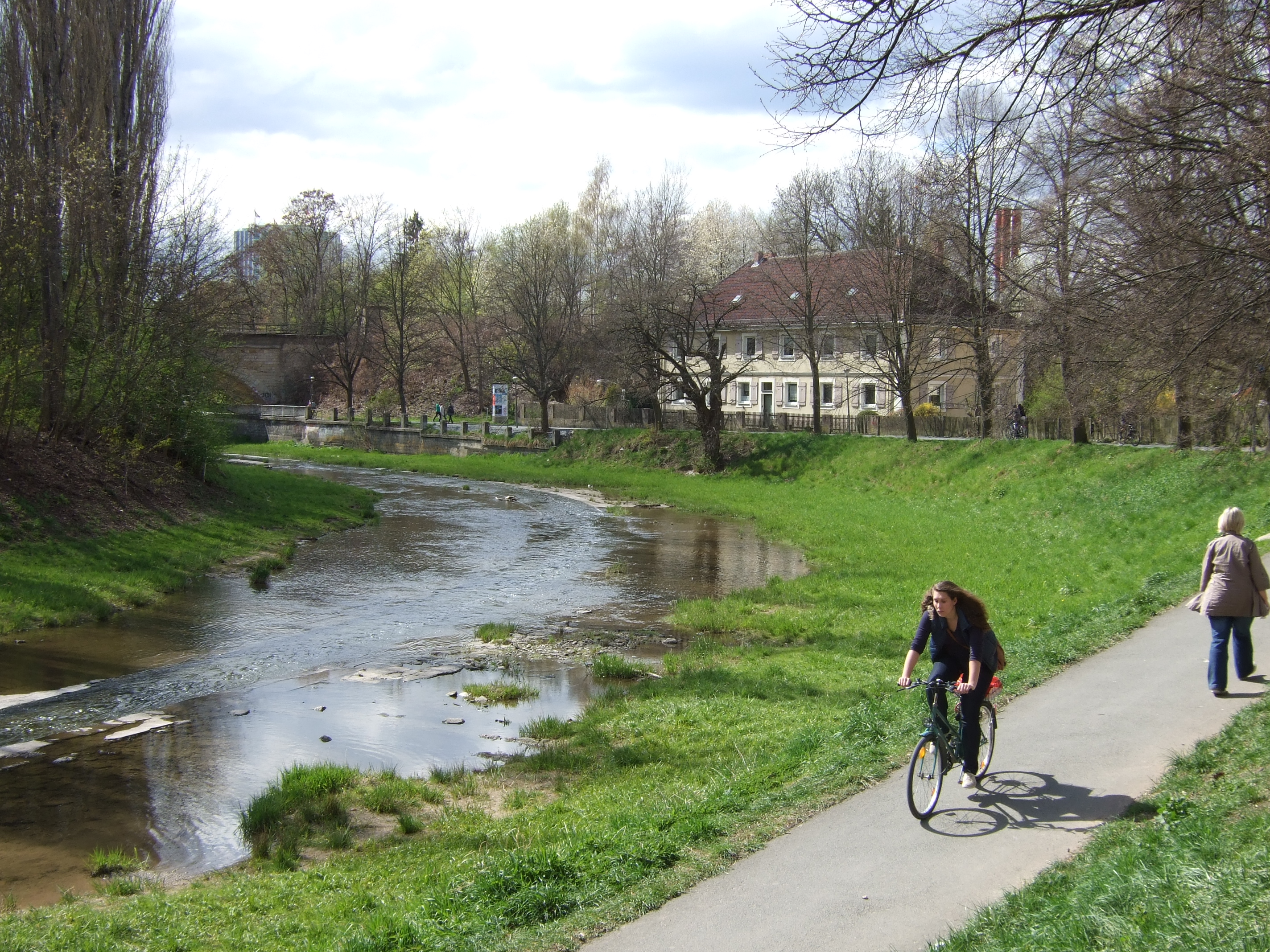
Roter Main im Stadtteil Hammerstatt
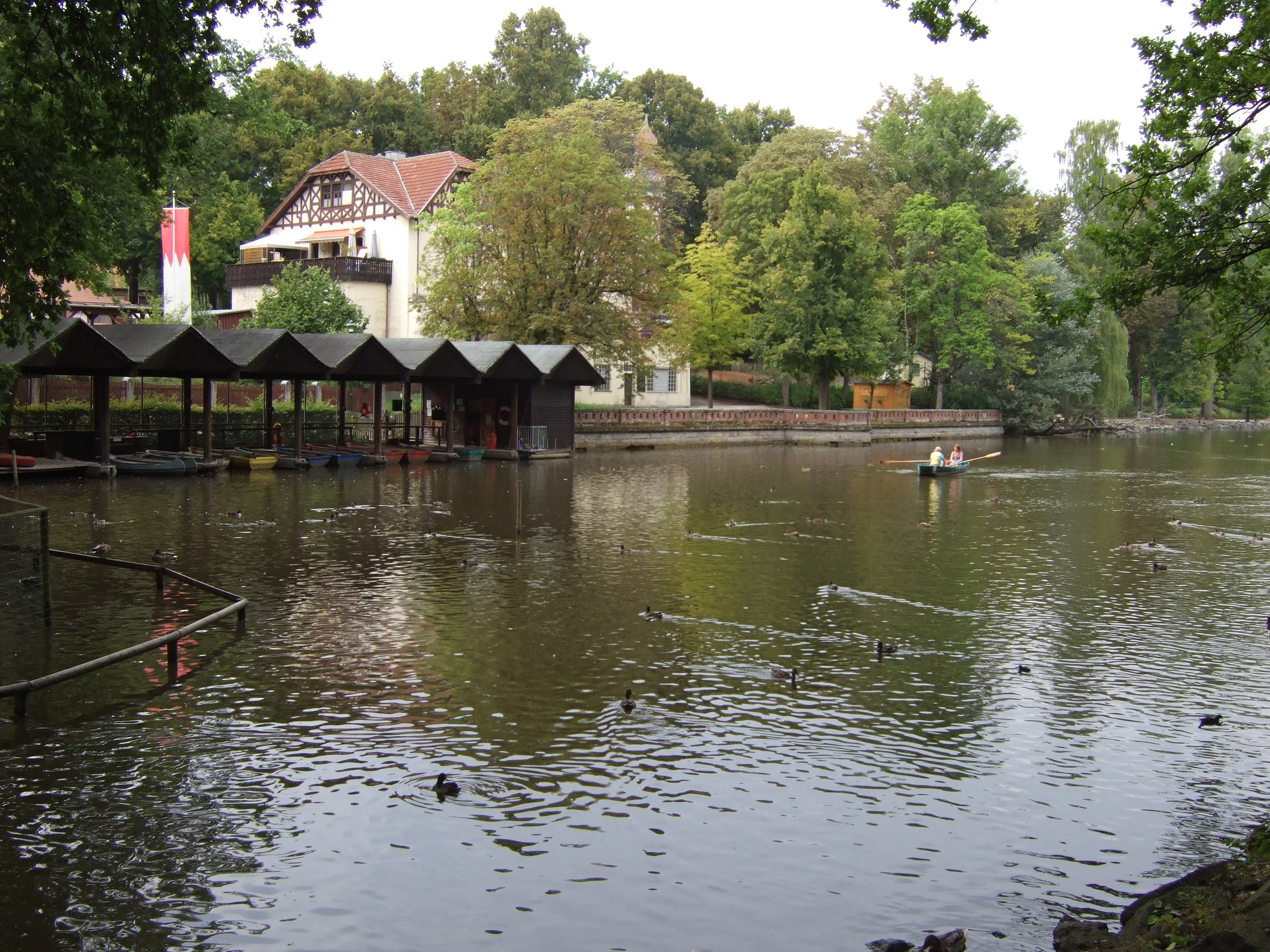
Röhrensee
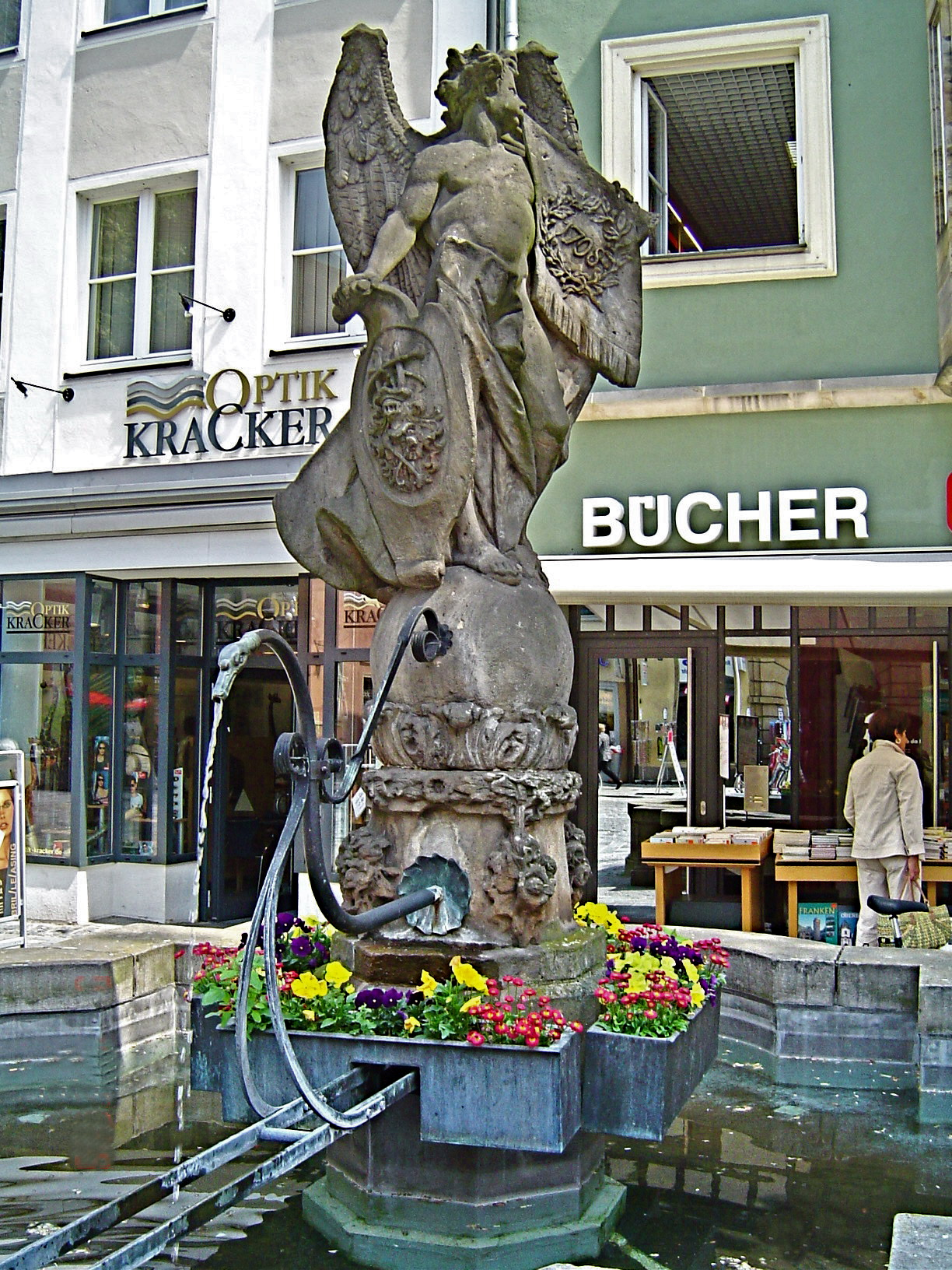
Famabrunnen
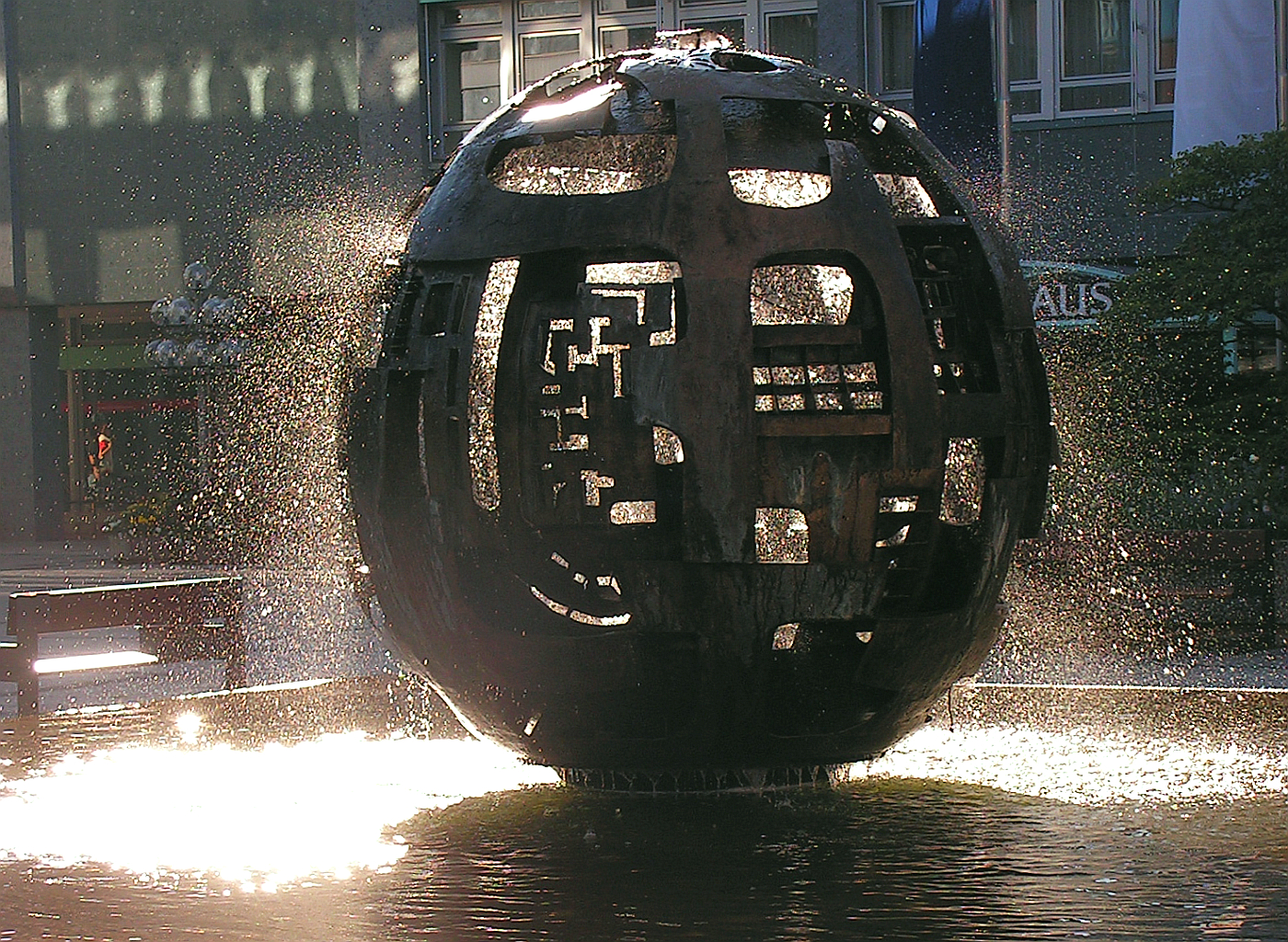
Weltbrunnen (sogenannter Kugelbrunnen), Skulptur vor dem Neuen Rathaus

### Stiftungen
- Emil-Warburg-Stiftung (Universität Bayreuth), benannt nach dem Physiker Emil Warburg.
- Otto-Warburg Chemie-Stiftung (Universität Bayreuth), benannt nach dem Chemiker und Nobelpreisträger Otto Warburg, Sohn von Emil Warburg.
- Richard-Wagner-Stiftung Bayreuth
- Hospital-Stiftung der Stadt Bayreuth
- Bernd-Mayer-Stiftung, umfangreiche Sammlung an Fotos und Dokumenten zur Geschichte von Bayreuth Bernd Mayer.
- Brigitte Merk-Erbe-Stiftung, Stiftung der Oberbürgermeisterin zur Stärkung von gemeinnützigen Bayreuther Vereinen.
- Hans und Emma Nützel Altenstiftung, alleinige Gesellschafterin der Motor-Nützel GmbH.

### Freizeiteinrichtungen

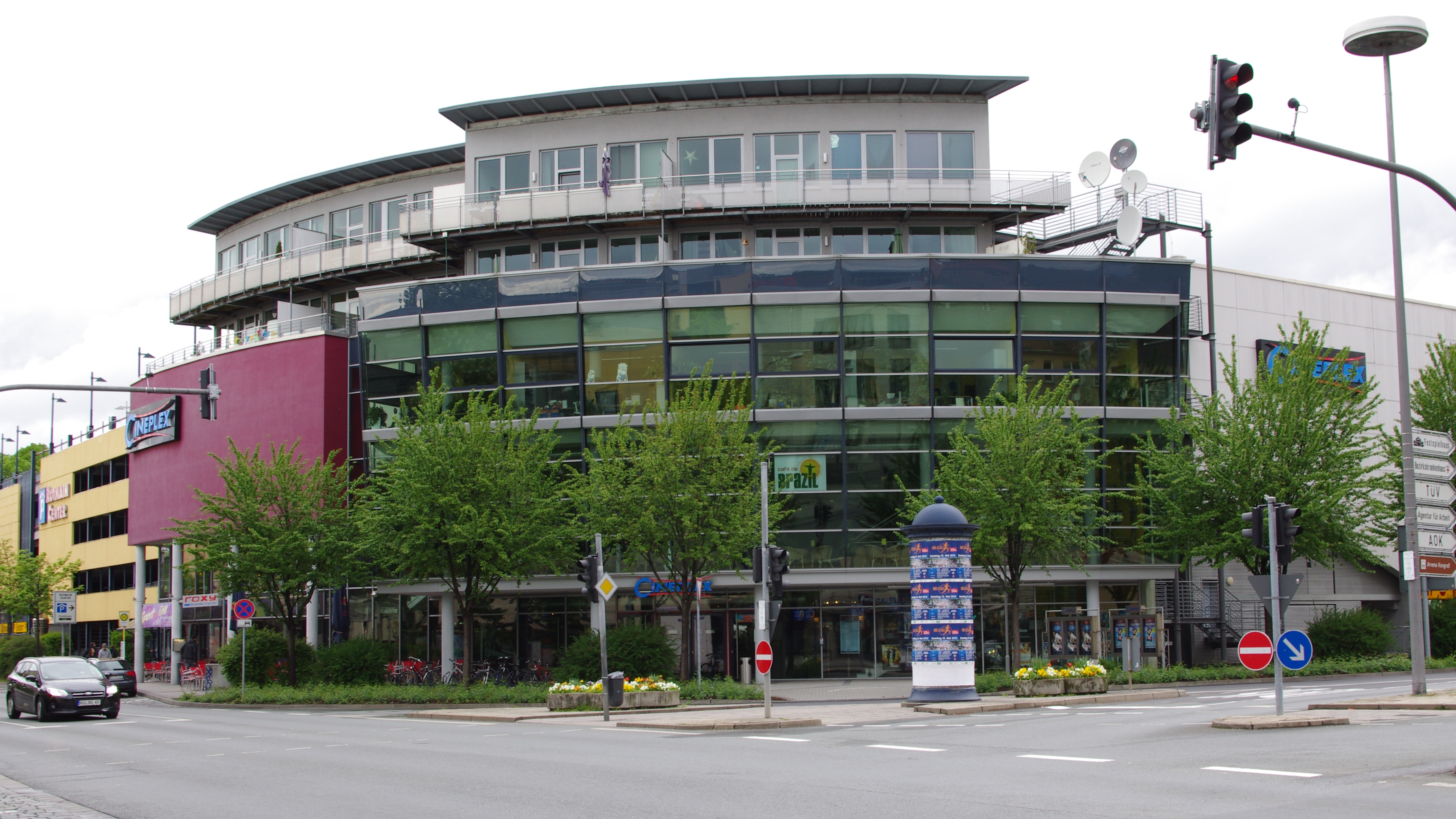
Cineplex-Kino nördlich des Rotmaincenters, 2012

- Öffentliche BäderEingangsbereich der Lohengrin Therme

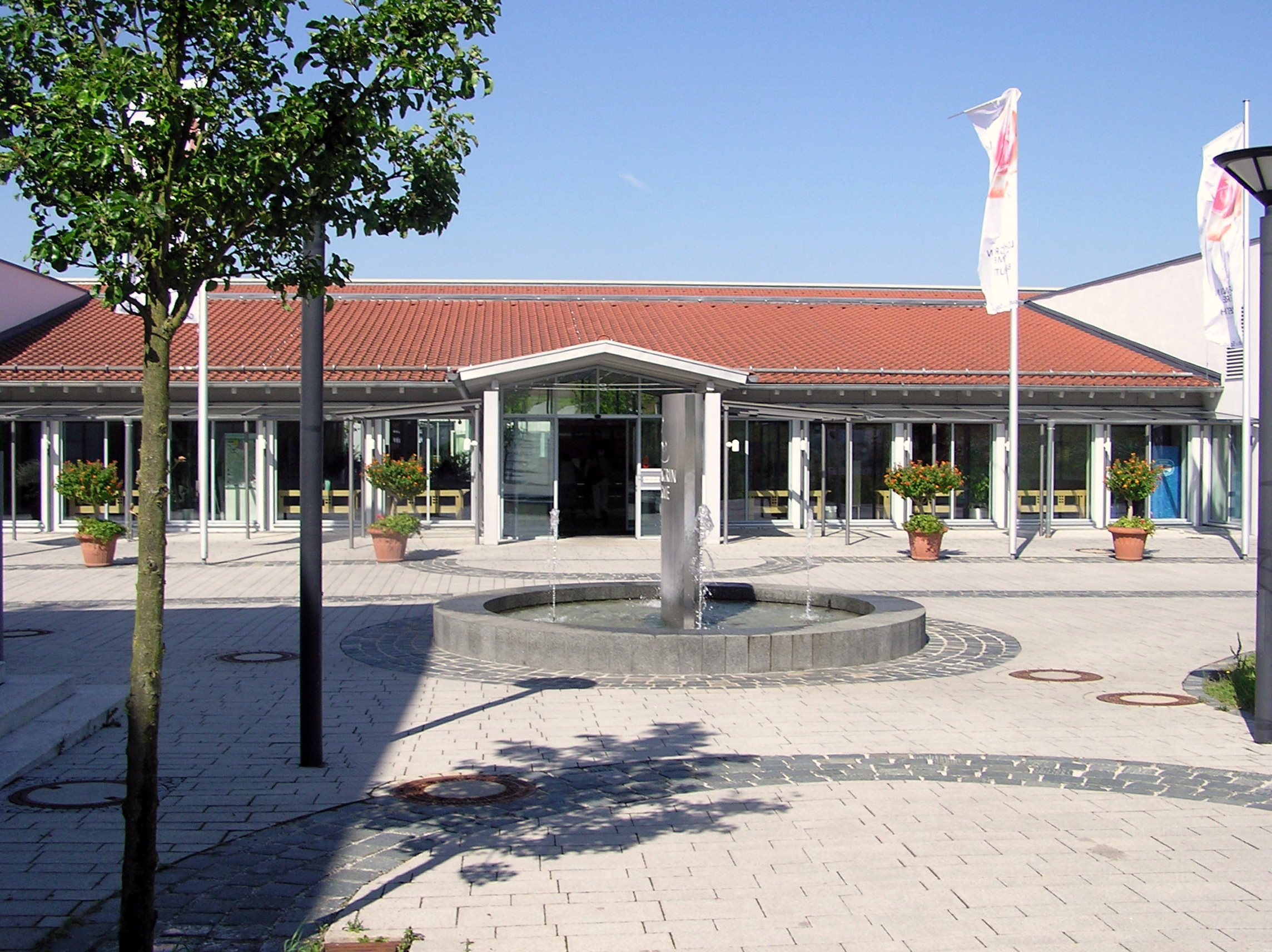
Eingangsbereich der Lohengrin Therme

  - Das Altstadtbad ist ein speziell für Kinder geschaffenes städtisches Freibad an der Fantaisiestraße. Es verfügt über ein Nichtschwimmerbecken, ein flaches Becken für Kleinkinder, Spielgeräte und eine große Liegewiese. Der Eintritt ist frei.
  - Freiluftbad Bürgerreuth (mit Kneippanlage)
  - Das Kreuzsteinbad ist das größte Freibad der Stadt. Markant ist der 10-Meter-Sprungturm am Sprungbecken. Daneben gibt es ein 50-Meter-Schwimmbecken, ein Wellenbecken, ein Becken für Kleinkinder und eine 85 Meter lange, gewundene Großrutsche. Der Eingang befindet sich an der Frankengutstraße.
  - Hallenbad des Schwimmvereins SVB
  - Lohengrin Therme (im Ortsteil Seulbitz mit Stellplatz für Wohnmobile)
  - Das am 14. Dezember 1929 eröffnete[363] Stadtbad in der Kolpingstraße ist das älteste Hallenbad Oberfrankens[364] und das zweitälteste in Bayern. Im April 1945 wurde das Kesselhaus durch eine Bombe zerstört, erst ab 1949 war das Bad wieder in Betrieb. Ende 1993 wurde das Stadtbad erneut vorübergehend geschlossen und bis 1996 grundlegend erneuert.[363] Es verfügt über ein 25 Meter langes Schwimmbecken, dazu existieren ein Planschbecken, ein Lehrschwimmbecken sowie eine Saunalandschaft.
- Tierpark, generationenübergreifende Spielanlage und Kahnverleih am Röhrensee
- Gastronomie

Erwähnenswert ist das Lesecafé Samocca im Gebäude der Volkshochschule und Stadtbibliothek „RW21“ (Richard-Wagner-Str. 21). Das Café ist in die Bibliothek integriert und wird von Menschen mit Behinderungen geführt.
- Kinos

Im Februar 1897 erlebte die Stadt im Gartensalon des Cafétiers Christian Sammet an der Kanalstraße ihre erste Filmvorführung. Mit dem Central-Theater am Josephsplatz wurde am 18. Oktober 1908 das erste Kino eröffnet. In den 1920er Jahren kamen u. a. die Blücher-Lichtspiele (nach 1945: Bayreuther Lichtspiele „Bali“) in der Richard-Wagner-Straße, die Kammer-Lichtspiele in der Schulstraße und die Reichshof-Lichtspiele in der Maximilianstraße hinzu. Die 1950 in der Ruine der Stadthalle eingerichteten Stadthallen-Lichtspiele blieben ein elf Jahre währendes Provisorium. Mit dem 1970 wieder geschlossenen Filmpalast folgte 1956 in der Bahnhofstraße die Eröffnung des bis dahin größten Lichtspieltheaters der Stadt.
Von den traditionellen Kinos des 20. Jahrhunderts hat keines überlebt. Zuletzt wurden 1999 die Reichshof-Lichtspiele geschlossen, nachdem 1997 an der Hindenburgstraße das Cineplaza (heute: Cineplex) mit mehreren Sälen eröffnet worden war.
- Internationaler Zirkel Bayreuth

Gemeinsame Einrichtung der Internationalen Gesellschaften in Bayreuth (Deutsch-Französische, Deutsch-Polnische, Deutsch-Tschechische, Deutsch-Englische und Deutsch-Hispanische Gesellschaft Bayreuth), Schulstr. 5. Unter dem Motto Sprachen öffnen Türen gibt es zahlreiche Veranstaltungen, darunter Fremdsprachliche Konversation und den gemeinsamen monatlichen Internationalen Apéritif.

### Stadtschreiber
Von Februar bis Juli 2013 war der Berliner Autor Volker Strübing Bayreuths erster Stadtschreiber. Das Jean-Paul-Jubiläum bot den Anlass, dieses Amt ins Leben zu rufen. Strübing hat sich in dieser Zeit intensiv mit Jean Paul auseinandergesetzt und in einem Blog seine Erlebnisse kommentiert.

### Sport

#### Vereinssport

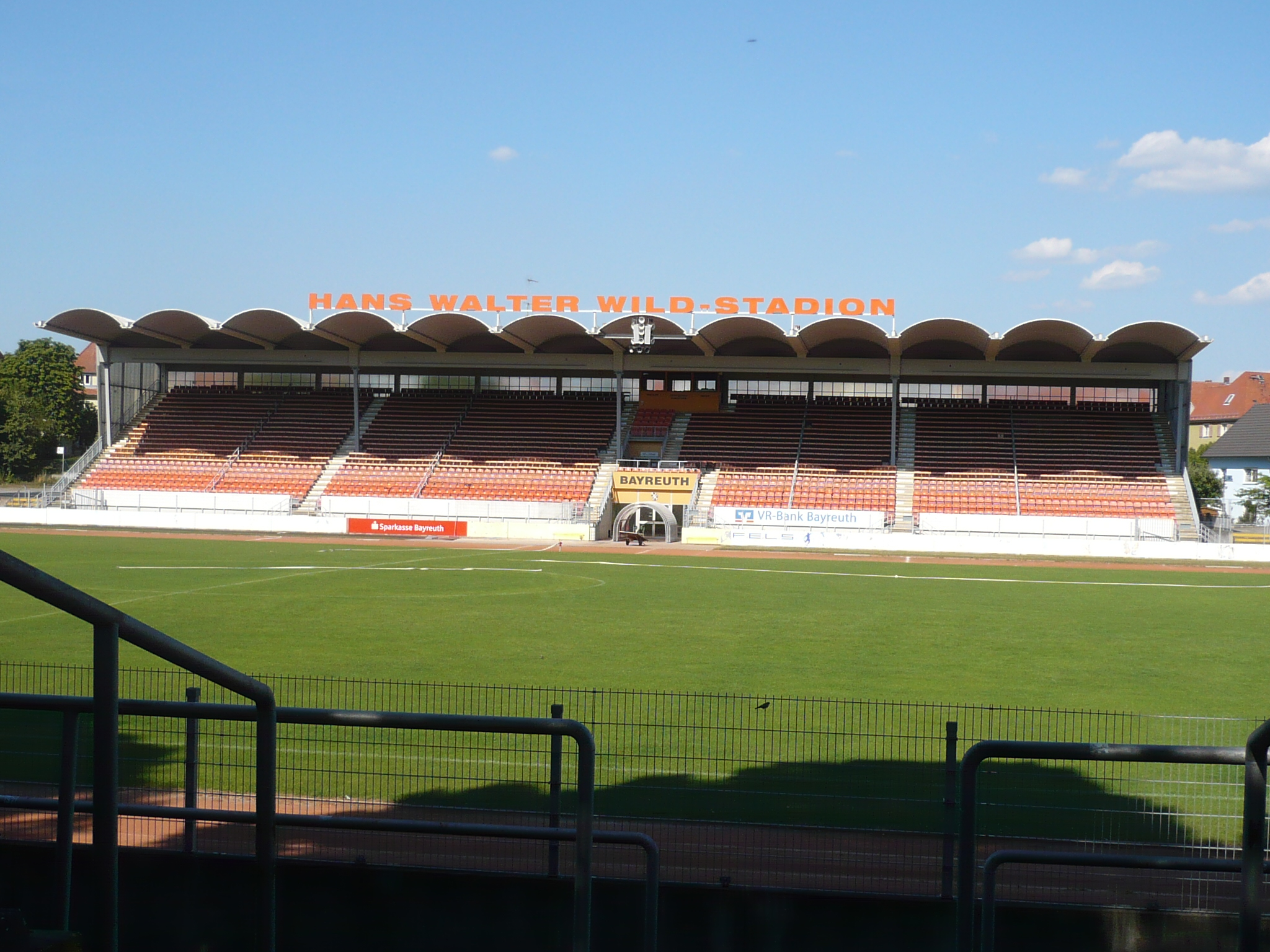
Städtisches Stadion von 1967, 2002 in Hans-Walter-Wild-Stadion umbenannt

Über 60 Vereine bieten die Möglichkeit, sich in knapp 100 Sportarten zu betätigen. Erfolgreichster Verein der Stadt ist derzeit die Luftsportgemeinschaft Bayreuth (LSG) mit ihrem Segelflug-Bundesliga-Team. 1999 fanden auf dem Verkehrslandeplatz Bayreuth die Weltmeisterschaften im Segelflug statt. 2002, 2015 und 2018 gewannen die Segelflieger der LSG die Bundesliga, 2015 und 2018 die Segelflug-Weltliga „IGC World League“. 2003, 2005, 2008 und 2010 wurden sie Vize-Meister. Mehrere Deutsche Meister-Titel kann auch das Streethockeyteam der Bayreuth Hurricans vorweisen, welches dreimal Deutscher Vize-Meister (1998/2004/2006) wurde und fünfmal den Titel des Deutschen Meisters (1996/1997/2001/2005/2007) holte. In einer ersten Bundesliga spielte neben der Luftsportgemeinschaft und den Hurricans die 1999 gegründete Basketballmannschaft BBC Bayreuth, die von 2013 bis 2023 Medi Bayreuth hieß und zuletzt von 2010 bis 2023 in der Basketball-Bundesliga vertreten war. Die Handballer von HaSpo Bayreuth und die Volleyballer des BSV Bayreuth gehen in der Bayernliga und das Eishockeyteam des EHC Bayreuth ging bis 2016 und seit 2023 wieder in der Oberliga Süd an den Start. Zwischenzeitlich spielte man sieben Jahre lang in der DEL2. Seit der Saison 2014/15 spielt die Mannschaft Damen I der HaSpo Bayreuth unter ihrem Trainer Thomas Hankel in der 3. Bundesliga Ost der Frauen. Dabei wurde in der ersten Saison der 6. Tabellenplatz erzielt. Rollstuhltanzsport kann man in der Rollstuhltanzgruppe im RSV (Rollstuhlsportverband) Bayreuth ausüben.
Ältester und größter Sportverein der Stadt ist die Bayreuther Turnerschaft (BTS), die 1861 als Turnverein Bayreuth gegründet wurde. Südwestlich der heutigen Hindenburgstraße wurde 1911 in der „Unteren Au“ ein Sportplatz angelegt und eine Spiel- und Sportabteilung gegründet, im Jahr 1920 kamen eine Leichtathletik- und eine Mädchen-Turnabteilung hinzu. 1969 tauschte die BTS ihr Gelände mit der Brauerei Gebr. Maisel gegen deren ehemalige Eisweiher („Schoberthsweiher“) im Stadtteil Kreuz, wo am 10. Juli 1976 eine neue Sportanlage eingeweiht wurde. Die Volleyballspieler der BTS fuhren im Dezember 1966 nach Rudolstadt in Thüringen. Es war das erste Mal seit dem Berliner Mauerbau, dass eine westdeutsche Mannschaft in die damalige DDR einreisen durfte.
1893 kamen mit dem Turnerbund und 1898 mit dem Turner-Arbeiterverein Freie Turner zwei weitere Sportvereine hinzu. Letzterer nannte sich 1919 in Turn- und Sportverein 1898 Bayreuth („Tuspo 98“) um; nach der Machtergreifung der Nationalsozialisten wurde er wegen seiner sozialdemokratischen Einstellung verboten, das beschlagnahmte Gelände in der Hammerstatt wurde zum Sportplatz der SA. Nach langwierigen Verhandlungen erhielt er 1953 sein Sportgelände, auf dem sich heute das Hans-Walter-Wild-Stadion befindet, zurück. Die Fußballer des 1913 als FC Sankt Georgen gegründeten VfB Bayreuth wurden 1923 oberfränkisch-oberpfälzischer Meister. Mit der Vereinigung von Tuspo 98 und VfB zum Bayreuther Sportverein von 1898 (BSV 98) entstand 1969 ein Großverein mit 1304 Mitgliedern.
Bedeutendste Fußballvereine sind die SpVgg Bayreuth und der ehemalige 1. FC Bayreuth. Für erstere war der Höhepunkt der zweite Platz in der 2. Bundesliga Süd im Jahr 1979, der zur Teilnahme an den Aufstiegsspielen zur Bundesliga berechtigte. Am 12. Januar 1980 gelang im DFB-Pokal ein 1:0-Sieg gegen den FC Bayern München. Insgesamt zwölf Jahre spielte die SpVgg in der 2. Bundesliga (davon sechs in der eingleisigen), zuletzt in der Saison 1989/90. In der 2022/23 spielte die SpVgg in der 3. Liga und kehrt damit nach 32 Jahren Abstinenz in den Profifußball zurück, stieg aber nach einer Saison wieder ab. Vor dem Zweiten Weltkrieg dominierte der 1. FC Bayreuth das Fußballgeschehen in Bayreuth. Die Mannschaft stieg zur Saison 1926/27 in die Bezirksliga Bayern auf, die seinerzeit höchste Spielklasse. 2003 ging die Fußballabteilung des 1. FC im FSV Bayreuth auf.
Glanzzeiten hatte der Sport in Bayreuth auch in den späten 1980er und frühen 1990er Jahren. Die Basketballer von Steiner Bayreuth wurden zweimaliger deutscher Pokalsieger (1987/1988 und 1988/1989), in der Saison 1988/1989 holte man zudem die deutsche Meisterschaft in die Wagnerstadt, das Eishockeyteam des Schwimmvereins Bayreuth (SVB) wurde zweimaliger deutscher Meister der Zweiten Bundesliga Süd und spielte auch ein Jahr in der Eishockey-Bundesliga. Weiterhin war zu dieser Zeit die Tischtennis-Mannschaft von Steiner Bayreuth – damals hieß der Verein noch TTBG Steiner-Optik Bayreuth – erstklassig (seit 1983 Zweite Bundesliga, 1984/85, 1986/87 und 1987/88 1. Bundesliga, 1988 Rückzug). Auch die Tischtennisspieler des 1. FC Bayreuth waren von 1994 bis 1997 in der 1. Bundesliga vertreten. 1992 erzielten die Cheerleader des American-Football-Teams Bayreuth Broncos den ersten Platz bei der Deutschen Cheerleader-Meisterschaft in Düsseldorf.
Der älteste noch bestehende Verein der Stadt ist der Schützenverein Vereinigte Schützengilden St. Georgen von 1720 und Bayreuth von 1623. Die Zusammenschlüsse der Schützen im ausgehenden Mittelalter hatte der Wunsch nach Wehrhaftigkeit und Schutz der Bürger und ihrer Städte hervorgerufen, wobei schon damals auf den sportlichen Wettstreit Wert gelegt wurde. Während die Markgrafen die Gilden förderten, wurden sie in späteren Zeiten wiederholt verboten. Die Bayreuther Schützen schossen zunächst am Stadtgraben an der heutigen Dammallee. 1851 errichteten sie am Schützenplatz ihr „Schießhaus an der Dürschnitz“, das nach der Einweihung einer neuen Schießanlage in der Saas 1905 wieder abgebrochen wurde. 1935 mussten sie nach Dörflas umziehen, 1938 wurde der Verein von den Nationalsozialisten verboten.
 Die Schießbahn der Sankt Georgener Schützen lag zunächst hinter der Ordenskirche und wurde später in eine Sandgrube weit außerhalb der Stadt verlegt; 1811 konnten sie ihr heutiges Domizil am Grünen Baum beziehen. 1950 wurden die Bayreuther („Privilegierte“) und die Sankt Georgener („Brannaburger“) Gilden nach ihrer Wiederzulassung vereinigt.
Der 1882 gegründete Schachclub Bayreuth zählte zeitweise zu den kampfstärksten deutschen Mannschaften. Als bayerischer Mannschaftsmeister qualifizierte er sich 1957 für die deutsche Meisterschaft und errang den vierten Platz. Im Mai 1934 war Bayreuth Schauplatz eines Weltmeisterschaftskampfs zwischen Alexander Alexandrowitsch Aljechin und Efim Bogoljubow. Ende der 1990er Jahre ging der Schachclub in der Schachgemeinschaft des TSV Bindlach auf.

#### Unabhängige Sportmöglichkeiten
Über das Stadtgebiet verstreut finden sich Bolz-, Basketball- und Beachvolleyballplätze, die kostenlos genutzt werden können. An der südlichen Adolf-Wächter-Straße existiert das Städtische Fitness-Studio im Freien (derzeit geschlossen). Hier gibt es auch einen Trimm-Dich-Pfad im nahegelegenen Wäldchen Wolfsgrube, ein weiterer wurde im Studentenwald angelegt.

#### Inklusion
2021 bewarb sich die Stadt als Host Town für die Gestaltung eines viertägigen Programms für eine internationale Delegation der Special Olympics World Summer Games 2023 in Berlin. 2022 wurde sie als Gastgeberin für Special Olympics Rumänien ausgewählt. Damit wurde sie Teil des größten kommunalen Inklusionsprojekts in der Geschichte der Bundesrepublik mit mehr als 200 Host Towns.

### Regelmäßige Veranstaltungen

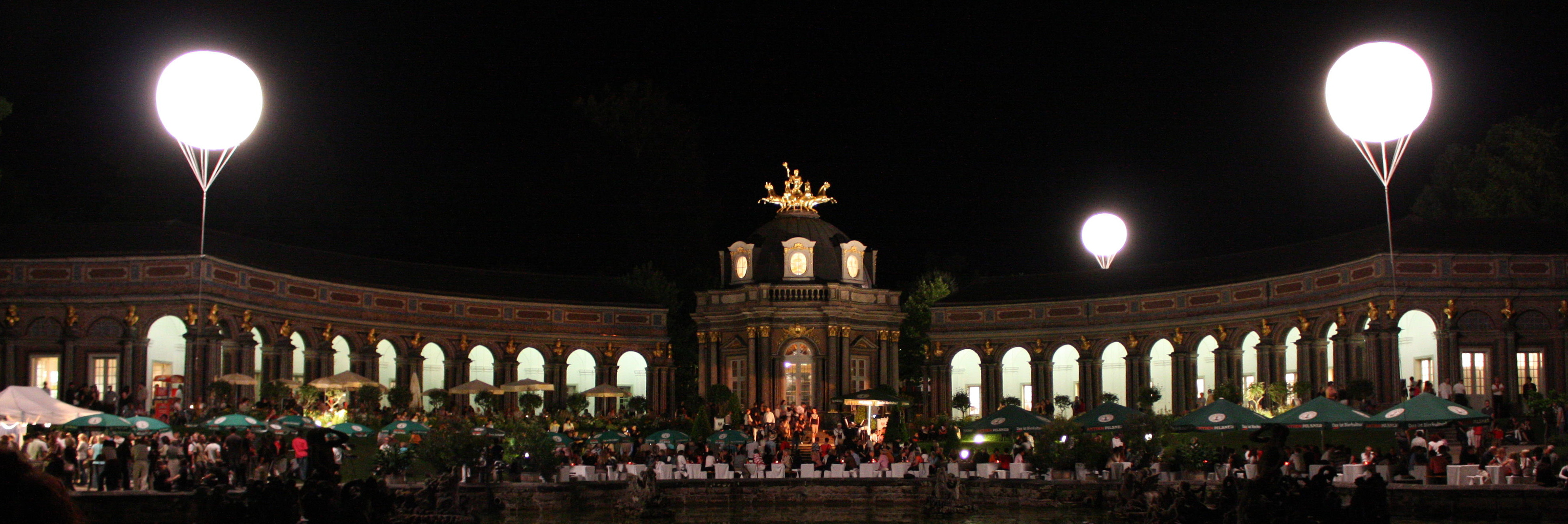
Sommernachtsfest in der Eremitage

- Januar, Mai, Juni, Juli, November und Dezember: Junge Meisterpianisten (Konzertserie junger Pianisten verschiedener Musikhochschulen in den Räumen der Klaviermanufaktur Steingraeber)
- Februar/März: Bayreuther Faschingsumzug und Faschingsmarkt. Erste Umzüge, sogenannte Kappenfahrten, gab es in der Stadt seit 1839.[385] In den 1950er und 1960er Jahren zog der kilometerlange Zug bis zu 50.000 Schaulustige aus ganz Oberfranken an, die rund 50 Wagen kündeten von Witz und Einfallsreichtum. Nach 1969 wurde er nicht mehr veranstaltet, erlebte aber Ende der 1980er Jahre eine bescheidene Renaissance.[386]
- April: Bayreuther Osterfestival (Benefizkonzerte zugunsten krebskranker Kinder)
- Mai: Musica Bayreuth
- Juni: Uniopenair
- Juni: Zeit für Neue Musik
- Juni: Bayreuther Volksfest. Das erste Volksfest wurde vom 13. bis zum 22. August 1910 vom Fremdenverkehrsverein am Mainflecklein veranstaltet, ein zweites Volksfest gab es erst 1921. In der Zeit nach dem Zweiten Weltkrieg fand die nun alljährliche Veranstaltung an der heutigen Albrecht-Dürer-Straße zwischen dem Roten Main und der Bahnstrecke statt. 1964 wurde der heutige Volksfestplatz an der Äußeren Badstraße eröffnet.[387]
- Juli: Afro-Karibik-Festival
- Juli: Bayreuther Bürgerfest (jeweils am ersten Juli-Wochenende)
- Juli: Bayreuther Klavierfestival
- Juli–August: Bayreuther Festspiele, Sommernachtsfest, Festival junger Künstler (ehem. Jugendfestspieltreffen)
- August: Weinfest auf dem Marktplatz (seit 2013), Seebühnenfestival in der Wilhelminenaue (seit 2020 in der Nachfolge von „Sankt Georgen swingt“),[388] Kinder-Ferienstadt Mini-Bayreuth mit Kinderparlament auf dem Gelände des SC Kreuz[389] bzw. dem Jugendzeltplatz an der Jugendherberge.[390]
- September: Rock in Bayreuth
- September: Bayreuth Baroque (Opernaufführungen im markgräflichen Opernhaus)
- Oktober: Bayreuther Kneipenfestival: Am 3. November 1993 fand mit zehn Bands auf zehn Bühnen das erste Kneipenfestival statt. Beim 27. Festival waren es im Jahr 2019 27 Konzerte auf zwanzig Bühnen, wobei mit einer Eintrittskarte alle Veranstaltungsorte besucht werden konnten.[391]
- Oktober: Bayreuther Museumsnacht (am Tag vor der Zeitumstellung)
- Oktober: Seit 2008 verleiht die Stadt im Rahmen des Symposions Zukunftsforum Bayreuth der Universität Bayreuth jährlich den Markgräfin-Wilhelmine-Preis der Stadt Bayreuth für Toleranz und Humanität in kultureller Vielfalt
- November: Am 7. Juni 1991 begannen mit einem Auftritt der Blues-Sängerin Angela Brown die ersten Bayreuther Jazz-Festspiele.[392] Aus ihnen entwickelte sich der seit 2006 jährlich stattfindende Jazz-November.[393]

### Sonstiges

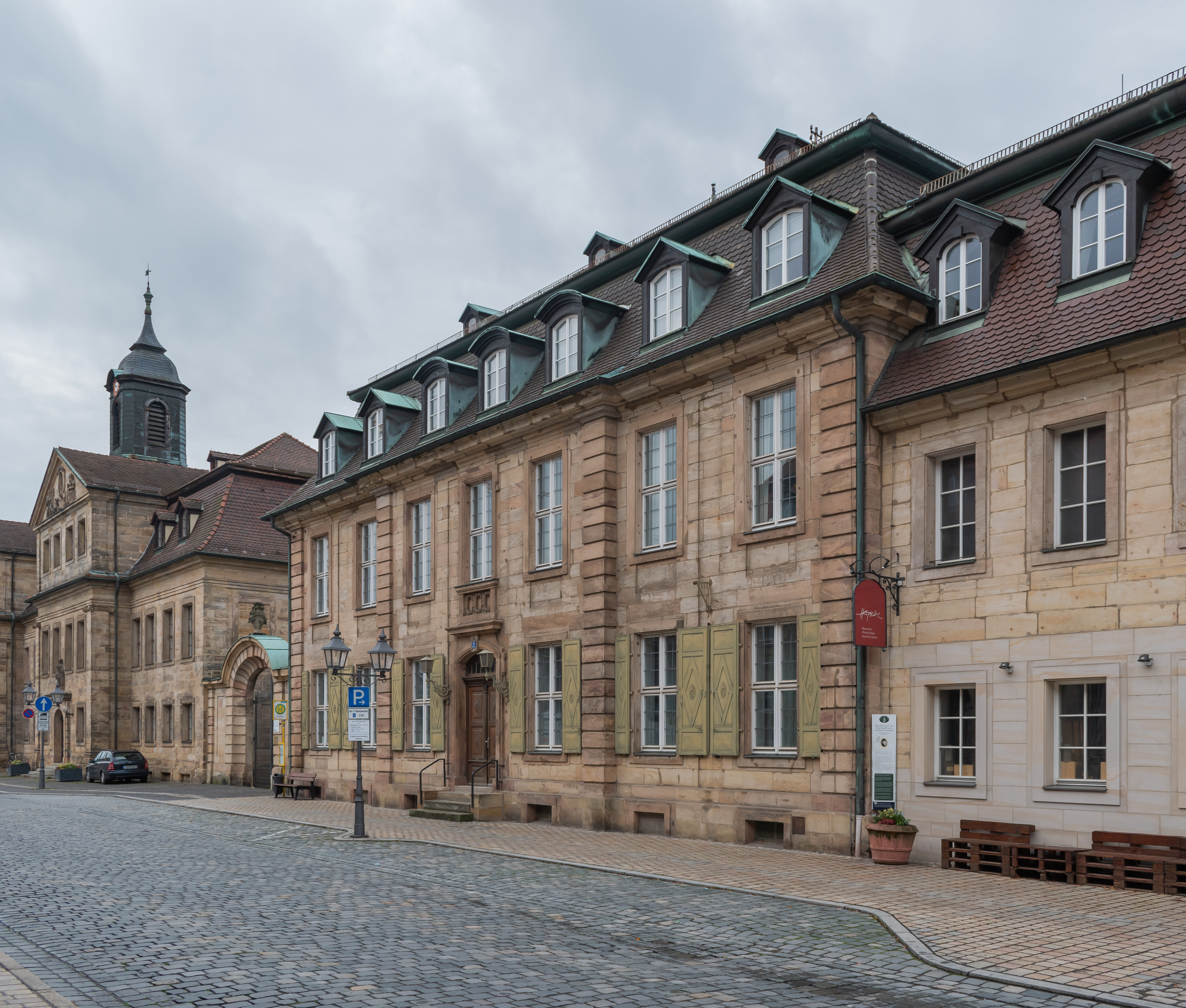
Sandsteinhäuser in der Friedrichstraße

Bayreuth und die Dörfer seiner näheren Umgebung weisen eine hohe Zahl an Sandsteingebäuden auf. Dies ist, neben einer Feuerschutzverordnung von 1792, vor allem auf das Verlangen des Adels zurückzuführen, der möglichst intakte Wälder für die Jagd wünschte und zudem viel Holz für die markgräflichen Prachtbauten benötigte. Den Sandstein hatte man in unmittelbarer Nähe der Stadt ausreichend zur Verfügung.
Als kulinarische Bayreuther Spezialität gelten Bratwürste, die paarweise mit Senf in Brötchen verzehrt werden. Sie werden an mehreren Ständen in der Innenstadt verkauft. Die Zubereitung von Kartoffelklößen, im örtlichen Dialekt Glees genannt, lässt sich erstmals am 22. August 1707 im nahen Neustädtlein am Forst nachweisen. Die damals exotisch anmutende Beilage aus rohen und gekochten Kartoffeln („halb und halb“) wurde bald zum typischen Gericht in der Bayreuther Region.
Aus der Zeit um 1720 stammt eine markgräfliche Anordnung, ein Normgefäß zu erstellen, um zu gewährleisten, dass überall in der Stadt dieselbe Menge Bier in den Krügen war. Dies war die Geburtsstunde des „Eichala“, dessen Name auf das Eichmaß zurückzuführen ist. Die von Zinngießern hergestellten Krüge wurden alle zwei Jahre in den Gastwirtschaften durch das Eichamt geprüft. Seit ca. 1900 wurden die Eichala überwiegend mit Deckel gefertigt, bald darauf mit dem Bayreuther Wappen und seit den 1930er Jahren mit einer Eichel auf dem Deckel verziert. Sie existieren heute in vier Größen: als Maß (1 l), Schimmala (ca. 0,7 l), Seidla (0,5 l) und Viertelliterkrug. Im Jahr 2022 wurde die Produktion der beliebten Eichala eingestellt, zuletzt wurden jährlich rund 4000 Krüge gegossen.
Jeweils am „Öberschtn“ genannten 6. Januar trifft man sich in geselliger Runde zum „Stärkeantrinken“. Einer Jahrhunderte alten fränkischen Tradition entsprechend darf man für jeden Monat ein „Seidla“ Starkbier oder ein „Schnäpsla“ trinken, um Kraft und Gesundheit für das neue Jahr zu tanken.
Am 7. September 1974 wurde in der unteren Opernstraße und auf dem Luitpoldplatz die siebte Austragung der Eurovisions-Spielshow Spiel ohne Grenzen mit sieben Wettbewerbern veranstaltet. Hinter der italienischen Stadt Marostica kam Bayreuth auf den zweiten Platz.
Im Jahr 1990 durfte die britische Heavy-Metal-Band Iron Maiden in Bayreuth nicht auftreten. Die Stadtverwaltung sagte ein geplantes Konzert in der Oberfrankenhalle ab, begründet wurde dies mit dem als „Brutalo-Rock“ bezeichneten Musikstil.

## Wirtschaft und Infrastruktur
Im Jahr 2007 betrug die Anzahl der Erwerbstätigen in Bayreuth 57.600, davon 41.200 sozialversicherungspflichtig Beschäftigte. Von diesen waren rund drei Viertel im Dienstleistungsbereich angestellt, was auf die große Anzahl von Behörden (Deutsche Rentenversicherung Nordbayern), Krankenhäusern, Schulen und Kreditinstituten zurückgeführt wird. Als größter Arbeitgeber wurde die Universität Bayreuth mit 1800 Beschäftigten von der 2003 gegründeten Klinikum Bayreuth GmbH mit 2300 Beschäftigten abgelöst.
Innerhalb der Stadtgrenzen erbrachte Bayreuth im Jahr 2016 ein Bruttoinlandsprodukt (BIP) von 4,527 Milliarden Euro. Das BIP pro Kopf lag im selben Jahr bei 62.352 Euro (Bayern: 44.215 Euro / Deutschland: 38.180 Euro) und damit deutlich über dem regionalen und nationalen Durchschnitt. In der Stadt gab es 2017 ca. 66.300 erwerbstätige Personen. Die Geschäftsstelle Bayreuth der Bundesagentur für Arbeit ermittelte im Jahr 2021, dass 33,7 % der in Bayreuth (Stadt und Landkreis zusammengenommen) arbeitenden Menschen aus anderen Regionen einpendeln. Zugleich verlassen täglich 27,4 % der dort lebenden Arbeitnehmer als Auspendler das Gebiet.
Im Zukunftsatlas 2016 belegte die kreisfreie Stadt Bayreuth Platz 65 von 402 Landkreisen und kreisfreien Städten in Deutschland und zählt damit zu den Orten mit „hohen Zukunftschancen“. Die Arbeitslosenquote lag im Dezember 2018 bei 4,4 % und damit über dem bayerischen Durchschnitt von 2,7 %, jedoch unter dem bundesweiten Durchschnitt. Im Juni 2022 wurden 1750 Arbeitslose erfasst, was einer Quote von 2,9 % entsprach.

### Verkehr
In der Nachkriegszeit waren alle drei durch Bayreuth führenden Bundesstraßen in der Richard-Wagner-Straße gebündelt. Die durch die untere Maximilianstraße verlaufende B 22 und die vom Mühltürlein kommende B 85 trafen sich am westlichen Ende des Marktplatzes, den sie gemeinsam der Länge nach durchquerten. Aus der Opernstraße kommend stieß am Sternplatz die B 2 dazu. An der Dürschnitz verließen die B 2 und die B 85 den Straßenzug zur Nürnberger Straße hin und blieben bis hinter Pegnitz vereint.
Heute verlaufen die Bundesstraßen über den Stadtkernring. Die in weiten Teilen zur Fußgängerzone umgewandelte Innenstadt wird von dem aus den Straßen Wittelsbacherring, Hohenzollernring, Cosima-Wagner-Straße und einem Teil der Birkenstraße gebildeten Ring nur noch tangiert.
Im August 1969 wurde am Hohenzollernring die erste Grüne Welle der Stadt eingerichtet. Bereits 1994 schlug Hellmut Schubert, der seit den 1960er Jahren für die Stadt als Verkehrsplaner arbeitete, dem Stadtrat vor, mit Ausnahme der Hauptverkehrsadern aus ökologischen Gründen im Stadtbereich Tempo 30 einzuführen. Für den Stadtkernring favorisierte er eine Einbahnstraßenregelung mit einer für Radfahrer, Busse und Taxis reservierten Spur.
29.000 Berufspendler am Tag fuhren im Jahr 2020 durchschnittlich von außerhalb in die Stadt zur Arbeit, der überwiegende Teil von ihnen mit dem Auto. Die durchschnittliche Entfernung zwischen ihrem Wohnort und Bayreuth betrug 11,7 Kilometer.

#### Fernstraßen
Bundesautobahnen
- : Berlin – Leipzig – Bayreuth – Nürnberg – Ingolstadt – München

1937 wurde das Teilstück Leipzig – Nürnberg fertiggestellt. Damit ist sie eine der ältesten Autobahnen in Deutschland mit überregionaler Bedeutung. Der sechsstreifige Ausbau im Bereich Bayreuth wurde 2006 abgeschlossen, am Stadtteil Laineck wurde sie auf einer Länge von 360 m eingehaust. Im Stadtgebiet existieren die beiden Anschlussstellen Bayreuth-Nord und Bayreuth-Süd, wodurch der dazwischenliegende Abschnitt auch eine Funktion als Stadtautobahn aufweist.
- : Schweinfurt – Bamberg – Bayreuth

Der Baubeginn für diese Ergänzungsstrecke erfolgte 1937, jedoch konnte erst am 21. November 1958 der erste Abschnitt vom Dreieck Bayreuth/Kulmbach zur Anschlussstelle Kulmbach/Neudrossenfeld als einbahnige Autobahn mit zwei Fahrstreifen in Betrieb genommen werden. Die endgültige Fertigstellung bis Bamberg war erst 1996 abgeschlossen. Die A 70 berührt das Stadtgebiet nicht, ist über die A 9 und das Dreieck Bayreuth/Kulmbach aber schnell erreichbar.
Bundesstraßen
- : Rosow – Berlin – Potsdam – Lutherstadt Wittenberg – Leipzig – Gera – Hof – Bayreuth – Nürnberg – Roth – Donauwörth – Augsburg – München – Mittenwald
- : Würzburg – Bamberg – Hollfeld – Bayreuth – Weiden i.d.Opf – Cham
- : Berga – Weimar – Saalfeld – Kronach – Kulmbach – Bayreuth – Amberg – Schwandorf – Cham – Passau

Staatsstraßen
- St 2163: Bad Berneck – Goldkronach – Bayreuth – Mistelbach – Hummeltal – Pottenstein – Leupoldstein – Betzenstein – Plech – Neuhaus an der Pegnitz
- St 2181: Bayreuth – Weidenberg – Warmensteinach – Fichtelberg – Mehlmeisel – Brand – Ebnath – Erbendorf – Windischeschenbach – Floß – Waldthurn – Altenstadt bei Vohenstrauß

#### Eisenbahn

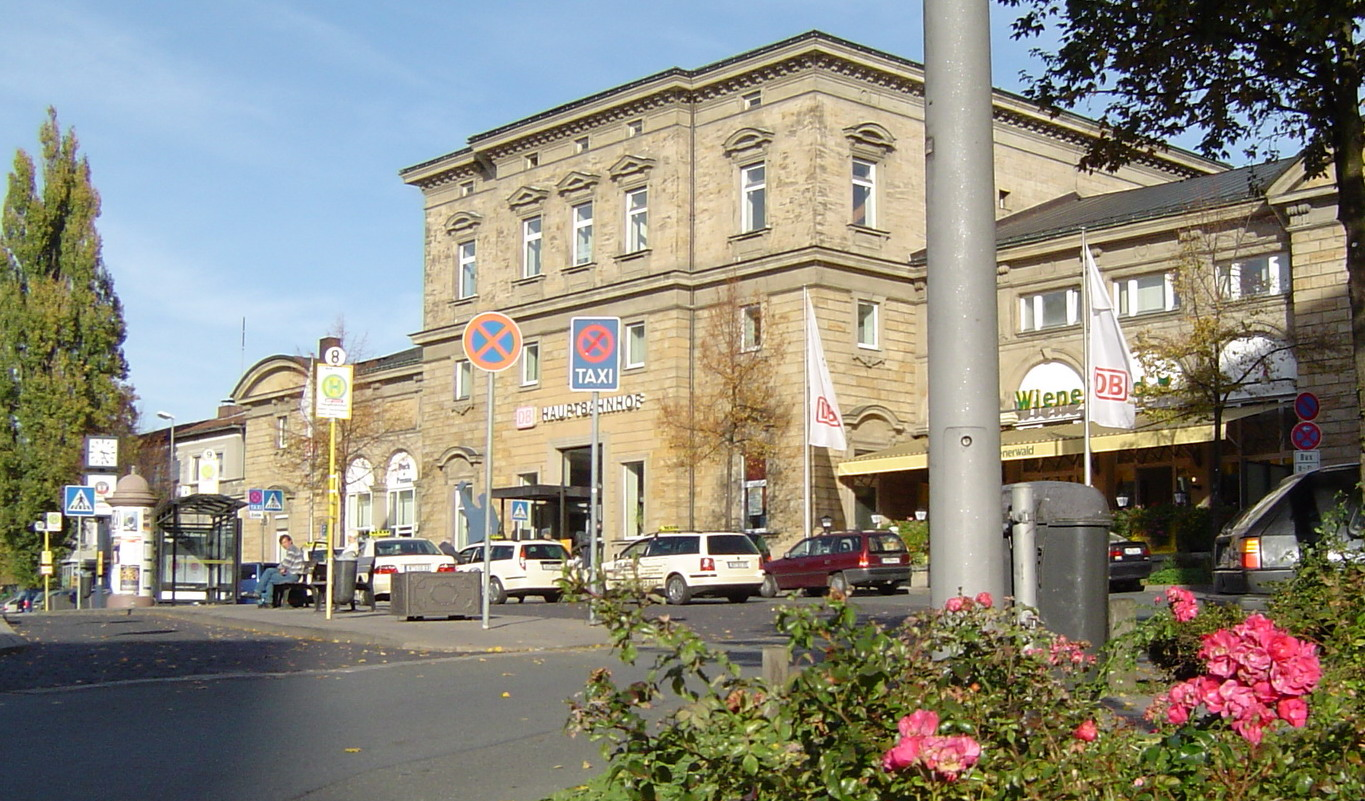
Hauptbahnhof

Logo der Metropolregion Nürnberg

Vom Hauptbahnhof Bayreuth aus führen Hauptstrecken in Richtung Norden nach Neuenmarkt-Wirsberg (und von dort weiter nach Bamberg bzw. über die Schiefe Ebene nach Hof), Südosten nach Weiden und Süden nach Schnabelwaid (mit Anschluss nach Nürnberg über die Pegnitztalbahn). Einzig verbliebene Nebenbahn ist die seit 1993 nur bis Weidenberg betriebene Strecke nach Warmensteinach. Die ehemals ins westliche bzw. nordwestliche Umland führenden Strecken nach Hollfeld und Thurnau (– Kulmbach) sind restlos abgebaut. Die Bahnstrecken rund um Bayreuth sind ausnahmslos eingleisig und nicht elektrifiziert.
Seit 23. Mai 1992 verkehrten zwischen Bayreuth und Nürnberg mit Neigetechnik ausgestattete Dieseltriebwagen der Baureihe 610, die von der damaligen Deutschen Bundesbahn speziell für die kurvenreiche Strecke angeschafft wurden. Diese wurden später durch die Baureihe 612 abgelöst.
Zum Fahrplanwechsel am 10. Juni 2001 wurde die neu geschaffene ICE-Linie 17 (Dresden – Nürnberg im Stundentakt, jeder zweite Zug über Bayreuth) in Betrieb genommen. Zwei Jahre lang verkehrten ICE-TD-Triebzüge mit Neigetechnik der Baureihe 605. Seit dem Fahrplanwechsel 2006/2007 ist Bayreuth nicht mehr an das Fernverkehrsnetz der Deutschen Bahn angeschlossen.
Der IRE Franken-Sachsen-Express bot ersatzweise seit Dezember 2006 bis Dezember 2013 eine Direktverbindung über Hof und Plauen nach Dresden (seit Dezember 2007 im Zwei-Stunden-Takt). Zum Einsatz kamen dabei Dieseltriebwagen mit Neigetechnik der Baureihe 612. Auch gab es eine Regional-Express-Direktverbindung mit solchen Triebwagen über Lichtenfels und Bamberg nach Würzburg.
Seit dem 12. Juni 2011 bedient das Verkehrsunternehmen agilis das neugeschaffene Dieselnetz Oberfranken im Auftrag der Bayerischen Eisenbahngesellschaft und damit den schienengebundenen Nahverkehr im Raum Bayreuth.
Seit Dezember 2013 gibt es von Bayreuth keine Direktverbindungen mehr nach Dresden und nach Würzburg.
Überregionale Verbindungen (Deutsche Bahn AG):
- RE Bayreuth Hbf – Pegnitz – Nürnberg Hbf (weitgehend im Stundentakt)
- RE Hof Hbf – Münchberg – Bayreuth Hbf – Nürnberg Hbf (weitgehend im 2-Stunden-Takt)
- RE Bamberg – Lichtenfels – Kulmbach – Bayreuth Hbf (weitgehend im 2-Stunden-Takt)

Regionalbahnverbindungen weitgehend im Stundentakt (agilis):
- RB Bad Rodach – Coburg – Lichtenfels – Kulmbach – Bayreuth Hbf
- RB (Hof Hbf –) Marktredwitz – Kirchenlaibach – Bayreuth Hbf
- RB Weidenberg – Bayreuth Hbf – Weiden (Oberpf)

Siehe auch
- Geschichte der Eisenbahn in Bayreuth
- Liste der Bahnhöfe und Haltepunkte in Bayreuth

#### Öffentlicher Personennahverkehr

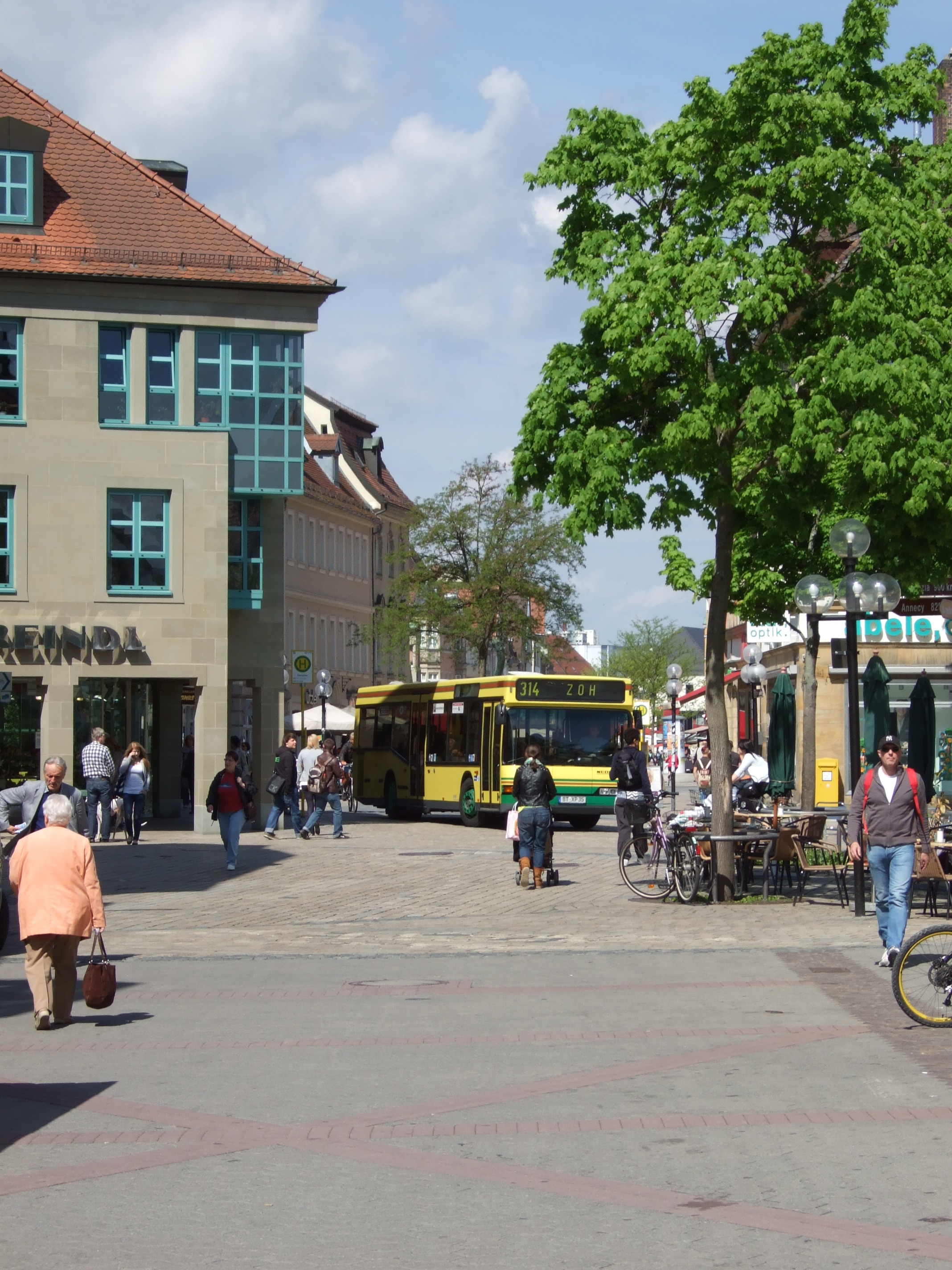
Stadtbus am Sternplatz

Die Stadtbuslinien werden von den Stadtwerken Bayreuth betrieben, zum Teil fahren in deren Auftrag auch Fahrzeuge privater Busunternehmer. Auf den Linien 301 bis 316 verkehren die Busse montags bis freitags überwiegend in einem 20- oder 30-Minuten-Takt. Durch Überlagerung von Linien bei gleichzeitig versetzten Fahrzeiten werden der Hauptbahnhof, die Universität und viele Stadtteile in kürzeren Intervallen bedient. In nachfrageschwachen Zeiten (täglich abends, Samstag früh sowie an Sonn- und Feiertagen vormittags) wird mit den Linien 321 bis 326 ein auf sechs Strecken reduziertes Netz alle 30 Minuten angeboten. Vororte mit geringer Nachfrage werden in diesen Zeitlagen mit Anruf-Sammel-Taxen stündlich bedient.
Das Netz ist mit der zentralen Omnibushaltestelle ZOH weitgehend sternförmig aufgebaut, bietet aber auch außerhalb der ZOH Umsteigemöglichkeiten. Mit der im 30-Minuten-Takt verkehrenden Linie 316 besteht eine schnelle Direktverbindung zwischen der Universität und dem Hauptbahnhof. Zwischen 1950 und 2007 lag die ZOH auf dem Marktplatz, in der Straßenmitte der Maximilianstraße. Am 27. Oktober 2007 wurde sie auf den nahen Hohenzollernplatz verlegt, wo auch Haltestellen für Regionalbusse eingerichtet werden konnten. Ein dynamisches Fahrgastinformationssystem informiert über die nächsten Abfahrten bzw. aktuelle Fahrplanänderungen und Umleitungen. Im dortigen Kundencenter sind montags bis freitags verbundweite Fahrplaninformationen und Tickets erhältlich.
Zum 1. Januar 2010 wurde der Öffentliche Personennahverkehr (ÖPNV) in den Verkehrsverbund Großraum Nürnberg (VGN) integriert. Das gesamte Stadtgebiet Bayreuth entspricht der VGN-Tarifzone 1200, in der die Preisstufe D gilt. Für Fahrten über die Stadtgrenze hinaus findet die VGN-Tarifzonenregelung (Preisstufen 1 bis 10) Anwendung. Als Verkehrsunternehmen im VGN ermöglichen die Stadtwerke die Fahrradmitnahme in den Stadtbussen. Nach 20 Uhr besteht zudem die Möglichkeit, nach vorheriger Anmeldung beim Fahrer auch zwischen zwei regulären Haltestellen auszusteigen, sofern dies verkehrsrechtlich möglich ist. Über die Mobiltelefon-App des VGN ist der Erwerb von „Handy-Tickets“ auch für die Bayreuther Stadtbusse möglich. Als erste Universitätsstadt Bayerns führte Bayreuth bereits zum Wintersemester 1994 das Semesterticket für alle Studierenden der Universität Bayreuth und der Hochschule für evangelische Kirchenmusik ein. Diese lokale Regelung konnte trotz des VGN-Betritts beibehalten werden.
Der Regionalverkehr wird durch DB/OVF bedient. Neben dem VGN ist Bayreuth auch Mitglied im deutsch-tschechischen Verkehrsverbund EgroNet.

#### Fahrradverkehr
Ein Radwegenetz ist teilweise vorhanden, dessen Beschilderung ist oft überörtlicher Natur (Beispiel: Haidenaab-Radweg). Durch die unmittelbare Lage am 600 Kilometer langen Main-Radweg ist Bayreuth Anfahrtsziel für mehrere touristische Radreiserouten.
Von einem großen Teil der rund 13.500 Studenten der Universität Bayreuth wird das Fahrrad als Alltagsverkehrsmittel genutzt. Die Topografie der Stadt und das Fehlen durchgehender sicherer Routen bereiten Schwierigkeiten und führen teilweise zu problematischen Lösungen. An vielen Stellen werden Radfahrer auf Fußwege und Gehsteige geleitet oder durch Beschilderung zu deren Benutzung gezwungen, was Konflikte mit den Fußgängern birgt. Parkanlagen müssen in der Regel umfahren werden, das Queren des Hofgartens ist seit 2012 auf zwei Wegen aber gestattet. Die Fußgängerzone in der Innenstadt darf weitgehend mit dem Fahrrad befahren werden. Ein Abschnitt der Route von der Universität in die Innenstadt (Univercity) ist als Fahrradstraße ausgeschildert.
Die Fahrradmitnahme in den in Bayreuth abfahrenden DB-Regiozügen und in den Bussen des VGN ist, soweit möglich, kostenpflichtig.

#### Flugverkehr
Der Verkehrslandeplatz Bayreuth dient der gewerblichen Luftfahrt, dem individuellen Geschäftsreiseverkehr, der allgemeinen Luftfahrt und dem Luftsport. Bis 2002 machte die Fluglinie Frankfurt–Hof dreimal täglich einen Zwischenstopp in Bayreuth.
Der Verkehrslandeplatz am Bindlacher Berg ist auch einer der wichtigsten Stützpunkte für den Segelflugsport in Deutschland, u. a. fanden hier 1999 die Weltmeisterschaften statt. Für die Luftsportgemeinschaft Bayreuth ist der Flughafen Ausgangspunkt für die Flüge in der Segelflug-Bundesliga. Der Verein führt hier auch die Ausbildung im Segelflug und Motorflug durch.

### Wasser, Abwasser, Strom, Gas, Fernwärme
Zuständig für die Strom-, Erdgas-, Fernwärme- und Trinkwasserversorgung ist das 1939 gegründete kommunale Versorgungs- und Dienstleistungsunternehmen Stadtwerke Bayreuth.
Zwischen 5 und 5,5 Millionen Kubikmeter Wasser werden in Bayreuth je nach Wetter pro Jahr verbraucht. Das Trinkwasser für die Stadt wird hauptsächlich in zwei Hochbehältern auf der Hohen Warte und einem dritten auf dem Eichelberg gesammelt, gespeichert und überwacht. Von dort fließt es in das 340 km lange städtische Rohrnetz, wobei in der Regel der Höhenunterschied den notwendigen Druck erzeugt und lediglich für hochgelegene Gebiete Pumpstationen erforderlich sind.
Etwa die Hälfte des Bayreuther Trinkwassers, hauptsächlich Oberflächenwasser aus der Ködeltalsperre bei Kronach, wird über die Fernwasserversorgung Oberfranken bezogen und auf der Hohen Warte im 1980 in Betrieb genommenen größeren der beiden Hochbehälter (Fassungsvermögen 10.000 Kubikmeter) gesammelt. Der ältere dortige Behälter (Fassungsvermögen 4000 Kubikmeter) wird vom Hauptsammler Löchleinstal bei Warmensteinach mit einer Million Kubikmeter – dort bereits gereinigtem und entkalktem – Wasser jährlich aus dem Fichtelgebirge versorgt. Aus sieben Brunnen bei Seybothenreuth und Lehen erhält der Hochbehälter mit Aufbereitungsanlage auf dem Eichelberg sein Wasser. Im Westen der Stadt liegt das Brunnenfeld Eichelacker, das Wasser an das gleichnamige, genau zwischen den Druckzonen Hohe Warte und Eichelberg gelegene Pumpwerk am Rand des Stadtteils Altstadt liefert.
1960 wurde die städtische Kläranlage gebaut und seitdem erweitert und modernisiert. Das Abwasserkanalnetz ist rund 400 km lang, davon waren 2017 303 km Mischkanäle für Brauch- und Regenwasser. Zum Einzugsgebiet gehören auch Teile der Gemeinden Eckersdorf, Haag und Creußen. Die jährliche Abwassermenge beträgt 13 Millionen Kubikmeter, der Wirkungsgrad der Kläranlage beläuft sich auf 99 %.
Das in den 1890er Jahren an der Birkenstraße errichtete Gaswerk erzeugte ca. 70 Jahre lang Leuchtgas aus Steinkohle. Ab 1965 endete mit der schrittweisen Umstellung auf Ferngas die städtische Eigenproduktion, die Innenstadt wurde ab 1971 mit Erdgas versorgt. Das Fernwärmenetz der Stadtwerke umfasst zwei Bereiche in der nördlichen Innenstadt und dem Kasernenviertel.

### Medizinische Versorgung

#### Krankenhäuser und Kliniken
- Klinikum Bayreuth, Preuschwitzer Str. 101
- Krankenhaus mit Rehabilitationsklinik Hohe Warte, Hohe Warte 8
- Bezirkskrankenhaus Bayreuth, Nordring 2
- Klinik Herzoghöhe, Kulmbacher Str. 103
- MEDICLIN Reha-Zentrum Roter Hügel, Jakob-Herz-Straße 1

#### Notfallpraxen
- Bayreuther Notfallpraxis der Hausärzte Dokhaus, Spinnereistraße 5
- Orthopädisch-chirurgische Notfallpraxis im Medcenter, Spinnereistraße 7

### Tierversorgung
- Tierärztliche Klinik für Kleintiere mit Notfallbehandlung,[426] Friedrich-von-Schiller-Straße 3c
- Tierheim des Tierschutzvereins Bayreuth, Jakobstraße 120

### Märkte
- Wochenmarkt mittwochs und samstags in und vor der Rotmainhalle
- Viktualienmarkt dienstags und donnerstags auf dem Stadtparkett (Maximilianstraße)
- Flohmarkt auf dem Gelände des Volksfestplatzes, zweimal jährlich
- Christkindlesmarkt auf dem Stadtparkett (Maximilianstraße), jährlich, vom Wochenende des Ersten Advent bis zum 23. Dezember[427]

### Tourismus
Seit 1922 wird eine Statistik über die Zahl der Übernachtungen in Bayreuth geführt. Im Jahr 1923 zählte die Stadt rund 31.000 Übernachtungen. Mit 527.536 Übernachtungen wurde im Jahr 2024 der bisherige Spitzenwert erreicht. 86 % der Gäste stammten aus dem Inland; die ausländischen Gäste kamen vor allem aus  Polen (6990 Übernachtungen), Österreich (6902), der Schweiz (6140), den Vereinigten Staaten (5736) und Dänemark (4375 Übernachtungen).
Am höchsten sind jeweils die Übernachtungszahlen während der Festspielzeit im August, 2010 wurden rund 39.000 Übernachtungen gezählt. Im August 2019 wurde der bisherige Spitzenwert mit 58.678 registrierten Übernachtungen verzeichnet, was ein Plus von 13,7 % gegenüber dem Vorjahresmonat bedeutete. Der Anteil ausländischer Gäste betrug 32,6 %.
Bedingt durch die Festspiele verfügt die Stadt über eine ausreichende Zahl an Hotels. Im Jahresdurchschnitt liegt deren Bettenauslastung bei 50 %, zwischen Mai und August ist an manchen Tagen jedoch kein Zimmer mehr frei.
Neben den Hotels, Pensionen und Privatunterkünften gibt es in Bayreuth
- die Jugendherberge an der Universitätsstraße
- den Jugendzeltplatz des Jugendrings
- die Stellplätze für Wohnmobile an der Lohengrin Therme im Stadtteil Seulbitz und an der Grünewaldstraße im Stadtteil Hammerstatt

### Bedeutende Unternehmen
Die Industrialisierung setzte in der Stadt erst verhältnismäßig spät ein. In der zweiten Hälfte des 19. Jahrhunderts wurden drei Baumwollspinnereien zu den bedeutendsten Betrieben. Daneben ließen sich Porzellan-, Eisen- und Farbenfabriken sowie zwei Dampfziegeleien nieder. Neben Mälzereien existierte eine Vielzahl kleiner Brauer, von denen sich etliche zu einer Gemeinschaftsbrauerei zusammenschlossen.
Nach 1945 setzte auf dem Gelände des trockengelegten Brandenburger Weihers im Norden der Stadt eine rasante wirtschaftliche Entwicklung ein, wobei sich eine Zigarettenfabrik und ein Elektrounternehmen als bedeutendste Betriebe ansiedelten. In den Folgejahren wurden weitere Gewerbegebiete erschlossen. Neuen Industriebetrieben und Dienstleistungsunternehmen stehen auch Abwanderungen und Schließungen gegenüber. So ist z. B. die Zahl der ortsansässigen Brauereien auf mittlerweile drei Betriebe geschrumpft.

#### Aktuell bedeutende Unternehmen

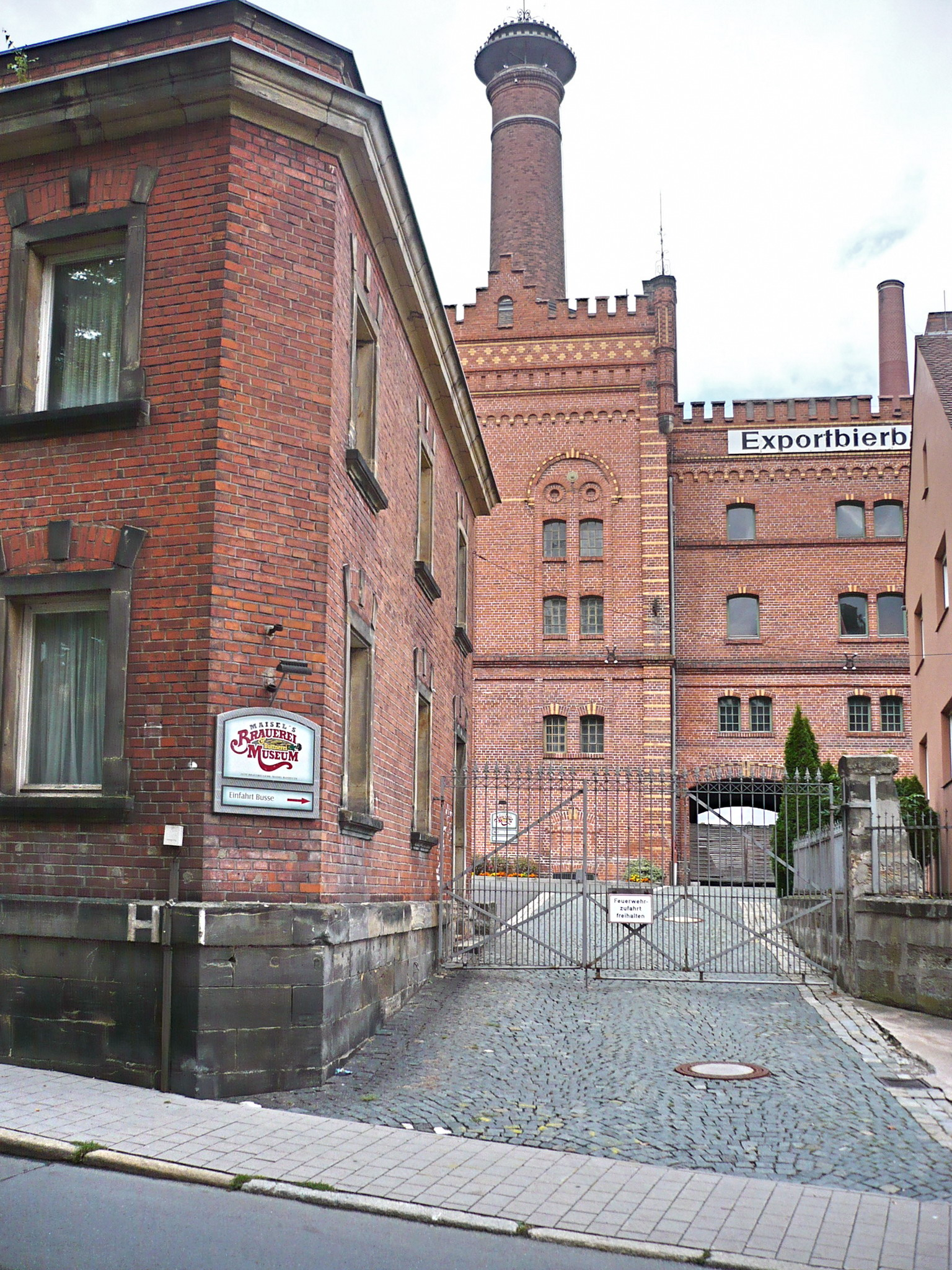
Maisel’s Brauerei- und Büttnereimuseum in den historischen Anlagen der Brauerei Gebr. Maisel

- Bayreuther Fleisch

Der Bayreuther Schlachthof gehört zur Unternehmensgruppe Müller Fleisch; ca. 150 Mitarbeiter schlachten und verarbeiten dort pro Jahr 72.000 Rinder und 150.000 Schweine.
- Brauerei Gebr. Maisel (Weizenbier)
- British American Tobacco (Germany) GmbH (Zigaretten)
- Cybex (Kinderwagen, Kindersitze, Kindermoden)
- Desko (Dokumentenlesegeräte, Gesichtserkennung)[431]
- Grundig Business Systems (professionelle Diktiersysteme)
- Lyondellbasell Bayreuth Chemie GmbH, Köln (Polyolefine)
- W. Markgraf (Bauunternehmen)
- medi GmbH & Co. KG (Medizinische Hilfsmittel)
- Motor-Nützel GmbH (Unternehmensgruppe im Bereich Autohandel- und Service mit knapp 1.000 Beschäftigten)[432]
- Rottolin (Kunststoffe)

1865 gründete Friedrich Rotter eine Farben- und Lackfabrik, die 1881 nach Bayreuth verlegt wurde. Aktuell produziert das Werk im Stadtteil Hammerstatt jährlich 30.000 Tonnen Kunststoff-Compounds.
- Stäubli (Textilmaschinen, technische Kupplungen und Roboter)
- Steiner-Optik (Ferngläser)
- Steingraeber Pianomanufaktur (Klaviere)
- TenneT TSO GmbH (Übertragungsnetzbetreiber)
- Zapf GmbH (Fertiggaragen, Fertighäuser)
- ZF Electronics (Dateneingabegeräte, Schalter, Sensoren, Automotive)

#### Bedeutende Unternehmen der Vergangenheit
- Mechanische Baumwoll-Spinnerei Bayreuth 1853–1981
- Neue Baumwollen-Spinnerei Bayreuth 1889–1992
- F. C. Bayerlein 1894–1979 (Textilunternehmen: Weberei, Spinnerei, Zwirnerei und Färberei)
- Porzellanfabrik Walküre 1899–2020[434]
- Franka Kamerawerk 1909–1967

### Medien

#### Lokale Tageszeitung

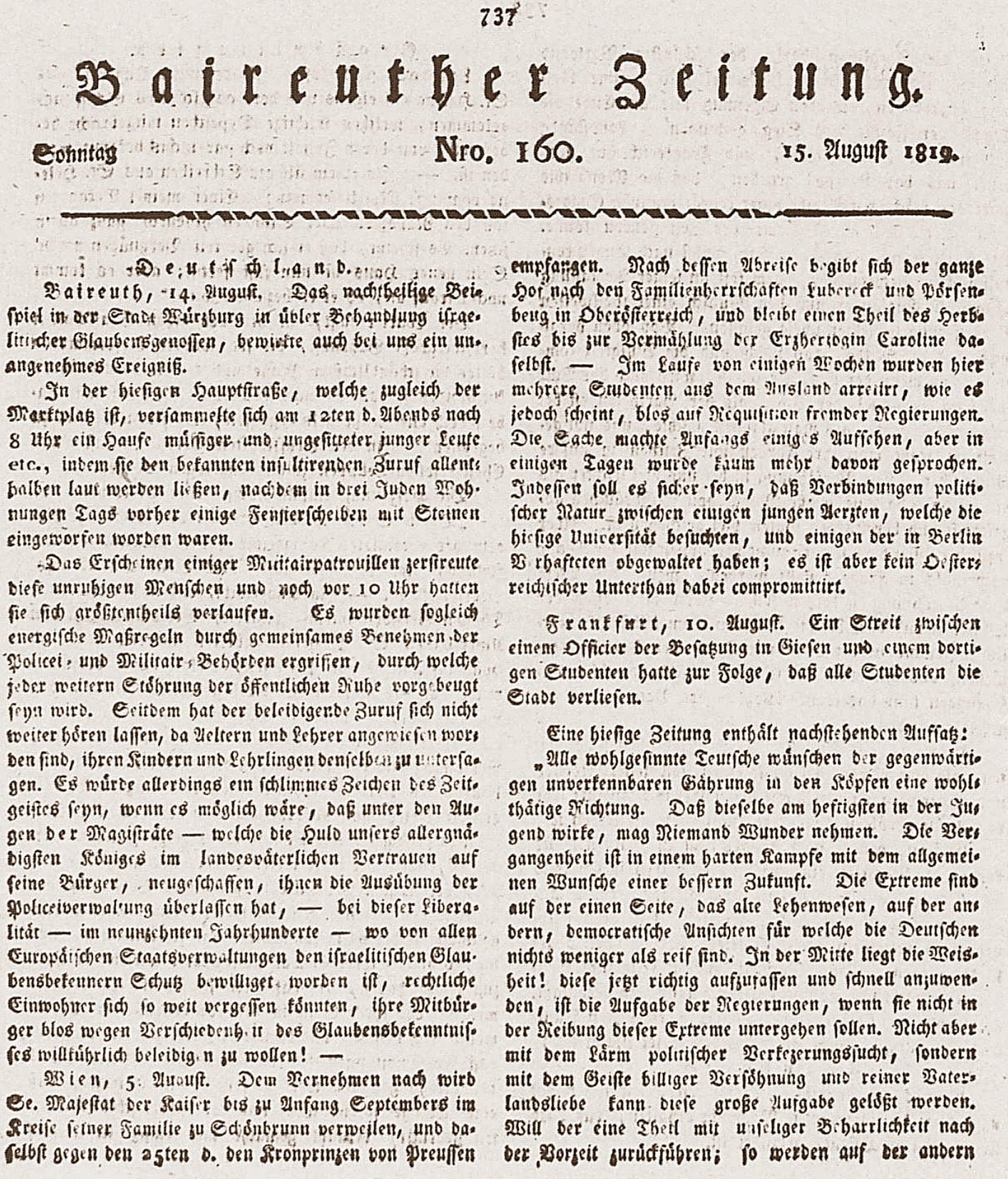
Baireuther Zeitung vom 15. August 1819

Auf Befehl des Markgrafen Friedrich III. erhielt die Residenzstadt Bayreuth 1736 eine eigene Zeitung. Im späten 19. Jahrhundert waren es bis zu fünf Blätter, die teilweise heftig miteinander konkurrierten. So giftete das nationalliberale Bayreuther Tagblatt gegen die fortschrittliche Bayreuther Abendzeitung und lieferte sich erbitterte journalistische Gefechte mit der sozialdemokratisch geprägten Fränkischen Volkstribüne. Absoluter Tiefpunkt der Lokalberichterstattung war die hämische Schilderung der Menschenjagd auf jüdische Bayreuther in der „Reichskristallnacht“. Vom 11. April 1945 an gab es acht Monate lang keine örtliche Tageszeitung. Am 17. Dezember jenes Jahres erschien die erste Ausgabe der Fränkischen Presse, das Bayreuther Tagblatt durfte erst am 1. Oktober 1949 wieder erscheinen.
Der Nordbayerische Kurier ging am 2. Januar 1968 aus der Fusion der miteinander konkurrierenden lokalen Tageszeitungen Bayreuther Tagblatt und Fränkische Presse hervor. Herausgeber sind Wolfgang Ellwanger und Laurent Fischer, Chefredakteur ist seit dem 1. Januar 2020 Marcel Auermann. Die Zeitung erzielt mit weiteren Lokalausgaben eine verkaufte Auflage von 21.789 Exemplaren.

#### Sonstige Printmedien
- Bayreuth4U (Stadtmagazin)
- Bayreuth Journal (Stadtmagazin)
- Oberfränkische Wirtschaft, (Wirtschaftsmagazin für Oberfranken)
- Thalia-Festspielmagazin (früher Gondrom´s Festspielmagazin) – erscheint zu den Bayreuther Festspielen
- Falter – Zeitung für Campuskultur (Studentenzeitung der Universität Bayreuth)
- Bayreuth Aktuell (Offizielles Veranstaltungsmagazin der Stadt Bayreuth)
- Festspielzeitung – erscheint einmal jährlich zur Eröffnung der Bayreuther Festspiele

#### Anzeigenblätter
- Bayreuther Sonntagszeitung
- Fränkische Zeitung (FZ); ehemals Bayreuther Anzeiger, Umbenennung Oktober 2008
- Blickpunkt am Wochenende

#### Rundfunk und Fernsehen
- Bayerischer Rundfunk (Korrespondentenbüro Oberfranken Nord)
- Radio Galaxy (Lokalstation des bayernweiten Jugendsenders)
- Radio Mainwelle (Lokalradio)
- Campus TV (Medienprojekt der Medienwissenschaft, Universität Bayreuth)
- Kultradio (Bayernweiter DAB Radiosender)

Das Rundfunkzeitalter begann in Bayreuth im Februar 1924. Zunächst war lediglich der Ingenieur Heinz Bechert in der Lage, mit seinem Detektorempfänger die Sendungen aus Berlin zu empfangen (→ Geschichte des Hörfunks in Deutschland). Im Mai jenes Jahres lockte die Firma Heuberger am Luitpoldplatz, die sich bereits den Titel „Radiohaus“ zugelegt hatte, mit kostenlosen Vorführungen ihrer Geräte. Am 16. Februar 1925 wurde eine Ortsgruppe des Süddeutschen Radio-Clubs gegründet. Zwei Jahre später existierten in der Stadt bereits sieben Radiogeschäfte.
Am 18. August 1931 wurde erstmals eine Wagner-Oper (Tristan und Isolde) aus dem Festspielhaus übertragen. Mehr als 200 europäische, amerikanische und afrikanische Sender waren dieser ersten weltweiten Rundfunkübertragung angeschlossen.
Mit 2.435 registrierten Rundfunkteilnehmern verfügte am 1. Oktober 1934 jeder vierte Bayreuther Haushalt über ein Radio. Im März 1937 ging eine örtliche Nebenstelle des Reichssenders München in Betrieb, deren Sendeanlagen im Anbau der Ludwig-Siebert-Halle (heutige Stadthalle) untergebracht waren.
In den 1950er/1960er Jahren betrieb der Bayerische Rundfunk in Bayreuth einen Rundfunksender (Sender Bayreuth) auf der Mittelwelle mit der Frequenz 520 kHz und einer Sendeleistung von 200 Watt mit einem 60 Meter hohen Sendemast. Die regionale Versorgung mit den bayerischen Rundfunkprogrammen übernahm Ende der 1960er Jahre in UKW-Qualität ein neuer Fernsehturm auf dem Oschenberg.

#### Internet
- Dispositiv (Medienblog der Universität Bayreuth)[438]
- Schalltwerk (Webradio der Universität Bayreuth)

### Öffentliche Einrichtungen

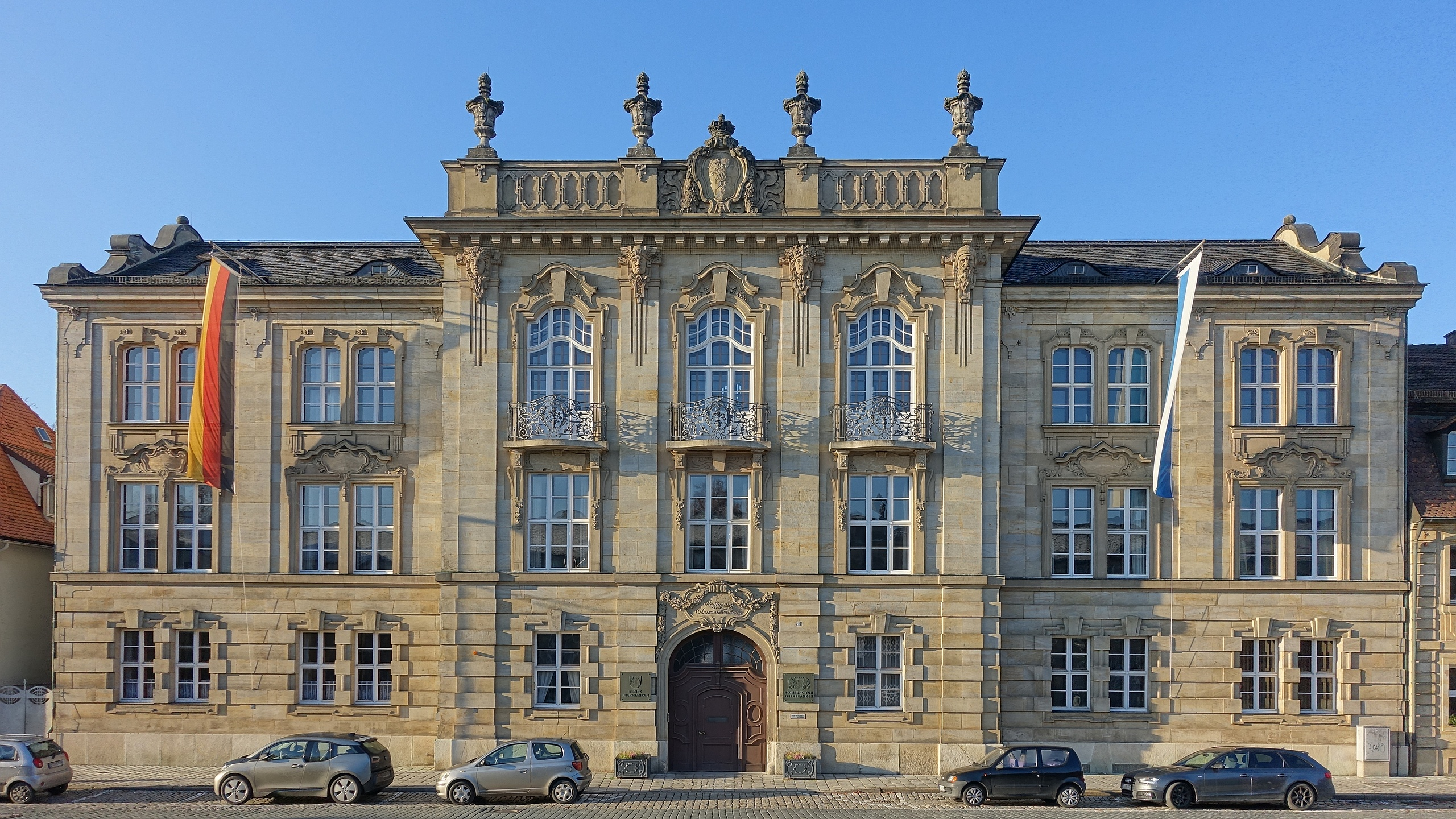
Präsidialbau der Regierung von Oberfranken

- Regierung von Oberfranken

Die Regierung von Oberfranken ist eine staatliche Mittelbehörde mit 550 Mitarbeitern. Ihr obliegt unter anderem die allgemeine Aufsicht über die staatlichen Behörden sowie die Rechts- und Fachaufsicht, beispielsweise über die oberfränkischen Gebietskörperschaften. Sie vertritt die Staatsregierung in Oberfranken und umgekehrt. In ihrem Zuständigkeitsbereich liegen vier kreisfreie Städte und 210 kreisangehörige Gemeinden bzw. Verwaltungsgemeinschaften.
- Oberfrankenstiftung
- Agentur für Arbeit (vormals Arbeitsamt)
- Amt für Ernährung, Landwirtschaft und Forsten Bayreuth
- Bezirksverbindungskommando Oberfranken der Bundeswehr
- Bundesarchiv für das Lastenausgleichswesen
- Bundespolizeiabteilung
- Deutsche Rentenversicherung Nordbayern (vormals Landesversicherungsanstalt – LVA)
- Evang.-Luth. Kirchensteueramt
- Finanzamt
- Handwerkskammer Oberfranken
- Industrie- und Handelskammer für Oberfranken
- Justizvollzugsanstalt Sankt Georgen-Bayreuth
- Kompetenzzentrum Neue Materialien Nordbayern
- Sozialversicherung für Landwirtschaft, Forsten und Gartenbau (SVLFG), Geschäftsstelle Bayreuth
- Polizeipräsidium Oberfranken
- Schloss- und Gartenverwaltung Bayreuth
- Stadtjugendring Bayreuth
- Vermessungsamt
- Zentrum Bayern Familie und Soziales, Zentrale und Region Oberfranken (vormals Amt für Versorgung und Familienförderung)

Bayreuth hat verschiedene Gerichte: Amts-, Land-, Arbeits-, Verwaltungs- und Sozialgericht.

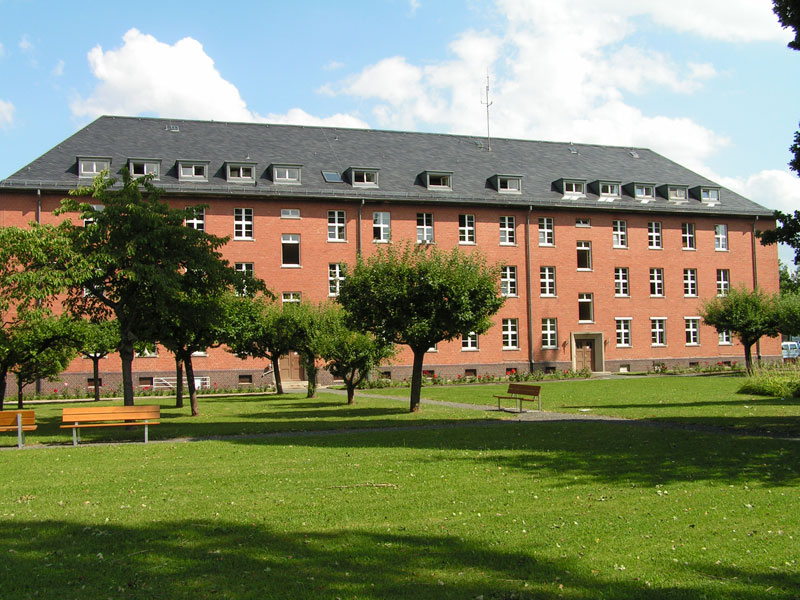
Polizeipräsidium Oberfranken in der Ludwig-Thoma-Straße
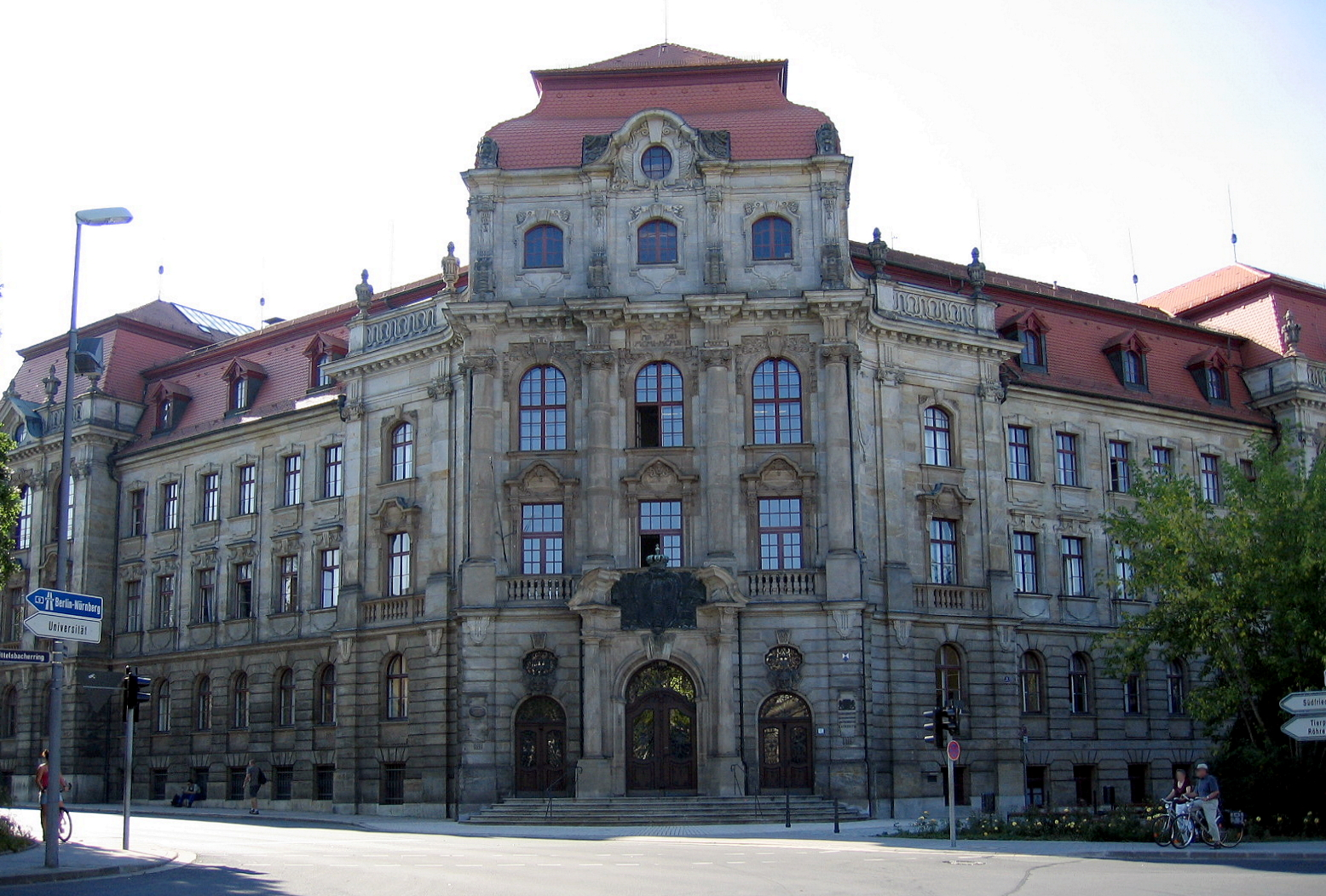
Justizpalast am Wittelsbacherring
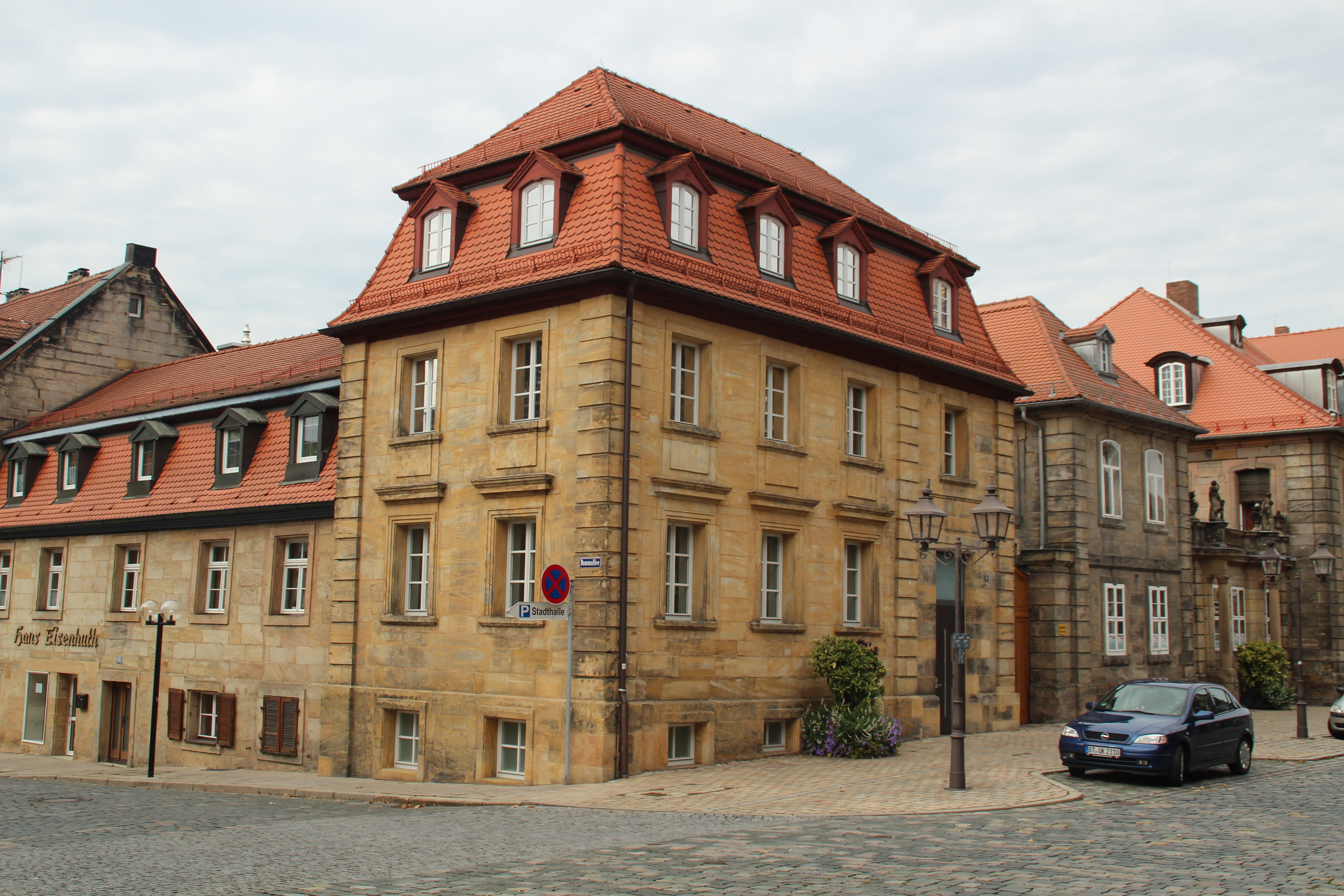
Oberfrankenstiftung

### Bildung
Erste öffentliche Bildungseinrichtung Bayreuths war die Lateinische Stadtschule, kurz Lateinschule genannt. Ihre Gründung reicht in die Zeit vor 1430 zurück, vermutlich war ihr Standort schon anfangs am heutigen Kirchplatz. 1571 erhielt sie einen Erweiterungsbau, aktuell beherbergt das Gebäude – nach einer Zwischennutzung als Feuerwehrhaus – das Historische Museum.
1529 wurde, auf eine Empfehlung Martin Luthers hin, in der Stadt eine „Deutsche Schule“ eingerichtet. In dieser Elementarschule wurden Kinder im Lesen, Schreiben und Rechnen unterrichtet, damit sie u. a. selbst die Bibel auf Deutsch lesen konnten. Sie hatte kein eigenes Gebäude, zunächst wurde sich mit – für Knaben und Mädchen getrennten – „Schulstuben“ in Bürgerhäusern begnügt. Obwohl es noch keine Schulpflicht gab, schickten bald zunehmend Bürger ihre Kinder dorthin zum Unterricht.
Am 21. März 1742 fand in der Aula des 1664 gegründeten Gymnasiums, das aus der alten Lateinschule hervorgegangen war, die Einweihung der Academia Fridericiana (Friedrichsakademie) statt. Rektor der neuen Universität, die das Gebäude Friedrichstraße 15 bezog und eine theologische, philosophische, medizinische und juristische Fakultät umfasste, wurde Daniel de Superville. Wegen des „unbotmäßigen“ Betragens der 66 Studenten wurde die Universität am 4. Juli 1743 wieder geschlossen und nach Erlangen verlegt. Erst 1958 wurde Bayreuth mit der Umwandlung des Instituts für Lehrerbildung zur Pädagogischen Hochschule der Universität Erlangen-Nürnberg wieder Hochschulstandort.
Von 1810 bis 1825 wirkte in Bayreuth der Pädagoge Johann Baptist Graser als Kreisschulrat. Auf Kosten der Stadt wurde die ehemalige markgräfliche Münzstätte (Münzgasse 9, jetzt Jüdisches Museum) zum Schulhaus umgebaut. 1813 richtete er ein Institut für Lehrerbildung ein, wo fortan Volksschullehrer für Stadt und Land systematisch ausgebildet wurden. 1824 kam neben dem „Münzschulhaus“ eine israelitische Schule hinzu. Zusätzlich zur bis dahin einzigen weiterführenden Bildungsanstalt, dem humanistischen Gymnasium, entstand 1833 im Rückgebäude des Alten Rathauses mit der Kreis-Landwirtschafts- und Gewerbeschule der Vorgänger des Graf-Münster-Gymnasiums. 1867 wurde im Küchenbau des Neuen Schlosses die „höhere Töchterschule“ (heutiges Richard-Wagner-Gymnasium) eingeweiht.
Erste große Volksschule der Stadt wurde mit der am 1. November 1875 eingeweihten Central-Schule die heutige Graserschule. 1902 folgten die Luitpoldschule und 1914 die Altstadtschule. Die Anfänge des beruflichen Schulwesens gehen auf die Sonntagsschulen zurück. Ab 1819 sollten alle Knaben und Mädchen diese „Feiertagsschulen“ besuchen. Eine wirkliche Berufsfortbildungsschule gab es in Bayreuth erst hundert Jahre später.
1946 scheiterte ein erster Versuch, die Prügelstrafe an den bayerischen Schulen abzuschaffen. Der Kultusminister Alois Hundhammer, ein Befürworter der Prügelstrafe, legte den Eltern im Juni 1947 die Frage zur Abstimmung vor. Von den Bayreuther Eltern stimmten 2716 dafür, 3130 lehnten diese Art der Bestrafung jedoch ab.

#### Hochschulen

Logo der Universität Bayreuth

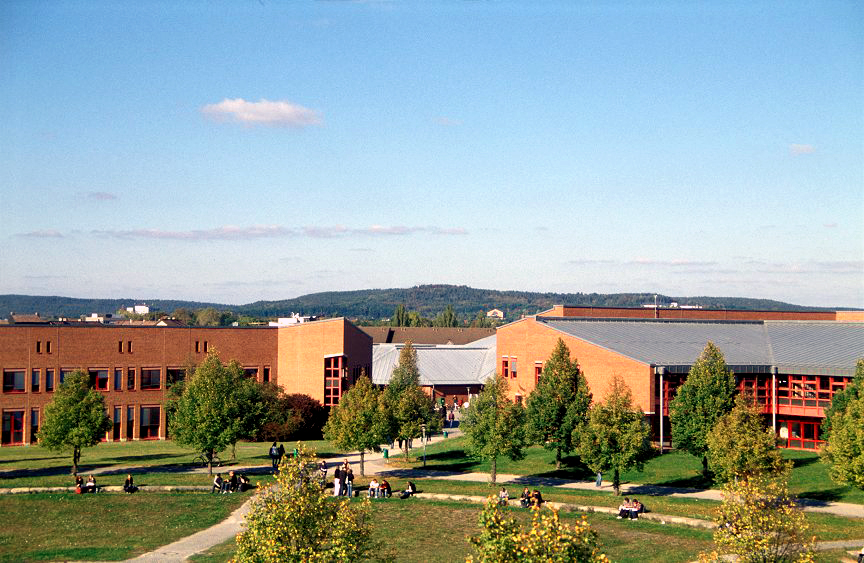
Campus mit Sprach- und Literaturwissenschaftlicher Fakultät, Mensa und Bibliothek

In der Stadt befinden sich mit der Universität Bayreuth und der Hochschule für evangelische Kirchenmusik der evangelisch-lutherischen Kirche in Bayern zwei Hochschulen.
Nahezu alle Einrichtungen der 1975 gegründeten Universität befinden sich auf dem Campus, der sich südlich des Stadtteils Birken auf dem Gelände des ehemaligen Exerzierplatzes erstreckt. Eine Besonderheit stellt der rund 16 ha große Ökologisch-Botanische Garten (ÖBG) dar. Er ist seit 1978 eine zentrale Einrichtung der Universität.
Schwerpunkte der Universität sind die Rechts- und Wirtschaftswissenschaften, Afrikanistik, Materialwissenschaften, Biowissenschaften, Bio- und Umweltingenieurwesen. Hierbei bietet die Universität interdisziplinäre Studiengänge sowie Zusatzausbildungen. Einzigartig im deutschsprachigen Raum ist das Institut für Afrikastudien (kurz IAS genannt). Es fördert und koordiniert die Afrikastudien von 14 Disziplinen der Universität Bayreuth, die sich auf vier ihrer sechs Fakultäten verteilen.
Die Hochschule für evangelische Kirchenmusik geht auf die 1948 in Erlangen gegründete Kirchenmusikschule zurück und ist das Nachfolgeinstitut der Fachakademie für evangelische Kirchenmusik Bayreuth. Sie befindet sich an der Kreuzung Wilhelminenstraße/Wittelbacher Ring in einem eigens für ihre Zwecke errichteten Gebäude. In unmittelbarer Nachbarschaft befindet sich das Studierendenwohnheim „Am Campus“ des Evangelischen Siedlungswerkes (ESW).

#### Gymnasien

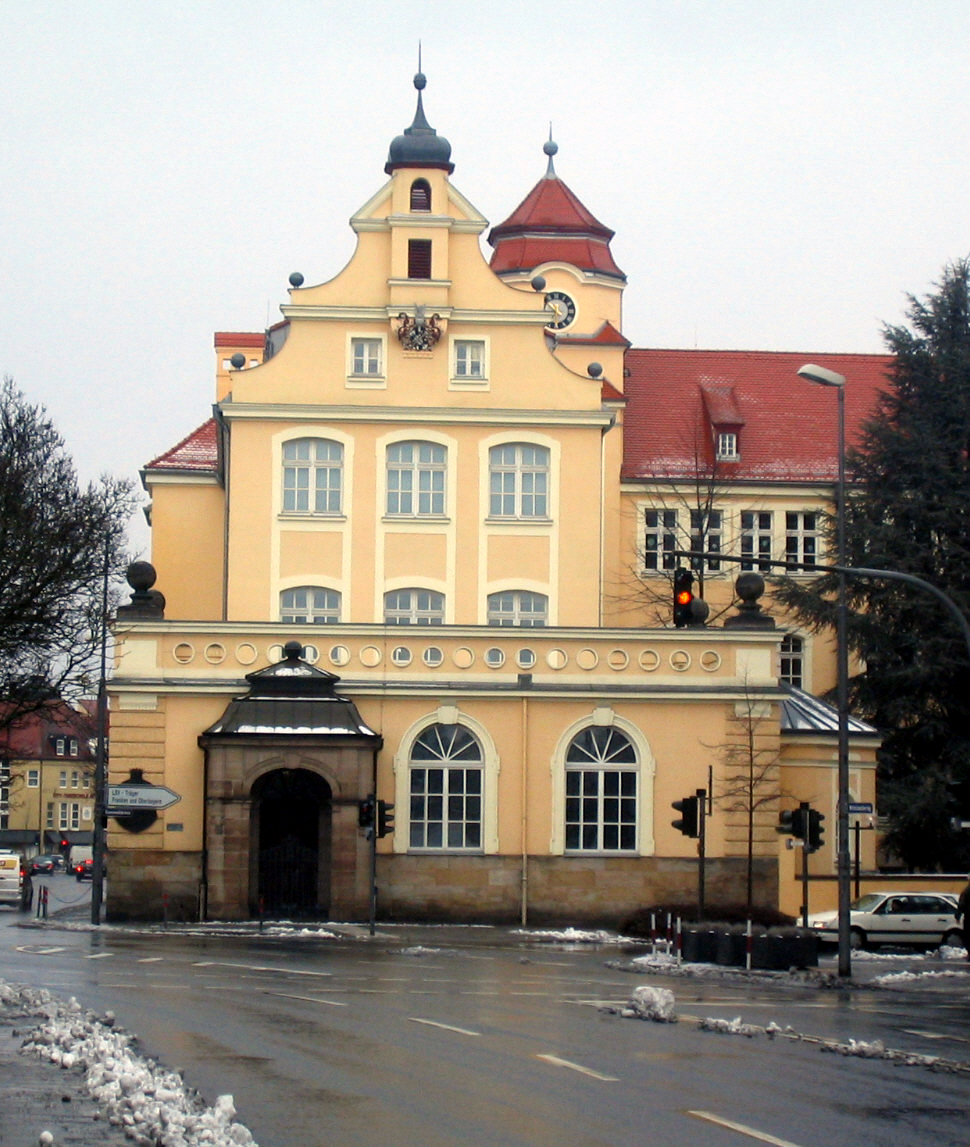
Richard-Wagner-Gymnasium

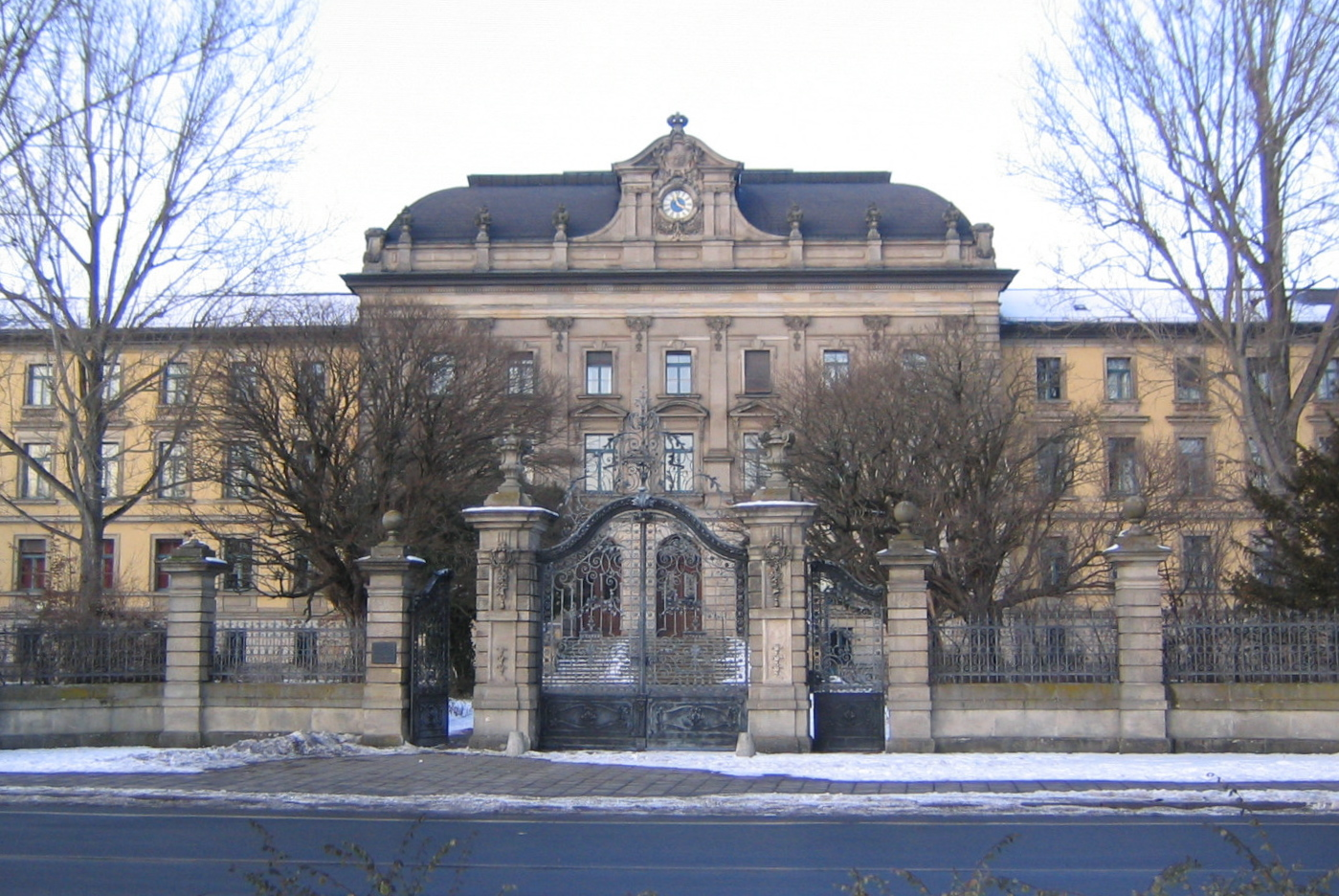
Markgräfin-Wilhelmine-Gymnasium

- Gymnasium Christian-Ernestinum (GCE)

Humanistisches, sprachliches und naturwissenschaftlich-technologisches Gymnasium mit etwa 700 Schülern (Stand: Schuljahr 2022/23). Die 1664 gegründete Schule ist das älteste Gymnasium der Stadt, am jetzigen Standort befindet sie sich jedoch erst seit 1966.
- Graf-Münster-Gymnasium (GMG)

Naturwissenschaftlich-technologisches, sprachliches und europäisches Gymnasium mit etwa 1000 Schülern (Stand: Schuljahr 2022/23). 1833 als Kreis-Landwirtschafts- und Gewerbeschule gegründet, bezog die Schule 1910 als Königliche Kreisoberrealschule für Oberfranken das heutige Hauptgebäude. 1966 erhielt die Oberrealschule (im örtlichen Sprachgebrauch: OR) ihren jetzigen Status und Namen. Bis in die 1970er Jahre hinein handelte es sich um eine reine Knabenschule, Mädchen waren nur in Ausnahmefällen in der Oberstufe zugelassen.
- Markgräfin-Wilhelmine-Gymnasium (MWG)

Musisches und sprachliches Gymnasium mit etwa 900 Schülern (Stand: Schuljahr 2022/2023). Der monumentale Prachtbau wurde im ausgehenden 19. Jahrhundert als Königliche Lehrerbildungsanstalt auf freiem Feld errichtet. 1949 wurde der Lehrerbildungsanstalt eine „Oberschule in Kurzform“ angegliedert, die ihren Absolventen nach sieben Schuljahren den Zugang zum Volksschullehrerstudium ermöglichte. 1954 wurde letztere in Deutsches Gymnasium umbenannt, 1964 verließ die mittlerweile als Pädagogische Hochschule bezeichnete Lehrerbildungsanstalt das Gebäude. Das Gymnasium erhielt im Schuljahr 1965/66 seinen aktuellen Namen. Namenspatin ist die Bayreuther Fürstin Wilhelmine.
- Richard-Wagner-Gymnasium (RWG)

Sprachliches, wirtschaftswissenschaftliches und sozialwissenschaftliches Gymnasium mit etwa 800 Schülern (Stand: Schuljahr 2022/23). Das Schulgebäude der damaligen Höheren Töchterschule wurde 1908 eingeweiht, 1930 wurde aus der Städtischen Höheren Mädchenschule das zunächst sechstklassige Mädchenlyzeum. 1939 wurde es in eine achtklassige Oberschule für Mädchen überführt und 1947 zur Oberrealschule für Mädchen. 1965 erhielt die Schule ihren heutigen Namen, 1976 wurde sie auch für Knaben zugänglich.
- Wirtschaftswissenschaftliches und Naturwissenschaftliches Gymnasium der Stadt Bayreuth (WWG)

mit wirtschaftswissenschaftlichem Schwerpunkt und Naturwissenschaftlich-Technologischem Gymnasium, etwa 900 Schüler (Stand: Schuljahr 2022/23).

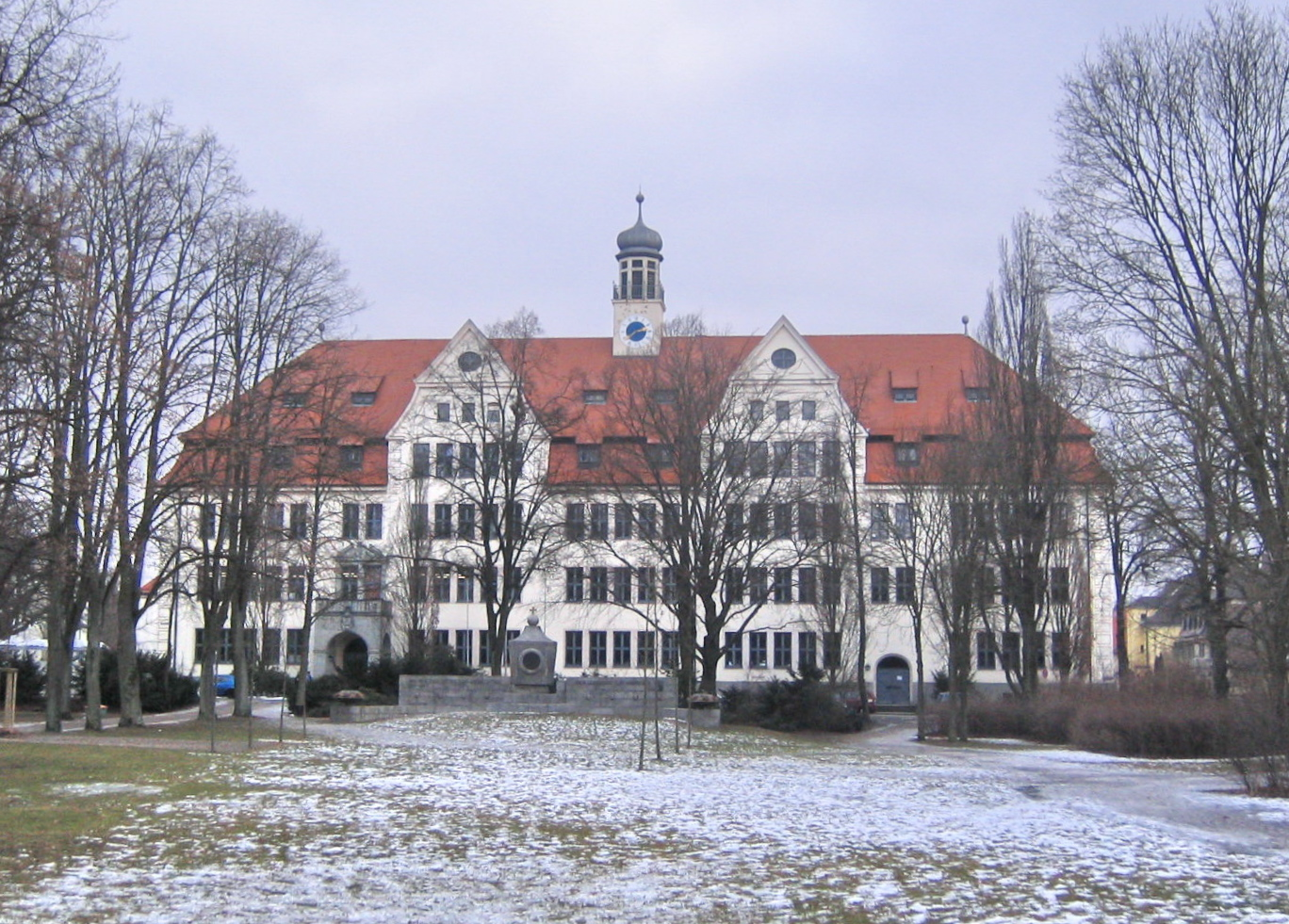
Graf-Münster-Gymnasium
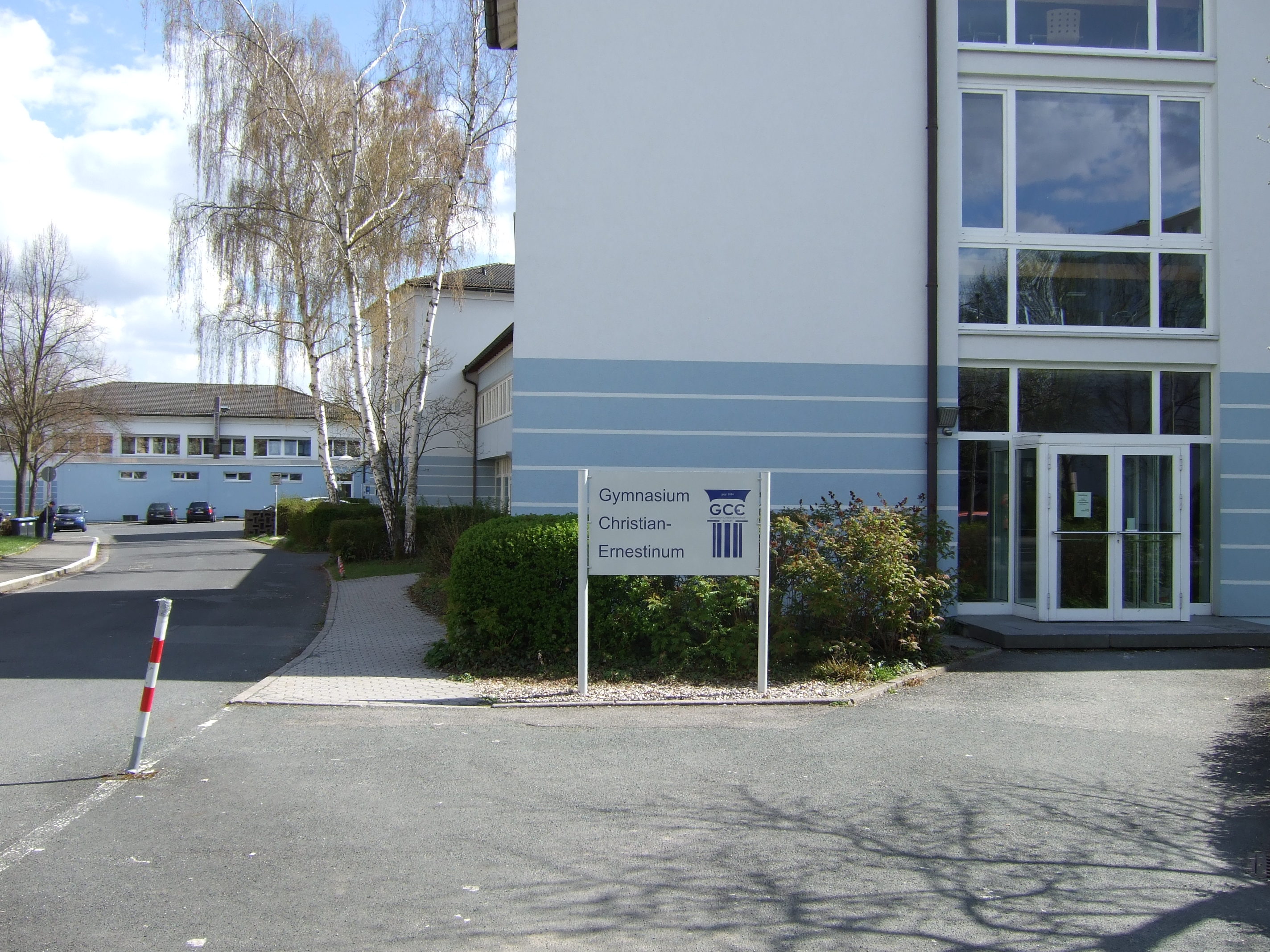
Gymnasium Christian Ernestinum
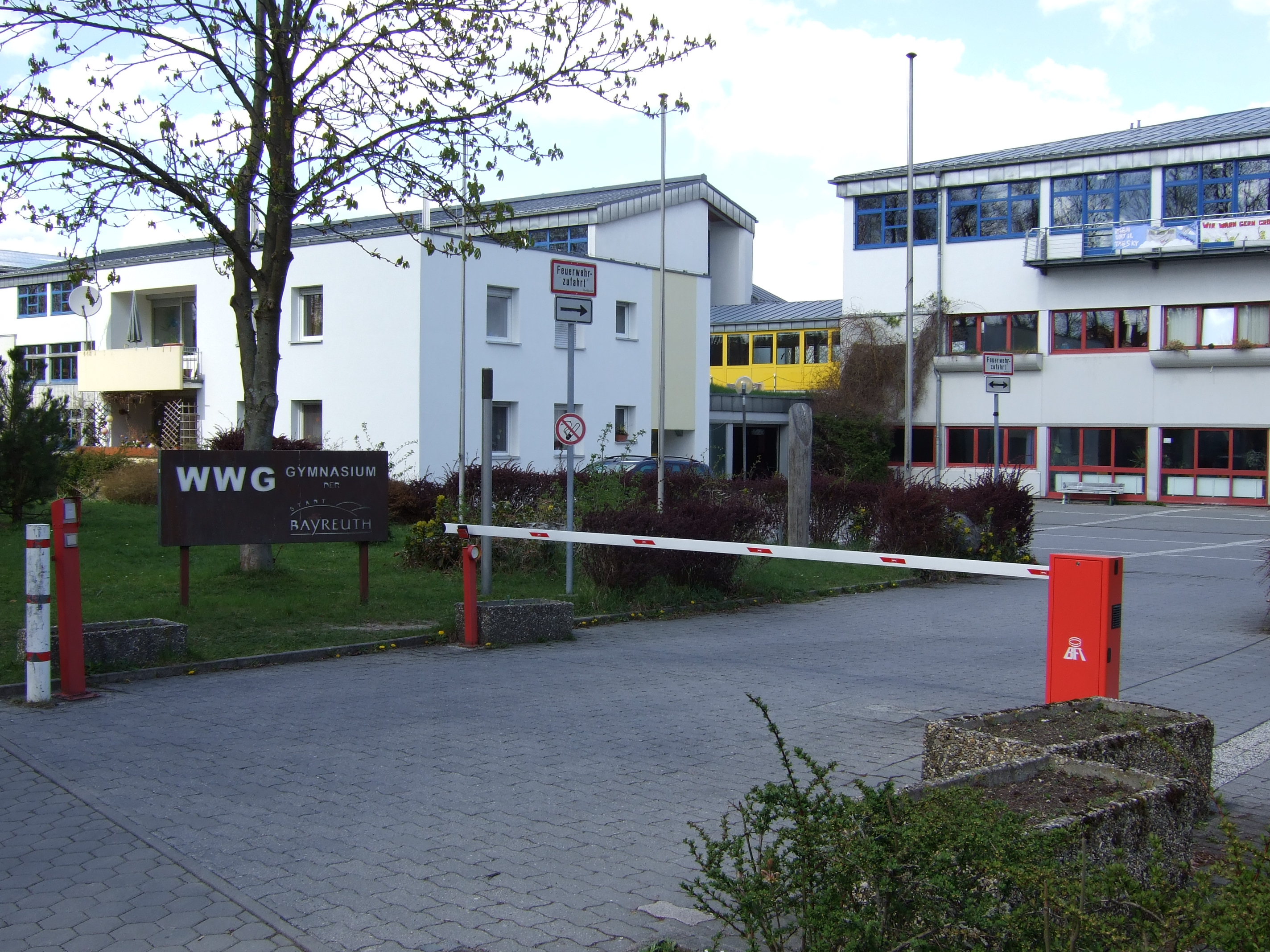
Wirtschafts- und Naturwissenschaftliches Gymnasium

#### Fach- und Berufsoberschulen
- Staatliche Fachoberschule (1972 eröffnet)[454] und Berufsoberschule Bayreuth

#### Realschulen
- Staatliche Realschule Bayreuth I (seit 1971: Alexander-von-Humboldt-Realschule)[455]
- Staatliche Realschule Bayreuth II (Johannes-Kepler-Realschule), 1971 nach zweijähriger Bauzeit eröffnet[456]

#### Berufsschulen
Nach dem Zusammenbruch des NS-Staats begann am 1. Februar 1946 der Berufsschulunterricht zunächst im alten Schulhaus in der Münzgasse.
- Staatliche Berufsschule I (Gewerbliche Ausbildungsberufe und IT-Berufe), am 1. September 1957 eingeweiht;[212] 2023 wurde mit dem Abbruch der Gebäude begonnen, der Neubau soll im Jahr 2030 fertiggestellt sein[458]
- Staatliche Berufsschule II (Kaufmännische Ausbildungsberufe), am 27. November 1986 übergeben[459]
- Staatliche Berufsschule III (Landwirtschaft, Gartenbau, Hauswirtschaft, Jugendliche ohne Ausbildungsverhältnis)

#### Berufsfachschulen
- Staatsinstitut für die Ausbildung von Förderlehrern
- Staatsinstitut für die Ausbildung von Fachlehrern Abt. V Fachlehrer für Mittel- und Realschulen
- Multi Lingua – Berufsfachschule für Fremdsprachenberufe
- Staatliche Berufsfachschule für Kinderpflege
- Staatliche Berufsfachschule für Ernährung und Versorgung
- Staatliche Berufsfachschule für Sozialpflege
- Berufsfachschule für Diätassistenten Bayreuth der Gemeinnützigen Gesellschaft für soziale Dienste–DAA-mbH
- Berufsfachschule für Ergotherapie Bayreuth der Gemeinnützigen Gesellschaft für soziale Dienste–DAA-mbH
- Berufsfachschule für Physiotherapie Krankenhauszweckverband Bayreuth
- Berufsfachschule für Medizinisch-Technische Laboratoriumsassistentinnen und -assistenten (MTLA) Krankenhauszweckverband Bayreuth
- Berufsfachschule für Krankenpflege und Krankenpflegehilfe am Klinikum Bayreuth GmbH
- Berufsfachschule für Kinderkrankenpflege am Klinikum Bayreuth GmbH
- Berufsfachschule für Krankenpflege am Bezirkskrankenhaus Bayreuth
- Berufsfachschule für Altenpflege und Altenpflegehilfe des Bayerischen Roten Kreuzes Kreisverband Bayreuth
- Berufsfachschule für Altenpflege und Altenpflegehilfe des bfz GmbH
- Berufsfachschule für Notfallsanitäter des Bayerischen Roten Kreuzes Bayreuth

#### Fachschulen
- Fachschule für Heilerziehungspflege Gemeinnützige Gesellschaft für soziale Dienste – DAAmbh
- Fachschule für Heilerziehungspflegehilfe Gemeinnützige Gesellschaft für soziale Dienste – DAAmbH
- Landwirtschaftsschule Bayreuth Abteilung Landwirtschaft und Hauswirtschaft
- Fachschule für Fahrzeugtechnik und Elektromobilität (Technikerschule)

#### Wirtschaftsschulen
- Städtische Wirtschaftsschule: Am 1. Oktober 1920 als Städtische Handelsschule gegründet, war sie bis 1938 im Küchengebäude des Neuen Schlosses am Glasenappweg untergebracht. Nach weiteren Stationen zog sie 1982 in die Räume einer ehemaligen Textilfabrik („Schiesserhaus“) in der Brandenburger Straße. Im Schuljahr 2020/21 wurden 146 Schüler und 156 Schülerinnen unterrichtet.[460]
- Private Wirtschaftsschule der gem. Schul-GmbH

#### Volksschulen
- Graser-Grundschule
- Grundschule Bayreuth-Herzoghöhe
- Jean-Paul-Grundschule
- Grundschule Laineck
- Grundschule Bayreuth-Lerchenbühl
- Luitpold-Grundschule
- Grundschule Bayreuth-Meyernberg
- Grundschule St. Georgen
- Grundschule Bayreuth-St. Johannis
- Albert-Schweitzer-Mittelschule Bayreuth
- Mittelschule Bayreuth-Altstadt
- Mittelschule Bayreuth–St. Georgen

#### Sonstige Schulen
- Dietrich-Bonhoeffer-Schule (private Schule zur Lernförderung)
- Dr.-Kurt-Blaser-Schule (private Schule zur Lebensbewältigung)
- Markgrafenschule (Schule des Bezirks Oberfranken zur Sprachförderung) mit 130 Schülern in elf Klassen im Jahr 2018.[461] Die Schule im  Stadtteil Sankt Georgen ging aus der Taubstummensanstalt Bayreuth hervor, deren Wurzeln bis ins Jahr 1781 zurückreichen. 1825 integrierte Johann Baptist Graser die Schule in die Volksschule in der Münzgasse, 1875 bezog sie ein erstes eigenes Gebäude in der Dammallee. Nach einer Zwischenstation in der heutigen Rathenaustraße wurde 1913 ein Schulhaus am heutigen Standort in der Markgrafenallee eingeweiht.[462] In den Jahren 2008 bis 2012 wurde das alte Gebäude durch einen Neubau ersetzt.[463]
- Staatliche Schule für Kranke
- Janusz-Korczak-Schule Private Schule zur Erziehungshilfe (Grund- und Teilhauptschule)
- Berufsschule zur sonderpädagogischen Förderung
- Private Montessori-Schule Bayreuth (staatlich anerkannte integrative Grund- und Hauptschule)
- Bayreuther Berufsfachschule für Kosmetik
- Städtische Musikschule
- Euro-Schulen Bayreuth (Deutschgrundlehrgänge für Aussiedler und Asylberechtigte, Kurse der beruflichen Weiterbildung, Fremdsprachenkurse für Firmen- und Privatkunden sowie Übersetzungsdienste)

#### Bibliotheken und Archive
- Bibliothek des Bundesarchivs
- Bibliothek des Deutschen Freimaurermuseums
- Deutsche Bibliothek für Kurzschrift, Textverarbeitung und Maschinenschreiben
- Nationalarchiv der Richard-Wagner-Stiftung
- Stadtarchiv

Öffentliches Archiv zur Geschichte der Stadt Bayreuth im Hof der Spitalkirche, Maximilianstraße 64
- Stadtbibliothek mit Jugendbücherei

Öffentliche Bibliothek mit Veranstaltungsräumen und Lesecafé Samocca im Haus der Bildung RW21, Richard-Wagner-Straße 21. Im „Sprachencafé“ treffen sich (anmeldungsfrei und unentgeltlich) regelmäßig u. a. offene Konversationsgruppen verschiedener Fremdsprachen.
- Universitätsbibliothek Bayreuth

Öffentliche Bibliothek auf dem Campus der Universität

#### Sonstige Bildungseinrichtungen
- Industrie- und Handelskammer für Oberfranken – Bildungszentrum
- Handwerkskammer für Oberfranken – Berufsbildungs- und Technologiezentrum
- Deutsche Angestellten-Akademie (DAA) – Bildungswerk der DAG e. V.
- Deutsches Erwachsenen-Bildungswerk e. V. (DEB)
- Institut für berufliche Bildung (BDP)
- Berufliche Fortbildungszentren der Bayerischen Wirtschaft gGmbH (bfz)
- Verwaltungs- und Wirtschaftsakademie Bayreuth, Zweigakademie der Verwaltungs- und Wirtschaftsakademie Nürnberg
- Akademie Handel, Bildungszentrum des Bayerischen Handels e. V.
- TÜV Akademie GmbH Training Center Bayreuth
- Ausbildungsstätte für Stenografie und PC-Maschinenschreiben des Stenografenvereins Bayreuth e. V.
- Landwirtschaftliche Lehranstalten des Bezirks Oberfranken – Landmaschinenschule
- Evang.-Luth. Predigerseminar
- Medienzentrum Bayreuth – Unterrichtsmedien und digitale Geräte für Schulen und Bildungseinrichtungen (Kindergärten, Vereine) in der Stadt und im Landkreis Bayreuth

#### Einrichtungen der Erwachsenenbildung
- Volkshochschule der Stadt Bayreuth
- Evangelisches Bildungswerk Bayreuth/Bad Berneck/Pegnitz e. V.
- Evangelische Familien-Bildungsstätte plus Mehrgenerationenhaus Bayreuth
- Seniorenbildungshaus Kirchplatztreff
- Katholische Erwachsenenbildung in der Stadt Bayreuth e. V. (KEB)

#### Akkreditierungsagentur
Bayreuth ist auch Sitz von ACQUIN, einer der sechs Akkreditierungsagenturen, die im Auftrag der Stiftung zur Akkreditierung von Studiengängen in Deutschland die fachlich-inhaltliche Begutachtung von Studiengängen mit den Abschlüssen Bachelor/Bakkalaureus und Master/Magister national und international leisten.

#### Forschungseinrichtungen
Seit 1989 bestehen das Bayreuther Institut für Terrestrische Ökosystemforschung (BITÖK) und sein Nachfolger Bayreuther Zentrum für Ökologie und Umweltforschung BayCEER. Als eines von nur drei Instituten zur Ökosystemforschung in Deutschland gegründet, bilden heute Ökologie und Umweltwissenschaften die interdisziplinären Forschungsschwerpunkte.
Bayreuth ist Sitz des Kompetenzzentrums für Neue Materialien. Die Neue Materialien Bayreuth GmbH (NMB) ist ein Dienstleistungsunternehmen, das an Innovationen interessierte Firmen in Werkstofffragen berät und anwendungstechnisch unterstützt.
Mit der Überreichung des Zuwendungsbescheides (ZWB) am 2. März 2006 in der Industrie- und Handelskammer (IHK) für Oberfranken fiel der Startschuss für die Fraunhofer-Projektgruppe Prozessinnovation für Unternehmen des ostbayerischen Raumes (PRINZ).
Die Bayerische Akademie der Wissenschaften, Kommission für Mundartforschung, betrieb bis März 2012 das Ostfränkische Wörterbuch in Bayreuth (heute in Fürth). Die Stadt Bayreuth ist weiterhin „Korporativ Förderndes Mitglied“ der Max-Planck-Gesellschaft.

### Garnison

Neue Kasernbrücke, Bahnhofstraße und Mainkaserne, um 1900

Über Jahrhunderte war Bayreuth auch Garnisonsstadt. Anfangs waren im Ort markgräfliche Haustruppen stationiert; der letzte Markgraf Karl Alexander entsendete Soldaten an der Seite der Engländer in den Amerikanischen Unabhängigkeitskrieg. 1792 bis 1806 wurden daraus Verbände der preußischen Armee, nämlich das brandenburgische Infanterie-Regiment von Voit und danach das Füsilier-Bataillon von Requard. Zwei Jahre lang war das Grevenitz’sche Infanterie-Regiment unter Oberst von Bonin in Bayreuth stationiert. Nach vierjähriger Besetzung durch Truppen des französischen Kaiserreichs lagen ab 1810 Verbände der Königlich Bayerischen Armee in Bayreuth. Am 9. März 1812 rückten die Bayreuther Chevaulegers in einer Stärke von 529 Reitern an der Seite Frankreichs nach Russland ab. Nach der Schlacht bei Borissow bestand das Bayreuther Regiment nur noch aus einem Leutnant und 42 Mann ohne Pferde.
Von 1810 bis 1866 waren Teile des 13. Infanterie-Regiments, von 1866 bis 1919 das 7. Infanterie-Regiment in Bayreuth stationiert, von 1832 bis 1866 zusätzlich Teile des 5. Chevaulegers-Regiments und von 1866 bis 1919 das 6. Chevaulegers-Regiment. Am 15. Juli 1900 brachen Bayreuther Soldaten nach China auf, um an der Niederschlagung des Boxeraufstands mitzuwirken.
1920 bis 1935 stand das III. Bataillon des 21. (Bayerischen) Infanterie-Regiments der Reichswehr in Bayreuth, aus dem das Infanterieregiment 42 der Wehrmacht hervorging. Nach dem Zweiten Weltkrieg waren Einheiten der US-Armee, ab 1957 zusätzlich Truppen der Bundeswehr und des Bundesgrenzschutzes (BGS) vor Ort. 1964 wurde am nordöstlichen Stadtrand die neugebaute Markgrafenkaserne der Bundeswehr übergeben.
Mit dem Ende des Kalten Krieges endete Anfang der 1990er Jahre weitgehend die Garnisonstradition der Stadt, als die Markgrafenkaserne der Bundeswehr mit dem Panzerartilleriebataillon 125 (Panzerbrigade 12), dem Panzergrenadierbataillon 102, den „Bayreuther Jägern“ (Panzergrenadierbrigade 10) und dem II./Luftwaffenausbildungsregiment 3 sowie die Röhrenseekaserne der US-Armee (2nd Armored Cavalry Regiment) aufgegeben wurden. Nur die ehemalige Bundesgrenzschutzabteilung, jetzt Bundespolizeiabteilung, befindet sich noch in ihrer Unterkunft neben der Markgrafenkaserne.

## Persönlichkeiten

### Söhne und Töchter der Stadt

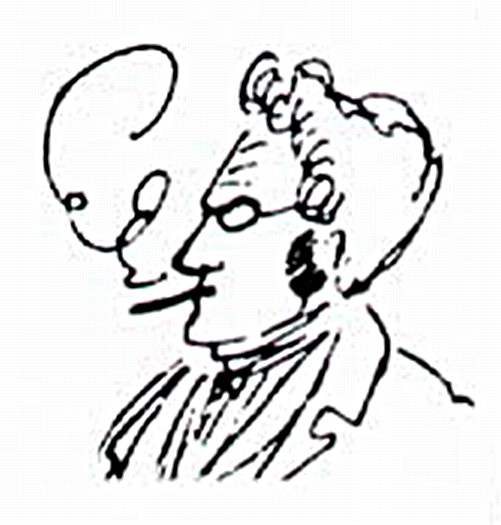
Max Stirner, Ausschnitt aus einer Karikatur von Friedrich Engels (1842)

Bekannteste gebürtige Bayreuther sind der Philosoph Max Stirner, die Politiker Heinrich von Gagern und Wilhelm Leuschner sowie der Schriftsteller Max von der Grün.

### Persönlichkeiten, die in Bayreuth gelebt und gewirkt haben
Unter den Menschen, die in Bayreuth lebten und wirkten, ohne Kinder der Stadt zu sein, ragen drei heraus: die Markgräfin Wilhelmine von Bayreuth, der Komponist Richard Wagner und der Dichter Jean Paul.

### Ehrenbürger
Zu den Ehrenbürgern der Stadt gehören der Reichskanzler Otto von Bismarck, der Dirigent Arturo Toscanini und der Komponist Richard Strauss. Alexander Friedrich Wilhelm von Württemberg wurde 1851 als Erstem die Bayreuther Ehrenbürgerwürde verliehen; erste Frau, die sie erhielt, war 1911 Cosima Wagner. Unter den 44 Ehrenbürgern (Stand 2019) sind nur sechs weiblichen Geschlechts.
Alle Verleihungen der Jahre 1933 bis 1937 erfolgten in der Zeit des Nationalsozialismus. Allein 1933 wurden zwölf Personen, darunter am 23. März jenes Jahres Adolf Hitler, auf diese Weise geehrt. Vier dieser Personen sowie Houston Stewart Chamberlain wurde die Ehrenbürgerwürde postum wieder aberkannt.

## Auszeichnungen der Stadt
Seit 1960 verleiht die Stadt Bürgermedaillen und Ehrenringe an Persönlichkeiten, die sich durch besonderes Wirken für das Wohl der Stadt eingesetzt haben. Die mit einer Goldenen Bürgermedaille Ausgezeichneten müssen Bürger der Stadt Bayreuth sein. Die mit einem Goldenen Ehrenring Ausgezeichneten müssen nicht Bürger der Stadt Bayreuth sein.

## Sonstiges
- Eine umstrittene Bezeichnung für die Bayreuther ist „Mohrenwäscher“. Laut einer Mundartgeschichte soll um das Jahr 1865 herum ein Schausteller vor dem Markgräflichen Opernhaus einen Afrikaner vorgeführt haben. Da Bürger Zweifel an der Echtheit seiner dunklen Hautfarbe äußerten, wurde der Ärmste an den Roten Main geführt, wo ihn ein Polizist einseifte und mit einer Wurzelbürste schrubbte.[471]
- Bei den ersten Festspielen im August 1876 musste die Aufführung von Richard Wagners Oper Siegfried mit einem Drachen auskommen, dessen Kopf direkt auf den Rumpf montiert war. Der eigens von einer Londoner Spezialfirma angefertigte lange Hals des Lindwurms war versehentlich nach Beirut verschifft worden.[472]
- Bayreuth ist der Name des am 2. Mai 2003 in Dienst gestellten Patrouillenbootes der Bundespolizei mit der Hull-Number BG 25.[473] Das Schiff der Bad-Bramstedt-Klasse wurde 2017 von Cuxhaven nach Neustadt in Holstein verlegt und fährt nun im Rahmen der Küstenwache Seestreife in der Ostsee. Das Schiff und die Stadt sind durch eine Patenschaft verbunden.
- Ende April 1969 wurde in Anwesenheit fast des gesamten Bayreuther Stadtrats auf dem Flughafen Nürnberg ein Flugzeug der Lufthansa von der Ehefrau des Oberbürgermeisters auf den Namen Bayreuth getauft. Der Taufflug mit den Gästen an Bord führte über die Stadt, die in nur 200 m Höhe in einer Schleife überflogen wurde.[474]
- Bayreuth war der Name eines Airbus A 340-311 der Lufthansa, der unter dem Kennzeichen D-AIGK am 23. Dezember 1994 in Dienst gestellt wurde. 2013 wurde die Maschine an die iranische Fluggesellschaft Mahan Air verkauft.[475]
- Bayreuth ist der Name eines Airbus A 321-231 der Lufthansa, der unter dem Kennzeichen D-AIDB am 23. Dezember 2010 in Dienst gestellt wurde.
- Bayreuth 1 ist der Titel des 1998 veröffentlichten Albums des deutschen Musikers Joachim Witt. Im Jahre 2000 folgte das Album mit dem Titel Bayreuth 2 und 2006 (nach einigen Alben mit anderen Titeln) dann Bayreuth 3.
- Die Bayreuther Hütte liegt auf einer Höhe von 1576 m ü. A. oberhalb der Ortschaften Münster und Kramsach im Rofangebirge in Tirol und befindet sich im Besitz der DAV-Sektion Bayreuth. Sie ist Stützpunkt für Wanderungen zu den umliegenden Gipfeln und für zahlreiche Klettertouren.
- Die Handlung der Folge Ein Tag wie jeder andere der Fernsehreihe Tatort spielt in Bayreuth, der Film wurde weitgehend dort gedreht.[476]
- Im Jahr 2024 war Bayreuth mit 0,11 Blitzen pro Quadratkilometer die Stadt mit der geringsten Blitzdichte in Deutschland.[477]

## Wahrnehmung
- Vicco von Bülow alias Loriot im Interview: „Was ist für Sie das vollkommene Glück?“ – „Bayreuth (Ankunft)“. „Das größte Unglück?“ – „Bayreuth (Abfahrt)“.
- Friedrich Nietzsche in einem Brief an Malwida von Meysenbug 1873: „Ich denke immer noch, irgendwann einmal sitzen wir alle in Bayreuth zusammen und begreifen gar nicht mehr, wie man es anderswo aushalten konnte.“[478]
- Voltaire beschrieb die Stadt 1743 bei einem Besuch: „Bayreuth ist eine wunderliebe Stadt. Man kann hier alle Annehmlichkeiten des Hofes ohne die Unannehmlichkeiten der großen Welt genießen.“
- Jean Paul bezeichnete Bayreuth 1793 in einer Liebeserklärung als: „Du liebes Bayreuth, auf einem so schön gearbeiteten, so grün angestrichenen Präsentierteller von Gegend einem dargeboten – man sollte sich einbohren in dich, um nimmer heraus zu können.“ 1807, drei Jahre nach seinem Umzug in die Stadt, schrieb er ernüchtert, er verdanke Bayreuth nichts als „Gegend, Bier und Langeweile“. Acht Jahre später fiel gar der böse Satz: „Alles Tote lebt hier, aber alles Lebende ist tot“.[479]
- Theodor Fontane berichtete über die Festspielsaison 1889 von „fürchterlichen Gerüchen“ und schrieb an seine Frau: „Die Stadt und das Leben hier sind hochinteressant. Vergorene Residenz, malerisches Drecknest und dazwischen das denkbar feinste und intelligenteste Publikum.“[480]
- Mark Twain, der mit einer Reisegruppe Anfang August 1891 Bayreuth und Aufführungen von Parsifal und Tannhäuser besuchte, sagte, „Bayreuth ist nicht mehr als ein großes Dorf“, fand, nichts könne „vollkommener und befriedigender sein als eine Wagner-Oper ohne Gesang“, schrieb, er habe 1891 in Bayreuth angesichts der gastronomischen Unzulänglichkeiten „täglich ums Überleben kämpfen“ müssen.[481][482]
- Für Thomas Mann war die Stadt ein „Ort suggestiven Schwindels“, für George Bernhard Shaw eine „furchtbar stumpfsinnige Kleinstadt“,[483] für Alban Berg „ein leerer Wahn“.
- Auch in den Augen der Schriftstellerinnen Virginia Woolf, die 1909 zwei Wochen lang in Bayreuth weilte,[484] und Colette, die in ihrem autobiografischen Roman Claudine geht einen Aufenthalt beschrieb, fanden die Stadt und ihre Bewohner keine Gnade. Woolf schrieb,[485] dass die Einheimischen „enorm viel“ essen, „große Stücke Braten mit viel Fett“, sie „unförmig“ seien und ihre Gesichter „rot und teigig“.
- Der Satiriker Wiglaf Droste nannte Bayreuth ein „deutsches Kaff“, ein „geistiges Erdloch“ sowie einen „Kuhdunghaufen, aus dem turnusmäßig Größenwahnfried quillt“.[483] Den Israelis legte er nahe, statt Beirut doch Bayreuth zu bombardieren.[486]
- Dennis Sand skizzierte in der Zeitung Die Welt unter der Überschrift „Warum Bayreuth die urdeutsche Hölle auf Erden ist“ das Psychogramm einer von den Festspielen abgesehen eher „kulturlosen“ Stadt mit drei Parallelwelten, geteilt in die Festspielgesellschaft, die Studenten und die Einwohner, die allem Neuen und Fremden gegenüber verschlossen seien.[487]